# Liste der DIN-Normen/DIN 50000 bis DIN 99999

Logo des Deutschen Instituts für Normung

Die Normenliste DIN 50000 bis DIN 99999 listet aktuelle Normen und viele historische Norm-Ausgaben des Nummernbereichs 50001 bis 100000.
DIN – Deutsches Institut für Normung e. V. – ist die nationale Normungsorganisation der Bundesrepublik Deutschland mit Sitz in Berlin.
Erläuterungen zur Liste
- Die Liste erhebt keinen Anspruch auf Vollständigkeit
- Die Liste erhebt keinen Anspruch auf Aktualität
- Bei den durchgestrichenen Normen handelt es sich um historische Normausgaben, die nicht mehr gültig sind
- Die Normtitel werden in der zum Zeitpunkt der Herausgabe der betreffenden Norm gültigen Rechtschreibung geführt

## DIN 50000–59999
- DIN 50017 Kondenswasser-Prüfklimate, ersetzt durch DIN EN ISO 6270-2
- DIN 50018 Prüfung im Kondenswasser-Wechselklima mit schwefeldioxidhaltiger Atmosphäre
- DIN 50021 Sprühnebelprüfungen mit verschiedenen Natriumchlorid-Lösungen, ersetzt durch DIN EN ISO 9227
- DIN 50022 Metallische und andere anorganische Überzüge - Schichtpotentialmessung von galvanischen Mehrfach-Nickelschichtsystemen (STEP-Test)
- DIN 50049 Arten von Prüfbescheinigungen, August 1995 ersetzt durch DIN EN 10204
- DIN 50050 Prüfung von Werkstoffen; Brennverhalten von Werkstoffen
  - Teil 1 Kleiner Brennkasten
  - Teil 2 Großer Brennkasten
- DIN 50051 Prüfung von Werkstoffen; Brennverhalten von Werkstoffen, Brenner
- DIN 50055 Lichtmeßstrecke für Rauchentwicklungsprüfungen
- DIN 50100 Werkstoffprüfung; Dauerschwingversuch, Begriffe, Zeichen, Durchführung, Auswertung
- DIN 50103 Prüfung metallischer Werkstoffe – Härteprüfung nach Rockwell
  - Teil 3 Modifizierte Rockwell-Verfahren Bm und Fm für Feinblech aus Stahl
- DIN 50104 Innendruckversuch an Hohlkörpern; Dichtheitsprüfung bis zu einem bestimmten Innendruck; Allgemeine Festlegungen
- DIN 50106 Prüfung metallischer Werkstoffe; Druckversuch
- DIN 50113 Prüfung metallischer Werkstoffe; Umlaufbiegeversuch
- DIN 50115 Prüfung metallischer Werkstoffe; Kerbschlagbiegeversuch; Besondere Probenform und Auswerteverfahren, ersetzt durch DIN EN ISO 148-1 und DIN EN ISO 148-1 Beiblatt 1
- DIN 50116 Prüfung von Zink und Zinklegierungen; Schlagbiegeversuch
- DIN 50125 Prüfung metallischer Werkstoffe – Zugproben
- DIN 50131 Prüfung metallischer Werkstoffe; Schwindmaßbestimmung
- DIN 50134 Prüfung von metallischen Werkstoffen – Druckversuch an metallischen zellularen Werkstoffen
- DIN 50142 Prüfung metallischer Werkstoffe; Flachbiegeschwingversuch
- DIN 50145 Zugversuch für metallische Werkstoffe, ersetzt durch DIN EN ISO 6892-1 und DIN EN ISO 6892-2
- DIN 50150 Prüfung von Stahl und Stahlguss; Umwertungstabelle für Vickershärte, Brinellhärte, Rockwellhärte und Zugfestigkeit, ersetzt durch DIN EN ISO 18265
- DIN 50154 Zugversuch ohne Feindehnungsmessung an Folien und Bändern aus Aluminium und Aluminium-Knetlegierungen mit einer Dicke bis zu 0,179 mm
- DIN 50157 Metallische Werkstoffe – Härteprüfung mit tragbaren Härteprüfgeräten, die mit mechanischer Eindringtiefenmessung arbeiten
  - Teil 1 Prüfverfahren
  - Teil 2 Prüfung und Kalibrierung der Härteprüfgeräte
- DIN 50158 Metallische Werkstoffe – Härteprüfung mit tragbaren Härteprüfgeräten, die mit elektrischer Eindringtiefenmessung arbeiten
  - Teil 1 Prüfverfahren
  - Teil 2 Prüfung und Kalibrierung der Härteprüfgeräte
- DIN 50159 Metallische Werkstoffe – Härteprüfung nach dem UCI-Verfahren
  - Teil 1 Prüfverfahren
  - Teil 2 Prüfung und Kalibrierung der Härteprüfgeräte
- DIN 50162 Prüfung plattierter Stähle; Ermittlung der Haft-Scherfestigkeit zwischen Auflagewerkstoff und Grundwerkstoff im Scherversuch
- DIN 50190 Lasertechnik – Härtetiefe wärmebehandelter Teile
  - Teil 3 Ermittlung der Nitrierhärtetiefe
  - Teil 4 Ermittlung der Schmelzhärtetiefe und der Schmelztiefe
- DIN 50280 Laufversuch an Radialgleitlagern; Allgemeines
- DIN 50282 Gleitlager; Das tribologische Verhalten von metallischen Gleitwerkstoffen, Kennzeichnende Begriffe
- DIN 50315 Prüfung metallischer Strahlmittel durch Schleuderstrahlen - Verschleißprüfung, Wirkungsprüfung
- DIN 50320 Verschleiß: Begriffe, Systemanalyse von Verschleißvorgängen, Gliederung des Verschleißgebietes, November 1997 ersatzlos zurückgezogen
- DIN 50450 Prüfung von Materialien für die Halbleitertechnologie; Bestimmung von Verunreinigungen in Träger- und Dotiergasen
  - Teil 1 Bestimmung der Wasserverunreinigung in Wasserstoff, Sauerstoff, Stickstoff, Argon und Helium mittels einer Diphosphorpentoxidzelle
  - Teil 2 Bestimmung der Sauerstoffverunreinigung in Stickstoff, Argon, Helium, Neon und Wasserstoff mittels einer galvanischen Meßzelle
  - Teil 3 Bestimmung von Methanverunreinigungen in Wasserstoff, Sauerstoff, Stickstoff, Argon und Helium mit einem Flammenionisationsdetektor (FID)
  - Teil 4 Bestimmung von C1-C3-Kohlenwasserstoffen in Stickstoff mit Gaschromatographie
  - Teil 9 Bestimmung von Sauerstoff, Stickstoff, Kohlenstoffmonooxid, Kohlenstoffdioxid, Wasserstoff und C1-C3-Kohlenwasserstoffen in Chlorwasserstoff mit
- DIN 50451 Prüfung von Materialien für die Halbleitertechnologie – Bestimmung von Elementspuren in Flüssigkeiten
  - Teil 1 Silber (Ag), Gold (Au), Calcium (Ca), Kupfer (Cu), Eisen (Fe), Kalium (K) und Natrium (Na) in Salpetersäure mittels AAS
  - Teil 2 Calcium (Ca), Cobalt (Co), Chrom (Cr), Kupfer (Cu), Eisen (Fe), Nickel (Ni) und Zink (Zn) in Flusssäure mittels Plasma-angeregter Emissionsspektrometrie
  - Teil 3 Aluminium (Al), Cobalt (Co), Kupfer (Cu), Natrium (Na), Nickel (Ni) und Zink (Zn) in Salpetersäure mittels ICP-MS
  - Teil 4 Bestimmung von 34 Elementen in hochreinem Wasser durch Massenspektrometrie mit induktiv gekoppeltem Plasma (ICP-MS)
  - Teil 5 Leitlinie zur Auswahl von Werkstoffen und Prüfung ihrer Eignung für Geräte zur Probenahme und Probenvorbereitung für die Elementspuren-Bestimmung im Bereich von Mikrogramm je Kilogramm und Nanogramm je Kilogramm
  - Teil 6 Bestimmung von 36 Elementen in hochreiner Ammoniumfluorid-Lösung (NH₄F) und Ätzmischungen aus hochreiner Ammoniumfluorid-Lösung mit Flusssäure
- DIN 50452 Prüfung von Materialien für die Halbleitertechnologie – Verfahren zur Teilchenanalytik in Flüssigkeiten
  - Teil 1 Mikroskopische Teilchenbestimmung
  - Teil 2 Teilchenbestimmung mit optischen Durchflusspartikelzählern
  - Teil 3 Kalibrierung von optischen Durchflußpartikelzählern
- DIN 50453 Prüfung von Materialien für die Halbleitertechnologie; Bestimmung der Ätzraten von Ätzmischungen
  - Teil 1 Silicium-Einkristalle; Gravimetrisches Verfahren
  - Teil 2 Siliciumdioxid-Schichten; Optisches Verfahren
- DIN 50455 Prüfung von Materialien für die Halbleitertechnologie - Verfahren zur Charakterisierung von Fotolacken
  - Teil 1 Bestimmung der Schichtdicke mit optischen Messverfahren
  - Teil 2 Bestimmung der Lichtempfindlichkeit von Positiv-Fotolacken
- DIN 50460 Bestimmung der magnetischen Eigenschaften von weichmagnetischen Werkstoffen; Allgemeines, Begriffe, Grundlagen der Prüfverfahren
- DIN 50472 Prüfung von Dauermagneten; Bestimmung der magnetischen Flußwerte im Arbeitsbereich
- DIN 50504 Chemische Analyse von Kupfer und Kupferlegierungen; Photometrische Bestimmung von Eisen in Kupfer und Kupferlegierungen mit höchstens 0,4 % Eisen
- DIN 50506 Chemische Analyse von Kupfer und Kupferlegierungen; Photometrische Bestimmung von Nickel in Kupferlegierungen mit höchstens 2,5 % Nickel
- DIN 50507 Chemische Analyse von Kupfer und Kupferlegierungen; Bestimmung des Bleigehaltes, Verfahren durch Extraktionstitration
- DIN 50508 Chemische Analyse von Kupfer und Kupferlegierungen; Bestimmung von Zinn als Legierungselement, Maßanalytisches Verfahren
- DIN 50510 Chemische Analyse von Kupfer und Kupferlegierungen; Bestimmung des Arsengehaltes in Kupfer und Kupferlegierungen, Photometrisches Verfahren
- DIN 50550 Zink und Zinklegierungen; Bestimmung von Indium und Thallium durch Atomabsorptionsspektrometrie
- DIN 50600 Prüfung metallischer Werkstoffe; Metallographische Gefügebilder, Abbildungsmaßstäbe und Formate
- DIN 50905 Korrosion der Metalle – Korrosionsuntersuchungen
  - Teil 1 Grundsätze
  - Teil 2 Korrosionsgrößen bei gleichmäßiger Flächenkorrosion
  - Teil 3 Korrosionsgrößen bei ungleichmäßiger und örtlicher Korrosion ohne mechanische Belastung
  - Teil 4 Durchführung von chemischen Korrosionsversuchen ohne mechanische Belastung in Flüssigkeiten im Laboratorium
- DIN 50908 Prüfung der Beständigkeit von Aluminium-Knetwerkstoffen gegen Spannungsrißkorrosion
- DIN 50914 Prüfung nichtrostender Stähle auf Beständigkeit gegen interkristalline Korrosion, Kupfersulfat-Schwefelsäure-Verfahren, ersetzt durch DIN EN ISO 3651-2
- DIN 50915 Prüfung von unlegierten und niedriglegierten Stählen auf Beständigkeit gegen interkristalline Spannungsrißkorrosion in nitrathaltigen Angriffsmitteln; Geschweißte und ungeschweißte Werkstoffe
- DIN 50916 Prüfung von Kupferlegierungen; Spannungsrißkorrosionsversuch mit Ammoniak
  - Teil 1 Prüfung von Rohren, Stangen und Profilen
  - Teil 2 Prüfung von Bauteilen
- DIN 50918 Korrosion der Metalle; Elektrochemische Korrosionsuntersuchungen
- DIN 50919 Korrosion der Metalle - Korrosionsuntersuchungen der Bimetallkorrosion in Elektrolytlösungen
- DIN 50920 Korrosion der Metalle; Korrosionsuntersuchungen in strömenden Flüssigkeiten
  - Teil 1 Allgemeines
- DIN 50923 Galvanische Überzüge – Duplex-Systeme aus Zink- oder Zinklegierungsüberzügen mit organischen Beschichtungen auf Eisenwerkstoffen
- DIN 50926 Korrosion der Metalle; Kathodischer Korrosionsschutz mit Fremdstrom im Sohlebereich von Heizölbehältern aus unlegiertem Stahl
- DIN 50927 Planung und Anwendung des elektrochemischen Korrosionsschutzes für die Innenflächen von Apparaten, Behältern und Rohren (Innenschutz)
- DIN 50928 Korrosion der Metalle; Prüfung und Beurteilung des Korrosionsschutzes beschichteter metallischer Werkstoffe bei Korrosionsbelastung durch wäßrige Korrosionsmedien
- DIN 50929 Korrosion der Metalle - Korrosionswahrscheinlichkeit metallener Werkstoffe bei äußerer Korrosionsbelastung
  - Teil 1 Allgemeines
  - Teil 2 Installationsteile innerhalb von Gebäuden
  - Teil 3 Rohrleitungen und Bauteile in Böden und Wässern
    - Beiblatt 1 Korrosionsraten von Bauteilen in Gewässern
- DIN 50930 Korrosion der Metalle – Korrosion metallischer Werkstoffe im Innern von Rohrleitungen, Behältern und Apparaten bei Korrosionsbelastung durch Wässer
  - Teil 6 Beeinflussung der Trinkwasserbeschaffenheit
- DIN 50933 Messung von Schichtdicken - Messung der Dicke von Schichten durch Differenzmessung mit einem Taster
- DIN 50934 Korrosion der Metalle - Verfahren zur Beurteilung der Wirksamkeit von Wasserbehandlungsanlagen zum Korrosionsschutz
  - Teil 1 Allgemeines
  - Teil 2 Anlagen zur Verminderung der Abgabe von Korrosionsprodukten an das Trinkwasser
  - Teil 3 Feldversuche zum Abbau von Korrosionsprodukten aus inkrustierten Rohrleitungen
  - Teil 4 Technikumsversuche zum Abbau von Korrosionsprodukten aus inkrustierten Rohrleitungen
- DIN 50935 Chrom(VI)-freies Passivieren von Nichteisenmetallen
  - Teil 1 Zinkdruckguss
  - Teil 2 Aluminium und Aluminiumlegierungen
- DIN 50938 Brünieren von Bauteilen aus Eisenwerkstoffen – Anforderungen und Prüfverfahren
- DIN 50957 Prüfung galvanischer Bäder; Galvanisierungsprüfung mit der Hull-Zelle, Allgemeine Grundsätze
  - Teil 1 Standard-Hull-Zelle
- DIN 50958 Galvanische Überzüge – Modifizierte Corrodkote-Korrosionsprüfung (mod. CORR-Test)
- DIN 50960 Galvanische Überzüge
  - Teil 2 Zeichnungsangaben
- DIN 50961 Galvanische Überzüge – Zinküberzüge auf Eisenwerkstoffen – Begriffe, Korrosionsprüfung und Korrosionsbeständigkeit
- DIN 50962 Galvanische Überzüge – Chromatierte Zinklegierungsüberzüge auf Eisenwerkstoffen
- DIN 50965 Galvanische Überzüge – Zinnüberzüge auf Eisen- und Kupferwerkstoffen
- DIN 50969 Vermeidung fertigungsbedingter wasserstoffinduzierter Sprödbrüche bei hochfesten Bauteilen aus Stahl
  - Teil 1 Vorbeugende Maßnahmen
  - Teil 2 Prüfungen
- DIN 50970 Elektrolytisch erzeugte Überzüge – Nickelchemikalien für Nickelbäder – Anforderungen und Prüfung
- DIN 50971 Elektrolytisch erzeugte Überzüge – Chemikalien für cyanidische und/oder alkalische Bäder – Anforderungen und Prüfung
- DIN 50972 Elektrolytisch erzeugte Überzüge – Kupfersulfat für Kupferbäder – Anforderungen und Prüfung
- DIN 50973 Elektrolytisch erzeugte Überzüge; Säuren für galvanische Bäder; Anforderungen
- DIN 50977 Messung von Schichtdicken – Berührungslose Messung der Dicke von Schichten am kontinuierlich bewegten Messgut
- DIN 50978 Prüfung metallischer Überzüge; Haftvermögen von durch Feuerverzinken hergestellten Überzügen
- DIN 50979 Metallische Überzüge – Galvanische Zink- und Zinklegierungsüberzüge auf Eisenwerkstoffen mit zusätzlichen Cr(VI)-freien Behandlungen
- DIN 50986 Messung von Schichtdicken; Keilschnitt-Verfahren zur Messung der Dicke von Anstrichen und ähnlichen Schichten
- DIN 50990 Messung von Schichtdicken; Messung der flächenbezogenen Masse von metallischen Schichten durch Atomabsorptionsspektrometrie; Flammentechnik, F AAS
- DIN 51001 Prüfung oxidischer Roh- und Werkstoffe – Allgemeine Arbeitsgrundlagen zur Röntgenfluoreszenz-Analyse (RFA)
  - Beiblatt 1 Übersicht stoffgruppenbezogener Aufschlussverfahren zur Herstellung von Proben für die RFA
- DIN 51002 Massenspektrometrie mit induktiv gekoppeltem Plasma (ICP-MS)
  - Teil 1 Allgemeine Grundlagen und Begriffe
- DIN 51003 Totalreflektions-Röntgenfluoreszenz-Analyse (TXRF) – Allgemeine Grundlagen und Begriffe
- DIN 51004 Thermische Analyse (TA); Bestimmung der Schmelztemperaturen kristalliner Stoffe mit der Differenzthermoanalyse (DTA)
- DIN 51005 Thermische Analyse (TA) – Begriffe
- DIN 51006 Thermische Analyse (TA) – Thermogravimetrie (TG) – Grundlagen
- DIN 51007 Thermische Analyse (TA); Differenzthermoanalyse (DTA); Grundlagen
- DIN 51008 Optische Emissionsspektrometrie (OES) – Teil
  - Teil 1 Begriffe für Systeme mit Funken und Niederdruckentladungen
    - Beiblatt 1 Erläuterungen

  - Teil 2 Begriffe für Systeme mit Flammen und Plasmen
- DIN 51009 Optische Atomspektralanalyse – Allgemeine Grundlagen und Begriffe
- DIN 51028 Prüfung von Filtersanden für Schutzraumbelüftung - Bestimmung des Strömungswiderstandes
- DIN 51030 Prüfung keramischer Roh- und Werkstoffe - Bestimmung der Trockenbiegefestigkeit von ungebrannten Erzeugnissen
- DIN 51032 Keramik, Glas, Glaskeramik, Email; Grenzwerte für die Abgabe von Blei und Cadmium aus Bedarfsgegenständen
- DIN 51043 Traß; Anforderungen, Prüfung
- DIN 51045 Bestimmung der thermischen Längenänderung fester Körper
  - Teil 1 Grundlagen
  - Teil 2 Prüfung gebrannter feinkeramischer Werkstoffe nach dem Dilatometerverfahren
  - Teil 3 Prüfung ungebrannter feinkeramischer Werkstoffe nach dem Dilatometerverfahren
  - Teil 4 Prüfung gebrannter grobkeramischer Werkstoffe
  - Teil 5 Prüfung ungebrannter grobkeramischer Werkstoffe
- DIN 51060 Feuerfeste keramische Rohstoffe und feuerfeste Erzeugnisse - Definition der Begriffe feuerfest, hochfeuerfest
- DIN 51061 Prüfung keramischer Roh- und Werkstoffe
  - Teil 2 Probenahme keramischer Rohstoffe
  - Teil 3 Probenahme, Feuerfeste Steine
- DIN 51068 Prüfung keramischer Roh- und Werkstoffe - Bestimmung der Temperaturwechselbeständigkeit - Wasserabschreckverfahren für feuerfeste Steine
- DIN 51081 Prüfung oxidischer Roh- und Werkstoffe – Bestimmung der Massenänderung beim Glühen
- DIN 51082 Prüfung keramischer Roh- und Werkstoffe - Bestimmung des pH-Wertes von Suspensionen nichtwasserlöslicher Pulver
- DIN 51084 Prüfung von oxidischen Roh- und Werkstoffen für Keramik, Glas und Glasuren - Bestimmung des Gehaltes an Fluorid
- DIN 51085 Prüfung oxidischer Roh- und Werkstoffe - Bestimmung des Gehaltes an Gesamtschwefel
- DIN 51086 Prüfung von oxidischen Roh- und Werkstoffen für Keramik, Glas und Glasuren
  - Teil 2 Bestimmung von Ag, As, B, Ba, Be, Bi, Ca, Cd, Ce, Co, Cr, Cu, Er, Eu, Fe, La, Mg, Mn, Mo, Nd, Ni, P, Pb, Pr, S, Sb, Se, Sn, Sr, Ti, V, W, Y, Yb, Zn, Zr durch optische Emissionsspektrometrie mit induktiv gekoppeltem Plasma (ICP OES)
  - Teil 3 Spektralphotometrische Bestimmung von Chrom(VI) mit Diphenylcarbazid in Anwesenheit von Chrom(III)
- DIN 51094 Keramische Fliesen und Platten - Prüfung der Lichtechtheit der Färbungen von keramischen Fliesen und Platten für Wand- und Bodenbeläge
- DIN 51097 Prüfung von Bodenbelägen; Bestimmung der rutschhemmenden Eigenschaft; Naßbelastete Barfußbereiche; Begehungsverfahren; Schiefe Ebene
- DIN 51102 Prüfung keramischer Roh- und Werkstoffe
  - Teil 1 Bestimmung der Säurebeständigkeit, Verfahren mit stückigem Prüfgut für Kanalisations-Steinzeug, Regelsetzer empfiehlt Anwendung von DIN EN 295-3
  - Teil 2 Bestimmung der Säurebeständigkeit, Verfahren mit gekörntem Prüfgut, ersetzt durch DIN EN 993-16
- DIN 51103 Prüfung keramischer Roh- und Werkstoffe; Bestimmung der Laugenbeständigkeit, Verfahren mit gekörntem Prüfgut
- DIN 51104 Hochleistungskeramik – Mechanische Eigenschaften monolithischer Keramik bei Raumtemperatur – Bestimmung der Druckfestigkeit
- DIN 51105 Hochleistungskeramik – Mechanische Eigenschaften monolithischer Keramik bei Raumtemperatur – Bestimmung der Doppelring-Biegefestigkeit
- DIN 51130 Prüfung von Bodenbelägen – Bestimmung der rutschhemmenden Eigenschaft – Arbeitsräume und Arbeitsbereiche mit Rutschgefahr, Begehungsverfahren – Schiefe Ebene
- DIN 51131 Prüfung von Bodenbelägen – Bestimmung der rutschhemmenden Eigenschaft – Verfahren zur Messung des Gleitreibungskoeffizienten
- DIN 51175 Emails und Emaillierungen – Bestimmung von thermomechanischen Eigenschaften mittels Schnellprüfverfahren
- DIN 51176 Emails und Emaillierungen – Darstellung und Charakterisierung von Fehlern
  - Teil 1 Chemie- und Apparate-Emails
  - Teil 2 Dünnschicht-Emails
- DIN 51177 Emails und Emaillierungen - Herstellung von Emailproben und Bestimmung des thermischen Ausdehnungskoeffizienten
- DIN 51179 Emails und Emaillierungen - Niederspannungsprüfung zum Nachweis und zur Lokalisierung von Fehlstellen auf profilierten Oberflächen - Schlickermethode
- DIN 51191 Emails und Emaillierungen - Prüfung des Gleitreibungsverschleißes mittels Reibrad
- DIN 51200 Werkstoffprüfmaschinen - Gestalten und Anwenden von Aufnahmevorrichtungen für Proben in Härteprüfgeräten
- DIN 51214 Prüfung von Stahl - Knoten-Zugversuch an Runddrähten
- DIN 51220 Allgemeines zur Anforderung an Werkstoffprüfmaschinen und zu deren Prüfung und Kalibrierung (gilt auch für Zugprüfmaschinen)
- DIN 51222 Prüfung metallischer Werkstoffe - Kerbschlagbiegeversuch - Besondere Anforderungen an Pendelschlagwerke mit einem Nennarbeitsvermögen <= 50 J und deren Prüfung
- DIN 51230 Werkstoffprüfmaschinen; Dynstat-Gerät zur Bestimmung von Biegefestigkeit und Schlagzähigkeit an kleinen Proben
- DIN 51231 Werkstoffprüfmaschinen - Prüfanlagen für Bauteile
  - Teil 1 Aufspannfelder
- DIN 51233 Werkstoffprüfmaschinen - Sicherheitstechnische Festlegungen - Allgemeine Festlegungen
- DIN 51345 Prüfung von schwerentflammbaren Druckflüssigkeiten; Prüfung der Einwirkung auf Metallwerkstoffe
- DIN 51347 Prüfung von Schmierstoffen – Prüfung im Mischreibungsgebiet mit dem Schmierstoffprüfgerät nach Brugger
  - Teil 1 Allgemeine Arbeitsgrundlagen
    - Berichtigung 1

  - Teil 2 Verfahren für Schmieröle
- DIN 51349 Prüfung von Schmierstoffen – Bewertung von Kolben aus motorischen Prüfungen
  - Teil 1 Allgemeines
  - Teil 2 Ottomotoren
  - Teil 3 Dieselmotoren
- DIN 51350 Prüfung von Schmierstoffen – Prüfung im Vierkugel-Apparat
  - Teil 1 Allgemeine Arbeitsgrundlagen
  - Teil 2 Bestimmung der Schweißkraft von flüssigen Schmierstoffen
  - Teil 3 Bestimmung von Verschleißkennwerten flüssiger Schmierstoffe
  - Teil 4 Bestimmung der Schweißkraft von konsistenten Schmierstoffen
  - Teil 5 Bestimmung von Verschleißkennwerten für konsistente Schmierstoffe
  - Teil 6 Bestimmung der Scherstabilität von polymerhaltigen
- DIN 51351 Prüfung von Schmierstoffen – Bestimmung des Flockpunktes von Kältemaschinenölen mit dem Druckrohr-Verfahren
- DIN 51352 Prüfung von Schmierstoffen; Bestimmung des Alterungsverhaltens von Schmierölen
  - Teil 2 Koksrückstand, nach Conradson, nach Alterung mit Durchleiten von Luft in Gegenwart von Eisen(III)-oxid
- DIN 51353 Prüfung von Isolierölen; Prüfung auf korrosiven Schwefel; Silberstreifenprüfung
- DIN 51358 Prüfung von Schmierstoffen - Prüfung von Motoren-Korrosionsschutzölen auf korrosionsverhindernde Eigenschaften - Meerwasser-Tauchprüfung
- DIN 51360 Prüfung von Kühlschmierstoffen; Bestimmung der Korrosionsschutzeigenschaften von wassergemischten Kühlschmierstoffen
  - Teil 1 Herbert-Korrosionsprüfung
  - Teil 2 Späne/Filtrierpapier-Verfahren
- DIN 51363 Prüfung von Mineralölen – Bestimmung des Phosphorgehaltes von Schmierölen und Schmieröl-Wirkstoffen
  - Teil 2 Wellenlängendispersive Röntgenfluoreszenz-Analyse (RFA)
  - Teil 3 Direkte Bestimmung durch optische Emissionsspektralanalyse mit induktiv gekoppeltem Plasma (ICP OES)
- DIN 51366 Prüfung von Mineralöl-Kohlenwasserstoffen; Messung der kinematischen Viskosität mit dem Cannon-Fenske-Viskosimeter für undurchsichtige Flüssigkeiten
- DIN 51367 Prüfung von Kühlschmierstoffen; Prüfung der Beständigkeit in hartem Wasser emulgierter Kühlschmierstoffe
- DIN 51368 Prüfung von Kühlschmierstoffen; Bestimmung des mit Salzsäure abscheidbaren Anteiles von wassergemischten Kühlschmierstoffen
- DIN 51369 Prüfung von Metallbearbeitungsflüssigkeiten – Bestimmung des pH-Wertes von wassergemischten Metallbearbeitungsflüssigkeiten
- DIN 51371 Flüssige Brennstoffe – Bestimmung der thermischen Stabilität von Heizöl EL
- DIN 51375 Prüfung von Schmierstoffen – Bestimmung des Gehaltes an 1,2-Ethandiol in Motorenölen
  - Teil 2 Gaschromatographisches Verfahren
- DIN 51377 Prüfung von Schmierölen – Bestimmung der scheinbaren Viskosität von Motorenschmierölen bei niedriger Temperatur zwischen −5 °C und −35 °C – Mit dem Cold-Cranking-Simulator
- DIN 51378 Prüfung von Mineralölen; Bestimmung der Kohlenstoffverteilung
- DIN 51380 Prüfung von Schmierstoffen; Bestimmung der leichtsiedenden Anteile in gebrauchten Motorenölen; Gaschromatographisches Verfahren
- DIN 51385 Schmierstoffe; Kühlschmierstoffe; Begriffe
- DIN 51389 Prüfung von Schmierstoffen; Mechanische Prüfung von Hydraulikflüssigkeiten in der Flügelzellenpumpe
  - Teil 1 Allgemeine Arbeitsgrundlagen
  - Teil 2 Verfahren A für wasserfreie Hydraulikflüssigkeiten
- DIN 51390 Prüfung von Mineralölerzeugnissen – Bestimmung des Siliciumgehaltes
  - Teil 2 Wellenlängendispersive Röntgenfluoreszenz-Analyse (RFA)
  - Teil 4 Direkte Bestimmung durch optische Emissionsspektralanalyse mit induktiv angekoppeltem Plasma (ICP OES)
- DIN 51391 Prüfung von Schmierstoffen – Bestimmung des Gehaltes an Additivelementen
  - Teil 2 Wellenlängendispersive Röntgenfluoreszenz-Analyse (RFA)
  - Teil 3 Direkte Bestimmung von Ca, Mg, Zn und Ba durch optische Emissionsspektralanalyse mit induktiv gekoppeltem Plasma (ICP OES)
- DIN 51396 Prüfung von Schmierstoffen – Bestimmung von Abriebelementen
  - Teil 1 Direkte Bestimmung durch optische Emissionsspektralanalyse mit induktiv gekoppeltem Plasma (ICP OES)
  - Teil 2 Wellenlängendispersive Röntgenfluoreszenz-Analyse (RFA)
- DIN 51398 Prüfung von Schmierstoffen; Bestimmung der scheinbaren Viskosität von Getriebeölen bei niedriger Temperatur mit dem Brookfield-Viskosimeter (Flüssigkeitsbadmethode)
- DIN 51399 Prüfung von Schmierölen – Bestimmung der Elementgehalte aus Additiven, Abrieb und sonstigen Verunreinigungen
  - Teil 1 Direkte Bestimmung durch optische Emissionsspektralanalyse mit induktiv gekoppeltem Plasma (ICP OES)
  - Teil 2 Wellenlängendispersive Röntgenfluoreszenz-Analyse (RFA)
- DIN 51400 Prüfung von Mineralölen und Brennstoffen – Bestimmung des Schwefelgehaltes (Gesamtschwefel)
  - Teil 1 Allgemeine Arbeitsgrundlagen
  - Teil 2 Verbrennung nach Grote-Krekeler; acidimetrische Titration; gravimetrische Bestimmung
  - Teil 3 Verbrennung nach Schöniger; Thorin-Sulfonazo-III-Titration
  - Teil 4 Verbrennung nach dem Lingener Verfahren; Visuelle Titration, Trübungstitration
  - Teil 7 Mikrocoulometrische Bestimmung, oxidatives Verfahren
  - Teil 10 Direkte Bestimmung durch optische Emissionsspektralanalyse mit induktiv gekoppeltem Plasma (ICP OES)
- DIN 51401 Atomabsorptionsspektrometrie (AAS) – Begriffe
  - Beiblatt 1 Erläuterungen
- DIN 51402 Prüfung der Abgase von Ölfeuerungen
  - Teil 1 Visuelle und photometrische Bestimmung der Rußzahl
  - Teil 2 Fließmittelverfahren zum Nachweis von Ölderivaten
- DIN 51403 Prüfung flüssiger Brennstoffe
  - Teil 2 Bestimmung des Wasserabscheidevermögens von Flug-Turbinenkraftstoffen mit dem transportablen Mikroseparometer (MSEP-Verfahren)
- DIN 51405 Prüfung von Mineralöl-Kohlenwasserstoffen, verwandten Flüssigkeiten und Lösemitteln für Lacke und Anstrichstoffe – Gaschromatographische Analyse – Allgemeine Arbeitsgrundlagen
- DIN 51408 Prüfung von Mineralöl-Kohlenwasserstoffen – Bestimmung des Chlorgehaltes
  - Teil 1 Verbrennung nach Wickbold
  - Teil 2 Mikrocoulometrische Bestimmung, oxidatives Verfahren
- DIN 51412 Prüfung von Mineralölerzeugnissen – Bestimmung der elektrischen Leitfähigkeit
  - Teil 1 Laborverfahren
  - Teil 2 Feldverfahren
- DIN 51417 Prüfung von Kühlschmierstoffen - Bestimmung des Mineralölgehaltes von wassermischbaren Kühlschmierstoffen
  - Teil 2 Säulenchromatographisches Verfahren
- DIN 51418 Röntgenspektralanalyse - Röntgenemissions- und Röntgenfluoreszenz-Analyse (RFA)
  - Teil 1 Allgemeine Begriffe und Grundlagen
  - Teil 2 Begriffe und Grundlagen zur Messung, Kalibrierung und Auswertung
- DIN 51422 Prüfung von Mineralölerzeugnissen – Gaschromatographische Bestimmung des Reinheitsgrades
  - Teil 1 n-Heptan, iso-Octan und Toluol
  - Teil 2 Cetan und 1-Methylnaphthalin
- DIN 51423 Prüfung von Mineralölen
  - Teil 1 Messung der relativen Brechzahl mit dem Präzisionsrefraktometer
  - Teil 2 Messung der relativen Brechzahl mit dem Abbe-Refraktometer
- DIN 51425 Prüfung von Mineralöl-Kohlenwasserstoffen und verwandten Stoffen – Hochdruckflüssigchromatographische Analyse – Allgemeine Arbeitsgrundlagen
- DIN 51426 Prüfung von Heizöl – Spektralphotometrische Bestimmung des Rotfarbstoffgehalts in leichtem Heizöl
- DIN 51429 Prüfung von Mineralölerzeugnissen - Bestimmung des Gehaltes ausgewählter Spurenelemente
  - Teil 1 Atomabsorptionsspektrometrie (AAS) nach spezifischen Veraschungs- und Aufschlußverfahren
- DIN 51430 Prüfung von Heizöl – Bestimmung des Gehaltes an Rotfarbstoffen und Solvent Yellow 124 in leichtem Heizöl und in Gemischen von leichtem Heizöl mit nicht gekennzeichnetem Mineralöl – Hochleistungsflüssigkeitschromatographie (HPLC)
- DIN 51432 Prüfung von Altölen; Bestimmung des Wasser- und Lösemittelanteils sowie des Destillationsrückstandes; Destillationsverfahren
- DIN 51433 Prüfung von Altölen; Bestimmung des Mineralölgehaltes im Altöl; Infrarotspektrometrisches Verfahren
- DIN 51435 Prüfung von Mineralölerzeugnissen – Bestimmung des Siedeverlaufs – Gaschromatographisches Verfahren
- DIN 51436 Prüfung von Mineralölerzeugnissen – Bestimmung des Gehaltes an Gefrierinhibitor in Flugturbinenkraftstoffen – Infrarotspektrometrie
- DIN 51437 Prüfung von Benzol und Benzolhomologen – Bestimmung des Gehaltes an Nichtaromaten, Toluol und C8-Aromaten in Benzol – Gaschromatographie
- DIN 51438 Prüfung von Benzol und Benzolhomologen – Bestimmung des Gehaltes an Thiophen in Benzol – Gaschromatographie
- DIN 51440 Prüfung von Ottokraftstoffen – Bestimmung des Phosphorgehalte
  - Teil 1 Wellenlängendispersive Röntgenfluoreszenz-Analyse (RFA)
- DIN 51441 Prüfung von Mineralölerzeugnissen - Bestimmung der Kolonienzahl in Mineralölerzeugnissen im Siedebereich unterhalb von 400 °C
- DIN 51443 Prüfung von Schmierstoffen - Bestimmung des Borgehaltes
  - Teil 2 Direkte Bestimmung durch optische Emissionsspektralanalyse mit induktiv gekoppeltem Plasma (ICP OES)
- DIN 51444 Prüfung von Mineralölerzeugnissen – Bestimmung des gebundenen Stickstoffs – Verbrennungsverfahren mit Chemilumineszenz-Detektor
- DIN 51449 Kraftstoffe für Kraftfahrzeuge - Bestimmung des 2-Ethylhexylnitrat (EHN)-Gehaltes in Dieselkraftstoffen - GC/MS Prüfverfahren
- DIN 51451 Prüfung von Mineralölerzeugnissen und verwandten Produkten – Infrarotspektrometrische Analyse – Allgemeine Arbeitsgrundlagen
- DIN 51452 Prüfung von Schmierstoffen; Bestimmung des Rußgehaltes in gebrauchten Dieselmotorenölen; Infrarotspektrometrie
- DIN 51453 Prüfung von Schmierstoffen – Bestimmung der Oxidation und Nitration von gebrauchten Motorenölen – Infrarotspektrometrisches Verfahren
- DIN 51454 Prüfung von Schmierstoffen - Bestimmung von Kraftstoffanteilen in gebrauchten Motorenölen - Gaschromatographisches Verfahren
- DIN 51456 Prüfung von Materialien für die Halbleitertechnologie - Oberflächenanalyse von Silicium-Halbleiterscheiben (Wafer) durch Multielementbestimmung in wässrigen Analysenlösungen mittels Massenspektrometrie mit induktiv gekoppeltem Plasma (ICP-MS)
- DIN 51460 Prüfung von Mineralölerzeugnissen - Verfahren zur Probenvorbereitung
  - Teil 1 Mikrowellenunterstützter Druckaufschluss
  - Teil 2 Veraschen/Oxidasche
  - Teil 3 Druckloser Aufschluss mit Mineralsäuren
- DIN 51471 Flüssige Mineralölerzeugnisse – Bestimmung der Lagerstabilität von Heizöl EL
- DIN 51480 Elektrorheologische Suspensionen - Anforderungen, Prüfung und Anwendung
  - Teil 1 Grundlagen und feldstärkeunabhängige Eigenschaften
- DIN 51485 Schmierstoffe - Bearbeitungsmedien für die Umformung und Zerspanung von Werkstoffen - Kühl- und Umformschmierstoffe: Anforderungen und Prüfverfahren
- DIN 51502 Schmierstoffe und verwandte Stoffe; Kurzbezeichnung der Schmierstoffe und Kennzeichnung der Schmierstoffbehälter, Schmiergeräte und Schmierstellen
- DIN 51503 Schmierstoffe – Kältemaschinenöle
  - Teil 1 Mindestanforderungen
  - Teil 2 Gebrauchte Kältemaschinenöle
- DIN 51506 Schmierstoffe; Schmieröle VB und VC ohne Wirkstoffe und mit Wirkstoffen und Schmieröle VDL; Einteilung und Anforderungen
- DIN 51509 Schmierstoffe; Auswahl von Schmierstoffen für Zahnradgetriebe
  - Teil 1 Schmieröle
  - Teil 2 Plastische Schmierstoffe
- DIN 51514 Prüfung von Schmierstoffen – Bestimmung der Mischungslücke von Kältemaschinenöl in Kältemitteln mit dem Druckrohr-Verfahren
- DIN 51515 Schmierstoffe und Reglerflüssigkeiten für Turbinen – Mindestanforderungen
  - Teil 1 Turbinenöle TD für normale thermische Beanspruchungen
  - Teil 2 Turbinenöle TG für erhöhte thermische Beanspruchungen
- DIN 51517 Schmierstoffe – Schmieröle
  - Teil 1 Schmieröle C; Mindestanforderungen
  - Teil 2 Schmieröle CL; Mindestanforderungen
  - Teil 3 Schmieröle CLP; Mindestanforderungen
- DIN 51519 Schmierstoffe – ISO-Viskositätsklassifikation für flüssige Industrie-Schmierstoffe, ersetzt durch DIN ISO 3448
- DIN 51520 Schmierstoffe – Kühlschmierstoffe – Nichtwassermischbare Kühlschmierstoffe SN; Mindestanforderungen
- DIN 51521 Schmierstoffe – Kühlschmierstoffe – Wassermischbare Kühlschmierstoffe SE; Anforderungen
- DIN 51522 Wärmeträgermedien Q – Anforderungen, Prüfung
- DIN 51524 Druckflüssigkeiten – Hydrauliköle
  - Teil 1 Hydrauliköle HL; Mindestanforderungen
    - Berichtigung 1

  - Teil 2 Hydrauliköle HLP; Mindestanforderungen
    - Berichtigung 1

  - Teil 3 Hydrauliköle HVLP; Mindestanforderungen
    - Berichtigung 1
- DIN 51528 Prüfung von Mineralölen und verwandten Erzeugnissen – Bestimmung der Thermostabilität von ungebrauchten Wärmeträgermedien
- DIN 51529 Prüfung von Mineralölen und verwandten Erzeugnissen – Prüfung und Beurteilung gebrauchter Wärmeträgermedien
- DIN 51531 Mineralölparaffine – Bestimmung des Ölgehaltes
- DIN 51532 Mineralölparaffine – Bestimmung des Schmelzpunktes (Abkühlungskurve)
- DIN 51535 Prüfung von Mineralölerzeugnissen – Bestimmung der Ablagerungsneigung in Turboladern und Ladeluftkühlern von aufgeladenen Dieselmotoren
- DIN 51536 Prüfung von Mineralölerzeugnissen – Bestimmung des Gehaltes an Gefrierinhibitor in Flugturbinenkraftstoffen – Infrarotspektrometrie
- DIN 51538 Prüfung von Schmierstoffen – Prüfung von Kältemaschinenölen auf Ammoniakbeständigkeit
- DIN 51551 Prüfung von Schmierstoffen und flüssigen Brennstoffen - Bestimmung des Koksrückstandes
  - Teil 1 Verfahren nach Conradson
- DIN 51558 Prüfung von Mineralölen; Bestimmung der Neutralisationszahl
  - Teil 1 Farbindikator-Titration
  - Teil 2 Farbindikator-Titration, Isolieröle
- DIN 51559 Prüfung von Mineralölen – Bestimmung der Verseifungszahl
  - Teil 1 Verseifungszahlen über 2, Farbindikator-Titration
  - Teil 2 Farbindikator-Titration, Isolieröle
- DIN 51562 Viskosimetrie – Messung der kinematischen Viskosität mit dem Ubbelohde-Viskosimeter
  - Teil 1 Bauform und Durchführung der Messung
  - Teil 2 Mikro-Ubbelohde-Viskosimeter
  - Teil 3 Relative Viskositätsänderung bei kurzen Durchflußzeiten
  - Teil 4 Viskosimeterkalibrierung und Ermittlung der Meßunsicherheit
- DIN 51563 Prüfung von Mineralölen und verwandten Stoffen – Bestimmung des Viskosität-Temperatur-Verhaltens – Richtungskonstante m
- DIN 51574 Prüfung von Schmierstoffen - Probenahme von Schmierölen aus Verbrennungskraftmaschinen
- DIN 51575 Prüfung von Mineralölen – Bestimmung der Sulfatasche
- DIN 51576 Prüfung von Mineralöl-Kohlenwasserstoffen – Bestimmung des Salzgehaltes
- DIN 51577 Prüfung von Mineralöl-Kohlenwasserstoffen und ähnlichen Erzeugnissen
  - Teil 4 Bestimmung des Chlor- und Bromgehaltes; Energiedispersive Röntgenfluoreszenz-Analyse mit Kleinspektrometern
- DIN 51579 Prüfung von Paraffin - Bestimmung der Nadelpenetration
- DIN 51580 Prüfung von Paraffinen und Wachsen – Bestimmung der Konuspenetration
- DIN 51581 Prüfung von Mineralölerzeugnissen – Bestimmung des Verdampfungsverlustes
  - Teil 1 Verfahren nach Noack
  - Teil 2 Gaschromatographisches Verfahren
- DIN 51589 Prüfung von Schmierstoffen und verwandten Erzeugnissen; Bestimmung des Wasserabscheidevermögens nach Dampfbehandlung
  - Teil 1 Prüfung von Schmierölen und schwerentflammbaren Flüssigkeiten
- DIN 51595 Prüfung von Mineralölerzeugnissen – Bestimmung des Gehalts an Asphaltenen – Fällung mit Heptan
- DIN 51599 Prüfung von Schmierölen – Bestimmung des Demulgiervermögens (Luftabscheidevermögen) nach dem Rührverfahren, ersetzt durch DIN ISO 6614
- DIN 51603 Flüssige Brennstoffe – Heizöle
  - Teil 1 Heizöl EL, Mindestanforderungen
  - Teil 3 Heizöl S, Mindestanforderungen
  - Teil 4 Heizöle R, Mindestanforderungen
  - Teil 5 Heizöl SA, Mindestanforderungen
  - Teil 7 Heizöl SA-LW (Low Wear) mit niedrigen Aluminium- und Silicium-Gehalten, Mindestanforderungen
- DIN 51604 FAM-Prüfflüssigkeit
  - Teil 1 für Polymerwerkstoffe; Zusammensetzung und Anforderungen
  - Teil 2 methanolhaltig, für Polymerwerkstoffe; Zusammensetzung und Anforderungen
  - Teil 3 methanolhaltige Unterphase für Polymerwerkstoffe; Zusammensetzung und Anforderungen
- DIN 51605 Kraftstoffe für pflanzenöltaugliche Motoren – Rapsölkraftstoff – Anforderungen und Prüfverfahren
- DIN 51610 Prüfung von Flüssiggasen; Probenahme
- DIN 51612 Prüfung von Flüssiggas; Berechnung des Heizwertes
- DIN 51613 Prüfung von Flüssiggas; Bestimmung des Elementarschwefels und des Abdampfrückstandes
- DIN 51614 Prüfung von Flüssiggas; Qualitative Prüfung auf Ammoniak, Wasser und Lauge
- DIN 51618 Prüfung von Flüssiggas; Berechnung der Dichte bei 15 °C, 20 °C und 50 °C
- DIN 51619 Prüfung von Mineralöl-Kohlenwasserstoffen – Bestimmung der Zusammensetzung von Flüssiggas – Gaschromatographische Analyse unter besonderer Berücksichtigung von 1,3-Butadien mit Massenanteilen <= 0,1 % (m/m)
- DIN 51622 Flüssiggase; Propan, Propen, Butan, Buten und deren Gemische; Anforderungen
- DIN 51623 Kraftstoffe für pflanzenöltaugliche Motoren - Pflanzenölkraftstoff - Anforderungen und Prüfverfahren
- DIN 51624 Kraftstoffe für Kraftfahrzeuge – Erdgas – Anforderungen und Prüfverfahren
- DIN 51625 Kraftstoffe für Kraftfahrzeuge – Ethanolkraftstoff – Anforderungen und Prüfverfahren
- DIN 51626 Kraftstoffe für Kraftfahrzeuge – Anforderungen und Prüfverfahren
  - Teil 1 Ottokraftstoff E10
- DIN 51627 Kraftstoffe für Kraftfahrzeuge – Prüfverfahren
  - Teil 6 Direkte Bestimmung von Spurenelementen in Pflanzenölen durch optische Emissionsspektralanalyse mit induktiv gekoppeltem Plasma (ICP OES)
- DIN 51630 Spezialbenzine – Petrolether – Anforderungen
- DIN 51631 Spezialbenzine – Siedegrenzenbenzine – Anforderungen
- DIN 51632 Testbenzine
  - Teil 1 Normalware; Anforderungen und Prüfung
  - Teil 2 Entaromatisierte Ware; Anforderungen und Prüfung
- DIN 51633 Benzol und Benzolhomologe – Anforderungen
- DIN 51634 Spezialbenzine; Wetterlampenbenzin; Mindestanforderungen
- DIN 51635 Spezialbenzine – FAM-Normalbenzin – Anforderungen
- DIN 51637 Flüssige Mineralölerzeugnisse - Bestimmung des Gehaltes an biostämmigen Kohlenwasserstoffen in Dieselkraftstoffen und Mitteldestillaten mittels Flüssigszintillationsmessung
- DIN 51639 Prüfung von Schmierstoffen – Prüfverfahren
  - Teil 1 Bestimmung der Gesamtbasenzahl
  - Teil 4 Bestimmung des Pflanzenölanteils in gebrauchten Dieselmotorenölen mittels infrarotspektrometrischem Verfahren
- DIN 51640 Prüfung von Flüssiggas; Berechnung des Dampfdruckes bei 40 °C und 70 °C
- DIN 51650 Prüfung von Mineralölen und verwandten Produkten – Mengenermittlung
- DIN 51659 Schmierstoffe - Prüfverfahren 
  - Teil 1 Bestimmung der kinematischen Viskosität von gebrauchten Schmierölen mittels Glaskapillarviskosimeter
  - Teil 2 Bestimmung der kinematischen Viskosität von gebrauchten Schmierölen mittels Stabinger-Viskosimeter
  - Teil 3 Bestimmung der kinematischen Viskosität von gebrauchten Schmierölen mittels Houillon-Viskosimeter
- DIN 51700 Prüfung fester Brennstoffe – Allgemeines und Übersicht über Prüfverfahren
- DIN 51701 Prüfung fester Brennstoffe – Probenahme und Probenvorbereitung
  - Teil 1 Begriffe
  - Teil 2 Durchführung der Probenahme
  - Teil 3 Durchführung der Probenvorbereitung
  - Teil 4 Geräte
  - Teil 5 Prüfung der Präzision
- DIN 51705 Prüfung fester Brennstoffe – Bestimmung der Schüttdichte
- DIN 51717 Prüfung fester Brennstoffe; Bestimmung der mechanischen Festigkeit von Steinkohlenkoks
- DIN 51718 Prüfung fester Brennstoffe – Bestimmung des Wassergehaltes und der Analysenfeuchtigkeit
- DIN 51719 Prüfung fester Brennstoffe – Bestimmung des Aschegehaltes
- DIN 51720 Prüfung fester Brennstoffe – Bestimmung des Gehaltes an Flüchtigen Bestandteilen
- DIN 51721 Prüfung fester Brennstoffe – Bestimmung des Gehaltes an Kohlenstoff und Wasserstoff – Verfahren nach Radmacher-Hoverath
- DIN 51722 Prüfung fester Brennstoffe – Bestimmung des Stickstoffgehaltes
  - Teil 1 Halbmikro-Kjeldahl-Verfahren
- DIN 51723 Prüfung fester Brennstoffe – Bestimmung des Fluorgehaltes
- DIN 51724 Prüfung fester Brennstoffe – Bestimmung des Schwefelgehaltes
  - Teil 1 Gesamtschwefel
  - Teil 2 Spezies
  - Teil 3 Instrumentelle Verfahren
- DIN 51725 Prüfung fester Brennstoffe – Bestimmung des Phosphorgehaltes
- DIN 51726 Prüfung fester Brennstoffe – Bestimmung des Gehaltes an Carbonat-Kohlenstoffdioxid
- DIN 51727 Prüfung fester Brennstoffe – Bestimmung des Chlorgehaltes
- DIN 51729 Prüfung fester Brennstoffe – Bestimmung der chemischen Zusammensetzung von Brennstoffasche
  - Teil 8 Gehalt an Natrium- und Kaliumoxid (Na2O, K2O)
  - Teil 10 Röntgenfluoreszenz-Analyse (RFA)
  - Teil 11 Atomemissionsspektrometrische Bestimmung mit induktiv gekoppeltem Plasma (ICP-OES)
- DIN 51730 Prüfung fester Brennstoffe - Bestimmung des Asche-Schmelzverhaltens
- DIN 51731 Beschaffenheit von Holzpellets, ersetzt durch DIN EN ISO 17225-1, DIN EN ISO 17225-2, DIN EN ISO 17225-3
- DIN 51732 Prüfung fester Brennstoffe – Bestimmung des Gesamtgehaltes an Kohlenstoff, Wasserstoff und Stickstoff – Instrumentelle Methoden
- DIN 51733 Prüfung fester Brennstoffe – Bestimmung der Elementarzusammensetzung und Berechnung des Sauerstoffgehaltes
- DIN 51734 Prüfung fester Brennstoffe – Immediatanalyse und Berechnung des Fixen Kohlenstoffs
- DIN 51735 Prüfung fester Brennstoffe – Bestimmung der plastischen Eigenschaften von Kohle mit dem Gieseler-Plastometer
- DIN 51739 Prüfung fester Brennstoffe - Bestimmung des Dilatationsverlaufes von Steinkohle
- DIN 51741 Prüfung fester Brennstoffe - Bestimmung der Blähzahl von Steinkohle
- DIN 51742 Prüfung fester Brennstoffe - Bestimmung der Mahlbarkeit von Steinkohle nach Hardgrove
- DIN 51750 Prüfung von Mineralölen; Probenahme
  - Teil 1 Allgemeines
  - Teil 2 Flüssige Stoffe
  - Teil 3 Salbenartig-konsistente und feste Stoffe
- DIN 51755 Prüfung von Mineralölen und anderen brennbaren Flüssigkeiten; Bestimmung des Flammpunktes im geschlossenen Tiegel, nach Abel-Pensky
- DIN 51756 Prüfung von Ottokraftstoffen
  - Teil 1 Bestimmung der Klopffestigkeit (Octanzahl); Allgemeines
  - Teil 3 Bestimmung der Klopffestigkeit (Octanzahl); Bestimmung mit dem BASF-Prüfmotor
  - Teil 7 Bestimmung der Klopffestigkeit (Octanzahl) von Alkoholen und Alkoholmischkraftstoffen im CFR-Prüfmotor
- DIN 51757 Prüfung von Mineralölen und verwandten Stoffen – Bestimmung der Dichte
  - Beiblatt 1 Hinweise für die Anwendung von DIN 51757
- DIN 51761 Prüfung von Benzol und Benzolhomologen – Bestimmung des Siedeverlaufs nach Kraemer-Spilker
- DIN 51762 Prüfung flüssiger Brennstoffe – Bestimmung der Schwefelsäure-Reaktion
- DIN 51769 Prüfung von Mineralölerzeugnissen
  - Teil 6 Bestimmung des Bleigehaltes (Gesamtblei) von Ottokraftstoffen mit einer Massenkonzentration an Blei über 25 mg/l; Wellenlängendispersive Röntgenfluoreszenz-Analyse (RFA)
  - Teil 9 Bestimmung des Bleigehaltes (Gesamtblei) von flüssigen Mineralöl-Kohlenwasserstoffen mit einem Massenanteil an Blei von 50 bis 1000 µg/kg, Iodmonochloridaufschluß; Extraktion mit Dithizon und photometrische Endbestimmung des Bleidithizonats
- DIN 51773 Prüfung flüssiger Kraftstoffe – Bestimmung der Zündwilligkeit (Cetanzahl) von Dieselkraftstoffen mit dem BASF-Prüfmotor
- DIN 51774 Prüfung flüssiger Brennstoffe
  - Teil 1 Bestimmung der Bromaufnahme nach dem elektrometrischen Dead-Stop-Verfahren an Proben mit einer Bromaufnahme über 0,5 g/100 g (BA)
  - Teil 2 Bestimmung der Bromaufnahme nach dem elektrometrischen Dead-Stop-Verfahren an Proben mit einer Bromaufnahme bis 0,5 g/100 g (BB)
  - Teil 3 Bestimmung der Bromaufnahme nach dem iodometrischen Verfahren (BC)
- DIN 51777 Prüfung von Mineralöl-Kohlenwasserstoffen und Lösemitteln; Bestimmung des Wassergehaltes nach Karl Fischer
  - Teil 1 Direktes Verfahren
  - Teil 2 Indirektes Verfahren
- DIN 51784 Prüfung flüssiger Brennstoffe; Bestimmung des Schmierölgehaltes in Zweitaktermischungen über die Bestimmung des Abdampfrückstandes nach dem Aufblaseverfahren
- DIN 51790 Prüfung flüssiger Brennstoffe – Bestimmung des Vanadium- und Nickelgehaltes
  - Teil 4 Bestimmung durch Atomabsorptionsspektrometrie (AAS) oder optische Emissionsspektralanalyse mit induktiv gekoppeltem Plasma (ICP-OES) nach dem Veraschen
  - Teil 7 Röntgenfluoreszenz-Analyse nach der Fundamental-Parameter-Methode
- DIN 51791 Prüfung von Schmierstoffen; Bestimmung des Gehaltes an Additivelementen
  - Teil 2 Wellenlängendispersive Röntgenfluoreszenz-Analyse (RFA)
  - Teil 3 Direkte Bestimmung von Ca, Mg, Zn und Ba durch optische Emissionsspektralanalyse mit induktiv gekoppeltem Plasma (ICP OES)
- DIN 51794 Prüfung von Mineralölkohlenwasserstoffen – Bestimmung der Zündtemperatur
- DIN 51796 Prüfung von flüssigen Mineralöl-Kohlenwasserstoffen - Bestimmung des Gehaltes an Mercaptanschwefel - Potentiometrisches Verfahren
- DIN 51797 Prüfung flüssiger Brennstoffe
  - Teil 3 Bestimmung des Natriumgehalts, Bestimmen durch Atomabsorptionsspektroskopie nach dem Veraschen
- DIN 51798 Prüfung flüssiger Brennstoffe – Bestimmung des Kristallisationspunktes von Reinbenzol
- DIN 51802 Prüfung von Schmierstoffen; Prüfung von Schmierfetten auf korrosionsverhindernde Eigenschaften; SKF-Emcor-Verfahren
- DIN 51805 Prüfung von Schmierstoffen; Bestimmung des Fließdruckes von Schmierfetten, Verfahren nach Kesternich
  - Teil 2 Automatisches Verfahren
- DIN 51807 Prüfung von Schmierstoffen; Prüfung des Verhaltens von Schmierfetten gegenüber Wasser
  - Teil 1 Statische Prüfung
  - Teil 2 Dynamische Prüfung
- DIN 51810 Prüfung von Schmierstoffen - Bestimmung der Scherviskosität von Schmierfetten mit dem Rotationsviskosimeter
  - Teil 1 Messsystem Kegel/Platte
  - Teil 2 Bestimmung der Fließgrenze mit dem Oszillationsrheometer und dem Messsystem Platte/Platte
  - Teil 3 Bestimmung der Fließgrenze mit der Kippstabmethode
- DIN 51811 Prüfung von Schmierstoffen; Prüfung der Korrosionswirkung von Schmierfetten auf Kupfer; Kupferstreifenprüfung
- DIN 51813 Prüfung von Schmierstoffen - Bestimmung des Gehaltes an festen Stoffen in Schmierfetten - Teilchengrößen über 25 µm
- DIN 51817 Prüfung von Schmierstoffen - Bestimmung der Ölabscheidung aus Schmierfetten unter statischen Bedingungen
- DIN 51818 Schmierstoffe; Konsistenz-Einteilung für Schmierfette; NLGI-Klassen
- DIN 51819 Prüfung von Schmierstoffen – Mechanisch-dynamische Prüfung auf dem Wälzlagerschmierstoff-Prüfgerät FE8
  - Teil 1 Allgemeine Arbeitsgrundlagen
  - Teil 2 Verfahren für Schmierfette, einzusetzende Prüflager, Schrägkugellager oder Kegelrollenlager
  - Teil 3 Verfahren für Schmieröl, einzusetzende Prüflager, Axialzylinderrollenlager
- DIN 51820 Prüfung von Schmierstoffen - Infrarotspektrometrische Analyse von Schmierfetten - Aufnahme und Auswertung von Infrarotspektren
- DIN 51821 Prüfung von Schmierstoffen - Prüfung von Schmierfetten auf dem FAG-Wälzlagerfett-Prüfgerät FE9
  - Teil 1 Allgemeine Arbeitsgrundlagen
  - Teil 2 Prüfverfahren
- DIN 51825 Schmierstoffe – Schmierfette K – Einteilung und Anforderungen
- DIN 51826 Schmierstoffe - Schmierfette G - Einteilung und Anforderungen
- DIN 51828 Prüfung von Schmierstoffen und verwandte Erzeugnissen – Bestimmung der schnellen biologischen Abbaubarkeit
  - Teil 1 Allgemeines
- DIN 51829 Mineralölerzeugnisse – Bestimmung von Additiv- und Abriebelementen in Schmierfetten – Wellenlängendispersive Röntgenfluoreszenz-Analyse
- DIN 51834 Prüfung von Schmierstoffen - Tribologische Prüfung im translatorischen Oszillations-Prüfgerät
  - Teil 1 Allgemeine Arbeitsgrundlagen
  - Teil 2 Bestimmung von Reibungs- und Verschleißmessgrößen für Schmieröle
  - Teil 3 Bestimmung des tribologischen Verhaltens von Werkstoffen im Zusammenwirken mit Schmierstoffen
  - Teil 4 Bestimmung von Reibungs- und Verschleißmessgrößen für Schmieröle mit der Zylinderrolle-Ebene-Geometrie
- DIN 51835 Mineralölerzeugnisse
  - Teil 1 Bestimmung der Oxidationsstabilität von Ölen durch Messung der Chemilumineszenz
  - Teil 2 Bestimmung der Oxidationsstabilität von Schmierfetten durch Messung der Chemilumineszenz
- DIN 51851 Prüfung von gasförmigen Brennstoffen und sonstigen Gasen; Berechnung des reduzierten Gasvolumens
- DIN 51853 Prüfung von Brenngasen – Probenahme
- DIN 51854 Prüfung von gasförmigen Brennstoffen und sonstigen Gasen; Bestimmung des Ammoniakgehaltes
- DIN 51855 Prüfung von gasförmigen Brennstoffen und sonstigen Gasen – Bestimmung des Gehaltes an Schwefelverbindungen
  - Teil 1 Anwendungsbereich, Begriffe
  - Teil 4 Gehalt an Schwefelwasserstoff, Zinkacetat-Verfahren
  - Teil 6 Gehalt an Schwefelwasserstoff, Mercaptan-Schwefel und Kohlenstoffoxidsulfid-Schwefel; Potentiometrisches Verfahren
  - Teil 7 Gaschromatographische Bestimmung des Gehaltes an schwefelhaltigen Odoriermitteln mit einem elektrochemischen Detektor
  - Teil 8 Gaschromatographische Bestimmung von Dihydrogensulfid, Kohlenstoffoxidsulfid und anderen Schwefelverbindungen mit spezifischen Detektoren
- DIN 51857 Gasförmige Brennstoffe und sonstige Gase – Berechnung von Brennwert, Heizwert, Dichte, relativer Dichte und Wobbeindex von Gasen und Gasgemischen
- DIN 51862 Prüfung von gasförmigen Brennstoffen und sonstigen Gasen; Bestimmung des Naphthalingehaltes (Rohnaphthalin)
- DIN 51863 Prüfung von gasförmigen Brennstoffen und sonstigen Gasen; Bestimmung des Gehaltes an Cyanwasserstoff
  - Teil 1 Nickelcarbonat-Verfahren
  - Teil 2 Bromcyan-Verfahren
- DIN 51864 Prüfung von gasförmigen Brennstoffen und sonstigen Gasen; Bestimmung des Gehaltes an Stickstoffmonoxid; Saltzman-Verfahren
- DIN 51865 Prüfung von gasförmigen Brennstoffen und sonstigen Gasen – Bestimmung des Quecksilbergehaltes
  - Teil 1 Chemisorption an Iod, Atomabsorptionsspektrometrie (AAS)
  - Teil 2 Verbrennung nach dem modifizierten Lingener-Verfahren; Atomabsorptionsspektrometrie (AAS)
  - Teil 3 Absorption in Lösungen, Atomabsorptionsspektrometrie (AAS)
- DIN 51866 Temperaturmessung
  - Teil 1 Übersicht über laserspektroskopische Verfahren
  - Teil 2 Rayleigh- und Raman-Streuung
- DIN 51869 Prüfung von gasförmigen Brennstoffen und sonstigen Gasen – Bestimmung des Wassergehaltes nach Karl Fischer – Coulometrisches Verfahren
- DIN 51870 Prüfung von gasförmigen Brennstoffen und sonstigen Gasen; Bestimmung des Dichteverhältnisses nach dem Wägeverfahren und Berechnung der Dichte
- DIN 51871 Prüfung von gasförmigen Brennstoffen und sonstigen technischen Gasen; Bestimmung des Wasserdampf-Taupunktes; Verfahren mit gekühltem Spiegel
- DIN 51872 Prüfung von gasförmigen Brennstoffen und sonstigen Gasen; Bestimmung der Bestandteile
  - Teil 4 Gaschromatographisches Verfahren
  - Teil 5 Kapillar-gaschromatographisches Verfahren
- DIN 51893 Gasanalyse - Anforderungen an die Spezifikationsangaben bei Analysengeräten
- DIN 51894 Gasanalyse - Gaschromatographisches Verfahren für Brenngase/Erdgas und andere Gasgemische
- DIN 51898 Gasanalyse - Absolutes volumetrisches Verfahren zur dynamischen Herstellung von Kalibriergasen
  - Teil 1 Herstellung aus reinen Gasen, mit CD-ROM
  - Teil 2 Herstellung aus Gasgemischen
- DIN 51899 Gasanalyse – Messprogramme und Auswertungsverfahren für die Gaschromatographie und andere Vergleichsmethoden
- DIN 51900 Prüfung fester und flüssiger Brennstoffe - Bestimmung des Brennwertes mit dem Bomben-Kalorimeter und Berechnung des Heizwertes
  - Teil 1 Allgemeine Angaben, Grundgeräte, Grundverfahren
    - Berichtigung 1

  - Teil 2 Verfahren mit isoperibolem oder static-jacket Kalorimeter
  - Teil 3 Verfahren mit adiabatischem Mantel
- DIN 51901 Prüfung von Kohlenstoffmaterialien – Bestimmung der Dichte nach dem Xylolverfahren – Feststoffe
- DIN 51902 Prüfung von Kohlenstoffmaterialien – Bestimmung der Biegefestigkeit nach dem Dreipunkt-Verfahren – Feststoffe
- DIN 51903 Prüfung von Kohlenstoffmaterialien – Bestimmung des Aschewertes – Feststoffe
- DIN 51904 Prüfung von Kohlenstoffmaterialien – Bestimmung des Wassergehaltes – Feststoffe
- DIN 51905 Prüfung von Kohlenstoffmaterialien – Bestimmung des Verkokungsrückstandes; Binde- und Imprägniermittel
- DIN 51906 Prüfung von Kohlenstoffmaterialien – Bestimmung des Gehaltes an Toluol-Unlöslichem; Binde- und Imprägniermittel
- DIN 51907 Prüfung von Kohlenstoffmaterialien – Bestimmung der Dichte mit dem Flüssigkeits-Pyknometer – Binde- und Imprägniermittel
- DIN 51908 Prüfung von Kohlenstoffmaterialien – Bestimmung der Wärmeleitfähigkeit bei Raumtemperatur nach einem Vergleichsverfahren – Feststoffe
- DIN 51909 Prüfung von Kohlenstoffmaterialien – Bestimmung des linearen thermischen Ausdehnungskoeffizienten – Feststoffe
- DIN 51910 Prüfung von Kohlenstoffmaterialien – Bestimmung der Druckfestigkeit – Feststoffe
- DIN 51911 Prüfung von Kohlenstoffmaterialien – Bestimmung des spezifischen elektrischen Widerstandes nach dem Strom-Spannungsverfahren – Feststoffe
- DIN 51912 Prüfung von Kohlenstoffmaterialien – Bestimmung des Wasserstoffgehaltes – Feststoffe
- DIN 51913 Prüfung von Kohlenstoffmaterialien – Bestimmung der Dichte mit dem Gaspyknometer (volumetrisch) unter Verwendung von Helium als Messgas – Feststoffe
- DIN 51914 Prüfung von Kohlenstoffmaterialien – Bestimmung der Zugfestigkeit – Feststoffe
- DIN 51915 Prüfung von Kohlenstoffmaterialien – Bestimmung des dynamischen Elastizitätsmoduls nach dem Resonanzverfahren – Feststoffe
- DIN 51916 Prüfung von Kohlenstoffmaterialien – Bestimmung der Stampfdichte; Feststoffe
- DIN 51917 Prüfung von Kohlenstoffmaterialien – Härteprüfung nach Rockwell – Verfahren mit Kugel; Feststoffe
- DIN 51918 Prüfung von Kohlenstoffmaterialien – Bestimmung der Rohdichte und der offenen Porosität
- DIN 51919 Prüfung von Kohlenstoffmaterialien – Bestimmung des spezifischen elektrischen Widerstandes von Elektroden nach dem Strom-Spannungsverfahren – Feststoffe
- DIN 51920 Prüfung von Kohlenstoffmaterialien – Bestimmung des Erweichungspunktes nach Mettler – Binde- und Imprägniermittel
- DIN 51921 Prüfung von Kohlenstoffmaterialien – Bestimmung des Gehaltes an Chinolin-Unlöslichem – Binde- und Imprägniermittel
- DIN 51922 Prüfung von Kohlenstoffmaterialien – Bestimmung des Aschewertes; Binde- und Imprägniermittel
- DIN 51925 Prüfung von Kohlenstoffmaterialien – Herstellung von Probekörpern aus kohlenstoffhaltigen Stampfmassen und Bestimmung ihrer Rohdichte – Binde- und Imprägniermittel
- DIN 51926 Prüfung von Kohlenstoffmaterialien – Bestimmung des Gehaltes an Mesophasen in Bindemitteln durch quantitative Bildanalyse – Binde- und Imprägniermittel
- DIN 51930 Prüfung von Kohlenstoffmaterialien – Herstellung von stranggepressten Probekörpern aus kalzinierten Koksen – Feststoffe
- DIN 51932 Prüfung von Kohlenstoffmaterialien - Bestimmung der Rohdichte von zylindrisch bearbeiteten Elektroden
- DIN 51933 Prüfung von Kohlenstoffmaterialien - Bestimmung des Gehaltes an staubbindenden Stoffen in Koksen durch Extraktion - Feststoffe
- DIN 51935 Prüfung von Kohlenstoffmaterialien – Bestimmung des Permeabilitätskoeffizienten nach dem Vakuumverfallverfahren mit Luft als Meßgas; Feststoffe
- DIN 51936 Prüfung von Kohlenstoffmaterialien – Bestimmung der Temperaturleitfähigkeit bei hohen Temperaturen nach dem Laser-Impuls-Verfahren – Feststoffe
- DIN 51937 Prüfung von Kohlenstoffmaterialien – Bestimmung des Anisotropiegrades; Feststoffe
- DIN 51938 Prüfung von Kohlenstoffmaterialien – Bestimmung der Korngrößenverteilung durch Sieben; Feststoffe
- DIN 51940 Prüfung von Kohlenstoffmaterialien – Probenahme und Probenvorbereitung – Feststoffe, feste Binde- und Imprägniermittel
- DIN 51941 Prüfung von Kohlenstoffmaterialien – Bestimmung der chemischen Zusammensetzung
  - Teil 1 Herstellung von Analysenproben, Feststoffe, feste Binde- und Imprägniermittel
- DIN 51942 Prüfung von Kohlenstoffmaterialien – Bestimmung des dynamischen Elastizitätsmoduls durch Impulsanregung – Feststoffe
  - Berichtigung 1
- DIN 51944 Prüfung von Kohlenstoffmaterialien – Bestimmung der Biegefestigkeit nach dem Vierpunkt-Verfahren – Feststoffe
- DIN 51947 Kohlenstoffmaterialien – Begriffe
- DIN 52005 Bitumen und bitumenhaltige Bindemittel – Bestimmung der Asche
- DIN 52006 Bitumen und bitumenhaltige Bindemittel – Prüfverfahren zur Bestimmung der Wassereinwirkung auf Bindemittelüberzüge
  - Teil 1 Bindemittelüberzug aus Bitumenemulsion, Regelsetzer empfiehlt Anwendung von DIN EN 13614
  - Teil 2 Bindemittelüberzug aus Kaltbitumen, Regelsetzer empfiehlt Anwendung von DIN EN 15626
  - Teil 3 Bindemittelüberzug aus Fluxbitumen, Regelsetzer empfiehlt Anwendung von DIN EN 15626
- DIN 52007 Bitumen und bitumenhaltige Bindemittel – Bestimmung der Viskosität
  - Teil 1 Allgemeine Grundlagen und Auswertung
  - Teil 2 Messung mit dem Kugelzieh-Viskosimeter
- DIN 52008 Prüfverfahren für Naturstein – Beurteilung der Verwitterungs-Beständigkeit (u. a. Rostbeständigkeit)
- DIN 52009 Prüfverfahren für Gesteinskörnungen – Bestimmung der Wasseraufnahme unter Druck
- DIN 52013 Bitumen und bitumenhaltige Bindemittel - Bestimmung der Duktilität
- DIN 52018 Bitumen und bitumenhaltige Bindemittel - Thermische Beanspruchung in einer Wärmekammer und Bestimmung der Masseänderung durch thermische Beanspruchung
- DIN 52027 Prüfung von Kohlenstoffmaterialien - Siedeanalyse von raffinierten Steinkohlenteeren
- DIN 52033 Bitumen und bitumenhaltige Bindemittel - Bestimmung des Klebeverhaltens von Kaltbitumen
- DIN 52034 Prüfung bituminöser Bindemittel, Nachweis von Teer im Bitumen; Januar 2003 ersatzlos zurückgezogen
  - Teil 1 Allgemeine Angaben, Grundgeräte, Grundverfahren
  - Teil 2 Verfahren mit isoperibolem oder static-jacket Kalorimeter
  - Teil 3 Verfahren mit adiabatischem Mantel
- DIN 52043 Bitumen und bitumenhaltige Bindemittel - Frost-Tau-Wechselversuch an Emulsionen
- DIN 52045 Bitumen und bitumenhaltige Bindemittel - Verdunstungsprüfung
  - Teil 1 Prüfung von Kaltbitumen
- DIN 52096 Prüfung von Füllern für den Straßenbau - Versteifende Wirkung von Füller auf Bitumen - Stabilisierungsindex
- DIN 52098 Prüfverfahren für Gesteinskörnungen - Bestimmung der Korngrößenverteilung durch Nasssiebung
- DIN 52099 Prüfverfahren für Gesteinskörnungen - Prüfung auf Reinheit
- DIN 52100 Naturstein - Gesteinskundliche Untersuchungen
  - Teil 2 Allgemeines und Übersicht
- DIN 52101 Prüfverfahren für Gesteinskörnungen - Probenahme
- DIN 52102 Prüfverfahren für Gesteinskörnungen - Bestimmung der Trockenrohdichte mit dem Messzylinderverfahren und Berechnung des Dichtigkeitsgrades
- DIN 52106 Prüfung von Gesteinskörnungen - Untersuchungsverfahren zur Beurteilung der Verwitterungsbeständigkeit
- DIN 52108 Verschleißprüfung nach Böhme, Schleifscheiben-Verfahren
- DIN 52115 Prüfverfahren für Gesteinskörnungen
  - Teil 2 Schlagversuch an gebrochenen Gesteinskörnungen größer 32 mm
- DIN 52117 Rohfilzpappe - Begriff, Bezeichnung, Anforderungen
- DIN 52118 Rohfilzpappe - Prüfungen
- DIN 52123 Prüfung von Bitumen- und Polymerbitumenbahnen
- DIN 52129 Nackte Bitumenbahnen - Begriff, Bezeichnung, Anforderungen
- DIN 52144 Abdichtungsbahnen - Nackte Bitumenbahnen - Werkseigene Produktionskontrolle
- DIN 52161 Prüfung von Holzschutzmitteln - Nachweis von Holzschutzmitteln im Holz
  - Teil 1 Probenahme aus verbautem Holz
  - Teil 7 Bestimmung des Gehaltes von kupferhaltigen Holzschutzmitteln
- DIN 52168 Prüfung von Holzschutzmitteln - Bestimmung der Korrosionswirkung auf Metalle
  - Teil 1 Holzschutzmittel im flüssigen oder gelösten Zustand
- DIN 52170 Bestimmung der Zusammensetzung von erhärtetem Beton
  - Teil 1 Allgemeines, Begriffe, Probenahme, Trockenrohdichte
  - Teil 2 Salzsäureunlöslicher und kalkstein- und/oder dolomithaltiger Zuschlag, Ausgangsstoffe nicht verfügbar
  - Teil 3 Salzsäureunlöslicher Zuschlag, Ausgangsstoffe nicht verfügbar
  - Teil 4 Salzsäurelöslicher und/oder -unlöslicher Zuschlag, Ausgangsstoffe vollständig oder teilweise verfügbar
- DIN 52182 Prüfung von Holz; Bestimmung der Rohdichte
- DIN 52184 Prüfung von Holz; Bestimmung der Quellung und Schwindung
- DIN 52185 Prüfung von Holz; Bestimmung der Druckfestigkeit parallel zur Faser
- DIN 52186 Prüfung von Holz; Biegeversuch
- DIN 52187 Prüfung von Holz; Bestimmung der Scherfestigkeit in Faserrichtung
- DIN 52188 Prüfung von Holz; Bestimmung der Zugfestigkeit parallel zur Faser
- DIN 52189 Prüfung von Holz; Schlagbiegeversuch
  - Teil 1 Bestimmung der Bruchschlagarbeit
- DIN 52192 Prüfung von Holz; Druckversuch quer zur Faserrichtung
- DIN 52210 Bauakustische Prüfungen – Luft- und Trittschalldämmung
  - Teil 6 Bestimmung der Schachtpegeldifferenz
- DIN 52221 Bauakustische Prüfungen - Körperschallmessungen bei haustechnischen Anlagen
- DIN 52230 Bestimmung der Einbruchhemmung von Sicherheitsscheiben für Fahrzeugverglasung – Systemprüfung
- DIN 52240 Prüfung von Rohstoffen zur Glasherstellung; Chemische Analyse von Kalkstein mit mindestens 95 % Calciumcarbonat
  - Teil 1 Allgemeine Angaben und Prüfbericht
  - Teil 2 Aufschlußverfahren
  - Teil 3 Bestimmung von Silicium(IV)-oxid
  - Teil 4 Bestimmung von Aluminiumoxid
  - Teil 5 Bestimmung des Gesamteisengehaltes, berechnet als Eisen(III)-oxid
  - Teil 6 Bestimmung von Titan(IV)-oxid
  - Teil 7 Bestimmung des Mangananteils, berechnet als MnO
  - Teil 8 Bestimmung von Calciumoxid und Magnesiumoxid
- DIN 52241 Prüfung von Rohstoffen zur Glasherstellung; Chemische Analyse von Dolomit mit mindestens 95 % Calcium-Magnesiumcarbonat
  - Teil 1 Allgemeine Angaben und Prüfbericht
  - Teil 2 Aufschlußverfahren
  - Teil 3 Bestimmung von Silicium(IV)-oxid
  - Teil 4 Bestimmung von Aluminiumoxid
  - Teil 5 Bestimmung des Gesamteisengehaltes, berechnet als Eisen(III)-oxid
  - Teil 6 Bestimmung von Titan(IV)-oxid
  - Teil 7 Bestimmung des Mangangehaltes, berechnet als MnO
  - Teil 8 Bestimmung von Calciumoxid und Magnesiumoxid
- DIN 52242 Prüfung von Glas und Glasrohstoffen – Bestimmung von Chlorid
- DIN 52251 Indirekte Prüfverfahren zur Prüfung der Frostwiderstandsfähigkeit von Dachziegeln
  - Teil 2 Bestimmung der Wasseraufnahme
  - Teil 3 Bestimmung des Tränkungswertes
  - Teil 5 Bestimmung der Trocken- und Brennschwindung
- DIN 52252 Prüfung der Frostwiderstandsfähigkeit von Vormauerziegeln und Klinkern
  - Teil 1 Allseitige Befrostung von Einzelziegeln
  - Teil 2 Befrostung von Ziegeln in Prüfblöcken
- DIN 52253 Prüfung der Frostwiderstandsfähigkeit; Dachziegel, Vormauerziegel und Klinker
  - Beiblatt 1 Hinweise für die Durchführung der Prüfungen
- DIN 52270 Prüfung von Mineralwolle-Dämmstoffen - Begriffe, Lieferformen, Lieferarten
- DIN 52271 Prüfung von Mineralfaser-Dämmstoffen; Verhalten bei höheren Temperaturen
- DIN 52274 Prüfung von Mineralfaser-Dämmstoffen; Abreißfestigkeit; Ermittlung senkrecht zur Dämmschichtebene
- DIN 52275 Prüfung von Mineralfaser-Dämmstoffen
  - Teil 2 Bestimmung der linearen Maße und der Rohdichte, Rohrschalen
- DIN 52289 Straßenfahrzeuge – Sicherheitsscheiben für Fahrzeugverglasung – Prüfung der Chemikalienbeständigkeit
- DIN 52295 Prüfung von Glas - Pendelschlagversuch an Behältnissen - Attribut- und Variablenprüfung
- DIN 52296 Glas und Glaskeramik; Wasserbeständigkeit der Oberfläche von Glas- und Glaskeramik-Platten bei 98 °C; Prüfverfahren und Klasseneinteilung
- DIN 52298 Straßenfahrzeuge – Messung des Streulichtes von Sicherheitsscheiben für Fahrzeugverglasung
  - Teil 1 Ringblenden-Verfahren
  - Teil 2 Bild-Analyse-Verfahren
- DIN 52305 Bestimmung des Ablenkwinkels und des Brechwertes von Sicherheitsscheiben für Fahrzeugverglasung
- DIN 52306 Kugelfallversuch an Sicherheitsscheiben für Fahrzeugverglasung
- DIN 52307 Pfeilfallversuch an Sicherheitsscheiben für Fahrzeugverglasung
- DIN 52308 Kochversuch an Verbundglas
- DIN 52310 Phantomfallversuch an Sicherheitsscheiben für Fahrzeugverglasung
  - Teil 2 Versuch mit Verzögerungsmessung
- DIN 52315 Prüfung von Glas; Bestimmung der Längenunterschiede in Textilglasrovings und gefachten Textilglasgarnen
- DIN 52316 Prüfung von Glas; Bestimmung der Steifheit von Glasseidenrovings
- DIN 52332 Prüfung von Glas; Bestimmung der Löslichkeit des Binders von Glasseidenmatten in Styrol
- DIN 52338 Prüfverfahren für Flachglas im Bauwesen - Kugelfallversuch für Verbundglas
- DIN 52347 Prüfung von Glas und Kunststoff; Verschleißprüfung; Reibradverfahren mit Streulichtmessung
- DIN 52348 Prüfung von Glas und Kunststoff; Verschleißprüfung; Sandriesel-Verfahren
- DIN 52367 Spanplatten – Bestimmung der Scherfestigkeit parallel zur Plattenebene
- DIN 52376 Prüfung von Sperrholz; Bestimmung der Druckfestigkeit parallel zur Plattenebene
- DIN 52377 Prüfung von Sperrholz; Bestimmung des Zug-Elastizitätsmoduls und der Zugfestigkeit
- DIN 52450 Prüfung anorganischer nichtmetallischer Baustoffe; Bestimmung des Schwindens und Quellens an kleinen Probekörpern
- DIN 52451 Prüfung von Dichtstoffen für das Bauwesen
  - Teil 1 Bestimmung der Änderung von Masse und Volumen selbstverlaufender Dichtstoffe
- DIN 52452 Prüfung von Dichtstoffen für das Bauwesen – Verträglichkeit der Dichtstoffe
  - Teil 2 Verträglichkeit mit Chemikalien
  - Teil 4 Verträglichkeit mit Beschichtungssystemen
- DIN 52453 Prüfung von Materialien für Fugen- und Glasabdichtungen im Hochbau
  - Teil 2 Bestimmung der Bindemittelabwanderung mittels Filterpapiermethode
- DIN 52455 Prüfung von Dichtstoffen für das Bauwesen - Haft- und Dehnversuch
  - Teil 1 Beanspruchung durch Normalklima, Wasser oder höhere Temperaturen
- DIN 52459 Prüfung von Dichtstoffen für das Bauwesen - Bestimmung der Wasseraufnahme von Hinterfüllmaterial - Rückhaltevermögen
- DIN 52460 Fugen- und Glasabdichtungen - Begriffe
- DIN 52461 Prüfung von Dichtstoffen für das Bauwesen - Regenbeständigkeit von frisch verarbeitetem, spritzfähigem Dichtstoff
- DIN 52612 Wärmeschutztechnische Prüfungen; Bestimmung der Wärmeleitfähigkeit mit dem Plattengerät
  - Teil 2 Weiterbehandlung der Meßwerte für die Anwendung im Bauwesen
  - Teil 3 Wärmedurchlaßwiderstand geschichteter Materialien für die Anwendung im Bauwesen
- DIN 52613 Bestimmung der Wärmeleitfähigkeit nach dem Rohrverfahren
- DIN 52615 Ermittlung der Wasserdampfdurchlässigkeit, ersetzt durch DIN EN ISO 12572
- DIN 52802 Prüfung von Seife; Bestimmung des freien Alkalihydroxid-Gehalts
- DIN 52803 Tenside - Analyse von technischen Alkansulfonaten - Bestimmung des Gehaltes von Alkanmonosulfonaten
- DIN 52900 Additive Fertigung - Grundlagen - Terminologie, DIN EN ISO/ASTM 52900
- DIN 52901 Additive Fertigung - Grundlagen - Anforderungen an die Beschaffung von additiv gefertigten Bauteilen, DIN EN ISO/ASTM 52901
- DIN 52913 Prüfung von statischen Flachdichtungen für Flanschverbindungen - Druckstandversuch an Dichtungsplatten
- DIN 52924 Prüfung von Papier und Pappe - Bestimmung von extrahierbaren Bestandteilen
  - Teil 2 Bestimmung von löslichen extrahierbaren Substanzen
- DIN 52980 Photokatalytische Aktivität von Oberflächen – Bestimmung der photokatalytischen Aktivität durch Abbau von Methylenblau
- DIN 53012 Viskosimetrie – Kapillarviskosimetrie newtonscher Flüssigkeiten – Fehlerquellen und Korrektionen
- DIN 53014 Viskosimetrie; Kapillarviskosimeter mit Kreis- und Rechteckquerschnitt zur Bestimmung von Fließkurven
  - Teil 1 Grundlagen, Begriffe, Benennungen
  - Teil 2 Systematische Abweichungen, Ursachen und Korrektionen
- DIN 53015 Viskosimetrie – Messung der Viskosität mit dem Kugelfallviskosimeter nach Höppler
- DIN 53017 Viskosimetrie; Bestimmung des Temperaturkoeffizienten der Viskosität von Flüssigkeiten
- DIN 53019 Viskosimetrie – Messung von Viskositäten und Fließkurven mit Rotationsviskosimetern
  - Teil 1 Grundlagen und Messgeometrie
  - Teil 2 Viskosimeterkalibrierung und Ermittlung der Messunsicherheit
  - Teil 3 Messabweichungen und Korrektionen
  - Teil 4 Oszillationsrheologie
- DIN 53100 Metallische Überzüge – Galvanische Nickel-Chrom- und Kupfer-Nickel-Chrom-Überzüge auf Kunststoffen
- DIN 53107 Prüfung von Papier und Pappe – Bestimmung der Glätte nach Bekk
- DIN 53108 Prüfung von Papier und Pappe – Bestimmung der Rauheit nach Bendtsen
- DIN 53109 Prüfung von Papier und Pappe – Bestimmung des Abriebs nach dem Reibradverfahren
- DIN 53114 Papier, Pappe und Zellstoff; Bestimmung der Leitfähigkeit von wässrigen Extrakten; ISO 6587:1980 modifiziert
- DIN 53115 Prüfung von Papier – Weiterreißprüfung – Brecht-Imset-Verfahren
- DIN 53116 Prüfung von Papier – Bestimmung der Fettdurchlässigkeit
- DIN 53118 Prüfung von Papier, Karton und Pappe – Bestimmung der Gleichgewichtsfeuchte im Stapel oder in der Rolle
- DIN 53119 Prüfung von Papier – Bestimmung des Reibverhaltens
  - Teil 1 Aufzeichnendes Verfahren für Papiere der Datenverarbeitung
  - Teil 2 Rutschwinkelprüfgerät
- DIN 53120 Prüfung von Papier und Pappe – Bestimmung der Luftdurchlässigkeit
  - Teil 1 Mittlere Luftdurchlässigkeit nach Bendtsen
  - Teil 2 Verfahren für mittlere Luftdurchlässigkeiten nach Schopper
- DIN 53121 Prüfung von Papier, Karton und Pappe – Bestimmung der Biegesteifigkeit nach der Balkenmethode
- DIN 53122 Prüfung von Kunststoff-Folien, Elastomerfolien, Papier, Pappe und anderen Flächengebilden – Bestimmung der Wasserdampfdurchlässigkeit
  - Teil 1 Gravimetrisches Verfahren
- DIN 53123 Prüfung von Papier und Pappe – Bestimmung der Biegesteifigkeit
  - Teil 1 Resonanzlängen-Verfahren
- DIN 53124 Papier, Pappe und Zellstoff – Bestimmung des pH-Wertes in wässrigen Extrakten
- DIN 53125 Prüfung von Papier und Pappe – Bestimmung des Chloridgehaltes in wässrigen Extrakten
- DIN 53126 Prüfung von Papier und Pappe – Bestimmung der Beschreibbarkeit mit Tinte
- DIN 53127 Prüfung von Papier und Pappe – Bestimmung wasserlöslicher Sulfate in Papier und Pappe
- DIN 53129 Prüfung von Vollpappe – Wasseraufnahme und Dickenquellung, Wasserlagerung
- DIN 53131 Prüfung von Papier – Inkjet-Medien
  - Teil 1 Cockle
  - Teil 2 Trocknungszeit
  - Teil 3 Druckbildqualität – optische Auflösung, optische Dichte, Farbwerte, Druckbildstörungen
- DIN 53133 Prüfung von Pappe – Bestimmung der Wasserbeständigkeit der Verklebung von Wellpappe
- DIN 53134 Prüfung von Papier und Pappe – Bestimmung des Ringstauchwiderstandes
- DIN 53142 Prüfung von Pappe – Durchstoßprüfung
  - Teil 1 Prüfung mit dem Pendelschlagwerk
  - Teil 2 Prüfung mit linearem Vorschub
- DIN 53145 Prüfung von Papier und Pappe – Messgrundlagen zur Bestimmung des Reflexionsfaktors
  - Teil 1 Messung an nicht fluoreszierenden Proben
  - Teil 2 Messung an fluoreszierenden Proben
- DIN 53146 Prüfung von Papier und Pappe – Bestimmung der Opazität
- DIN 53147 Prüfung von Papier; Bestimmung der Transparenz
- DIN 53159 Beschichtungsstoffe - Bestimmung des Kreidungsgrades von Beschichtungen nach Kempf
- DIN 53160 Bestimmung der Farblässigkeit von Gebrauchsgegenständen
  - Teil 1 Prüfung mit Speichelsimulanz
  - Teil 2 Prüfung mit Schweißsimulanz
- DIN 53162 Prüfung von Anstrichstoffen
  - Teil 2 Bestimmung eines Deckvermögenswertes von lufttrocknenden unbunten Anstrichfarben, Hilfsuntersuchungen
- DIN 53163 Prüfung von Pigmenten und Füllstoffen; Bestimmung der Helligkeit von Füllstoff- und Weißpigment-Pulvern
- DIN 53164 Prüfung von Pigmenten und Füllstoffen; Bestimmung des relativen Streuvermögens von Weißpigmenten; Schwarzgrundverfahren
- DIN 53165 Prüfung von Pigmenten und Füllstoffen – Bestimmung des relativen Streuvermögens von Weißpigmenten bei verschiedenen Pigmentvolumenkonzentrationen (PVK) – Graupastenverfahren
- DIN 53170 Lösemittel für Beschichtungsstoffe – Bestimmung der Verdunstungszahl
- DIN 53171 Lösemittel für Beschichtungsstoffe – Bestimmung des Siedeverhaltens (Siedebereich und Siedeverlauf)
- DIN 53172 Lösemittel für Beschichtungsstoffe – Bestimmung des Abdampfrückstandes
- DIN 53173 Lösemittel für Beschichtungsstoffe – Bestimmung der Carbonylzahl
- DIN 53175 Bindemittel für Lacke und ähnliche Beschichtungsstoffe; Bestimmung des Erstarrungspunktes von Fettsäuren (Verfahren nach Dalican)
- DIN 53176 Bindemittel für Beschichtungsstoffe – Bestimmung der Aminzahl von wasserverdünnbaren Bindemitteln
- DIN 53177 Bindemittel für Beschichtungsstoffe – Messung der dynamischen Viskosität von flüssigen Harzen; Harzlösungen und Ölen mit dem Kapillarviskosimeter gleichschenkliger Bauart nach Ubbelohde
- DIN 53178 Prüfung von Anstrichstoffen; Bestimmung des Nitrocellulose-Gehaltes von Lacken
- DIN 53181 Bindemittel für Lacke und ähnliche Beschichtungsstoffe; Bestimmung des Schmelzbereiches von Harzen nach dem Kapillar-Verfahren
- DIN 53184 Bindemittel für Beschichtungsstoffe – Ungesättigte Polyester – Prüfung
- DIN 53195 Prüfung von Pigmenten; Bestimmung des Siebrückstandes mit Wasser als Spülflüssigkeit (Handverfahren), ersetzt durch DIN EN ISO 787-7
- DIN 53206 Prüfung von Pigmenten; Teilchengrößenanalyse
  - Teil 1 Grundbegriffe, ersetzt durch DIN ISO 18451-1
- DIN 53215 Bitumen und bitumenhaltige Bindemittel – Bestimmung des Gehaltes an nichtflüchtigen Bestandteilen von bitumenhaltigen Beschichtungsstoffen
- DIN 53219 Beschichtungsstoffe – Bestimmung des Volumens der nichtflüchtigen Anteile
- DIN 53221 Beschichtungsstoffe – Prüfungen von Beschichtungen auf Überarbeitbarkeit
- DIN 53233 Beschichtungsstoffe - Bestimmung des Abriebverhaltens
- DIN 53235 Prüfung von Pigmenten – Prüfungen an standardfarbtiefen Proben
  - Teil 1 Standardfarbtiefen
  - Teil 2 Einstellen von Proben auf Standardfarbtiefe
- DIN 53236 Prüfung von Farbmitteln; Meß- und Auswertebedingungen zur Bestimmung von Farbunterschieden bei Anstrichen, ähnlichen Beschichtungen und Kunststoffen
- DIN 53238 Pigmente und Füllstoffe - Verfahren zur Beurteilung des Dispergierverhaltens
  - Teil 13 Dispergieren in niedrigviskosen Medien mit einer Schüttelmaschine
  - Teil 34 Prüfmedium Alkyd-/Melaminharz-System III, niedrigviskos, ofentrocknend
- DIN 53240 Bindemittel für Beschichtungsstoffe - Bestimmung der Hydroxylzahl
  - Teil 1 Verfahren ohne Katalysator, ersetzt durch DIN EN ISO 4629-1
  - Teil 2 Verfahren mit Katalysator, ersetzt durch DIN EN ISO 4629-2
  - Teil 3 Schnellverfahren
- DIN 53241 Bestimmung der Iodzahl
  - Teil 1 Verfahren mit Wijs-Lösung
- DIN 53245 Lösemittel für Beschichtungsstoffe – Alkohole – Lieferspezifikation, weitere Eigenschaften und Prüfung
- DIN 53246 Lösemittel für Beschichtungsstoffe - Ester der Essigsäure - Lieferspezifikation, weitere Eigenschaften und Prüfung
- DIN 53247 Lösemittel für Beschichtungsstoffe - Ketone - Lieferspezifikation, weitere Eigenschaften und Prüfung
- DIN 53248 Lösemittel für Beschichtungsstoffe - Terpentinöle und Kienöl - Anforderungen und Prüfung
- DIN 53249 Lösemittel für Beschichtungsstoffe - Dipenten - Anforderungen und Prüfung
- DIN 53255 Prüfung von Holzleimen und Holzverleimungen; Bestimmung der Bindefestigkeit von Sperrholzleimungen (Furnier- und Tischlerplatten) im Zugversuch und im Aufstechversuch
- DIN 53281 Prüfung von Klebverbindungen – Probenherstellung
- DIN 53287 Prüfung von Metallklebstoffen und Metallklebungen – Bestimmung der Beständigkeit gegenüber Flüssigkeiten
- DIN 53290 Prüfung von Kernverbunden; Begriffe
- DIN 53291 Prüfung von Kernverbunden; Druckversuch senkrecht zur Deckschichtebene
- DIN 53292 Prüfung von Kernverbunden; Zugversuch senkrecht zur Deckschichtebene
- DIN 53293 Prüfung von Kernverbunden; Biegeversuch
- DIN 53294 Prüfung von Kernverbunden; Schubversuch
- DIN 53295 Prüfung von Kernverbunden; Trommel-Schälversuch
- DIN 53316 Prüfung von Leder – Nachweis bestimmter Azofarbstoffe in Leder, Regelsetzer empfiehlt Anwendung von DIN EN ISO 17234-1
- DIN 53323 Prüfung von Leder; Bestimmung des Spannungsdehnungsverhaltens im Wölbversuch
- DIN 53325 Prüfung von Leder; Kugeldruckversuch zur Bestimmung der Narbendehnfähigkeit und der Bruchkraft mit dem Lastometer
- DIN 53340 Prüfung von Leder; Bestimmung des Dauer-Faltverhaltens wenig flexibler Leder
- DIN 53342 Prüfung von Leder; Bestimmung der Bügelechtheit zugerichteter Leder
- DIN 53344 Prüfung von Leder; Bestimmung der Hydrolysenbeständigkeit von zugerichtetem und nicht zugerichtetem Leder
- DIN 53345 Prüfung von Lederfettungsmitteln; Analytische Verfahren
  - Teil 1 Probenahme
  - Teil 2 Kennzeichnung der ionischen Ladung
  - Teil 3 Bestimmung des Gehaltes an Wasser und wasserlöslichen Lösungsmitteln
  - Teil 4 Bestimmung des Gehaltes an wasserdampfflüchtigen, nicht mit Wasser mischbaren Lösungsmitteln
  - Teil 5 Bestimmung des Gehaltes an fettenden Substanzen und Mineralstoffen
  - Teil 6 Bestimmung des pH-Wertes in wäßriger Emulsion oder Lösung
  - Teil 7 Bestimmung des Restfettgehaltes von Lickerflotten
  - Teil 8 Prüfung auf Elektrolytbeständigkeit
- DIN 53346 Prüfung von Pelzfettungsmitteln; Analytische Verfahren; Prüfung auf Elektrolytbeständigkeit
- DIN 53350 Prüfung von Kunststoff-Folien und mit Deckschicht aus Kunststoff versehenen textilen Flächengebilden; Bestimmung der Biegesteifigkeit, Verfahren nach Ohlsen
- DIN 53356 Prüfung von Kunstleder und ähnlichen Flächengebilden; Weiterreißversuch, Regelsetzer empfiehlt Anwendung von DIN EN ISO 4674-1
- DIN 53357 Prüfung von Kunststoffbahnen und -folien; Trennversuch der Schichten, ersetzt durch DIN 55543-5
- DIN 53359 Prüfung von Kunstleder und ähnlichen Flächengebilden – Dauer-Knickversuch
- DIN 53360 Prüfung von Kunstleder und ähnlichen Flächengebilden; Bestimmung der Gesamtdehnung (Statische Dehnung) und bleibenden Dehnung, Regelsetzer empfiehlt Anwendung von DIN EN 15977
- DIN 53362 Prüfung von Kunststoff-Folien und von textilen Flächengebilden (außer Vliesstoffe), mit oder ohne Deckschicht aus Kunststoff – Bestimmung der Biegesteifigkeit – Verfahren nach Cantilever
- DIN 53363 Prüfung von Kunststoff-Folien – Weiterreißversuch an trapezförmigen Proben mit Einschnitt
- DIN 53366 Prüfung von Kunststoff-Folien und Kunststoffbahnen – Bestimmung der Blockkraft
- DIN 53369 Prüfung von Kunststoff-Folien; Bestimmung der Schrumpfkraft
- DIN 53370 Prüfung von Kunststoff-Folien – Bestimmung der Dicke durch mechanische Abtastung
- DIN 53377 Prüfung von Kunststoff-Folien – Bestimmung der Maßänderung
- DIN 53380 Prüfung von Kunststoffen – Bestimmung der Gasdurchlässigkeit
  - Teil 1 Volumetrisches Verfahren zur Messung an Kunststofffolien
  - Teil 2 Manometrisches Verfahren zur Messung an Kunststoff-Folien
  - Teil 3 Sauerstoffspezifisches Trägergas-Verfahren zur Messung an Kunststoff-Folien und Kunststoff-Formteilen
  - Teil 4 Kohlenstoffdioxidspezifisches Infrarotabsorptions-Verfahren zur Messung an Kunststoff-Folien und Kunststoff-Formteilen
  - Teil 5 Sauerstoffspezifisches optisches Gassammelverfahren zur Messung an Kunststoff-Folien und Kunststoff-Formteilen
- DIN 53381 Prüfung von Kunststoffen; Bestimmung der Thermostabilität von Polyvinylchlorid (PVC)
  - Teil 1 Dehydrochlorierungsverfahren
- DIN 53383 Prüfung von Kunststoffen; Prüfung der Oxidationsstabilität durch Ofenalterung
  - Teil 1 Prüfung der Oxidationsstabilität durch Ofenalterung, Polypropylen, ersetzt durch DIN EN ISO 4577
  - Teil 2 Polyethylen hoher Dichte (PE-HD); Infrarotspektroskopische (IR) Bestimmung des Carbonyl-Gehaltes
- DIN 53390 Prüfung von glasfaserverstärkten Kunststoffen; Biegeversuch an unidirektional glasfaserverstärkten Rundstab-Laminaten
- DIN 53393 Prüfung von glasfaserverstärkten Kunststoffen; Verhalten bei Einwirkung von Chemikalien, Regelsetzer empfiehlt Anwendung von DIN EN ISO 175
- DIN 53394 Prüfung von Kunststoffen; Bestimmung von monomerem Styrol in Reaktionsharzformstoffen auf Basis von ungesättigten Polyesterharzen, Verfahren mit Wijs-Lösung
  - Teil 2 Prüfung von Kunststoffen; Bestimmung von monomerem Styrol in Reaktionsharzformstoffen auf Basis von ungesättigten Polyesterharzen; Gaschromatographisches Verfahren
- DIN 53399 Prüfung von faserverstärkten Kunststoffen
  - Teil 2 Schubversuch an ebenen Probekörpern
- DIN 53400 Prüfung von Weichmachern; Bestimmung der physikalischen und chemischen Kennzahlen von Weichmachern
- DIN 53402 Bestimmung der Säurezahl in Schwerölen oder Schmierölen, ersetzt durch DIN EN ISO 2114
- DIN 53408 Prüfung von Kunststoffen; Bestimmung der Lösetemperatur von Polyvinylchlorid (PVC) in Weichmachern
- DIN 53419 Extrudierte Profile aus Polyvinylchlorid hart (PVC hart); Verhalten gegen Methylenchlorid (Methylenchlorid-Test)
- DIN 53428 Prüfung von Schaumstoffen; Bestimmung des Verhaltens gegen Flüssigkeiten, Dämpfe, Gase und feste Stoffe
- DIN 53435 Prüfung von Kunststoffen; Biegeversuch und Schlagbiegeversuch an Dynstat-Probekörpern
- DIN 53436 Erzeugung thermischer Zersetzungsprodukte von Werkstoffen unter Luftzufuhr und ihre toxikologische Prüfung
  - Teil 1 Zersetzungsgerät und Bestimmung der Versuchstemperatur
  - Teil 2 Verfahren zur thermischen Zersetzung
  - Teil 3 Verfahren zu inhalationstoxikologischen Untersuchung
  - Teil 4 Verfahren zur thermischen Zersetzung von Flüssigkeiten
  - Teil 5 Verfahren zur rechnerischen Bestimmung der Toxizität
- DIN 53438 Prüfung von brennbaren Werkstoffen; Verhalten beim Beflammen mit einem Brenner
  - Teil 1 Allgemeine Angaben
  - Teil 2 Kantenbeflammung
  - Teil 3 Flächenbeflammung
- DIN 53442 Prüfung von Kunststoffen; Dauerschwingversuch im Biegebereich an flachen Probekörpern
- DIN 53452 Biegeversuch, ersetzt durch DIN EN ISO 178
- DIN 53455 Prüfung von Kunststoffen; Zugversuch, ersetzt durch DIN EN ISO 527-1, DIN EN ISO 527-2, DIN EN ISO 527-3
- DIN 53463 Prüfung von Kunststoffen; Dauerschwingversuch im Biegebereich an flachen Probekörpern
- DIN 53464 Prüfung von Kunststoffen; Bestimmung der Schwindungseigenschaften von Preßstoffen aus warm härtbaren Preßmassen
- DIN 53465 Prüfung von Kunststoffen; Bestimmung der Schließzeit bei härtbaren Preßmassen
- DIN 53470 Prüfung von Preßmassen; Preßwerkzeug zur Herstellung von genormten Proben aus härtbaren Preßmassen, Regelsetzer empfiehlt Anwendung von DIN EN ISO 295
- DIN 53474 Prüfung von Kunststoffen, Kautschuk und Elastomeren – Bestimmung des Chlorgehaltes (Aufschluß nach Wickbold)
- DIN 53477 Prüfung von Kunststoffen; Bestimmung der Korngrößenverteilung von Formmassen durch Trocken-Siebanalyse
- DIN 53479 Bestimmung der Dichte, ersetzt durch DIN EN ISO 1183-1, DIN EN ISO 1183-2
- DIN 53483 Prüfung von Isolierstoffen; Bestimmung der dielektrischen Eigenschaften
  - Teil 1 Begriffe, Allgemeine Angaben
  - Teil 2 Prüfung bei den festgelegten Frequenzen 50 Hz, 1 kHz, 1 MHz
  - Teil 3 Meßzellen für Flüssigkeiten für Frequenzen bis 100 MHz
- DIN 53497 Prüfung von Kunststoffen; Warmlagerungsversuch an Formteilen aus thermoplastischen Formmassen, ohne äußere mechanische Beanspruchung
- DIN 53498 Prüfung von Kunststoffen; Warmlagerung von Preßteilen aus härtbaren Preßmassen
- DIN 53504 Prüfung von Kautschuk und Elastomeren – Bestimmung von Reißfestigkeit, Zugfestigkeit, Reißdehnung und Spannungswerten im Zugversuch
- DIN 53506 Prüfung von Kautschuk und Elastomeren; Bestimmung des Nadelausreißwiderstandes
- DIN 53508 Prüfung von Kautschuk und Elastomeren – Künstliche Alterung
- DIN 53512 Prüfung von Kautschuk und Elastomeren – Bestimmung der Rückprall-Elastizität (Schob-Pendel)
- DIN 53513 Prüfung von Kautschuk und Elastomeren; Bestimmung der visko-elastischen Eigenschaften von Elastomeren bei erzwungenen Schwingungen außerhalb der Resonanz
- DIN 53523 Prüfung von Kautschuk und Elastomeren; Prüfung mit dem Scherscheiben-Viskosimeter nach Mooney
  - Teil 2 Anforderungen an das Gerät
  - Teil 3 Bestimmung der Viskosität nach Mooney
  - Teil 4 Bestimmung des Anvulkanisationsverhaltens
- DIN 53529 Prüfung von Kautschuk und Elastomeren; Vulkametrie
  - Teil 1 Allgemeine Arbeitsgrundlagen
  - Teil 2 Bestimmung des Vulkanisationsverlaufes und reaktionskinetische Auswertung von Vernetzungsisothermen
  - Teil 3 Bestimmung des Vernetzungsverhaltens mit rotorlosen Vulkametern
  - Teil 4 Bestimmung des Vernetzungsverhaltens mit einem Vulkameter mit Rotor
- DIN 53530 Prüfung organischer Werkstoffe; Trennversuch an haftend verbundenen Gewebelagen
- DIN 53531 Prüfung von Kautschuk und Elastomeren; Bestimmung der Haftung zu starren Materialien
  - Teil 2 Prüfung zwischen Zylindern mit kegeligen Enden
- DIN 53533 Prüfung von Kautschuk und Elastomeren; Prüfung der Wärmebildung und des Zermürbungswiderstandes im Dauerschwingversuch (Flexometerprüfung)
  - Teil 1 Grundlagen
  - Teil 2 Rotations-Flexometer
  - Teil 3 Kompressions-Flexometer
- DIN 53535 Prüfung von Kautschuk und Elastomeren; Grundlagen für dynamische Prüfverfahren
- DIN 53536 Prüfung von Kautschuk und Elastomeren; Bestimmung der Gasdurchlässigkeit
- DIN 53543 Prüfung von halbharten Polyurethan(PUR)-Integralschaumstoffen; Material für Sohlen und Schuhteile
- DIN 53545 Prüfung von Kautschuk und Elastomeren; Bestimmung des Verhaltens von Elastomeren bei tiefen Temperaturen (Kälteverhalten); Grundlagen, Prüfverfahren
- DIN 53548 Prüfung von Kautschuk und Elastomeren; Bestimmung des Einfrierverhaltens von Elastomeren durch Modul-Temperatur-Messungen (Gehman-Prüfung)
- DIN 53552 Prüfung von Rußen; Bestimmung des Gehaltes der beim Glühen flüchtigen Bestandteile von Ruß
- DIN 53579 Prüfung weich-elastischer Schaumstoffe – Eindrückversuch an Fertigteilen
- DIN 53583 Prüfung von Pigmenten – Bestimmung der Feinanteile und des Abriebs von geperlten Pigmentrußen
- DIN 53598
  - Teil 1 Statistische Auswertung an Stichproben mit Beispielen aus der Elastomer- und Kunststoffprüfung
- DIN 53704 Prüfung von Kunststoffen; Bestimmung von freien Phenolen in Phenoplast-Formteilen
- DIN 53728
  - Teil 3 Prüfung von Kunststoffen; Bestimmung der Viskositätszahl von Polyethylenterephthalat (PETP) oder Polybutylenterephthalat (PBTP) in verdünnter Lösung, ersetzt durch DIN EN ISO 1628-5
  - Teil 4 Prüfung von Kunststoffen; Bestimmung der Viskosität von Lösungen, Polyäthylen (PE) und Polypropylen (PP) in verdünnter Lösung, ersetzt durch DIN EN ISO 1628-3
- DIN 53733 Prüfung von Kunststoffen; Zerkleinerung von Kunststofferzeugnissen für Prüfzwecke
- DIN 53738 Prüfung von Kunststoffen; Bestimmung des Gehaltes an heiß-extrahierbaren Bestandteilen, ersetzt durch DIN EN ISO 6427
- DIN 53741 Prüfung von Kunststoffen; Bestimmung flüchtiger aromatischer Kohlenwasserstoffe in Polystyrol, Gaschromatographisches Verfahren
- DIN 53742 Prüfung von Kunststoffen; Bestimmung des Vinylacetat-Gehaltes von Copolymeren aus Vinylchlorid und Vinylacetat, Infrarotspektrographisches Verfahren
- DIN 53743 Prüfung von Kunststoffen; Gaschromatographische Bestimmung von Vinylchlorid (VC) in Polyvinylchlorid (PVC), Regelsetzer empfiehlt Anwendung von DIN EN ISO 6401
- DIN 53746 Prüfung von Kunststoffen; Nachweis von Polyamiden
- DIN 53748 Chemische Analyse von Phenol-Formaldehydharzen, Phenoplast-Formmassen und -Formstoffen
- DIN 53752 Prüfung von Kunststoffen; Bestimmung des thermischen Längenausdehnungskoeffizienten
- DIN 53754 Prüfung von Kunststoffen; Bestimmung des Abriebs nach dem Reibradverfahren
- DIN 53765 Prüfung von Kunststoffen und Elastomeren; Thermische Analyse; Dynamische Differenzkalorimetrie (DDK), Regelsetzer empfiehlt Anwendung von DIN EN ISO 11357 Teile 1 bis 7
- DIN 53766 Prüfung von Apparaten und Behältern aus glasfaserverstärkten Kunststoffen
  - Teil 1 Bestimmung der Haftfestigkeit im Stirnzugversuch
- DIN 53769 Prüfung von Rohrleitungen aus glasfaserverstärkten Kunststoffen
  - Teil 1 Bestimmung der Haft-Scherfestigkeit von Rohrleitungsteilen entsprechend Rohrtyp B
  - Teil 2 Zeitstand-Innendruckversuch an Rohren
  - Teil 3 Kurzzeit- und Langzeit-Scheiteldruckversuch an Rohren
  - Teil 6 Innendruck-Schwellversuche an Rohren und Rohrleitungsteilen
- DIN 53770 Pigmente und Füllstoffe – Bestimmung der salzsäurelöslichen Anteile
  - Teil 1 Herstellen von Säureextrakten
  - Teil 2 Gehalt an Antimon
  - Teil 3 Gehalt an Arsen
  - Teil 4 Gehalt an Barium
  - Teil 5 Gehalt an Blei
  - Teil 6 Gehalt an Cadmium
  - Teil 7 Gehalt an Chrom
  - Teil 8 Gehalt an Chrom(VI)
  - Teil 9 Gehalt an Kobalt
  - Teil 10 Gehalt an Kupfer
  - Teil 11 Gehalt an Mangan
  - Teil 12 Gehalt an Nickel
  - Teil 13 Gehalt an Quecksilber
  - Teil 14 Gehalt an Selen
  - Teil 15 Gehalt an Zink
  - Teil 16 Bestimmung von 12 Elementen durch induktiv gekoppelte Plasma-Atom-Emissionsspektrometrie
- DIN 53771 Prüfung von Farbmitteln in Kunststoffen; Bestimmung der Beständigkeit von Farbmitteln gegen Schwefeldioxid
- DIN 53778
  - Teil 1 Kunststoffdispersionsfarben für Innen - Mindestanforderungen, ersetzt durch DIN EN 13300
- DIN 53779 Bestimmung der elektrischen Leitfähigkeit und des spezifischen elektrischen Widerstandes von wäßrigen Auszügen
- DIN 53780 Pigmente und Füllstoffe – Bestimmung der wasserlöslichen Anteile – Gehalt an Chrom(VI)
- DIN 53781 Beschichtungsstoffe – Verfahren zur Prüfung der Beständigkeit von Beschichtungen gegen ionisierende Strahlung in kerntechnischen Anlagen
- DIN 53800 Textilien – Bestimmung der Handelsmasse
  - Teil 1 Bestimmung der Trockenmasse durch Trocknen im Heißluftstrom
  - Teil 2 Bestimmung der Handelsmasse und der Handelsfeinheit
- DIN 53803 Probenahme
  - Teil 1 Statistische Grundlagen der Probenahme bei einfacher Aufteilung
  - Teil 2 Praktische Durchführung
  - Teil 3 Statistische Grundlagen der Probenahme bei zweifacher Aufteilung nach zwei gleichberechtigten Gesichtspunkten
  - Teil 4 Statistische Grundlagen der Probenahme bei zweifacher Aufteilung nach zwei einander nachgeordneten Gesichtspunkten
- DIN 53804 Statistische Auswertungen
  - Teil 1 Kontinuierliche Merkmale
    - Berichtigung 1
    - Berichtigung 2

  - Teil 2 Zählbare (diskrete) Merkmale
  - Teil 3 Ordinalmerkmale
  - Teil 4 Attributmerkmale
- DIN 53805 Prüfung von Textilien; Längenbestimmung an Spinnfasern, Begriffe und allgemeine Grundlagen
- DIN 53806 Prüfung von Textilien; Bestimmung der Faserlänge von Baumwolle nach dem Kammstapelverfahren
- DIN 53808 Prüfung von Textilien – Längenbestimmung an Spinnfasern
  - Teil 1 Einzelfaser-Messverfahren
- DIN 53811 Prüfung von Textilien; Faserdurchmesser-Messung in Mikroprojektion der Längsansicht, Regelsetzer empfiehlt Anwendung von DIN EN ISO 137
- DIN 53814 Prüfung von Textilien; Bestimmung des Wasserrückhaltevermögens von Fasern und Fadenabschnitten
- DIN 53815 Prüfung von Textilien; Begriffe für den einfachen Zugversuch
- DIN 53818 Prüfung von Textilien – Fehler in Spinnfasergarnen bzw. -zwirnen und Vorprodukten – Begriffe
- DIN 53829 Prüfung von Textilien; Bestimmung der Gleichmäßigkeit von Garnen
  - Teil 1 Prüfung der Kraft und Längenänderung an bewegter Meßprobe, Grundlagen
- DIN 53830 Prüfung von Textilien; Bestimmung der Feinheit von Garnen und Zwirnen
  - Teil 3 Einfache Garne und Zwirne, Texturierte Garne; Abschnittverfahren
  - Teil 4 Elastogarne, einschließlich Umwindungsgarn aus Elastofasern; Abschnittverfahren
- DIN 53834
  - Teil 1 Prüfung von Textilien; Einfacher Zugversuch an Garnen und Zwirnen in klimatisiertem Zustand, ersetzt durch DIN EN ISO 2062
  - Teil 2 Prüfung von Textilien; Einfacher Zugversuch an Garnen und Zwirnen im ofentrockenen Zustand
- DIN 53835 Prüfung von Textilien; Prüfung des zugelastischen Verhaltens
  - Teil 1 Grundlagen
  - Teil 2 Garne und Zwirne aus Elastofasern, mehrmalige Zugbeanspruchung zwischen konstanten Dehngrenzen
  - Teil 3 Garne und Zwirne, einmalige Zugbeanspruchung zwischen konstanten Dehngrenzen
  - Teil 4 Garne und Zwirne, einmalige Zugbeanspruchung zwischen konstanten Kraftgrenzen
  - Teil 13 Textile Flächengebilde, einmalige Zugbeanspruchung zwischen konstanten Dehngrenzen
  - Teil 14 Maschenwaren, einmalige Zugbeanspruchung zwischen zwei Kraftgrenzen
- DIN 53840 Prüfung von Textilien; Bestimmung von Kräuselkennwerten an texturierten Filamentgarnen
  - Teil 1 Filamentgarne mit einer Nenn-Feinheit bis 500 dtex
  - Teil 2 Filamentgarne mit einer Nenn-Feinheit über 500 dtex
- DIN 53842 Prüfung von Textilien
  - Teil 1 Knoten-Zugversuch an einfachen Garnen und Zwirnen
- DIN 53843 Prüfung von Textilien
  - Teil 1 Schlingenzugversuch; Garne
  - Teil 2 Schlingenzugversuch an Spinnfasern
- DIN 53852 Prüfung von Textilien; Bestimmung von Garnlängenverhältnissen in Geweben und Maschenwaren
- DIN 53856 Prüfung von Textilien – Bestimmung der Massenanteile von Kette und Schuss
- DIN 53859 Prüfung von Textilien; Weiterreißversuch an textilen Flächengebilden
  - Teil 5 Trapez-Weiterreißversuch
- DIN 53860 Prüfung von Textilien; Prüfung der Ausbeulneigung von textilen Flächengebilden
  - Teil 1 Ellenbogenverfahren, statische Beanspruchung
- DIN 53861 Prüfung von Textilien
  - Teil 3 Wölb- und Berstversuch, Tabellen zur Versuchsauswertung
- DIN 53863 Prüfung von Textilien
  - Teil 1 Scheuerprüfungen von textilen Flächengebilden, Allgemeines
  - Teil 2 Scheuerprüfungen von textilen Flächengebilden, Rundscheuerversuch
- DIN 53864 Prüfung von Textilien; Bestimmung der Biegesteifigkeit, Verfahren nach Schlenker
- DIN 53865 Prüfung von Textilien – Bestimmung der Fasermigrations-Neigung – Tumbler-Verfahren
- DIN 53866 Prüfung von Textilien; Schrumpfverhalten von einfachen Garnen und Zwirnen
  - Teil 4 Bestimmung des Schrumpfes in Dampf, ohne Ersatz zurückgezogen
  - Teil 12 Bestimmung der Schrumpfkraft in gasförmigen und flüssigen Medien; Abschnittverfahren
- DIN 53867 Prüfung von Textilien; Bestimmung des Pillverhaltens; Prüfung nach dem Schlagflügelverfahren (Random-Tumble-Pilling-Tester), Regelsetzer empfiehlt Anwendung von DIN EN ISO 12945-3
- DIN 53882 Prüfung von Textilien; Bestimmung der Vernähbarkeit von Maschenware; Maschensprengschäden
- DIN 53885 Textilien - Bestimmung der Zusammendrückbarkeit von Textilien und textilen Erzeugnissen
- DIN 53890 Prüfung von Textilien; Bestimmung des Knittererholungswinkels von textilen Flächengebilden, Meßverfahren an der lufttrockenen Probe mit waagerechter Faltenkante und hochstehendem freien Schenkel
- DIN 53892 Prüfung von Textilien
  - Teil 2 Bestimmung der Maßänderung von Geweben bei wiederholter Einwirkung von Nässe und Trockenluft
- DIN 53894 Prüfung von Textilien
  - Teil 1 Bestimmung der Maßänderung von textilen Flächengebilden, Bügeln mit feuchtem Bügeltuch auf Bügelpressen
  - Teil 2 Bestimmung der Maßänderung von textilen Flächengebilden, Dämpfen auf Bügelmaschinen
- DIN 53896 Prüfung von Textilien; Künstliche Alterung durch erhöhte Temperatur in Luft oder Sauerstoff
- DIN 53902 Prüfung von Tensiden, Bestimmung des Schäumvermögens
  - Teil 1 Lochscheiben-Schlagverfahren, Januar 2000 ersetzt durch DIN EN 12728
  - Teil 2 Modifiziertes Ross-Miles-Verfahren
- DIN 53919 Standardbaumwollgewebe zur Beurteilung von Waschverfahren
  - Teil 2 Prüfung von Waschverfahren mit Kontrollstreifen
- DIN 53923 Prüfung von Textilien; Bestimmung des Wasseraufnahmevermögens von textilen Flächengebilden
- DIN 53924 Prüfung von Textilien – Bestimmung der Sauggeschwindigkeit von textilen Flächengebilden gegenüber Wasser (Steighöhenverfahren)
- DIN 53930 Prüfung von Textilien; Bestimmung der Widerstandsfähigkeit von Textilien gegen Schädigungen durch Mikroorganismen, Allgemeines und Probenvorbehandlung, Regelsetzer empfiehlt Anwendung von DIN EN ISO 11721-1
- DIN 53931 Prüfung von Textilien; Bestimmung der Widerstandsfähigkeit von Textilien gegen Schimmelpilze, Bewuchsversuch, Regelsetzer empfiehlt Anwendung von DIN EN 14119
- DIN 53941 Prüfung von Textilien – Bestimmung des Micronaire-Wertes von Baumwollfasern
- DIN 53943 Prüfung von Textilien; Reifezustand von Baumwollfasern
  - Teil 1 Begriffe
  - Teil 2 Bestimmung des Reifegrades, Mikroskopisches Verfahren, Quellung mit Natronlauge
- DIN 53944 Prüfung von Textilien; Bestimmung der Spannlänge und des Gleichmäßigkeitsfaktors von Baumwolle
- DIN 53978 Tetrachlorethen (Perchlorethylen) – Anforderungen und Prüfungen
- DIN 54005 Prüfung der Farbechtheit von Textilien; Bestimmung der Wasserechtheit von Färbungen und Drucken (leichte Beanspruchung)
- DIN 54015 Prüfung der Farbechtheit von Textilien; Bestimmung der Peroxid-Waschechtheit von Färbungen und Drucken, Regelsetzer empfiehlt Anwendung von DIN EN 20105-N01, DIN EN ISO 105-N02
- DIN 54016 Prüfung der Farbechtheit von Textilien; Bestimmung der Hypochlorit-Waschechtheit von Färbungen und Drucken, Regelsetzer empfiehlt Anwendung von DIN EN 20105-N01, DIN EN ISO 105-N02
- DIN 54034 Prüfung der Farbechtheit von Textilien; Bestimmung der Hypochlorit-Bleichechtheit von Färbungen und Drucken (leichte Beanspruchung)
- DIN 54046 Prüfung der Farbechtheit von Textilien; Bestimmung der Farbechtheit beim sauren Chlorieren von Wolle
- DIN 54056 Prüfung der Farbechtheit von Textilien; Bestimmung der Farbechtheit von Färbungen und Drucken gegen das Sublimieren beim Lagern
- DIN 54113 Zerstörungsfreie Prüfung – Strahlenschutzregeln für die technische Anwendung von Röntgeneinrichtungen bis 1 MV
  - Teil 1 Allgemeine sicherheitstechnische Anforderungen
  - Teil 2 Sicherheitstechnische Anforderungen und Prüfung für Herstellung, Errichtung und Betrieb
  - Teil 3 Formeln und Diagramme für Strahlenschutzberechnungen für Röntgeneinrichtungen bis zu einer Röhrenspannung von 450 kV
    - Beiblatt 1 Abschätzen von Kontrollbereichen
- DIN 54115 Zerstörungsfreie Prüfung – Strahlenschutzregeln für die technische Anwendung umschlossener radioaktiver Stoffe
  - Teil 1 Ortsfester und ortsveränderlicher Umgang in der Gammaradiographie
    - Beiblatt 1 Abschätzung von Kontrollbereichen

  - Teil 3 Organisation des Strahlenschutzes bei Umgang und Beförderung in der Gammaradiographie
  - Teil 4 Herstellung und Prüfung ortsveränderlicher Strahlengeräte für die Gammaradiographie
  - Teil 5 Bautechnische Strahlenschutzvorkehrungen für die Gammaradiografie
  - Teil 6 Inspektion, Wartung und Funktionsprüfung von Strahlengeräten in der Gammaradiographie
  - Teil 7 Aufbewahrung radioaktiver Stoffe – Anforderungen an Aufbewahrungseinrichtungen und deren Aufstellungsräume zum Strahlen-, Brand- und Diebstahlschutz
- DIN 54123 Zerstörungsfreie Prüfung; Ultraschallverfahren zur Prüfung von Schweiß-, Walz- und Sprengplattierungen, Regelsetzer empfiehlt Anwendung von DIN EN ISO 17405
- DIN 54130 Zerstörungsfreie Prüfung; Magnetische Streufluß-Verfahren, Allgemeines, Regelsetzer empfiehlt Anwendung von DIN EN ISO 9934-1
- DIN 54136 Zerstörungsfreie Prüfung; Magnetische Streuflußprüfung mit Sondenabtastung
  - Teil 1 Grundlagen
- DIN 54140 Zerstörungsfreie Prüfung; Induktive Verfahren
  - Teil 3 Darstellung und allgemeine Eigenschaften von Spulensystemen
- DIN 54141 Zerstörungsfreie Prüfung; Wirbelstromprüfung von Rohren
  - Teil 1 Allgemeines zur Prüfung mit Durchlaufspulen nach der Einfrequenzmethode
  - Teil 2 Kontrollverfahren zur Bestimmung der Eigenschaften eines Wirbelstromprüfsystems mit Durchlaufspulen
  - Teil 3 Durchführung der Wirbelstromprüfung
- DIN 54145 Zerstörungsfreie Prüfung – Elektromagnetische Detektionsverfahren
  - Teil 1 Passive Magnetik
  - Teil 2 Aktive elektromagnetische Induktionsverfahren
- DIN 54150 Zerstörungsfreie Prüfung; Abdruckverfahren für die Oberflächenprüfung (Replica-Technik)
- DIN 54161 Zerstörungsfreie Prüfung – Qualifizierung von Prüfwerkern der zerstörungsfreien Prüfung
- DIN 54162 Zerstörungsfreie Prüfung – Qualifizierung und Zertifizierung von Personal für die thermografische Prüfung – Allgemeine und spezielle Grundlagen für Stufe 1, 2 und 3, Regelsetzer empfiehlt Anwendung von DIN EN ISO 9712
- DIN 54180 Zerstörungsfreie Prüfung – Shearografie
  - Teil 1 Allgemeine Grundlagen
  - Teil 2 Geräte
- DIN 54190 Zerstörungsfreie Prüfung – Thermografische Prüfung
  - Teil 1 Allgemeine Grundlagen, ersetzt durch DIN EN 16714-1
  - Teil 2 Geräte, ersetzt durch DIN EN 16714-2
  - Teil 3 Begriffe, ersetzt durch DIN EN 16714-3
- DIN 54191 Zerstörungsfreie Prüfung – Thermografische Prüfung elektrischer Anlagen
- DIN 54192 Zerstörungsfreie Prüfung – Aktive Thermografie
- DIN 54204 Prüfung von Textilien; Quantitative Bestimmung der Anteile binärer Mischungen, Wolle mit anderen Fasern, Kalilauge-Verfahren
- DIN 54209 Prüfung von Textilien; Quantitative Bestimmung der Anteile binärer Mischungen, Entbastete Maulbeerseide mit Wolle, Ameisensäure/Zinkchlorid-Verfahren
- DIN 54212 Prüfung von Textilien; Quantitative Bestimmung der Anteile binärer Mischungen, Kaseinfasern mit anderen Fasern, Trypsin-Verfahren
- DIN 54221 Prüfung von Textilien; Quantitative Bestimmung der Anteile binärer Mischungen, Polyamid 6 6- oder Polyamid 6-fasern mit anderen Fasern, Salzsäure-Verfahren
- DIN 54231 Textilien – Nachweis von Dispersionsfarbstoffen
- DIN 54232 Textilien – Bestimmung des Gehaltes von Verbindungen auf der Basis von Chlorbenzol und Chlortoluol
- DIN 54233 Prüfung von Textilien – Bestimmung von Metallen
  - Teil 1 Bestimmung von Metallen mittels Mikrowellenaufschluss
  - Teil 2 Bestimmung von extrahierbaren Metallen mit Salzsäure
  - Teil 3 Bestimmung von extrahierbaren Metallen mit saurer synthetischer Schweißlösung
  - Teil 4 Bestimmung von extrahierbaren Metallen mit synthetischer Speichellösung
- DIN 54270 Prüfung von Textilien; Bestimmung der Grenzviskosität von Cellulosen
  - Teil 1 Grundlagen
  - Teil 2 Cuen-Verfahren
  - Teil 3 EWNNmod(NaCl)-Verfahren
- DIN 54274 Prüfung von Textilien; Quantitative Bestimmung der Aminoendgruppen in Polyamidfasern
- DIN 54275 Prüfung von Textilien; Bestimmung des pH-Wertes von Fasermaterial, Extrapolationsverfahren
- DIN 54278 Prüfung von Textilien – Auflagerungen und Begleitstoffe
  - Teil 1 Bestimmung der in organischen Lösemitteln löslichen Substanzen
- DIN 54279 Prüfung von Textilien; Bestimmung der Harnstoff/Bisulfit-Löslichkeit von Wolle
- DIN 54280 Prüfung von Textilien; Bestimmung des Säuregehaltes von Wolle
- DIN 54281 Prüfung von Textilien; Bestimmung der Alkalilöslichkeit von Wolle
- DIN 54282 Prüfung von Textilien; Bestimmung des Essigsäuregehaltes in Acetat- oder Triacetatfasern
- DIN 54285 Prüfung von Textilien; Bestimmung des Schlichtegehaltes
- DIN 54286 Prüfung von Textilien; Bestimmung des Cysteinsäuregehaltes in Wollhydrolysaten
- DIN 54287 Prüfung von Textilien; Bestimmung des Alkaligehaltes von Wolle
- DIN 54288 Prüfung von Textilien; Quantitative Bestimmung von Schwefel in Viskose-Fasern
- DIN 54289 Prüfung von Tensiden und Textilhilfsmitteln; Prüfung der Wirkung von Färbebeschleunigern beim Färben von Polyester-Textilien mit Dispersionsfarbstoffen
  - Teil 1 Prüfung der Beschleunigungswirkung
  - Teil 2 Bestimmung der erreichbaren Farbausbeute
- DIN 54290 Prüfung von Tensiden und Textilhilfsmitteln; Prüfung der Wirkung von Egalisiermitteln beim Färben von Polyester-Textilien mit Dispersionsfarbstoffen unter Hochtemperatur-Bedingungen
  - Teil 1 Prüfung der Migrierwirkung
  - Teil 2 Prüfung der Rückhaltewirkung
  - Teil 3 Prüfung der Bremswirkung
- DIN 54295 Textilfärberei – Begriffe
- DIN 54310 Prüfung von Textilien; Trennung von fixiertem Einlagestoff vom Oberstoff, Mechanischer Trennversuch
- DIN 54332 Prüfung von Textilien; Bestimmung des Brennverhaltens von textilen Fußbodenbelägen, Regelsetzer empfiehlt Anwendung von DIN EN ISO 9239-1
- DIN 54333 Prüfung von Textilien; Bestimmung des Brennverhaltens; Waagerecht-Methode
  - Teil 1 Zündung durch Kantenbeflammung
- DIN 54334 Prüfung von Textilien; Bestimmung des Brennverhaltens, Zündzeit, Kantenbeflammung
- DIN 54335 Prüfung von Textilien; Bestimmung des Brennverhaltens, 45°-Methode, Zündung durch Kantenbeflammung
- DIN 54341 Prüfung von Sitzen für Schienenfahrzeuge des öffentlichen Personenverkehrs; Bestimmung des Brennverhaltens mit einem Papierkissen
- DIN 54345 Prüfung von Textilien; Elektrostatisches Verhalten
  - Teil 1 Bestimmung elektrischer Widerstandsgrößen
  - Teil 3 Apparative Bestimmung der Aufladung textiler Fußbodenbeläge
  - Teil 4 Bestimmung der elektrostatischen Aufladbarkeit textiler Flächengebilde
  - Teil 5 Bestimmung des elektrischen Widerstandes an Streifen aus textilen Flächengebilden
- DIN 54355 Prüfung von Zellstoff; Bestimmung der Beständigkeit von Zellstoff gegen Natronlauge (Alkaliresistenz)
- DIN 54356 Prüfung von Zellstoff; Bestimmung der Alkalilöslichkeit von Zellstoff
- DIN 54357 Prüfung von Zellstoff; Bestimmung der Kappa-Zahl
- DIN 54360 Faserstoff – Labormahlung – Jokro-Mühle-Verfahren
- DIN 54361 Prüfung von Zellstoff; Bestimmung des Pentosangehaltes, Furfurol-Verfahren
- DIN 54363 Prüfung von Zellstoff und Papier; Bestimmung der Gehalte an Eisen, Mangan, Kupfer, Calcium und Magnesium, Bestimmung durch Atomabsorptionsspektroskopie (AAS)
- DIN 54370 Prüfung von Papier und Pappe – Bestimmung des Glührückstandes
- DIN 54372 Prüfung von Zellstoff und Papier; Bestimmung des Calcium- und Magnesiumgehaltes; Titrimetrische Bestimmung
- DIN 54373 Prüfung von Zellstoff, Papier und Pappe; Bestimmung des säureunlöslichen Anteils im Glührückstand
- DIN 54377 Prüfung von Zellstoff und Papier; Bestimmung des Gehaltes an Silicium(IV)-oxid
  - Teil 1 Gravimetrisches Verfahren
  - Teil 2 Photometrisches Verfahren
- DIN 54378 Prüfung von Papier, Karton und Pappe; Bestimmung der Oberflächenkolonienzahl (OKZs)
- DIN 54379 Prüfung von Papier, Karton und Pappe; Bestimmung der Gesamtkolonienzahl (GKZ)
- DIN 54383 Prüfung von Papier, Karton und Pappe; Bestimmung von Clostridiensporen
- DIN 54385 Feste Sekundärbrennstoffe - Gewinnung repräsentativer Analysenproben aus heterogenen Stoffen mit geringer Schüttdichte nach der Pressbohrmethode
- DIN 54386 Prüfung von Papier, Pappe und Zellstoff; Photometrische Bestimmung des Kupfergehaltes mit Bathocuproin; Bestimmung nach Salpetersäureaufschluß
- DIN 54387 Prüfung keramischer Roh- und Werkstoffe - Chemische Analyse von Borcarbid, Bornitrid, Metallboriden und elementarem Bor
  - Teil 1 Allgemeine Angaben und Probenvorbereitung
  - Teil 2 Bestimmung von Gesamtbor, löslichen Borverbindungen, von HNO₃-löslichem Bor in B₄C, H₂O₂-löslichen und unlöslichen Anteilen in amorphem Bor und von HF/HNO₃-unlöslichen Anteilen in Titanborid
  - Teil 3 Bestimmung der nichtmetallischen Haupt- und Nebenbestandteile Gesamtkohlenstoff, Gesamtsauerstoff und Gesamtstickstoff sowie des freien Kohlenstoffs in B₄C und des Trocknungsverlustes in amorphem Bor
  - Teil 4 Bestimmung metallischer Hauptbestandteile und Spurenverunreinigungen
- DIN 54388 Feste Sekundärbrennstoffe - Bestimmung des wasserlöslichen Gehaltes an Chlorid, Natrium und Kalium über die Pressflüssigkeit nach der Pressmethode
- DIN 54400 Ionenaustausch – Begriffe
- DIN 54401 Prüfung von Ionenaustauschern, Adsorberharzen und Hybridadsorbern – Probenahme
- DIN 54402 Prüfung von Ionenaustauschern – Bestimmung der Totalen Kapazität von Anionenaustauschern
- DIN 54403 Prüfung von Ionenaustauschern – Bestimmung der Totalen Kapazität von Kationenaustauschern
- DIN 54406 Prüfung von Ionenaustauschern – Bestimmung der Beständigkeit gegenüber osmotischer und hydromechanischer Beanspruchung, Regelsetzer empfiehlt Anwendung von DIN 19633
- DIN 54407 Prüfung von Ionenaustauschern – Bestimmung der Korngrößenverteilung
- DIN 54408 Prüfung von Ionenaustauschern – Bestimmung der Schüttdichte, der Gleichgewichtsfeuchte und des Trockensubstanzanteils
- DIN 54410 Prüfung von Ionenaustauschern – Bestimmung der Dichte
- DIN 54413 Prüfung von Ionenaustauschern – Bestimmung des mit Wasser extrahierbaren organischen Kohlenstoffs
- DIN 54455 Prüfung von Metallklebestoffen und Metallklebungen; Torsionsscher-Versuch
- DIN 54456 Prüfung von Konstruktionsklebstoffen und -klebungen – Klimabeständigkeitsversuch
- DIN 54457 Strukturklebstoffe – Prüfung von Klebverbindungen – Raupenschälprüfung
- DIN 54458 Strukturklebstoffe – Bestimmung des Fließ- und Applikationsverhaltens von viskoelastischen Klebstoffen mit Hilfe der Oszillationsrheometrie
- DIN 54459 Strukturklebstoffe – Prüfung von Klebverbindungen – Herstellung von Zugscherproben aus bandbeschichteten Feinblechen
- DIN 54461 Strukturklebstoffe – Prüfung von Klebverbindungen – Biegeschälversuch
- DIN 54500 Prüfung von Papier – Bestimmung der dichtebezogenen Lichtstreu- und Lichtabsorptionskoeffizienten von Faserstoffen und Papieren
- DIN 54514 Prüfung von Papier und Pappe – Bestimmung der initialen Nassfestigkeit (Initial Wet Web Strength) durch zugförmige Belastung
- DIN 54515 Prüfung von Papier und Pappe – Bestimmung der Wasserabweisfähigkeit
- DIN 54516 Prüfung von Papier und Pappe – Bestimmung des Spaltwiderstandes
- DIN 54517 Prüfung von Papier und Pappe – Bestimmung der Nassdehnung
- DIN 54518 Prüfung von Papier und Pappe – Streifenstauchwiderstand
- DIN 54519 Prüfung von Pappe – Bestimmung des Kantenstauchwiderstandes von Vollpappe
- DIN 54530 Papier und Pappe – Prüfung von Hülsen aus Hülsenkarton
  - Teil 10 Bestimmung von Rauheit
- DIN 54540 Prüfung von Hygieneprodukten – Tissue und Nonwoven
  - Teil 5 Bestimmung der Nassexpansion
  - Teil 9 Bestimmung des Feuchtegehaltes
- DIN 54600 Prüfung von Papier und Pappe; Prüfung auf antimikrobielle Zusatzstoffe
  - Teil 1 Bestimmung des Gehaltes an Tetramethylthiuramdisulfid (TMTD)
  - Teil 8 Bestimmung des Gehaltes an Methylen-bis-thiocyanat
- DIN 54603 Prüfung von Papier, Karton und Pappe – Bestimmung des Gehaltes an Glyoxal
- DIN 54604 Prüfung von Papier und Pappe; Bestimmung des Gehaltes an Stärke
  - Teil 1 Enzymatische Bestimmung von nativer Stärke
- DIN 54605 Prüfung von Zellstoff, Papier und Pappe; AAS-Bestimmung des Gehaltes an Cadmium
- DIN 54607 Tissue-Papier und Tissue-Produkte - Bestimmung des Trockenfarbabriebs von Tischdeko-Produkten - Scheuerprüfung
- DIN 54800 Prüfung von Kunststoffen; Herstellung von Polyvinylchlorid(PVC)-Pasten für Prüfzwecke, Regelsetzer empfiehlt Anwendung von DIN EN ISO 11468
- DIN 54801 Prüfung von Kunststoffen; Bestimmung der scheinbaren Viskosität bei hohen Geschwindigkeitsgefällen von Polyvinylchlorid(PVC)-Pasten mit dem Severs-Kapillarviskosimeter
- DIN 54802 Prüfung von Kunststoffen – Bestimmung der Weichmacheraufnahme und der Weichmacheraufnahmegeschwindigkeit in der Wärme von Vinylchlorid-(VC-)Polymerisaten
  - Teil 1 Planetenmischer-Verfahren
  - Teil 2 Statisches Verfahren
- DIN 54811 Prüfung von Kunststoffen; Bestimmung des Fließverhaltens von Kunststoffschmelzen mit einem Kapillar-Rheometer
- DIN 54813 Prüfung von Kunststoffen; Prüfung von Bunden aus textilglasverstärkten Duroplasten; Bestimmung der Bruchkraft im Biegescherversuch
- DIN 54815 Rohre aus gefüllten Polyesterharzformstoffen, Regelsetzer empfiehlt Anwendung von DIN EN 14636-1
  - Teil 1 Maße, Werkstoff, Kennzeichnung
  - Teil 2 Anforderungen, Prüfung
- DIN 54836 Prüfung von brennbaren Werkstoffen; Bestimmung der Entzündungstemperatur
- DIN 54837 Prüfung von Werkstoffen, Kleinteilen und Bauteilabschnitten für Schienenfahrzeuge – Bestimmung des Brennverhaltens mit einem Gasbrenner
- DIN 54841 Warneinrichtung aus Kunststoff für erdverlegte Kabel und Rohrleitungen
  - Teil 3 Detektierbares Trassenband
  - Teil 5 Kabelabdeckung
- DIN 55003 Bildzeichen für NC-Werkzeugmaschinen
  - Teil 3 Werkzeugmaschinen; Bildzeichen; Numerisch gesteuerte Werkzeugmaschinen, Regelsetzer empfiehlt Anwendung von DIN ISO 7000
- DIN 55058 Spindelköpfe für Stellhülsen; Anschlußmaße
- DIN 55170 Einständer-Tisch-Exzenterpressen; Baugrößen
- DIN 55181 Werkzeugmaschinen; Mechanische Zweiständerpressen, einfachwirkend mit Nennkräften von 400 kN bis 4000 kN; Baugrößen
- DIN 55184 Werkzeugmaschinen; Mechanische Einständerpressen; Einbauraum für Werkzeuge; Baugrößen, Aufspannplatten, Einlegeplatten, Einlegeringe
- DIN 55185 Werkzeugmaschinen; Mechanische Zweiständer-Schnelläuferpressen mit Nennkräften von 250 kN bis 4000 kN; Baugrößen
- DIN 55189 Werkzeugmaschinen; Ermittlung von Kennwerten für Pressen der Blechverarbeitung bei statischer Belastung
  - Teil 1 Mechanische Pressen
  - Teil 2 Hydraulische Pressen
- DIN 55200 Werkzeugmaschinen; T-Nutenabstände; Maße
- DIN 55201 Werkzeugmaschinen; Paletten für Werkzeugmaschinen
  - Teil 1 Nenngrößen bis 800 mm; Form A
  - Teil 2 Nenngrößen ab 1000 mm; Form B
- DIN 55301 Gestaltung statistischer Tabellen
- DIN 55303 Statistische Auswertung von Daten
- DIN 55350 Begriffe der Qualitätssicherung und Statistik
  - Beiblatt 1 Struktur und Gesamt-Stichwortverzeichnis
  - Teil 11 Begriffe des Qualitätsmanagements
  - Teil 12 Merkmalsbezogene Begriffe
  - Teil 13 Begriffe zur Genauigkeit von Ermittlungsverfahren und Ermittlungsergebnissen
  - Teil 14 Begriffe der Probenahme
  - Teil 15 Begriffe zu Mustern
  - Teil 16 Begriffe der Qualitätssicherung; Begriffe zu Qualitätssicherungssystemen (Entwurf)
  - Teil 17 Begriffe der Qualitätsprüfungsarten
  - Teil 18 Begriffe zu Bescheinigungen über die Ergebnisse von Qualitätsprüfungen; Qualitätsprüf-Zertifikate
  - Teil 21 Begriffe der Statistik; Zufallsgrößen und Wahrscheinlichkeitsverteilungen
  - Teil 22 Begriffe der Statistik; Spezielle Wahrscheinlichkeitsverteilungen
  - Teil 23 Begriffe der Statistik; Beschreibende Statistik
  - Teil 24 Begriffe der Statistik; Schließende Statistik
  - Teil 31 Begriffe der Annahmestichprobenprüfung
  - Teil 33 Begriffe der statistischen Prozeßlenkung (SPC)
  - Teil 34 Erkennungsgrenze, Erfassungsgrenze und Erfassungsvermögen, ersetzt durch DIN ISO 11843-1
- DIN 55402 Markierung für den Versand von Packstücken
  - Teil 2 Richtlinie für Exportverpackung
- DIN 55403 Verpackungsprüfung - Prüfverfahren für Verpackungsfolien - Bestimmung der Rollneigung
- DIN 55404 Verpackungsprüfung - Prüfverfahren zur Bestimmung der Rapportlänge für flexible Packstoffe
- DIN 55405 Verpackung – Terminologie – Begriffe
- DIN 55406 Packmittel – Spezielle Technische Liefer- und Bezugs- sowie Verwendungsbedingungen für ein- bzw. zweiteilige 28 mm Schraubverschlüsse aus Polyethylen (PE) bzw. aus Polypropylen (PP) und 28 mm Anrollverschlüsse aus Aluminium (Al)
- DIN 55407 Verpackungswesen – Allgemeine Technische Liefer- und Bezugsbedingungen (ATLB)
  - Teil 2 Fehlerkatalog
- DIN 55409 Verpackung – Prüfverfahren zur Bestimmung von Öffnungskräften an peelbaren Verpackungen
  - Teil 1 Flexible Packmittel
  - Teil 2 Formstabile Packmittel
- DIN 55423 Transportkette für Fleisch und Fleischerzeugnisse
  - Teil 1 Starre, stapelbare Mehrwegtransport- und Lagerkästen aus Kunststoff; Maße, Gewichte, Ausführung
  - Teil 2 Starre, stapelbare Mehrwegtransport- und Lagerkästen aus Kunststoff; Anforderungen und Prüfungen
  - Teil 5 Palette aus Polyethylen, 800 mm × 1200 mm × 160 mm; Maße, Gewichte
  - Teil 6 Palette aus Polyethylen, 800 mm × 1200 mm × 160 mm; Ausführung, Anforderungen und Prüfung
- DIN 55426 Verpackungsprüfung - Bestimmung des Hochdruckreibungskoeffizienten
- DIN 55428 Packstoffe – Vollpappe
  - Teil 1 Anforderungen, Prüfung
  - Teil 2 Naßfest; Anforderungen, Prüfung
- DIN 55429 Packmittel; Schachteln aus Karton, Vollpappe oder Wellpappe
  - Teil 2 Abmessungen, Grenzabmaße, Prüfung der Maße
- DIN 55437 Prüfung von Pappe – Rillungen
  - Teil 1 Labormäßige Herstellung von Proberillungen
  - Teil 2 Bestimmung des Rillbarkeitsbereiches durch visuelle Bewertung der Rillungen
  - Teil 3 Bestimmung der technischen Qualität
- DIN 55440 Packmittelprüfung; Stauchprüfung
  - Teil 1 Prüfung mit konstanter Vorschubgeschwindigkeit
- DIN 55441 Verpackungsprüfung – Stoßprüfung
  - Teil 2 Freier Fall von Kunststoff-Flaschen
- DIN 55445 Verpackungsprüfung; Prüfung von Nähten an Säcken
  - Teil 1 Bestimmung der Bruchstandzeit von Nähten an Papiersäcken
  - Teil 2 Bestimmung der Bruchstandzeit von Nähten an Kunststoffsäcken
  - Teil 3 Auswertungsverfahren
- DIN 55446 Verpackung; Packmittel, Packungen und versandfertige Packstücke; Probenahme für die Prüfung
- DIN 55450 Packmittel; Beutel und Tüten aus Papier; Formen
- DIN 55455 Packmittel; Tragetaschen und Tragebeutel aus Papier; Formen
- DIN 55457 Verpackungsprüfung – Behältnisse aus Polyolefinen, Regelsetzer empfiehlt Anwendung von DIN EN ISO 16495
  - Teil 1 Beständigkeit gegenüber Spannungsrissbildung; Temperaturverfahren
  - Teil 2 Beständigkeit gegenüber Spannungsrissbildung; Druck-Temperaturverfahren
- DIN 55461 Großpackmittel; Flexible IBC
  - Teil 2 Maße
- DIN 55468 Packstoffe – Wellpappe
  - Teil 1 Anforderungen, Prüfung
  - Teil 2 Nassfest, Anforderungen, Prüfung
- DIN 55471 Polystyrol-Schaumstoff für Verpackungszwecke
  - Teil 1 Anforderungen, Prüfung
  - Teil 2 Berechnung und Gestaltung von Verpackungsformteilen
- DIN 55473 Packhilfsmittel - Trockenmittelbeutel - Technische Lieferbedingungen
- DIN 55474 Packhilfsmittel - Trockenmittelbeutel - Anwendung, Berechnung der erforderlichen Anzahl Trockenmitteleinheiten
- DIN 55475 Packhilfsmittel – Klebestreifen aus Kraftpapier – Unverstärkt oder verstärkt, wasser- oder wärmeaktivierbar; Anforderungen und Prüfung
- DIN 55477 Packhilfsmittel; Klebebänder aus Kunststoff; Unverstärkt und verstärkt; Anforderungen und Prüfung
- DIN 55479 Verpackung – Verschlußarten von Schachteln mit Klebebändern und Klebestreifen
- DIN 55480 Packmittel; Dosen aus Aluminium, mit Schraubdeckel, rund
- DIN 55481 Polyethylen-Schaumstoff für Verpackungszwecke
  - Teil 1 Anforderungen, Prüfungen
- DIN 55482 Polyurethan-Schaumstoff für Verpackungszwecke
  - Teil 1 Anforderungen, Prüfungen
- DIN 55483 Gummierte Fasern und/oder Haare für Verpackungszwecke
  - Teil 1 Anforderungen, Prüfung
- DIN 55505 Aerosolverpackungen; Bestimmung der Kappensitzhöhe
- DIN 55507 Aerosolverpackungen; Arbeitsflächen von Clinchzangen
- DIN 55510 Verpackung – Modulare Koordination im Verpackungswesen
  - Teil 1 Grundlagen
  - Teil 2 Terminologie
  - Teil 3 Regeln und Maße
- DIN 55512 Verpackung; Einzelpackungen; Papier, Bürobedarf, Schreibwaren
  - Teil 7 Auswahlmaße
- DIN 55520 Stellflächen für Versandverpackungen, abgeleitet aus den Stellflächen 800 mm × 1200 mm und 1000 mm × 1200 mm
- DIN 55522 Packmittel; Schachteln aus Karton; Faltschachteln mit Einsteckboden und Einsteckdeckel; Bestimmung der Maße von Schachteln
- DIN 55524 Verpackung - Qualitätsmerkmale
  - Teil 1 Qualitätsmerkmale für Verpackungen aus Wellpappe
  - Teil 2 Qualitätsmerkmale für Verpackungen aus Vollpappe
- DIN 55525 Gewinde, vorzugsweise für Kunststoff- und Glasbehältnisse mit einheitlicher Schraubkappe; Sägengewinde; Maße
- DIN 55529 Verpackung – Bestimmung der Siegelnahtfestigkeit von Siegelungen aus flexiblen Packstoffen
- DIN 55530 Folien für Verpackungszwecke - Folien und Rezyklate aus Polyethylen niederer Dichte (PE-LD) für den Einsatz als Sperrschichtmaterial
- DIN 55531 Folien für Verpackungszwecke – Aluminium-Verbundfolien
- DIN 55533 Verpackungsprüfung - Integrales Dichtheitsprüfverfahren für Folienverpackungen mit einer flexiblen Prüfkammer und Prüfgas
- DIN 55534 Prüfung des Geschmacksüberganges von Packstoffen und Packmitteln durch den Luftraum mit der Prüfsubstanz Wasser
- DIN 55540 Packungsprüfung
  - Teil 1 Bestimmung des Füllungsgrades von Fertigpackungen, volumenstabile Packmittel, nach Gewicht gekennzeichnete Füllmenge
    - Beiblatt 1 Vordruck mit Variationskoeffizient der Füllgutdichte und der Verpackung für Klebstoffe und verwandte Produkte
    - Beiblatt 2 Vordruck mit Variationskoeffizient der Füllgutdichte und der Packung für Pflanzenbehandlungsmittel und verwandte Produkte
    - Beiblatt 3 Vordruck mit Variationskoeffizient der Füllgutdichte und der Packung für Wasch-Reinigungsmittel und verwandte Produkte
    - Beiblatt 4 Vordruck mit Variationskoeffizient der Füllgutdichte und der Packung für Putz- und Pflegemittel
- DIN 55542 Verpackungsprüfung; Bestimmung des Volumens für Packmittel
  - Teil 2 zylindrische Tuben
  - Teil 4 konische Tuben
- DIN 55543 Verpackungsprüfung - Prüfverfahren für Verpackungsfolien
  - Teil 1 Bestimmung der Foliendicke
  - Teil 2 Bestimmung des Schälwiderstandes von Klebenähten an Säcken
  - Teil 3 Bestimmung der Festigkeit von Längsnähten an Säcken und Beuteln
  - Teil 4 Bestimmung der Schrumpfung von Kunststoff-Folien im Flüssigkeitsbad
- DIN 55545 Verpackungen - Verpackungen mit isolierenden Eigenschaften
  - Teil 1 Erstbewertungsprüfung
- DIN 55571 Hot-Tack
  - Teil 1 Wegmessende Prüfgeräte
  - Teil 2 Kraftmessende Prüfgeräte
- DIN 55560 Wiederverschließbare kindergesicherte Packungen; Schraubverschlüsse aus Kunststoff mit Druck-Drehsystem (axiale Druckkrafteinwirkung)
  - Teil 1 Mechanische Tricksystemprüfung, ersetzt durch DIN EN ISO 13127
- DIN 55600 Prüfung von Pigmenten – Bestimmung der Signifikanz von Farbabständen bei Körperfarben nach der CIELAB-Formel
  - Beiblatt 1 Rechenbeispiel und Beispiel für Prüfbericht
- DIN 55601 Prüfung von Pigmenten; Bestimmung eines Deckvermögenswertes getrockneter, pigmentierter Anstrichstoffe aus keilförmiger Schicht
- DIN 55603 Prüfung von Pigmenten – Bestimmung der relativen Farbstärke und des Restfarbabstandes von anorganischen Pigmenten in Weißaufhellungen nach dem Helligkeitsverfahren
  - Beiblatt 1 Rechenbeispiel und Beispiel für den Prüfbericht
- DIN 55607 Pigmente und Füllstoffe – Dispergierung von Pigmenten in Pulverlacken und deren farbmetrische Beurteilung nach der Applikation
- DIN 55608 Pigmente und Füllstoffe – Bestimmung der Wasserzahl
- DIN 55609 Pigmente und Füllstoffe – Bestimmung der wasserlöslichen Sulfate, Chloride und Nitrate durch Ionenchromatographie
- DIN 55610 Prüfung von Pigmenten und lösemittellöslichen Farbstoffen; Bestimmung unsulfonierter, primärer aromatischer Amine
- DIN 55625 Füllstoffe für Kunststoffe
  - Teil 4 Kreide, Anforderungen und Prüfverfahren
  - Teil 5 Natürliches kristallines Calciumcarbonat, Anforderungen und Prüfverfahren
  - Teil 6 Gefälltes Calciumcarbonat, Anforderungen und Prüfverfahren
  - Teil 7 Dolomit, Anforderungen und Prüfverfahren
  - Teil 10 Verwachsungen von natürlichem plättchenförmigem, carbonathaltigem Talk und Chlorit – Anforderungen und Prüfverfahren
  - Teil 23 Phlogopit; Anforderungen und Prüfverfahren
  - Teil 24 Magnesiumhydroxid; Anforderungen und Prüfverfahren
- DIN 55626 Füllstoffe und Pigmente für Papier und Pappe – Anforderungen und Prüfverfahren
  - Teil 3 Blanc fixe
  - Teil 4 Kreide
  - Teil 5 Natürliches kristallines Calciumcarbonat
  - Teil 6 Gefälltes Calciumcarbonat
  - Teil 8 Natürlicher Kaolin
  - Teil 9 Calcinierter Kaolin
  - Teil 10 Verwachsungen von natürlichem plättchenförmigen Talk und Chlorit
  - Teil 11 Natürlicher, plättchenförmiger, carbonathaltiger Talk
  - Teil 18 Gefälltes Natriumaluminiumsilicat
  - Teil 19 Gefällte Kieselsäure
  - Teil 20 Pyrogenes Siliciumdioxid
  - Teil 25 Kieselgel
  - Teil 26 Titandioxid
- DIN 55633 Beschichtungsstoffe – Korrosionsschutz von Stahlbauten durch Pulver-Beschichtungssysteme – Bewertung der Pulver-Beschichtungssysteme und Ausführung der Beschichtung
- DIN 55634 Beschichtungsstoffe und Überzüge – Korrosionsschutz von tragenden dünnwandigen Bauteilen aus Stahl
- DIN 55651 Lösemittel für Beschichtungsstoffe – Kurzzeichen
- DIN 55652 Lösemittel für Beschichtungsstoffe – Bestimmung der Acidität im Spurenbereich, Regelsetzer empfiehlt Anwendung von DIN EN ISO 2114
- DIN 55653 Beschichtungsstoffe - Bestimmung des Absetzverhaltens
- DIN 55654 Kratzprüfung mit einem Linearhubgerät (Crockmeter)
- DIN 55655 Beschichtungsstoffe - Elektrotauchlacke
  - Teil 1 Begriffe und allgemeine Grundlagen
  - Teil 2 Umgriff
  - Teil 3 Verträglichkeit von Elektrotauchlacken mit einem Referenzöl
  - Teil 4 Verträglichkeit von Elektrotauchlacken mit flüssigen, pastösen und festen Fremdmaterialien
  - Teil 5 Bestimmung des Siebrückstandes
  - Teil 6 Eintauchmarkierungen
- DIN 55656 Beschichtungsstoffe - Kratzprüfung mit einem Härteprüfstab
- DIN 55657 Beschichtungsstoffe - Prüfverfahren zur Beurteilung der Haftfestigkeit von elastischen Klebstoffen auf Beschichtungen durch Prüfen der Schälhaftung, Schälfestigkeit und Zugscherfestigkeit mit zusätzlicher Beanspruchung durch Kondenswasserprüfung oder Kataplasmalagerung
- DIN 55658 Beschichtungsstoffe – Praxisnahe Bestimmung des Gehaltes an nichtflüchtigen und flüchtigen Anteilen während des Beschichtungsprozesses
- DIN 55659 Beschichtungsstoffe – Bestimmung des pH-Wertes
  - Teil 1 pH-Elektroden mit Glasmembran
  - Teil 2 pH-Elektroden mit ISFET-Technologie
- DIN 55660 Beschichtungsstoffe – Benetzbarkeit
  - Teil 1 Begriffe und allgemeine Grundlagen
  - Teil 2 Bestimmung der freien Oberflächenenergie fester Oberflächen durch Messung des Kontaktwinkels
  - Teil 3 Bestimmung der Oberflächenspannung von Flüssigkeiten mit der Methode des hängenden Tropfens
  - Teil 4 Bestimmung des polaren und dispersen Anteils der Oberflächenspannung von Flüssigkeiten aus einer Grenzflächenspannung
  - Teil 5 Bestimmung des polaren und dispersen Anteils der Oberflächenspannung von Flüssigkeiten aus Kontaktwinkelmessungen auf einem Festkörper mit rein dispersem Anteil der Oberflächenenergie
  - Teil 6 Messung des dynamischen Kontaktwinkels
  - Teil 7 Messung des Kontaktwinkels bei Neigetischexperimenten (Abrollwinkel)
- DIN 55662 Beschichtungsstoffe – Beschichtungen für die Fahrzeugindustrie – Prüfung der Beständigkeit gegen Druckwasserstrahl (Dampfstrahltest), ersetzt durch DIN EN ISO 16925
- DIN 55663 Beschichtungsstoffe – Künstliches Bewittern mit saurer Beanspruchung, ersetzt durch DIN EN ISO 15110
- DIN 55665 Beschichtungsstoffe – Freibewitterung von Beschichtungen – Prüfung des Korrosionsschutzverhaltens
- DIN 55667 Beschichtungsstoffe – Bestimmung der elektrischen Leitfähigkeit und des spezifischen elektrischen Widerstandes, ersetzt durch DIN EN ISO 15091
- DIN 55670 Beschichtungsstoffe – Prüfung von Beschichtungen auf Poren und Risse mit Hochspannung
- DIN 55671 Beschichtungsstoffe und Bindemittel für Beschichtungsstoffe – Folienmethode zur Schnellbestimmung des Gehaltes an nichtflüchtigen Anteilen
- DIN 55672 Gelpermeationschromatographie (GPC)
  - Teil 1 Tetrahydrofuran (THF) als Elutionsmittel
  - Teil 2 N,N-Dimethylacetamid (DMAC) als Elutionsmittel
  - Teil 3 Wasser als Elutionsmittel
- DIN 55673 Beschichtungsstoffe und deren Rohstoffe – Nahinfrarotspektrometrische Analyse – Allgemeine Arbeitsgrundlagen
- DIN 55682 Lösemittel für Beschichtungsstoffe – Bestimmung von Lösemitteln in wasserverdünnbaren Beschichtungsstoffen – Gaschromatographisches Verfahren
- DIN 55683 Lösemittel für Beschichtungsstoffe – Bestimmung der Lösemittel in ausschließlich organische Lösemittel enthaltenden Beschichtungsstoffen – Gaschromatographisches Verfahren
- DIN 55685 Lösemittel für Beschichtungsstoffe – Alkohole – Gaschromatographische Bestimmung des Reinheitsgrades
- DIN 55686 Lösemittel für Beschichtungsstoffe – Ester der Essigsäure – Gaschromatographische Bestimmung des Reinheitsgrades
- DIN 55687 Lösemittel für Beschichtungsstoffe – Ketone – Gaschromatographische Bestimmung des Reinheitsgrades
- DIN 55688 Lösemittel für Beschichtungsstoffe – Ethylenglykolether – Gaschromatographische Bestimmung des Reinheitsgrades
- DIN 55689 Lösemittel für Beschichtungsstoffe – Propylenglykolether – Gaschromatographische Bestimmung des Reinheitsgrades
- DIN 55699 Verarbeitung von Wärmedämm-Verbundsystemen
- DIN 55802 Werkzeugmaschinen; Schwenkbiegemaschinen, Abnahmebedingungen
- DIN 55803 Werkzeugmaschinen; Drück- und Planiermaschinen, Abnahmebedingungen
- DIN 55900 Beschichtungen für Raumheizkörper
  - Teil 1 Begriffe, Anforderungen und Prüfung für Grundbeschichtungsstoffe industriell hergestellte Grundbeschichtungen
  - Teil 2 Begriffe, Anforderungen und Prüfung für Deckbeschichtungsstoffe und industriell hergestellte Fertiglackierungen
- DIN 55901 Trockenstoffe für Beschichtungsstoffe – Bestimmung des Metallgehaltes von Mehrmetall-Trockenstoffen
- DIN 55902 Pigmente – Zinkchromat-Pigmente, Anforderungen und Prüfverfahren
- DIN 55903 Pigmente – Strontiumchromat-Pigmente, Anforderungen und Prüfverfahren
- DIN 55908 Pigmente – Zinkweiß (Zinkoxid) – Analysenverfahren
- DIN 55910 Pigmente – Lithopone – Anforderungen und Prüfung
- DIN 55912 Pigmente – Titandioxid-Pigmente
  - Teil 2 Analysenverfahren
    - Beiblatt 1 Beispiel für die Bestimmung von Nebenbestandteilen mit der Röntgenfluoreszenzanalyse
    - Beiblatt 2 Erstellung einer Kalibrierkurve mit der Röntgenfluoreszenzanalyse
- DIN 55913 Pigmente; Eisenoxid-Pigmente
  - Teil 1 Technische Lieferbedingungen
  - Teil 2 Analysen-Verfahren
- DIN 55916 Pigmente; Bleimennige; Technische Lieferbedingungen
- DIN 55923 Pigmente; Aluminiumpigmente und Aluminiumpigmentpasten für Anstrichfarben; Technische Lieferbedingungen
- DIN 55935 Bindemittel für Lacke, Anstrichstoffe, Klebstoffe und Druckfarben; Kolophonium; Anforderungen und Prüfung
- DIN 55938 Bindemittel für Beschichtungsstoffe – Lacksojaöl – Anforderungen und Prüfung
- DIN 55939 Bindemittel für Beschichtungsstoffe – Rizinusöl – Anforderungen und Prüfung
- DIN 55940 Bindemittel für Beschichtungsstoffe – Rizinenöl – Anforderungen und Prüfung
- DIN 55943 Farbmittel – Begriffe, ersetzt durch DIN ISO 18451-1
- DIN 55944 Farbmittel – Einteilung nach koloristischen und chemischen Gesichtspunkten, ersetzt durch DIN ISO 18451-2
- DIN 55945 Beschichtungsstoffe und Beschichtungen – Ergänzende Begriffe zu DIN EN ISO 4618
- DIN 55950 Bindemittel für Beschichtungsstoffe - Kurzzeichen
- DIN 55952 Bindemittel für Anstrichstoffe; Celluloseether; Prüfung
- DIN 55953 Bindemittel für Anstrichstoffe; Celluloseester organischer Säuren; Prüfung
- DIN 55957 Bindemittel für Beschichtungsstoffe - Methylierung und Silylierung von Fettsäuren und gaschromatographische Analyse
- DIN 55967 Rohstoffe für Beschichtungsstoffe – Glycerin – Anforderungen und Prüfung
- DIN 55968 Pigmente - Industriell hergestellte Pigmentruße (Flammruß, Furnaceruß, Gasruß) - Anforderungen und Prüfverfahren
- DIN 55977 Prüfung von Farbstoffen; Bestimmung des in Lösemitteln schwerlöslichen Anteils
- DIN 55978 Prüfung von Farbstoffen; Bestimmung der relativen Farbstärke in Lösungen; Spektralphotometrisches Verfahren
- DIN 55979 Prüfung von Pigmenten; Bestimmung der Schwarzzahl von Pigmentrußen
- DIN 55980 Bestimmung des Farbstichs von nahezu weißen Proben
- DIN 55981 Bestimmung des relativen Farbstichs von nahezu weißen Proben
- DIN 55982 Prüfung von Pigmenten; Bestimmung des Aufhellvermögens von Weißpigmenten, Pastenverfahren
  - Beiblatt 1 Beispiel für die Durchführung nach dem Graupasten-Verfahren
- DIN 55983 Prüfung von Pigmenten; Vergleich der Farbe von Weißpigmenten in Purton-Systemen, Regelsetzer empfiehlt Anwendung von DIN 55985, DIN EN ISO 787-25
- DIN 55984 Prüfung von Pigmenten; Bestimmung eines Deckvermögenswertes von weißen und hellgrauen Medien
  - Beiblatt 1 Beispiel für die Durchführung eines Verfahrens mit einem weißen Alkydharzlack
  - Beiblatt 2 Beispiel für die Durchführung des Verfahrens mit einer weichmacherhaltigen Polyvinylchlorid(PVC-P)-Folie
- DIN 55985 Prüfung von Pigmenten
  - Teil 1 Vergleich der Farbe von Buntpigmenten in Purton-Systemen
  - Teil 2 Vergleich der Farbe von Pigmenten in Purton-Systemen; Schwarzpigmente
- DIN 55986 Prüfung von Pigmenten; Bestimmung der relativen Farbstärke und des Restfarbabstandes in Weißaufhellungen; Farbmetrisches Verfahren
- DIN 55987 Prüfung von Pigmenten; Bestimmung eines Deckvermögenswertes pigmentierter Medien; Farbmetrisches Verfahren
- DIN 55988 Bestimmung der Transparenzzahl (Lasur) von pigmentierten und unpigmentierten Systemen; Farbmetrische Verfahren
- DIN 55991 Beschichtungsstoffe – Beschichtungen für kerntechnische Anlagen
  - Teil 1 Anforderungen und Prüfverfahren
  - Teil 2 Identitätsprüfung von Beschichtungsstoffen
  - Teil 3 Planung und Ausführung von Beschichtungsarbeiten
- DIN 55992 Bestimmung einer Maßzahl für die Staubentwicklung von Pigmenten und Füllstoffen
  - Teil 1 Rotationsverfahren
  - Teil 2 Fallmethode
- DIN 55996 Beschichtungsstoffe – Prüfung der Steinschlagfestigkeit von Beschichtungen
  - Teil 1: Multischlagprüfung, ersetzt durch DIN EN ISO 20567-1
- DIN 55997 Lösemittel für Beschichtungsstoffe – VE-Wasser – Anforderungen und Prüfung
  - Berichtigung 1
- DIN 55998 Lösemittel für Beschichtungsstoffe – Propylenglykolether – Lieferspezifikation, weitere Eigenschaften und Prüfung
- DIN 55999 Lösemittel für Beschichtungsstoffe – Ethylenglykolether – Lieferspezifikation, weitere Eigenschaften und Prüfung
- DIN 56905 Veranstaltungstechnik, Bühnenbeleuchtung – Zweipolige Bühnensteckvorrichtungen 63 A, ~ 250 V, 50/60 Hz
- DIN 56912 Showlaser und Showlaseranlagen – Sicherheitsanforderungen und Prüfung
- DIN 56920 Theatertechnik
  - Teil 1 Begriffe für Theater- und Bühnenarten
  - Teil 2 Begriffe für Theatergebäude
  - Teil 3 Begriffe für bühnentechnische Einrichtungen
  - Teil 4 Begriffe für beleuchtungstechnische Einrichtungen
  - Teil 5 Begriffe für elektrische Installationen
- DIN 56921 Theatertechnik, Bühnenmaschinerie – Prospektzüge
  - Teil 1 Handkonterzüge mit einer Tragfähigkeit bis 500 kg
- DIN 56922 Theatertechnik, Bühnenbetrieb; Theater-Bohrer (Bühnenbohrer)
- DIN 56923 Theatertechnik, Bühnenbetrieb; Geschlagene Steckscharniere
- DIN 56924 Kabinen für Simultanübertragung
  - Teil 1 ortsfest
  - Teil 2 transportabel
- DIN 56926 Theatertechnik, Bühnenbetrieb – Schnellverbindungsglied mit Überwurfmutter – Maße, Anforderungen und Prüfung, ersetzt durch DIN 56927
- DIN 56927 Theatertechnik, Bühnenbetrieb – Sicherungsseil für zu sichernde Gegenstände bis 60 kg Eigengewicht – Maße, sicherheitstechnische Anforderungen und Prüfung
- DIN 56928 Veranstaltungstechnik - Technische Decken - Sicherheitstechnische Anforderungen
- DIN 56930 Bühnentechnik – Bühnenlichtstellsysteme
  - Teil 1 Begriffe, Anforderungen
  - Teil 2 Steuersignale
  - Teil 3 Begriffe und Anforderungen an die Vernetzung von Lichtstellsystemen über EtherNet
- DIN 56932 Theatertechnik, Bühnenbeleuchtung; Bezeichnungsschild von Leuchten für die Sicherheitsbeleuchtung
- DIN 56938 Veranstaltungstechnik - Versatzklappe - Allgemeine Konstruktionsmerkmale
- DIN 56950 Veranstaltungstechnik - Maschinentechnische Einrichtungen
  - Teil 1 Sicherheitstechnische Anforderungen und Prüfung
  - Teil 2 Sicherheitstechnische Anforderungen an bewegliche Leuchtenhänger
  - Teil 3 Sicherheitstechnische Anforderungen an Stative und Traversenlifte
  - Teil 4 Sicherheitstechnische Anforderungen an konfektionierte Bildwände
- DIN 56955 Veranstaltungstechnik – Lastannahmen in Bühnen und Nebenbereichen – Verkehrslasten
- DIN 57100 Errichten von Starkstromanlagen mit Nennspannungen bis 1000 V
  - Beiblatt 1 Entwicklungsgang der Errichtungsbestimmungen
  - Beiblatt 3 Struktur der Normenreihe
  - Teil 724 Elektrische Anlagen in Möbeln und ähnlichen Einrichtungsgegenständen, z. B. Gardinenleisten, Dekorationsverkleidung [VDE-Bestimmung]
- DIN 57131 Errichtung und Betrieb von Elektrozaunanlagen [VDE-Bestimmung]
- DIN 57220 
  - Teil 3 VDE-Bestimmung für Einzel- und Mehrfachkabelklemmen mit Isolierteilen in Starkstrom-Kabelanlagen bis 1000 V
- DIN 57250 Isolierte Starkstromleitungen
  - Teil 1 Allgemeine Festlegungen [VDE-Bestimmung]
  - Teil 106 ETFE-Aderleitung [VDE-Bestimmung]
  - Teil 206 PVC-Mantelleitung mit Tragseil [VDE-Bestimmung]
  - Teil 212 Geschirmte PVC-Leitung U₀/U 3,6/6 kV [VDE-Bestimmung]
- DIN 57279 Leitungs-Garnituren des Bergbaus unter Tage; Muffen U₀/U=0,6/1 kV [VDE-Bestimmung]
- DIN 57472 Prüfung an Kabeln und isolierten Leitungen
  - Teil 505 Verlustfaktor, dielektrische Verlustzahl und Ableitung [VDE-Bestimmung]
  - Teil 506 Kopplungen [VDE-Bestimmung]
  - Teil 507 Reduktionsfaktor [VDE-Bestimmung]
  - Teil 619 Kerbkraft [VDE-Bestimmung]
  - Teil 621 Kristallit-Schmelzpunkt [VDE-Bestimmung]
  - Teil 623 Bruchdehnung des Kupferleiters [VDE-Bestimmung]
  - Teil 625 Zug- und Dehnungsverhalten von Zugentlastungselementen [VDE-Bestimmung]
  - Teil 626 Reißlänge [VDE-Bestimmung]
  - Teil 808 Verzinnbarkeit, Lötbarkeit und Lötschrumpfung [VDE-Bestimmung]
  - Teil 812 Porenfreiheit von metallenen Überzügen [VDE-Bestimmung]
- DIN 57510 VDE-Bestimmung für Akkumulatoren und Batterie-Anlagen
- DIN 57532 Transformatoren und Drosselspulen
  - Teil 21 Anlaßtransformatoren und Anlaßdrosselspulen [VDE-Bestimmung]
- DIN 57544 Schweißeinrichtungen und Betriebsmittel für das Lichtbogenschweißen und verwandte Verfahren
  - Teil 100 Sicherheitstechnische Festlegungen für den Betrieb [VDE-Bestimmung]
  - Teil 101 Errichtung [VDE-Bestimmung]
- DIN 57635 Niederspannungssicherungen; D-Sicherungen E 16 bis 25 A, 500 V; D-Sicherungen bis 100 A, 750 V; D-Sicherungen bis 100 A, 500 V [VDE-Bestimmung]
- DIN 57638 Niederspannungs-Schaltgeräte; Schalter-Sicherungs-Einheiten; DO-System [VDE-Bestimmung]
- DIN 57669 Isolatoren für Elektrozaunanlagen [VDE-Bestimmung]
- DIN 57680 
  - Teil 3 VDE-Bestimmung für Körperschutzmittel, Schutzvorrichtungen und Geräte zum Arbeiten an unter Spannung stehenden Betriebsmitteln bis 1000 V; Betätigungsstangen
  - Teil 4 Körperschutzmittel, Schutzvorrichtungen und Geräte zum Arbeiten an unter Spannung stehenden Teilen bis 1000 V; NH-Sicherungsaufsteckgriffe [VDE-Bestimmung]
  - Teil 6 VDE-Bestimmung für Schutzbekleidung, Schutzvorrichtungen und Geräte zum Arbeiten an unter Spannung stehenden Betriebsmitteln bis 1000 V; Einpolige Spannungsprüfer bis 250 V Wechselspannung
  - Teil 7 Körperschutzmittel, Schutzvorrichtungen und Geräte zum Arbeiten an unter Spannung stehenden Teilen bis 1000 V; Paßeinsatzschlüssel [VDE-Bestimmung]
- DIN 57700 Sicherheit elektrischer Geräte für den Hausgebrauch und ähnliche Zwecke
  - Teil 209 Geräte zum Spielen und Lernen [VDE-Bestimmung]
  - Teil 245 Nebelgeräte [VDE-Bestimmung]
- DIN 57710 Leuchten mit Betriebsspannungen unter 1000 V
  - Teil 13 Ballwurfsichere Leuchten [VDE-Bestimmung]
  - Teil 14 Leuchten zum Einbau in Möbel [VDE-Bestimmung]
- DIN 57814 Schnüre für Fernmeldeanlagen und Informationsverarbeitungsanlagen [VDE-Bestimmung]
- DIN 57818 Selbsttragende Fernmelde-Luftkabel auf Starkstrom-Freileitungen über 1 kV [VDE-Bestimmung]
- DIN 57850 Ankopplungs-Einrichtungen zur Trägerfrequenz-Nachrichtenübertragung über Hochspannungsleitungen (TFH-Anlagen) [VDE-Bestimmung]
- DIN 57873 Maßnahmen gegen Funkstörungen durch Anlagen der Elektrizitätsversorgung und elektrischer Bahnen
  - Teil 1 Funkstörungen durch Anlagen ab 10 kV Nennspannung [VDE-Richtlinie]
  - Teil 2 Funkstörungen durch Anlagen unter 10 kV Nennspannung und durch elektrische Bahnen [VDE-Bestimmung]
- DIN 57891 Verwendung von Kabeln und isolierten Leitungen für Fernmeldeanlagen und Informationsverarbeitungsanlagen
  - Teil 4 Besondere Richtlinie für Schnüre nach DIN 57814/VDE 0814 [VDE-Richtlinie]
  - Teil 7 Besondere Richtlinien für Leitungen mit Litzenleitern für erhöhte mechanische Beanspruchung für Fernmeldeanlagen und Informationsverarbeitungsanlagen nach DIN 57817/VDE 0817 [VDE-Richtlinie]
  - Teil 8 Besondere Richtlinie für selbsttragende Fernmelde-Luftkabel auf Starkstrom-Freileitungen über 1 kV nach DIN 57818/VDE 0818 [VDE-Richtlinie]
- DIN 58002 Integrierte Optik - Nahfeldmessverfahren für einmodige optische Chipkomponenten
- DIN 58121 Lehr-, Lern- und Ausbildungsmittel; Glasgeräte und Verbindungsteile
- DIN 58122 Größen, Einheiten, Formelzeichen; Übersicht für den Unterricht
  - Beiblatt 1 Erläuterungen für den Unterricht
- DIN 58123 Lehr-, Lern- und Ausbildungsmittel; Stellzeuge; Stativstäbe, Muffen, Füße und Tischklemmen
- DIN 58124 Schulranzen – Anforderungen und Prüfung
- DIN 58125 Schulbau - Bautechnische Anforderungen zur Verhütung von Unfällen
- DIN 58131 Optische Volumenfilter; Text Deutsch und Englisch
- DIN 58133 Medizinische Kompressionsstrümpfe
- DIN 58140 Faseroptik
  - Teil 1 Begriffe, Formelzeichen; Text Deutsch und Englisch
  - Teil 2 Einteilung der faseroptischen Produkte; Text Deutsch und Englisch
- DIN 58141 Messung von faseroptischen Elementen
  - Teil 1 Bestimmung der Dämpfung von Lichtleitfasern; Text Deutsch und Englisch
  - Teil 2 Bestimmung des spektralen Transmissionsgrades von Lichtleitern; Text Deutsch und Englisch
  - Teil 3 Bestimmung des effektiven Öffnungswinkels von Lichtleitern; Text in Deutsch und Englisch
  - Teil 4 Bestimmung von Durchmessern und Dicken von Lichtleitfasern; Text Deutsch und Englisch
  - Teil 5 Messung von faseroptischen Elementen - Teil 5: Bestimmung der sichtbaren Defekte von Licht- und Bildleitern; Text Deutsch und Englisch
  - Teil 6 Bestimmung des mechanischen Biegeradius für kurzzeitige Anwendungen von Lichtleitfasern; Text Deutsch und Englisch
  - Teil 7 Bestimmung der Zugbelastbarkeit von Lichtleitkabeln; Text Deutsch und Englisch
  - Teil 8 Bestimmung des mechanischen Biegeradius für kurzzeitige Anwendungen von Lichtleitkabeln; Text Deutsch und Englisch
  - Teil 9 Bestimmung der Abweichung von Rundheit und Konzentrizität von Lichtleitfasern; Text Deutsch und Englisch
  - Teil 10 Bestimmung der Beleuchtungsstärke und des effektiven Öffnungswinkels von Kaltlichtquellen; Text Deutsch und Englisch
  - Teil 11 Bestimmung der lichttechnischen Eigenschaften seitlich abstrahlender Lichtleiter; Text Deutsch und Englisch
- DIN 58143 Datenblattangaben für faseroptische Produkte
  - Teil 1 Lichtleitfasern; Text Deutsch und Englisch
  - Teil 2 Flexible Lichtleiter; Text Deutsch und Englisch
  - Teil 3 Flexible Bildleiter; Text Deutsch und Englisch
  - Teil 4 Faserbündel; Text Deutsch und Englisch
  - Teil 5 Kaltlichtquellen; Text Deutsch und Englisch
  - Teil 6 Lichtleitkabel; Text Deutsch und Englisch
- DIN 58145 Messverfahren zur Bestimmung der Solarisation von Lichtleitfasern aus Quarzglas; Text Deutsch und Englisch
- DIN 58161 Prüfung von Optikeinzelteilen
  - Teil 1 Plan-Probegläser
  - Teil 2 Radien-Probegläser
  - Teil 3 Bestimmung von Krümmungsradien mit dem Ringsphärometer
  - Teil 4 Streuscheiben
- DIN 58172 Prüfung von optischen Systemen
  - Teil 1 Symmetrieabweichungen
- DIN 58175 Laser und Laseranlagen - Bestimmung der Eigenschaften von ultrakurzen Laserpulsen
  - Teil 1 Grundlagen; Text Deutsch und Englisch
  - Teil 2 Autokorrelationsmessverfahren; Text Deutsch und Englisch
- DIN 58186 Qualitätsbewertung optischer Systeme; Bestimmung des Falschlichts
- DIN 58188 Qualitätsbewertung optischer Systeme - Bestimmung der relativen Bestrahlungsstärke im Bildfeld
- DIN 58189 Grundnormen der Optik - Bestimmung der Brennweite
- DIN 58197 Dünne Schichten für die Optik
  - Teil 1 Mindestanforderungen an reflexionsmindernde Schichten; Text Deutsch und Englisch
  - Teil 2 Mindestanforderungen an reflexionserhöhende Schichten (Metallschichten); Text Deutsch und Englisch
  - Teil 3 Mindestanforderungen an Neutralteilerschichten; Text Deutsch und Englisch
  - Teil 4 Mindestanforderungen an Schichten für Laseranwendungen; Text Deutsch und Englisch
- DIN 58208 Augenoptik - Begriffe und Zeichen bei Brillengläsern in Verbindung mit dem menschlichen Auge
- DIN 58214 Augenschutzgeräte - Schutzhauben - Begriffe, Formen und sicherheitstechnische Anforderungen
- DIN 58220 Sehschärfebestimmung 
  - Teil 3 Prüfung für Gutachten
  - Teil 5 Allgemeiner Sehtest (wird verwendet für arbeitsmedizinische Untersuchungen nach den berufsgenossenschaftlichen Grundsätzen G 25, G 26 und G 37)
  - Teil 6 Straßenverkehrsbezogener Sehtest
  - Teil 7 Mesopisches Kontrastsehen, ohne und mit Blendung, für straßenverkehrsbezogene Testung (Entwurf)
- DIN 58230 Medizinische Instrumente – Amputationsmesser
- DIN 58231 Medizinische Instrumente – Arterienklemmen nach Halstead
- DIN 58232 Medizinische Instrumente – Arterienklemmen nach Kocher und Kocher-Ochsner
- DIN 58233 Medizinische Instrumente – Arterienklemmen nach Overholt-Geißendörfer
- DIN 58234 Medizinische Instrumente – Arterienklemmen nach Rochester-Pean
- DIN 58235 Medizinische Instrumente – Nadelhalter nach Mayo-Hegar
  - Teil 1 Ohne Hartmetall-Einlagen
  - Teil 2 mit Hartmetall-Einlagen
- DIN 58236 Medizinische Instrumente – Nadelhalter nach Mathieu
  - Teil 1 Ohne Hartmetall-Einlagen
  - Teil 2 Mit Hartmetall-Einlagen
- DIN 58237 Medizinische Instrumente – Splitterpinzetten nach Feilchenfeld
- DIN 58238 Medizinische Instrumente
  - Teil 1 Anatomische Pinzetten, gerade
  - Teil 2 Gebogen
- DIN 58239 Medizinische Instrumente – Chirurgische Pinzetten
  - Teil 1 Gerade
  - Teil 2 Gebogen
- DIN 58240 Medizinische Instrumente – Wundhaken nach Israel
- DIN 58241 Medizinische Instrumente – Arterienklemmen nach Crile
- DIN 58242 Medizinische Instrumente – Arterienklemme nach Dandy
- DIN 58243 Medizinische Instrumente – Darmklemmen nach Kocher
- DIN 58244 Medizinische Instrumente – Darmklemmen nach Mayo-Robson
- DIN 58245 Medizinische Instrumente – Tuchklemmen nach Backhaus
- DIN 58246 Medizinische Instrumente – Peritoneumklemme nach Mikulicz
- DIN 58247 Medizinische Instrumente – Wundhaken nach Roux
- DIN 58248 Medizinische Instrumente – Wundsperrer nach Jansen
- DIN 58249 Medizinische Instrumente – Wundsperrer nach Weitlaner
- DIN 58250 Medizinische Instrumente – Operations-Skalpelle
- DIN 58251 Medizinische Instrumente – Skalpelle nach Bergmann
- DIN 58252 Medizinische Instrumente
  - Teil 1 Gerade Chirurgie-Scheren, ohne Hartmetall-Einlagen
- DIN 58253 Medizinische Instrumente
  - Teil 1 Aufgebogene Chirurgie-Scheren, ohne Hartmetall-Einlagen
- DIN 58254 Medizinische Instrumente – Inzisionsscheren
- DIN 58255 Medizinische Instrumente – Kornzangen nach Gross
  - Teil 1 Gerade
  - Teil 2 Aufgebogen
- DIN 58256 Medizinische Instrumente – Nadelhalter nach Tönnis
- DIN 58257 Medizinische Instrumente – Nadelhalter nach Crile
- DIN 58259 Medizinische Instrumente – Nadelhalter nach Masson
- DIN 58260 Medizinische Instrumente – Unterbindungsnadeln nach Deschamps
- DIN 58262 Medizinische Instrumente – Mundsperrer nach Jennings
- DIN 58263 Medizinische Instrumente – Mundsperrer nach Heister
- DIN 58264 Medizinische Instrumente – Rippensperrer nach Finochietto
- DIN 58265 Medizinische Instrumente – Nadelhalter nach Finochietto
- DIN 58266 Medizinische Instrumente – Nadelhalter nach Crile-Wood
  - Teil 1 Ohne Hartmetall-Einlagen
  - Teil 2 Mit Hartmetall-Einlagen
- DIN 58267 Medizinische Instrumente – Nadelhalter nach Mathieu mit Innensperre
- DIN 58270 Medizinische Instrumente – Kniegebogene Pinzetten
- DIN 58271 Medizinische Instrumente – Bajonettförmige Pinzetten
- DIN 58272 Medizinische Instrumente – Feine Pinzetten
- DIN 58273 Medizinische Instrumente – Fixierpinzetten
- DIN 58274 Medizinische Instrumente – Irispinzetten
- DIN 58275 Medizinische Instrumente – Chalazionpinzetten
- DIN 58276 Medizinische Instrumente – Pinzetten nach Adson
- DIN 58277 Medizinische Instrumente – Wundklammerpinzette nach Wachenfeld
- DIN 58278 Medizinische Instrumente – Cilienpinzette
- DIN 58279 Medizinische Instrumente – Verbandkastenschere
- DIN 58280 Medizinische Instrumente – Irisscheren, ohne Hartmetall-Einlagen
- DIN 58281 Medizinische Instrumente
  - Teil 1 Strabismusschere, ohne Hartmetall-Einlagen
- DIN 58282 Medizinische Instrumente – Tenotomieschere nach Stevens
- DIN 58285 Medizinische Instrumente – Wundhaken nach Volkmann
- DIN 58286 Medizinische Instrumente – Wundhaken nach Kocher
- DIN 58287 Medizinische Instrumente – Wundhaken nach Körte
- DIN 58288 Medizinische Instrumente – Wundhaken nach Langenbeck
- DIN 58289 Medizinische Instrumente – Bauchdecken- und Leberhaken nach Mikulicz mit gewölbtem Blatt
- DIN 58290 Medizinische Instrumente – Wundhaken nach Bergmann
- DIN 58291 Medizinische Instrumente – Wundhaken nach Simon und nach Martin
- DIN 58292 Medizinische Instrumente – Trachealhaken
- DIN 58293 Medizinische Instrumente – Trachealhaken nach Bose
- DIN 58294 Medizinische Instrumente – Lidhalter nach Desmarres
- DIN 58295 Medizinische Instrumente – Knochenhaken nach Volkmann
- DIN 58296 Medizinische Instrumente – Raspatorien nach Semb
- DIN 58297 Medizinische Instrumente – Rippenraspatorien nach Doyen
- DIN 58298 Medizinische Instrumente – Werkstoffe, Ausführung und Prüfung
  - Teil 19 Werkstoffe, Ausführung und Prüfung medizinischer Instrumente - Trokare
  - Teil 20 Werkstoffe, Ausführung und Prüfung medizinischer Instrumente - Instrumente zur Verwendung mit Trokaren nach DIN 58298-19
- DIN 58299 Rillen für chirurgische Instrumente; Profilwinkel, Teilungen
- DIN 58300 Schlußarten für chirurgische Instrumente
- DIN 58312 Medizinische Instrumente – Rippenkontraktor
- DIN 58313 Medizinische Instrumente – Watteträger, gerade
- DIN 58314 Medizinische Instrumente – Kehlkopfwatteträger nach Fein
- DIN 58315 Medizinische Instrumente – Wundhaken nach Cushing
- DIN 58316 Medizinische Instrumente – Bauchspatel, biegsam
- DIN 58317 Medizinische Instrumente – Elevatorium nach Henke
- DIN 58318 Medizinische Instrumente – Elevatorien nach Langenbeck
- DIN 58319 Medizinische Instrumente – Elevatorium nach Williger
- DIN 58320 Orthopädietechnik; Orthopädisch-technische Heil- und Hilfsmittel
  - Teil 1 Übersicht, Einteilung
  - Teil 2 Benennungen und Einzelteile von Beinprothesen
- DIN 58324 Orthopädietechnik; Stockpuffer
- DIN 58345 Kühlgeräte für Arzneimittel – Begriffe, Anforderungen, Prüfung
- DIN 58355 Membranfilter
  - Teil 1 Prüfung der spezifischen Durchflussrate von Flüssigkeiten für Flachfilter
  - Teil 2 Prüfung des Blasendrucks
  - Teil 3 Bakterienrückhaltevermögen für Flachfilter – Anforderungen und Prüfung
  - Teil 4 Prüfung auf Partikelabgabe
  - Teil 6 Prüfung auf extrahierbare Bestandteile
- DIN 58356 Membranfilterelemente
  - Teil 1 Anforderungen und Prüfung des Bakterienrückhaltevermögens
  - Teil 2 Druckhalteprüfung
  - Teil 3 Prüfung der spezifischen Durchflussrate von Flüssigkeiten
  - Teil 7 Prüfung der Sterilisierbarkeit im strömenden Dampf
  - Teil 8 Prüfung der Sterilisierbarkeit mit Dampf
  - Teil 9 Prüfung auf Endotoxine
  - Teil 10 Bestimmung der nichtflüchtigen extrahierbaren Bestandteile – Grenzkonzentration im Filtratstrom
  - Teil 11 Bestimmung der nichtflüchtigen extrahierbaren Bestandteile mittels Tauchverfahren
  - Teil 12 Integritätsprüfung von hydrophoben Membranfilterelementen mit Wasser
- DIN 58369 Transfusion, Infusion – Einmalaufhängevorrichtung für Transfusionsflaschen und Infusionsflaschen – Anforderungen, Prüfung
- DIN 58371 Blutkonserven-Kühlgeräte – Begriffe, Anforderungen, Prüfung
- DIN 58375 Plasmalagerungseinrichtungen – Begriffe, Anforderungen, Prüfung
- DIN 58395 Temperatur-Einsatzbereiche von Schmierstoffen für feinmechanisch-optische Geräte
- DIN 58396 Schmierfette für feinmechanisch-optische Geräte
  - Teil 2 Mindestanforderungen
- DIN 58397 Optikfertigung – Prüfung von Schmierfetten für feinmechanisch-optische Geräte
  - Teil 1 Verdampfungsverlust
  - Teil 2 Spreitverhalten
- DIN 58400 Bezugsprofil für Evolventenverzahnungen an Stirnrädern für die Feinwerktechnik
- DIN 58405 Stirnradgetriebe der Feinwerktechnik
  - Teil 1 Geltungsbereich, Begriffe, Bestimmungsgrößen, Einteilung
  - Teil 2 Getriebepassungsauswahl, Toleranzen, Abmaße
  - Teil 3 Angaben in Zeichnungen, Berechnungsbeispiele
  - Teil 4 Tabellen
- DIN 58411 Wälzfräser für Stirnräder der Feinwerktechnik mit Modul 0,1 bis 1 mm
- DIN 58412 Bezugsprofile für Verzahnwerkzeuge der Feinwerktechnik; Evolventenverzahnungen nach DIN 58400 und DIN 867
- DIN 58413 Toleranzen für Wälzfräser der Feinwerktechnik
- DIN 58420 Lehrzahnräder zum Prüfen von Stirnrädern der Feinwerktechnik; Radkörper und Verzahnung
- DIN 58425 Kreisbogenverzahnungen für die Feinwerktechnik
  - Teil 1 Übersicht, Kurzzeichen, Benennungen
  - Teil 2 Zahnprofil
  - Teil 3 Berechnung und Konstruktion von Rad und Trieb
  - Teil 4 Zulässige Abweichungen und Toleranzen für Rad und Trieb
  - Teil 5 Profil für Zahnformfräser
  - Teil 6 Angaben in Zeichnungen
  - Teil 7 Tabellen, Diagramme
- DIN 58450 Linsenschrauben mit Schlitz; Skalenschrauben
- DIN 58460 Ansatzbolzen für die Feinwerktechnik
- DIN 58461 Ansatzbolzen mit Bund, für die Feinwerktechnik
- DIN 58462 Ansatzbolzen mit Rille, für die Feinwerktechnik
- DIN 58463 Ansatzbolzen mit Bund und Rille, für die Feinwerktechnik
- DIN 58464 Ansatzbolzen mit Kopf, für die Feinwerktechnik
- DIN 58466 Maßplan für Teile der Feinwerktechnik
- DIN 58467 Buchsen mit glattem Zapfen, für die Feinwerktechnik
- DIN 58469 Ansatzbolzen mit Gewinde, für die Feinwerktechnik
- DIN 58470 Ansatzbolzen mit Sechskant und Gewinde, für die Feinwerktechnik
- DIN 58471 Ansatzbolzen mit Sechskant, Gewinde und Rille, für die Feinwerktechnik
- DIN 58472 Ansatzbolzen mit Kopf und Gewinde, für die Feinwerktechnik
- DIN 58500 Benennungen von Reißzeugen
- DIN 58502 Reißzeuge; Anforderungen, Prüfung
- DIN 58505 Einsatzzirkel für Präzisions-Reißzeuge (P)
- DIN 58506 Stechzirkel für Präzisions-Reißzeuge (P)
- DIN 58507 Einsatz-Teilzirkel für Präzisions-Reißzeuge (P)
- DIN 58508 Teilzirkel für Präzisions-Reißzeuge (P)
- DIN 58509 Fallnullenzirkel für Präzisions-Reißzeuge (P)
- DIN 58510 Graphitmineneinsätze für Präzisions-Reißzeuge (P)
- DIN 58511 Reißfedereinsätze für Präzisions-Reißzeuge (P)
- DIN 58512 Spitzeneinsätze für Präzisions-Reißzeuge (P)
- DIN 58513 Verlängerungsstange für Präzisions-Reißzeuge (P)
- DIN 58515 Nadeln für Reißzeuge
- DIN 58516 Fallnadeln für Reißzeuge
- DIN 58518 Reißfedern für Präzisions-Reißzeuge (P)
- DIN 58519 Reißfedern, schwedische Form, für Präzisions-Reißzeuge (P)
- DIN 58520 Schrauben für Reißzeuge
  - Teil 1 T-Schrauben
  - Teil 2 Kegelsenkschrauben
- DIN 58521 Rändelmuttern für Reißzeuge
- DIN 58522 Graphitminen für Reißzeuge
- DIN 58530 Stellschrauben für Reißzeuge
- DIN 58531 Klemmschrauben für Reißzeuge
- DIN 58532 Reißzeuge – Verlängerungsstange für großen Einsatz-Teilzirkel
- DIN 58537 Reißzeuge; Reduktionszirkel
- DIN 58538 Reißzeuge; Großer Teilzirkel und großer Einsatz-Teilzirkel
- DIN 58540 Einsatzzirkel für Standard-Reißzeuge (S)
- DIN 58541 Stechzirkel für Standard-Reißzeuge (S)
- DIN 58542 Wende-Teilzirkel für Standard-Reißzeuge (S)
- DIN 58543 Teilzirkel für Schul-Reißzeuge (S)
- DIN 58544 Fallnullenzirkel für Standard-Reißzeuge (S)
- DIN 58545 Einsätze für Graphitminen oder Nadeln für Standard-Reißzeuge (S)
- DIN 58546 Reißfedereinsätze für Standard-Reißzeuge (S)
- DIN 58548 Verlängerungsstange für Standard-Reißzeuge (S)
- DIN 58551 Mitteltriebe für Reißzeuge
- DIN 58552 Gewindebuchsen für Reißzeuge
- DIN 58553 Nadelhalter für Reißzeuge
- DIN 58556 Schnellverstellzirkel und Einsatz-Schnellverstellzirkel
- DIN 58600 Atemschutzgeräte – Steckverbindung zwischen Lungenautomat für Pressluftatmer in Überdruck-Ausführung und Atemanschluss für die deutschen Feuerwehren
- DIN 58610 Atemschutzgeräte – Vollmasken verbunden mit Kopfschutz zum Gebrauch als ein Teil eines Atemschutzgerätes für die Feuerwehr
- DIN 58620 Atemschutzgeräte – Gasfilter und Kombinationsfilter zum Schutz gegen Kohlenstoffmonoxid – Anforderungen, Prüfung, Kennzeichnung
- DIN 58621 Atemschutzgeräte – Reaktorfilter zum Schutz gegen radioaktives Methyliodid und radioaktive Partikel – Anforderungen, Prüfung, Kennzeichnu
- DIN 58629 Optik und optische Instrumente – Begriffe für die Mikroskopie
  - Teil 1 Lichtmikroskopie
- DIN 58639 Atemschutzgeräte für Selbstrettung – Isoliergeräte mit Sauerstoff mit Haube für Selbstrettung – Anforderungen, Prüfung, Kennzeichnung
- DIN 58647 Atemschutzgeräte für Selbstrettung
  - Teil 7 Fluchtfiltergeräte; Anforderungen, Prüfung, Kennzeichnung
- DIN 58651 Atemschutzgeräte – Regenerationsgeräte
  - Teil 2 Kurzzeit-Drucksauerstoffschutzgeräte für leichte Arbeit; Anforderungen, Prüfung, Kennzeichnung
- DIN 58652 Atemschutzgeräte – Regenerationsgeräte
  - Teil 1 Kurzzeit-Chemikalsauerstoff(KO2)schutzgeräte für leichte Arbeit; Anforderungen, Prüfung, Kennzeichnung
  - Teil 2 Chemikalsauerstoff(KO2)schutzgeräte für Arbeit und Rettung; Anforderungen, Prüfung, Kennzeichnung
  - Teil 3 Kurzzeit-Chemikalsauerstoff(NaClO3)schutzgeräte für leichte Arbeit; Anforderungen, Prüfung, Kennzeichnung
  - Teil 4 Chemikalsauerstoff(NaClO3)schutzgeräte für Arbeit und Rettung; Anforderungen, Prüfung, Kennzeichnung
- DIN 58653 Meteorologische Geräte – Minimum-Thermometer
- DIN 58654 Meteorologische Geräte – Maximum-Thermometer
- DIN 58655 Meteorologische Geräte – Erdboden-Thermometer 20 bis 310 mm
- DIN 58660 Meteorologische Geräte – Thermometer 370 für Psychrometer
- DIN 58661 Meteorologische Geräte – Thermometer 280 für Psychrometer
- DIN 58664 Meteorologische Geräte – Erdboden-Tiefenthermometer, 500 mm und 1000 mm
- DIN 58681 Schmuck-Etikett
  - Teil 1 Etikett für Serienschmuck
    - Beiblatt 1 Beispiel eines Etikett-Datensatzes
- DIN 58682 Goldauflagen für Schmuck; Begriffe, Kennzeichnung
- DIN 58700 ISO-Passungen; Toleranzfeldauswahl für die Feinwerktechnik
  - Teil 1 Toleranzfelder, Nennabmaße
  - Teil 2 Empfohlene Passungen
- DIN 58722 Optikfertigung – Begriffe der Optikfertigung
  - Teil 1 Arbeitsverfahren
  - Teil 2 Betriebsmittel
- DIN 58723 Optikfertigung – Diamantbesetzte Facettierwerkzeuge
- DIN 58724 Optikfertigung – Sphärometer – Meßringe
- DIN 58725 Optikfertigung - Gewindeverbindungen mit Passansatz
- DIN 58726 Optikfertigung - Gewindeverbindungen ohne Passansatz
- DIN 58727 Optikfertigung - Kugelstifte für Optikmaschinen
  - Teil 1 Ohne Hartmetalleinsatz
  - Teil 2 mit kugeligem Hartmetalleinsatz
  - Teil 3 mit zylindrischem Hartmetalleinsatz
- DIN 58729 Optikfertigung - Kugelpfannen
- DIN 58735 Optikfertigung - Magazinteller
- DIN 58736 Optikfertigung - Zentrierglocken
  - Teil 1 Mit Anschlußgewinde
  - Teil 2 Mit Anschlusszylinder 30 mm und 46 mm für Innenspannung
  - Teil 3 Mit Anschlusszylinder 12 mm und 25 mm für Außenspannung
- DIN 58737 Optikfertigung - Zentrierspindeln
  - Teil 1 Zentrierspindeln mit Anschlußgewinde; Nicht für Neukonstruktionen
  - Teil 2 Zentrierspindeln mit Spannzylinder
- DIN 58739 Optikfertigung - Spannmittel für die Optik
  - Teil 1 Vakuumaufnahmen
  - Teil 2 Werkstückaufnahmen mit Membranen
  - Teil 3 Spannzangen für Einzellinsen
  - Teil 6 Präzisionskittstücke mit Anschlusszylinder 25 mm
- DIN 58740 Optikfertigung - Schleifspindeln
  - Teil 2 Schleifspindeln mit Spannzylinder
  - Teil 3 HSK-Anschluss
- DIN 58741 Optikfertigung - Diamantbesetzte Topfscheiben
  - Beiblatt 1 Übersicht
  - Teil 1 Mit Steilkegel
  - Teil 2 Mit Anschlusszylinder
  - Teil 4 Kombiwerkzeuge
  - Teil 5 Mit galvanischer Belegung
  - Teil 6 Mehrteilige Schleifwerkzeuge
  - Teil 7 Kombinierbare Formschleifscheiben
  - Teil 8 Mit HSK-Anschluss
- DIN 58742 Optikfertigung - Diamantbesetzte Zentrier- und Profilscheiben
- DIN 58743 Optikfertigung - Diamantbesetzte Trenn- und Formscheiben
- DIN 58744 Optikfertigung - Diamantbesetzte Bohrschleifkörper
  - Teil 1 Mit Anschlussgewinde
  - Teil 2 Mit Anschlusszylinder
  - Teil 3 Mit Anschlussgewinde außen
- DIN 58747 Optikfertigung - Ultraschallreinigungsanlagen
  - Teil 1 Flächenmaße für Wannen
  - Teil 2 Reinigungsgestelle, starre Form
  - Teil 4 Griffe für Reinigungsgestelle
- DIN 58750 Optikfertigung - Prüfung von Poliermitteln für die Optik
  - Teil 1 Physikalische und kolloidchemische Eigenschaften
  - Teil 3 Abtragskennwert und Oberflächenbeschaffenheit bei Präzisionsoptik
  - Teil 4 Poliermittelqualifizierung
- DIN 58751 Optikfertigung - Lose Schleifmittel für die Optik
  - Teil 1 Anforderungen
  - Teil 2 Prüfverfahren
- DIN 58752 Optikfertigung - Reinigungsmittel für die Optik - Begriffe und Anforderungen
- DIN 58753 Feinkitte für die Optik
  - Teil 1 Einteilung und Anforderungen
  - Teil 2 Prüfung
- DIN 58754 Optikfertigung - Indexierung für Hydrodehn-Spannfutter
- DIN 58756 Optikfertigung - Kleine Linsen
  - Teil 1 Tragkörper und Hilfskittstücke
  - Teil 2 Tragkörperverlängerungen und Membranen
- DIN 58759 Optikfertigung - Werkstückträger für plane Tragkörper
- DIN 58760 Optikfertigung; Tragkörper mit Innenaufnahme
- DIN 58761 Optikfertigung; Tragkörper mit Außenaufnahme
- DIN 58762 Optikfertigung - Gesinterte Diamantenschleifkörper
  - Teil 1 Schleiflippen für Topfscheiben - Maße
  - Teil 2 Pellets und Schleifstifte
- DIN 58763 Optikfertigung - Transportkasten für die Brillenglasfertigung in Rezeptwerkstätten
- DIN 58764 Optikfertigung - Anschlussmaße für Transporthilfsmittel und Handhabungssysteme
- DIN 58765 Optikfertigung - Verpackungen - Anforderungen
- DIN 58766 Optikfertigung - Anschlussmaße für Blockstücke zur Brillenglasfertigung - Durchmesser 43 mm
- DIN 58767 Optikfertigung - Zylindrischer Werkzeug- und Werkstückträgeranschluss
- DIN 58768 Optikfertigung - Eingabeparameter für CNC-gesteuerte Werkzeugmaschinen
- DIN 58770 Optikfertigung - Klimatische Anforderungen an Räume
- DIN 58771 Optikfertigung - Anschlussmaße für Polierwerkzeugadapter
- DIN 58783 Medizinische Instrumente - Ohrküretten nach Buck
- DIN 58785 Medizinische Instrumente - Spekula nach Hartmann
- DIN 58788 Medizinische Instrumente - Nasenspekula nach Hartmann-Halle
- DIN 58794 Medizinische Instrumente - Ohrzängchen
- DIN 58795 Medizinische Instrumente - Mundsperrer - Anschlussmaße für Gleitschiene und Zungenspatel
- DIN 58801 Chirurgische Implantate; Knochenmarknägel nach Küntscher
- DIN 58802 Instrumentarium für Marknagelung
  - Teil 1 Führungsspieße, Einschlagspieße
  - Teil 2 Führungsspieße, Bohrerspieße
- DIN 58803 Instrumentarium für Marknagelung; Bohrer- und Nagellehre
- DIN 58804 Instrumentarium für Marknagelung
  - Teil 2 Einschlaginstrumente, Fertigschläger
- DIN 58805 Instrumentarium für Marknagelung
  - Teil 1 Extraktionshaken mit Anschlußgewinde
- DIN 58806 Instrumentarium für Marknagelung; Nagelfänger
- DIN 58807 Instrumentarium für Marknagelung; Aufreiber
- DIN 58808 Instrumentarium für Marknagelung; Vorbohrer
- DIN 58809 Instrumentarium für Marknagelung; Flexible Bohrer
- DIN 58845 Medizinische Instrumente - Knochenhebel nach Hohmann
- DIN 58846 Medizinische Instrumente - Raspatorien
- DIN 58847 Medizinische Instrumente - Knochenhaltezangen nach Verbrugge
- DIN 58849 Medizinische Instrumente - Skalpellgriffe für auswechselbare Klingen
  - Teil 2 Griffe
- DIN 58852 Medizinische Instrumente - Knopfsonden
- DIN 58853 Medizinische Instrumente - Öhrsonden
- DIN 58854 Medizinische Instrumente - Myrtenblattsonden
- DIN 58855 Medizinische Instrumente - Hohlsonde nach Kirschner
- DIN 58856 Medizinische Instrumente - Gallensteinsonden nach Desjardins
- DIN 58857 Medizinische Instrumente - Hohlsonden
- DIN 58858 Medizinische Instrumente - Hohlsonde nach König
- DIN 58859 Medizinische Instrumente - Dissektor nach Tönnis, doppelendig
- DIN 58860 Medizinische Instrumente - Meißel nach Lexer
- DIN 58861 Medizinische Instrumente - Flachmeißel nach Lambotte
- DIN 58863 Medizinische Instrumente - Resektionslöffel nach Volkmann
- DIN 58864 Medizinische Instrumente - Resektionslöffel nach Simon, nach Schröder und nach Halle
- DIN 58865 Medizinische Instrumente - Resektionsmesser nach Langenbeck
- DIN 58866 Medizinische Instrumente - Nasenmesser nach Ballenger
- DIN 58901 Hämostaseologie - Bestimmung der Faktor VII-Gerinnungsaktivität (F VII C)
  - Teil 1 Referenzmeßverfahren für die Einstufenmethode
  - Teil 2 Referenzmeßverfahren mit einem synthetischen Peptidsubstrat
- DIN 58902 Hämostaseologie - Referenzmeßverfahren für die Bestimmung der Batroxobinzeit
- DIN 58903 Hämostaseologie - Mangelplasma - Anforderungen, Herstellung
- DIN 58904 Hämostaseologie - Bestimmung der Protein C-Aktivität - Referenzverfahren mit einem chromogenen Peptidsubstrat
- DIN 58905 Hämostaseologie - Blutentnahme
  - Teil 1 Gewinnung von venösem Citratplasma für hämostaseologische Analysen; Text Deutsch und Englisch
- DIN 58906 Hämostaseologie - Bestimmung der Fibrinogenkonzentration
  - Teil 1 Referenzmeßverfahren für die Bestimmung des gerinnbaren Fibrinogens nach Clauss
- DIN 58907 Hämostaseologie - Bestimmung der Faktor IX-Gerinnungsaktivität (F IX C)
  - Teil 1 Referenzmeßverfahren für die Einstufenmethode
- DIN 58908 Hämostaseologie - Bestimmung der aktivierten partiellen Thromboplastinzeit (APTT) - Referenzmethode; Text Deutsch und Englisch
- DIN 58909 Hämostaseologie - Bestimmung der Faktor VIII-Gerinnungsaktivität (F VIII C)
  - Teil 1 Referenzmeßverfahren für die Einstufenmethode
  - Teil 2 Referenzmeßverfahren mit einem synthetischen Peptidsubstrat
- DIN 58910 Hämostaseologie - Thromboplastinzeitbestimmung
  - Teil 1 Referenzmessverfahren für die Bestimmung in venösem Citratplasma; Text Deutsch und Englisch
  - Teil 2 Referenzmeßverfahren für die Bestimmung in venösem Citratblut
  - Teil 3 Referenzmeßverfahren für die Bestimmung in Kapillarcitratblut
  - Teil 4 Referenzmeßverfahren für die Bestimmung in Kapillarvollblut
- DIN 58911 Hämostaseologie - Kalibrierung von Meßverfahren
  - Teil 1 Gerinnungszeit-Meßverfahren
  - Teil 2 Photometrische Meßverfahren
- DIN 58912 Hämostaseologie - Bestimmung der Antithrombin-Aktivität
  - Teil 1 Referenzmessverfahren mit einem synthetischen Peptidsubstrat
- DIN 58913 Hämostaseologie - Bestimmung der Faktor II-Gerinnungsaktivität (F II C) und Faktor X-Gerinnungsaktivität (F X C)
  - Teil 1 Referenzmeßverfahren für die Einstufenmethode
- DIN 58914 Hämostaseologie - Thrombinzeitbestimmung
  - Teil 1 Referenzmeßverfahren für die Bestimmung in venösem Citratplasma
- DIN 58916 Medizinische Blutlanzetten - Anschliffarten, Anforderungen und Prüfung
- DIN 58921 Prüfverfahren zum Nachweis der Eignung eines Medizinproduktsimulators bei der Dampf-Sterilisation - Medizinproduktsimulatorprüfung; Text Deutsch und Englisch
- DIN 58923 Hämostaseologie - Referenzmethode zur Bestimmung der Ristocetin-Cofaktor Aktivität des VWF; Text Deutsch und Englisch
- DIN 58924 Hämostaseologie - Referenzmethode zur Bestimmung der Collagenbindungsaktivität des VWF; Text Deutsch und Englisch
- DIN 58930 Hämostaseologie - INR-Kalibrierplasmen - Anforderungen, Herstellung, Anwendung
- DIN 58931 Hämatologie - Bestimmung der Hämoglobinkonzentration im Blut - Referenzmethode; Text Deutsch und Englisch
- DIN 58932 Hämatologie - Bestimmung der Blutkörperchenkonzentration im Blut
  - Teil 1 Blutentnahme, Probenvorbereitung, Einflussgrößen, Störfaktoren; Text Deutsch und Englisch
  - Teil 2 Kennzeichnende Größen für Erythrozyten (Erythrozytenindices)
  - Teil 3 Referenzverfahren zur Bestimmung der Konzentration der Erythrozyten; Text Deutsch und Englisch
  - Teil 4 Referenzverfahren zur Bestimmung der Konzentration der Leukozyten
  - Teil 5 Referenzverfahren zur Bestimmung der Konzentration der Thrombozyten; Text Deutsch und Englisch
- DIN 58933 Hämatologie - Bestimmung des Volumenanteils der Erythrozyten im Blut
  - Teil 1 Zentrifugationsmethode als Referenzmethode
- DIN 58934 Hämatologie - Kontrollmaterialien für das Blutbild
  - Teil 1 Kontrollblute
- DIN 58935 Hämatologie - Bestimmung der Erythrozyten-Sedimentationsgeschwindigkeit im Blut
  - Teil 1 Ausgewählte Methode
- DIN 58936 Qualitätsmanagement in der Laboratoriumsmedizin
  - Teil 1 Grundbegriffe
  - Teil 2 Begriffe zur Qualität und Anwendung von Untersuchungsverfahren
- DIN 58939 Hämostaseologie - Referenzplasma
  - Teil 1 Anforderungen, Herstellung
- DIN 58940 Medizinische Mikrobiologie – Empfindlichkeitsprüfung von mikrobiellen Krankheitserregern gegen Chemotherapeutika
  - Teil 1 Begriffe
  - Teil 2 Wirkstoffträger für den Agar-Diffusionstest; Text Deutsch und Englisch
  - Teil 3 Agar-Diffusionstest; Text Deutsch und Englisch
  - Teil 4 Bewertungsstufen für die minimale Hemmkonzentration
  - Teil 6 Bestimmung der minimalen Hemmkonzentration (MHK) nach der Agar-Dilutionsmethode; Text Deutsch und Englisch
  - Teil 7 Bestimmung der minimalen bakteriziden Konzentration (MBK) mit der Mikrobouillondilutionsmethode; Text Deutsch und Englisch
  - Teil 9 Regressionsanalyse zur Korrelation von Hemmhofdurchmesser (HHD) und minimaler Hemmkonzentration (MHK); Text Deutsch und Englisch
  - Teil 10 Kriterien für die Bewertung der In-vitro-Wirksamkeit neuer Chemotherapeutika
  - Teil 20 Codierung von antibakteriellen Wirkstoffen
  - Teil 31 Ergänzende Verfahren für die Empfindlichkeitsprüfung; Text Deutsch und Englisch
  - Teil 82 Mikrodilution; Spezielle Anforderungen an die Testung von anspruchsvollen Bakterien
  - Teil 83 Mikrodilution; Spezielle Anforderungen an die Testung von obligat anaeroben Bakterien
  - Teil 84 Mikrodilution; Spezielle Anforderungen an die Testung von Pilzen gegen Antimykotika
- DIN 58942 Medizinische Mikrobiologie - Kulturmedien
  - Teil 2 Gebrauchsfertige Blutkultursysteme
  - Teil 3 Eintauchkultursysteme für die mikrobiologische Urinuntersuchung
  - Teil 4 Transportsysteme für bakterienhaltiges Untersuchungsgut
    - Beiblatt 1 Systeme, Medien und Bedingungen für den Transport ausgewählter Krankheitserreger in klinischem Untersuchungsmaterial

  - Teil 5 Anforderungen und Auswahl von Kulturmedien für die Stuhldiagnostik
    - Beiblatt 1 Prinzipien der gestuften Stuhluntersuchung und Übersicht von Kulturmedien für den Routineeinsatz

  - Teil 6 Feste chromogene Kulturmedien; Text Deutsch und Englisch
- DIN 58943 Medizinische Mikrobiologie - Tuberkulosediagnostik
  - Beiblatt 1 Leitfaden für einen differenzierten Einsatz der Nachweismethoden
  - Teil 3 Kulturelle Methoden zum Nachweis von Mykobakterien; Text Deutsch und Englisch
  - Teil 4 Primärproben zur Tuberkulose- und Mykobatkeriosediagnostik - Qualitative und quantitative Anforderungen, Gewinnung, Transport und Aufbewahrung; Text Deutsch und Englisch
    - Beiblatt 1 Verhütung von Kontaminationen der Patientenproben mit Mykobakterien bei der Aufarbeitung im Labor; Text Deutsch und Englisch

  - Teil 5 Molekularbiologische Identifizierung und Differenzierung von Tuberkulosebakterien; Text Deutsch und Englisch
  - Teil 8 Empfindlichkeitsprüfung von Tuberkulosebakterien gegen Chemotherapeutika; Text Deutsch und Englisch
  - Teil 9 Phänotypische Differenzierung von Tuberkulosebakterien; Text Deutsch und Englisch
  - Teil 32 Mikroskopische Methoden zum Nachweis von Mykobakterien; Text Deutsch und Englisch
- DIN 58946 Sterilisation - Dampf-Sterilisatoren
  - Teil 7 Bauliche Voraussetzungen sowie Anforderungen an die Betriebsmittel und den Betrieb von Dampf-Sterilisatoren im Gesundheitswesen
- DIN 58948 Sterilisation - Niedertemperatur-Sterilisatoren
  - Teil 7 Bauliche Anforderungen und Anforderungen an die Betriebsmittel sowie den Betrieb von Ethylenoxid-Sterilisatoren
  - Teil 17 Bauliche Anforderungen und Anforderungen an die Betriebsmittel sowie den Betrieb von Niedertemperatur-Dampf-Formaldehyd-Sterilisatoren
- DIN 58949 Desinfektion - Dampf-Desinfektionsapparate
  - Teil 2 Anforderungen; Text Deutsch und Englisch
  - Teil 3 Prüfung auf Wirksamkeit
  - Teil 4 Biologische Indikatoren zur Prüfung auf Wirksamkeit
  - Teil 6 Betrieb von Dampf-Desinfektionsapparaten, deren bauliche Voraussetzungen und Betriebsmittelversorgung
- DIN 58950 Sterilisation – Dampf-Sterilisatoren für pharmazeutische Sterilisiergüter
  - Teil 1 Begriffe; Text Deutsch und Englisch
  - Teil 2 Geräteanforderungen; Text in Deutsch und Englisch
  - Teil 3 Prüfungen; Text Deutsch und Englisch
  - Teil 6 Betrieb; Text Deutsch und Englisch
  - Teil 7 Anforderungen an die Betriebsmittel und bauliche Anforderungen; Text Deutsch und Englisch
- DIN 58951 Sterilisation - Dampf-Sterilisatoren für Labor-Sterilisiergüter
  - Teil 2 Geräteanforderungen, bauliche Anforderungen und Anforderungen an die Betriebsmittel
- DIN 58952 Sterilisation - Transportkörbe für Sterilbarrieresysteme
  - Teil 2 Sterilisierkörbe aus Metall
  - Teil 3 Sterilisiersiebschalen für Sterilisiergut aus Metall
- DIN 58953 Sterilisation – Sterilgutversorgung
  - Teil 1 Begriffe
  - Teil 6 Prüfung der Keimdichtigkeit von Verpackungsmaterialien für zu sterilisierende Medizinprodukte
  - Teil 7 Anwendungstechnik von Sterilisationspapier, Vliesstoffen, gewebten textilen Materialien, Papierbeuteln und siegelfähigen Klarsichtbeuteln und -schläuchen
  - Teil 8 Logistik von sterilen Medizinprodukten
  - Teil 9 Anwendungstechnik von Sterilisierbehältern
- DIN 58956 Medizinische Mikrobiologie; Medizinisch-mikrobiologische Laboratorien
  - Teil 2 Anforderungen an die Ausstattung
  - Teil 3 Anforderungen an den Organisationsplan
  - Teil 10 Sicherheitskennzeichnung
- DIN 58959 Qualitätsmanagement in der medizinischen Mikrobiologie
  - Teil 1 Anforderungen an das QM-System
  - Teil 2 Anforderungen an Probenahme, Transport und Annahme von Untersuchungsgut
  - Teil 3 Anforderungen an Untersuchungsauftrag und Befundbericht
  - Teil 4 Anforderungen an lichtmikroskopische Untersuchungen
  - Teil 6 Anforderungen an Kontrollstämme
    - Beiblatt 1 Beispiele zur Herstellung und Aufbewahrung von Bakterien als Stamm- und Gebrauchskulturen

  - Teil 7 Allgemeine Anforderungen an das Mitführen von Kontrollstämmen
    - Beiblatt 1 Bezugsquellen für Kontrollstämme

  - Teil 8 Anforderungen an den Einsatz von Kontrollstämmen zur Prüfung von Abstrichtupfern, Transport-, Eintauch- und Blutkulturmedien
  - Teil 9 Anforderungen an den Einsatz von Kontrollstämmen zur Prüfung von Kulturmedien
  - Teil 10 Anforderungen an den Einsatz von Kontrollstämmen zur Prüfung von Reagenzien, Farbstoffen und biologischen Materialien
  - Teil 11 Anforderungen an den Einsatz von Kontrollmaterial zur Prüfung gebrauchsfertiger Tests und Testkits
  - Teil 12 Anforderungen an den Einsatz von Kontrollmaterial zur Prüfung immunologischer Untersuchungssysteme
  - Teil 14 Anforderungen an den Einsatz von Kontrollstämmen bei der Empfindlichkeitsprüfung von aeroben Bakterien
  - Teil 15 Anforderungen an den Einsatz von Kontrollstämmen bei der Empfindlichkeitsprüfung von anaeroben Krankheitserregern
  - Teil 16 Anforderungen an den Einsatz von Kontrollstämmen bei der Empfindlichkeitsprüfung von speziellen Bakterien
  - Teil 17 Anforderungen an den Einsatz von Kontrollstämmen bei der Untersuchung von Mykobakterien; Text Deutsch und Englisch
  - Teil 18 Anforderungen an den Einsatz von Kontrollstämmen bei der Untersuchung von Mykoplasmen
  - Teil 19 Anforderungen an den Einsatz von Kontrollstämmen bei der Untersuchung von Pilzen
  - Teil 20 Anforderungen an den Einsatz von Kontrollmaterial bei der Untersuchung von Protozoen und höher organisierten Mikroorganismen
- DIN 58960 Photometer für analytische Untersuchungen
  - Teil 1 Benutzte physikalisch-chemische Grundvorgänge
  - Teil 2 Technischer Aufbau; Einteilung, Bauelemente, Begriffe
  - Teil 3 Begriffe zur Kennzeichnung der technischen Eigenschaften von Absorptionsphotometern
  - Teil 4 Anforderungen an die Beschreibung technischer Daten für den Anwender
- DIN 58963 Küvetten für photometrische Messungen
  - Teil 1 Begriffe
  - Teil 2 Präzisions-Rechteckküvetten; Maße, Anforderungen
  - Teil 3 Einmal-Rechteckküvetten aus Kunststoffen; Maße, Anforderungen
- DIN 58964 Sicherstellung der Qualität von POCT-Ergebnissen - Bewertungskriterien für Vergleichsmessungen bei Implementierung
- DIN 58970 Laborzentrifugen
  - Teil 1 Begriffe, Prüfung, Kennzeichnung
  - Teil 2 Zentrifugenröhrchen für RZB bis 4000
- DIN 59145 Federstahl, warmgewalzt, mit halbkreisförmigen Schmalseiten; Januar 2004 ersetzt durch DIN EN 10092-1
- DIN 59146 Federstahl, warmgewalzt, mit rechteckigem Querschnitt und gerundeten Kanten für Blattfedern; Januar 2004 ersetzt durch DIN EN 10092-1
- DIN 58984 Spezielle Laboratoriumsmedizin; Bestimmung von Anorganika im Serum, Plasma, Harn und anderen Körperflüssigkeiten
  - Teil 1 Bestimmung von Calcium mittels Atomabsorptionsspektrometrie (AAS)
- DIN 58985 Laboratoriumsmedizin - Entscheidungsgrenzen
- DIN 58987 Hämostaseologie - Referenzmethode zur Bestimmung des von Willebrand Faktor Antigens; Text Deutsch und Englisch
- DIN 58988 Hämostaseologie - Referenzmethode zur Bestimmung der von Willebrand Faktor Multimere; Text Deutsch und Englisch
- DIN 59051 Stabstahl - Warmgewalzter scharfkantiger T-Stahl - Maße, Masse, Toleranzen
- DIN 59200 Flacherzeugnisse aus Stahl – Warmgewalzter Breitflachstahl – Maße, Masse, Grenzabmaße, Formtoleranzen und Grenzabweichungen der Masse
- DIN 59220 Flacherzeugnisse aus Stahl – Warmgewalztes Blech mit Mustern – Maße, Gewichte, Grenzabmaße, Formtoleranzen und Grenzabweichungen der Masse
- DIN 59231 Wellbleche und Pfannenbleche, oberflächenveredelt - Maße, Masse und statische Werte
- DIN 59350 Präzisionsflach- und -vierkantstahl - Maße, Masse, zulässige Abweichungen
- DIN 59370 Blanker gleichschenkliger scharfkantiger Winkelstahl - Maße, Masse, Grenzabmaße und Formtoleranzen
- DIN 59410 Hohlprofile für den Stahlbau, Warmgefertigte quadratische und rechteckige Stahlrohre, Maße, Gewichte, zul. Abweichungen, Dezember 1997 ersetzt durch DIN EN 10210-2
- DIN 59411 Hohlprofile für den Stahlbau; Kaltgefertigte geschweißte quadratische und rechteckige Stahlrohre; Maße, Gewichte, zulässige Abweichungen, Dezember 1997 ersetzt durch DIN EN 10219-2
- DIN 59413 Kaltprofile aus Stahl, Zulässige Maß-, Form und Gewichtsabweichungen, Dezember 2003 ersetzt durch DIN EN 10162
- DIN 59610 Blei und Bleilegierungen - Gewalzte Bleche aus Blei zur allgemeinen Verwendung
- DIN 59740 Bleche aus Nickel und Nickel-Knetlegierungen, warmgewalzt - Maße, Grenzabmaße und Formtoleranzen
- DIN 59742 Ronden und Ringe aus Nickel und Nickel-Knetlegierungen, warmgewalzt - Maße, Grenzabmaße und Formtoleranzen
- DIN 59745 Bleche aus Nickel und Nickel-Knetlegierungen, kaltgewalzt - Maße, Grenzabmaße und Formtoleranzen
- DIN 59746 Bänder und Bleche aus gerichteten Bandabschnitten aus Nickel und Nickel-Knetlegierungen, kaltgewalzt - Maße, Grenzabmaße und Formtoleranzen
- DIN 59755 Rohre aus Nickel und Nickel-Knetlegierungen, kaltgefertigt; Maße, zulässige Abweichungen
- DIN 59760 Rundstangen aus Nickel und Nickel-Knetlegierungen, warmgewalzt – Maße, Grenzabmaße und Formtoleranzen
- DIN 59761 Vierkantstangen aus Nickel und Nickel-Knetlegierungen, warmgewalzt - Maße, Grenzabmaße und Formtoleranzen
- DIN 59763 Rechteckstangen aus Nickel und Nickel-Knetlegierungen, warmgewalzt - Maße, Grenzabmaße und Formtoleranzen
- DIN 59765 Rundstangen aus Nickel und Nickel-Knetlegierungen, gezogen – Maße, Grenzabmaße und Formtoleranzen
- DIN 59766 Vierkantstangen aus Nickel und Nickel-Knetlegierungen, gezogen - Maße, Grenzabmaße und Formtoleranzen
- DIN 59767 Sechskantstangen aus Nickel und Nickel-Knetlegierungen, gezogen - Maße, Grenzabmaße und Formtoleranzen
- DIN 59768 Rechteckstangen aus Nickel und Nickel-Knetlegierungen, gezogen, mit scharfen Kanten - Maße, Grenzabmaße und Formtoleranzen
- DIN 59780 Runddraht aus Nickel und Nickel-Knetlegierungen, warmgewalzt - Maße, Grenzabmaße und Formtoleranzen
- DIN 59781 Runddrähte aus Nickel und Nickel-Knetlegierungen, gezogen - Maße, Grenzabmaße und Formtoleranzen

## DIN 60000–69999
- DIN 60000 Textilien – Grundbegriffe
- DIN 60001 Textile Faserstoffe
  - Teil 1 Naturfasern und Kurzzeichen
  - Teil 2 Faser- und Herstellungsformen
- DIN 60004 Wolle; Begriffe für den Rohstoff
- DIN 60005 Textile Anschlagmittel - Sicherheit - Einweg-Hebebänder aus Chemiefasern für allgemeine Verwendungszwecke
- DIN 60009 Geokunststoffe - Prüfung und Bestimmung des Verbundbeiwerts mit Boden im Herausziehversuch
- DIN 60011 Flachsfaser; Aufbereitungsstufen
- DIN 60014 Textilmaschinen - Transportbänder für Textilmaschinen
- DIN 60021 Erzeugnisse der Spinnerei-Vorbereitung und Vorspinnerei; Begriffe
- DIN 60455 Kennzeichnung der Anschlüsse elektrischer Betriebsmittel
- DIN 60500 Geotextilien und geotextilverwandte Produkte
  - Teil 4 Bestimmung der Wasserdurchlässigkeit normal zur Ebene unter Auflast bei konstantem hydraulischen Höhenunterschied
  - Teil 8 Bestimmung des Wasserdurchlässigkeitsbeiwerts bei radialer Durchströmung in der Ebene
- DIN 60900 Garne
  - Teil 1 Technologische Einteilung, Begriffe
  - Teil 2 Beschreibung im Tex-System
  - Teil 4 Beschreibung im Nm-System
  - Teil 5 Texturierte Filamentgarne; Herstellungsverfahren und Begriffe
  - Teil 6 Spinnfasergarne; Begriffe und Einteilung nach Herstellungsverfahren
- DIN 60905 Tex-System
  - Teil 1 Grundlagen
  - Teil 3 Rundung errechneter Feinheiten
- DIN 60910 Textile Faserstoffe; Allgemeine Feinheitsbezeichnungen; Umrechnungstabellen in das Tex-System
- DIN 60917 Wirk- und Strickmaschinen; Vergleich von Feinheiten und Nadelteilungen (ungültig)
- DIN 61010 Textilien – Möbelstoffe für den Wohnbereich
- DIN 61040 Textilmaschinen - Arbeitsvorgänge an Webmaschinen
- DIN 61100 Gewebe
  - Teil 1 Kennzeichnende Merkmale
  - Teil 2 Technologische Angaben für die Beschreibung
- DIN 61101 Gewebebindungen
  - Teil 1 Allgemeine Begriffe, Grundbindungen
- DIN 61106 System zur Bildung von Musterrapporten
- DIN 61110 Webgeschirr-Einzüge; Begriffe, Einteilung
- DIN 61200 Filze; Härte
- DIN 61211 Auf Nähwirkanlagen hergestellte textile Flächengebilde – Technologische Einteilung, Begriffe
- DIN 61400 Nähmaschinen – Nähstichtypen – Einteilung und Begriffe (ISO 4915:1991, modifiziert)
- DIN 61506 Einteilige Arbeitsanzüge für Herren; Kombinationen und Kesselanzüge
- DIN 61512 Arbeitslatzhosen für Herren
- DIN 61513 Arbeitslatzhosen für Damen
- DIN 61535 Arbeitsmäntel für Herren; Kurz- und Langform
  - Teil 1 Mindestanforderungen und Prüfungen (Vorschlag für eine Europäische Norm), März 2004 ersetzt durch DIN EN 14465
- DIN 61551 Geokunststoffe – Bestimmung der Berstdruckfestigkeit
- DIN 61577 Stichweiten für das Annähen von Zwei- und Vierlochknöpfen
- DIN 61603 Gebrauchsgrößen von Bettwäsche
  - Teil 1 Bettbezüge für Erwachsene
- DIN 61631 Verbandmittel; Mullbinden
- DIN 61632 Verbandmittel; Idealbinden
- DIN 61633 Verbandmittel; Trikotschlauchbinden
- DIN 61634 Verbandmittel; Elastische Fixierbinde
- DIN 61650 Putzlappen
- DIN 61651 Maschinenputztücher
- DIN 61704 Arbeitsgänge in der Textilveredlungsindustrie für Gewebe, Gewirke und Gestricke
- DIN 61712 Wickelbretter für textile Flächengebilde
- DIN 61750 Grundflächen der Versandverpackungen für Textilien
- DIN 61751 Grundflächen der Verkaufseinheiten von Textilien
  - Teil 1 Gewirkte und gestrickte Unterbekleidung einschließlich Nachtwäsche
  - Teil 2 Gestrickte Herren- und Kinderstrümpfe, Gestrickte Strumpfhosen
- DIN 61752 Legemaße für Verkaufseinheiten von Textilien
  - Teil 1 Haushalts- und Aussteuerwäsche
  - Teil 2 Taschentücher
  - Teil 3 Fertiggardinen
  - Teil 4 Berufsbekleidung
  - Teil 5 Kittel und Schürzen
  - Teil 8 Reinigungstücher
  - Teil 9 Tapisserien
- DIN 61850 Textilglas und Verarbeitungshilfsmittel; Begriffe
- DIN 61853 Textilglas; Textilglasmatten für die Kunststoffverstärkung
  - Teil 1 Technische Lieferbedingungen
  - Teil 2 Einteilung, Anwendung
- DIN 61854 Textilglas; Textilglasgewebe für die Kunststoffverstärkung; Filamentgewebe und Rovinggewebe
  - Teil 1 Technische Lieferbedingungen
  - Teil 2 Typen
- DIN 62055 Gewirke und Gestricke; Polstoffe; Begriffe
- DIN 62130 Rundstrickmaschinen; Begriffe
- DIN 62136 Textilmaschinen und Zubehör – Nadel- und Platinenschmieröle für Strickmaschinen
  - Teil 1 Mindestanforderungen an Öle auf Mineralölbasis
  - Teil 2 Mindestanforderungen an Öle auf synthetischer Basis
- DIN 62150 Spitzennadeln für RL-Rundwirkmaschinen, Schaft rund
- DIN 62151 Spitzennadeln für RL-Rundwirkmaschinen, Schaft flach und gestreckt
- DIN 62154 Platinen für RL-Flachwirkmaschinen; Begriffe
- DIN 62155 Platinen für RL-Kettenwirkautomaten; Begriffe
- DIN 62500 Kettvorbereitung und Anlagen zur Kettvorbereitung – Begriffe
- DIN 63201 Bildzeichen für Textilmaschinen
- DIN 63202 Textilmaschinen und Zubehör – Sicherheitszeichen – Warnzeichen
- DIN 64083 Flyer für das Baumwollspinnverfahren; Begriffe, Baugrundsätze
- DIN 64600 Webeblätter
- DIN 64639 Textilmaschinen und Zubehör - Webschäfte für Luftdüsen-Webmaschinen - Anschlußmaße
- DIN 64905 Zylindrische Hülsen für textile Flächengebilde
- DIN 64936 Färbebäume für textile Flächengebilde; Hauptmaße
- DIN 65000 Luft- und Raumfahrt – Sachgruppen-Verzeichnis der Luftfahrt-Normen
  - Teil 1 Grundnormen, Stoffe, Halbzeug, Normteile
  - Teil 2 Elektrotechnik
  - Teil 7 Luftfracht und Bodengeräte
- DIN 65002 Luft- und Raumfahrt; Elektrische Rundsteckverbinder; Technische Lieferbedingungen
- DIN 65004 Luft- und Raumfahrt; Zylinderschrauben mit Flügelkreuzschlitz, mit langem Gewinde
- DIN 65013 Luft- und Raumfahrt; Schrauben aus höchstfesten Stählen und korrosionsbeständigen Ni- und Co-Basis Werkstoffen mit einer Nennzugfestigkeit von 1 800 MPa – Technische Lieferbedingungen
- DIN 65016 Luft- und Raumfahrt; Selbstsichernde Muttern mit reduziertem Sicherungsmoment mit einer maximalen Betriebstemperatur kleiner oder gleich 425 °C – Technische Lieferbedingungen
- DIN 65021 Luft- und Raumfahrt; Bleche, Platten und Bänder aus Stahl, Nickel- und Kobaltlegierungen; Technische Lieferbedingungen
- DIN 65030 Luft- und Raumfahrt; Lötlose Rohrverschraubungen mit Schneidring – Technische Lieferbedingungen; Nicht für Neukonstruktionen
- DIN 65033 Luft- und Raumfahrt; Schmiedestücke aus Aluminium- und Magnesium-Legierungen; Technische Lieferbedingungen; Nicht für Neukonstruktionen von Schmiedestücken aus Aluminium-Legierungen
- DIN 65034 Luft- und Raumfahrt; Gußstücke aus Stahl, Nickel- und Kobaltlegierungen; Technische Lieferbedingungen; Nicht für Neukonstruktionen
- DIN 65035 Luft- und Raumfahrt; Vormaterial, Schmiedestücke und Ringe aus Stahl, Nickel- und Kobaltlegierungen; Technische Lieferbedingungen; Nicht für Neukonstruktionen von Vormaterial, Schmiedestücke und Ringe aus Stahl
- DIN 65038
  - Teil 1 Luft- und Raumfahrt; Stangen aus Stahl, Nickel- und Kobaltlegierungen; Technische Lieferbedingungen
  - Teil 2 Luft- und Raumfahrt; Stangen aus Stahl, Nickel- und Kobaltlegierungen für Luftfahrtgerät; Technische Lieferbedingungen, Prüfumfang
- DIN 65039 Luft- und Raumfahrt; Bleche, Platten und Bänder aus Titan und Titanlegierungen; Technische Lieferbedingungen
- DIN 65040 Luft- und Raumfahrt; Stangen, Ringe, Schmiedevormaterial und Schmiedestücke aus Titan und Titanlegierungen; Technische Lieferbedingungen
- DIN 65046 Luft- und Raumfahrt; Prüfverfahren für Oberflächenschutzschichten; Beschichtungsstoffe
  - Teil 1 Übersicht und Kurzzeichen
  - Teil 2 Proben, Probenvorbereitung, Trocknung
  - Teil 3 Prüfungen im Anlieferungszustand
  - Teil 4 Prüfungen von Beschichtungen
  - Teil 5 Beständigkeitsprüfungen von Beschichtungen
  - Teil 6 Chemische und galvanische Beschichtungen – Nicht für Neukonstruktionen
- DIN 65052 Luft- und Raumfahrt; Seilrollen; Technische Lieferbedingungen
- DIN 65053 Luft- und Raumfahrt; Seilschuhe; Technische Lieferbedingungen; Nicht für Neukonstruktionen
- DIN 65054 Luft- und Raumfahrt; Selbstklebende Folien zur Kennzeichnung; Technische Lieferbedingungen
- DIN 65055 Luft- und Raumfahrt; Spannschrauben und Spannschloßmuttern; Technische Lieferbedingungen; Nicht für Neukonstruktionen
- DIN 65058 Luft- und Raumfahrt - Schrauben aus korrosionsbeständigem Stahl mit einer Nennzugfestigkeit von 900 MPa und 1100 MPa für Temperaturen bis 425 °C - Technische Lieferbedingungen; Text Deutsch und Englisch
- DIN 65060 Luft- und Raumfahrt; Textilglas; Textilglasfilament-Rovings für die Kunststoffverstärkung; Technische Lieferbedingungen
- DIN 65063 Luft- und Raumfahrt; Weichschaumstoff, Tafeln aus Asbest (Chrysotil), Technische Lieferbedingungen
- DIN 65064 Luft- und Raumfahrt - Rand- und Kernfüllmassen für Kernverbunde - Technische Lieferbedingungen
- DIN 65065 Luft- und Raumfahrt; Reaktionsharze für faserverstärkte Formstoffe, Technische Lieferbedingungen
- DIN 65066 Luft- und Raumfahrt; Textilglas; Gewebe aus Glasfilamentgarn; Technische Lieferbedingungen
- DIN 65067
  - Teil 1 Luft- und Raumfahrt; Kernverbundteile mit faserverstärkten (FK)-Deckschichten, Technische Lieferbedingungen
- DIN 65071 Luft- und Raumfahrt; Faserverstärkte Formstoffe
  - Teil 1 Herstellung der Prüfplatten aus unidirektional gewickelten Garnen und Rovings
  - Teil 2 Herstellung von Prüfplatten aus flächenförmigen Verstärkungsstoffen
  - Teil 3 Herstellen von Kernverbund-Prüfplatten aus Waben und Prepregs
- DIN 65074 Luft- und Raumfahrt - Klebfolien und Haftgrundmittel für tragende Teile - Technische Lieferbedingungen
- DIN 65078 Luft- und Raumfahrt; Reinigen mit organischen Lösemitteln; Kenn-Nummer 0014
- DIN 65079 Luft- und Raumfahrt; Reinigen von Metalloberflächen alkalisch; Kenn-Nummern 0020 und 0021
- DIN 65080 Luft- und Raumfahrt; Beizen von Aluminium und Aluminium-Legierungen alkalisch; Kenn-Nummer 0110
- DIN 65083 Luft- und Raumfahrt; Wärmebehandlung von Gußstücken aus Titan und Titanlegierungen
- DIN 65084 Luft- und Raumfahrt; Wärmebehandlung von Titan und Titan-Knetlegierungen
- DIN 65090 Luft- und Raumfahrt; Textilglas, Vorimprägnierte Filamentgewebe aus E-Glas (Prepreg), Technische Lieferbedingungen
- DIN 65092 Luft- und Raumfahrt; Prüfung von Luftfahrzeug-Ausrüstung unter Umweltbedingungen; Prüfung des Isolationswiderstandes und der Spannungsfestigkeit von elektrischen Geräten; Identisch mit ISO 2678:1985
- DIN 65099 Luft- und Raumfahrt; Klassifizierung von Sonderfertigungsmitteln
  - Teil 1 Übersicht
  - Teil 2 Verfahrenshauptgruppe A; Urformen
  - Teil 3 Verfahrenshauptgruppe B; Umformen
  - Teil 4 Verfahrenshauptgruppe C; Trennen
  - Teil 5 Verfahrenshauptgruppe D; Fügen
  - Teil 6 Verfahrenshauptgruppe E; Beschichten
  - Teil 7 Verfahrenshauptgruppe F; Stoffeigenschaftändern
  - Teil 8 Verfahrenshauptgruppe G; Prüfen
  - Teil 9 Verfahrenshauptgruppe H; Materialfluß bewirken, Arbeitsumfeld gestalten, Transportieren
- DIN 65100 Luft- und Raumfahrt - Gewindeeinsätze aus Draht, schraubensichernd, aus Kupferlegierung - Klasse: 490 MPa/300 °C; Text Deutsch und Englisch
- DIN 65101 Luft- und Raumfahrt - Reine Scherbolzen mit abgesetztem Gewinde - Technische Lieferbedingung
- DIN 65107 Luft- und Raumfahrt - Flachleiter-Bandleitungen, 300 V, ungeschirmt, 150 °C; Nicht für Neukonstruktionen
- DIN 65108 Luft- und Raumfahrt - Flachleiter-Bandleitungen, 300 V, ungeschirmt, 200 °C; Nicht für Neukonstruktionen
- DIN 65109 Luft- und Raumfahrt - Flachleiter-Bandleitungen, ungeschirmt, 300 V, 150 und 200 °C - Technische Lieferbedingungen; Nicht für Neukonstruktionen
- DIN 65110 Luft- und Raumfahrt; Zwölfkantköpfe für Schrauben und Bolzen
- DIN 65112 Luft- und Raumfahrt; Gewindeeinsätze, gesichert und schraubensichernd; Technische Lieferbedingungen
- DIN 65113 Luft- und Raumfahrt; Stangen und Preßprofile aus Aluminium und Aluminium-Knetlegierungen; Technische Lieferbedingungen; Nicht für Neukonstruktionen
- DIN 65115 Luft- und Raumfahrt; Sechskant-Dehnschrauben mit MJ-Gewinde aus Stahl; Nennzugfestigkeit 1100 MPa, für Temperaturen bis 235 °C
- DIN 65116 Luft- und Raumfahrt; Borfaserverstärkte Formstoffe, Herstellen der Prüflaminate
- DIN 65117 Luft- und Raumfahrt; Vorimprägnierte unidirektionale Borfasergelege (BFK-Prepreg), Maße, Massen
- DIN 65118 Schweißen im Luft- und Raumfahrzeugbau - Geschweißte metallische Bauteile - Angaben in Bauunterlagen und allgemeine konstruktive Anforderungen
- DIN 65121 Luft- und Raumfahrt; Schrauben, Muttern und Zubehör; Übersicht und Auswahl für Fertigungsmittel; Nicht für Neukonstruktionen
- DIN 65122 Luft- und Raumfahrt - Pulver zur Verwendung für die additive Fertigung mittels Pulverbettverfahren - Technische Lieferbedingungen
- DIN 65142 Luft- und Raumfahrt; Vorimprägnierte Fasergelege (Prepreg); Bestimmung der Klebkraft
- DIN 65144 Luft- und Raumfahrt; Thermisch gespritzte Bauteile; Technische Lieferbedingungen
- DIN 65145
  - Teil 1 Luft- und Raumfahrt; Versorgungsgerät für Lichtblitz-Warnleuchten
  - Teil 2 Luft- und Raumfahrt; Versorgungsgerät für Lichtblitz-Warnleuchten; Technische Lieferbedingungen
- DIN 65146 Luft- und Raumfahrt; Gewebe-Prepreg aus Kohlenstoffilamentgarn und Epoxidharz
  - Teil 2 Technische Lieferbedingungen
- DIN 65147 Luft- und Raumfahrt; Kohlenstofffasern; Gewebe aus Kohlenstoffilamentgarn
  - Teil 1 Maße, Massen
  - Teil 2 Technische Lieferbedingungen
- DIN 65148 Luft- und Raumfahrt; Prüfung von faserverstärkten Kunststoffen; Bestimmung der interlaminaren Scherfestigkeit im Zugversuch
- DIN 65149 Luft- und Raumfahrt; Schrauben aus Stahl für nichttragende Bauteile, M 3 und M 4, Technische Lieferbedingungen
- DIN 65151 Luft- und Raumfahrt - Dynamische Prüfung des Sicherungsverhaltens von Schraubverbindungen unter Querbeanspruchung (Vibrationsprüfung)
- DIN 65152 Luft- und Raumfahrt; Sonderheißgeschirre aus Stahl; Berechnungs- und Abnahmebedingungen
- DIN 65153 Luft- und Raumfahrt - Abnahmeprüfungen für Plasmaschweißeinrichtungen
- DIN 65154 Luft- und Raumfahrt; Kennzeichnungsschilder für Meßbasen an Fertigungsmitteln
- DIN 65155 Luft- und Raumfahrt; Paßniete aus Stahl mit Universalkopf; Schafttoleranz 0 bis −0,02 mm, metrische Reihe
- DIN 65156 Luft- und Raumfahrt; Paßniete aus Stahl mit Senkkopf 100°; Schafttoleranz 0 bis - 0,02 mm, metrische Reihe
- DIN 65157 Luft- und Raumfahrt; Schließringe aus Stahl, metrische Reihe
- DIN 65158 Luft- und Raumfahrt; Blindniete aus Aluminium-Legierung mit Flachrundkopf und Selbstsicherung
- DIN 65159 Luft- und Raumfahrt; Blindniete aus Aluminium-Legierung mit Senkkopf 100° und Selbstsicherung
- DIN 65160 Luft- und Raumfahrt - Schrauben aus Werkstoff 1.4534 - Nennzugfestigkeit 1550 MPa - Technische Lieferbedingungen
- DIN 65164 Luft- und Raumfahrt - Nichtmetallische Geflechtschläuche
  - Teil 1 Maße, Massen
  - Teil 2 Technische Lieferbedingungen; Nicht für Neukonstruktionen
- DIN 65165 
  - Teil 1 Luft- und Raumfahrt - Handleuchten für Cockpit, einstellbar in Lichtstärke und Lichtfarbe; Nicht für Neukonstruktionen
  - Teil 2 Luft- und Raumfahrt - Handleuchten für Cockpit, einstellbar in Lichtstärke und Lichtfarbe - Technische Lieferbedingungen; Nicht für Neukonstruktionen
- DIN 65166 Luft- und Raumfahrt; Keilbleche aus Aluminium-Knetlegierungen; Technische Lieferbedingungen
- DIN 65169 Luft- und Raumfahrt; Hart- und hochtemperaturgelötete Bauteile; Konstruktionsrichtlinien
- DIN 65170 Luft- und Raumfahrt - Hart- und hochtemperaturgelötete metallische Bauteile - Technische Lieferbedingungen; Text Deutsch und Englisch
- DIN 65171 Luft- und Raumfahrt - Abnahmeprüfungen für Vorrichtungen und Zusatzausrüstungen zum Schmelzschweißen - Führungs- und Bewegungsgenauigkeit
- DIN 65174 Luft- und Raumfahrt; Rundstangen aus Titan und Titanlegierungen; Maße, Massen
- DIN 65176 Luft- und Raumfahrt; Abbinden von Rohrleitungen, Konstruktion, Fertigung
- DIN 65177 Luft- und Raumfahrt; Sechskant-Dehnschrauben mit MJ-Gewinde aus Titanlegierung; Nennzugfestigkeit 1100 MPa, für Temperaturen bis 315 °C
- DIN 65178 Luft- und Raumfahrt; Gestaltung und Ausführung von Leitungen für flüssige oder gasförmige Medien
  - Teil 1 Übersicht und Begriffe
  - Teil 2 Rohrleitungen, Konstruktion
  - Teil 3 Rohrleitungen, Fertigung
  - Teil 6 Schlauchleitungen, Fertigung
- DIN 65179 Luft- und Raumfahrt; Senk-Paßschrauben mit geripptem Flügelkreuzschlitz und MJ-Gewinde, mit kurzem Gewinde, aus Titanlegierung; Nennzugfestigkeit 1100 MPa, für Temperaturen bis 315 °C
- DIN 65180 Luft- und Raumfahrt; Elektrische Rundsteckverbinder mittlerer und hoher Poldichte mit rückseitig lösbaren Kontakten; Montageanleitung
- DIN 65181 Luft- und Raumfahrt; Messen des elektrischen Oberflächenwiderstandes elektrisch leitfähiger Schichten
- DIN 65184 Luft- und Raumfahrt; Kohlenstoffasern; Hochfeste Kohlenstoffilamentgarne; Maße, Massen
- DIN 65185 Luft- und Raumfahrt; Verschlüsse; Drehverschlüsse für strukturelle und nichtstrukturelle Anwendung
  - Teil 1 Technische Lieferbedingungen
- DIN 65186 Luft- und Raumfahrt; Profile aus Aluminium-Knetlegierungen, geformt aus Blechen und Bändern; Technische Lieferbedingungen; Nicht für Neukonstruktionen
- DIN 65187 Luft- und Raumfahrt; Einsätze für Verbundwerkstoffe mit Durchgangsloch aus Aluminium-Legierung
- DIN 65188 Luft- und Raumfahrt - Einsätze für Verbundwerkstoffe mit MJ-Gewinde, geschlossen, kleine Ausführung, schraubensichernd, aus Aluminium-Legierung; Text Deutsch und Englisch
- DIN 65189 Luft- und Raumfahrt; Einsätze für Verbundwerkstoffe mit MJ-Gewinde, offen, schraubensichernd aus Aluminium-Legierung
- DIN 65190 Luft- und Raumfahrt; Einsätze für Verbundwerkstoffe mit MJ-Gewinde, geschlossen, schraubensichernd aus Aluminium-Legierung
- DIN 65191 Luft- und Raumfahrt - Einsätze für Verbundwerkstoffe mit MJ-Gewinde, Gewindeteil beweglich und schraubensichernd, aus korrosionsbeständigem Stahl
- DIN 65194 Luft- und Raumfahrt; Blindstopfen für elektrische Rundsteckverbinder
- DIN 65197 Luft- und Raumfahrt; Rundstangen und Drähte aus Titanlegierungen als Schraubenvormaterial; Maße, Massen
- DIN 65202 Luft- und Raumfahrt; O-Ringe aus Elastomeren – Maße
- DIN 65203 Luft- und Raumfahrt - O-Ringe aus Elastomeren - Technische Lieferbedingungen; Text Deutsch und Englisch
- DIN 65207 Luft- und Raumfahrt; Toleranzen für Blechprofile aus Aluminium-Knetlegierungen
- DIN 65208 Luft- und Raumfahrt - Prüfung von Sicherungsmomenten bei Muttern und ähnlichen Gewindeteilen mit MJ-Gewinde - Prüfschraube
- DIN 65209 Luft- und Raumfahrt - Scheiben, gesenkt; Text Deutsch und Englisch
- DIN 65210 Luft- und Raumfahrt; Schlauchleitungen für Nenndrücke bis 210 bar
  - Teil 1 Technische Lieferbedingungen für Schläuche
  - Teil 2 Technische Lieferbedingungen für Schlauchverschraubungen
  - Teil 3 Technische Lieferbedingungen; Schlauchleitungen komplett
- DIN 65211 Luft- und Raumfahrt - Schlauchleitungen für Nenndruck 210 bar
  - Teil 1 Technische Lieferbedingungen für Schläuche; Nicht für Neukonstruktionen
  - Teil 2 Technische Lieferbedingungen für Schlauchverschraubungen; Nicht für Neukonstruktionen
  - Teil 3 Technische Lieferbedingungen - Schlauchleitungen komplett; Nicht für Neukonstruktionen
- DIN 65212 Luft- und Raumfahrt; Instrumentenschläuche für Niederdruck; Technische Lieferbedingungen
- DIN 65213 Luft- und Raumfahrt; Schläuche; Muffenschläuche Nenndrücke bis 35 bar; Technische Lieferbedingungen
- DIN 65219 Luft- und Raumfahrt - Dichtringe - Maße, Massen
- DIN 65220 Luft- und Raumfahrt; Anniet-Mutternleisten mit selbstsichernden Muttern mit MJ-Gewinde – Mutternteilung vorgegeben oder wahlweise Leiste aus Aluminium; Klasse: 1100 MPa/120 °C
- DIN 65221 Luft- und Raumfahrt; Elastomer-Kork-Platten; Technische Lieferbedingungen; Nicht für Neukonstruktionen
- DIN 65227 Luft- und Raumfahrt; Führungsbuchsen für Fertigungsmittel, für Freihandfräsmaschinen; Zurücksetzung: 2,5 mm
- DIN 65229 Luft- und Raumfahrt - Dichtungsplatten (IT-Platten) - Technische Lieferbedingungen; Nicht für Neukonstruktionen
- DIN 65230 Luft- und Raumfahrt; Anodisches Polieren von martensitaushärtenden nichtrostenden Stählen; Kenn-Nummer 2600
- DIN 65236 Luft- und Raumfahrt; Drähte aus Stahl, Nickel- und Kobaltlegierungen; Technische Lieferbedingungen
- DIN 65237 Luft- und Raumfahrt - Gelenklager, Stahl auf Stahl - Technische Lieferbedingungen; Nicht für Neukonstruktionen
- DIN 65238 Luft- und Raumfahrt - Annietmuttern mit MJ-Gewinde, mit zylindrischer Aussenkung, selbstsichernd, nicht beweglich, Eck-Flansch, aus Stahl; Klasse: 1100 MPa/235 °C
- DIN 65239 Luft- und Raumfahrt - Annietmuttern mit MJ-Gewinde, mit zylindrischer Aussenkung, selbstsichernd, nicht beweglich, Eck-Flansch, aus korrosionsbeständigem Stahl, Klasse: 1100 MPa/315 °C/425 °C
- DIN 65240 Luft- und Raumfahrt - Annietmuttern mit MJ-Gewinde, mit zylindrischer Aussenkung, selbstsichernd, beweglich, beiderseitiger Flansch, aus Stahl; Klasse: 1100 MPa/235 °C
- DIN 65242 Luft- und Raumfahrt - Annietmuttern mit MJ-Gewinde, mit zylindrischer Aussenkung, selbstsichernd, beweglich, beiderseitiger Flansch, aus korrososionsbeständigem Stahl, Klasse: 1 100 MPa/315 °C/425 °C; Text Deutsch und Englisch; Nicht für Neukonstruktionen
- DIN 65243 Luft- und Raumfahrt - Annietmuttern mit MJ-Gewinde, mit zylindrischer Aussenkung, selbstsichernd, beweglich, einseitiger Flansch, aus Stahl; Klasse: 1100 MPa/235 °C
- DIN 65244 Luft- und Raumfahrt - Annietmuttern mit MJ-Gewinde, mit zylindrischer Aussenkung, selbstsichernd, beweglich, einseitiger Flansch, aus korrosionsbeständigem Stahl, Klasse: 1 100 MPa/315 °C/425 °C; Text Deutsch und Englisch; Nicht für Neukonstruktionen
- DIN 65245 Luft- und Raumfahrt; Sechskantmuttern mit MJ-Gewinde, selbstsichernd, aus Stahl, Klasse: 1100 MPa/120 °C
- DIN 65246 Luft- und Raumfahrt; Kronenmuttern mit MJ-Gewinde, selbstsichernd, aus Stahl, Klasse: 1100 MPa/120 °C
- DIN 65247 Luft- und Raumfahrt; Flache Kronenmuttern mit MJ-Gewinde, aus korrosionsbeständigem Stahl, Klasse: 1100 MPa/425 °C
- DIN 65249 Luft- und Raumfahrt; Sechskantmuttern mit MJ-Gewinde, selbstsichernd, aus Kupfer-Knetlegierung; Klasse: 400 MPa/120 °C
- DIN 65250 Luft- und Raumfahrt; Innendruckrohre aus Titan- und Titanlegierungen, nahtlos; Maße, Massen
- DIN 65251 Luft- und Raumfahrt - Schrauben mit MJ-Gewinde aus Titanlegierungen, Festigkeitsklasse 900 MPa und 1 100 MPa - Technische Lieferbedingungen
- DIN 65252 Luft- und Raumfahrt - Elastomer-Schaumstoff, gemischtzellig - Halbzeuge und Formteile - Technische Lieferbedingungen; Text Deutsch und Englisch; Nicht für Neukonstruktionen
- DIN 65253 Winkelschraubendreher für Schrauben mit Innenvielzahn
- DIN 65254 Schraubendrehereinsätze mit Außensechskant für Schrauben mit Innenvielzahn
- DIN 65258 Luft- und Raumfahrt; Senkniete 100° aus Aluminium und Aluminium-Knetlegierungen, metrische Reihe
- DIN 65259 Luft- und Raumfahrt; Senkniete 100° aus Aluminium und Aluminium-Knetlegierungen, reduzierter Kopf, metrische Reihe
- DIN 65260 Luft- und Raumfahrt; Universalniete aus Aluminium und Aluminium-Knetlegierungen, metrische Reihe
- DIN 65262 Luft- und Raumfahrt - Dichtmassen
  - Teil 1 Auf Basis Polysulfid-Polymeren; Technische Lieferbedingungen
  - Teil 2 Auf Basis Vinylidenfluorid und Hexafluorpropylen; Technische Lieferbedingungen
  - Teil 3 Auf Basis Silikonkautschuk; Technische Lieferbedingungen
- DIN 65265 Luft- und Raumfahrt - Sechskantschrauben mit MJ-Gewinde, Gewinde annähernd bis Kopf, aus Titanlegierung - Nennzugfestigkeit 1100 MPa, für Temperaturen bis 315 °C
- DIN 65266 Luft- und Raumfahrt; Bespanngewebe, Technische Lieferbedingungen
- DIN 65267 Luft- und Raumfahrt; Sechskantschrauben mit MJ-Gewinde; Gewinde annähernd bis Kopf, aus Stahl; Nennzugfestigkeit 900 MPa, für Temperaturen bis 235 °C
- DIN 65268 Luft- und Raumfahrt - Sechskantschrauben mit MJ-Gewinde, mit kurzem Gewinde, aus Titanlegierung, Nennzugfestigkeit 1 100 MPa, für Temperaturen bis 315 °C
- DIN 65269 Luft- und Raumfahrt; Senk-Paßschrauben mit geripptem Flügelkreuzschlitz und MJ-Gewinde, mit kurzem Gewinde, aus Stahl; Nennzugfestigkeit 900 MPa, für Temperaturen bis 235 °C
- DIN 65270 Luft- und Raumfahrt - Kronenmuttern mit MJ-Gewinde, selbstsichernd, aus korrosionsbeständigem Stahl, Klasse: 1100 MPa/120 °C
- DIN 65271 Luft- und Raumfahrt - Halbzeug und Teile aus Elastomeren - Technische Lieferbedingungen
- DIN 65281 Luft- und Raumfahrt - Flache Sechskantmuttern mit MJ-Gewinde aus korrosionsbeständigem Stahl, Klasse: 1100 MPa/315 °C/425 °C
- DIN 65284 Luft- und Raumfahrt; Senkschrauben mit geripptem Flügelkreuzschlitz und MJ-Gewinde, mit Gewinde annähernd bis Kopf, aus korrosionsbeständigem Stahl; Nennzugfestigkeit 1100 MPa, für Temperaturen bis 425 °C
- DIN 65285 Luft- und Raumfahrt; Senkschrauben mit geripptem Flügelkreuzschlitz und MJ-Gewinde, mit kurzem Gewinde, aus korrosionsbeständigem Stahl; Nennzugfestigkeit 1100 MPa, für Temperaturen bis 425 °C
- DIN 65286 Luft- und Raumfahrt; Senkschrauben mit geripptem Flügelkreuzschlitz und MJ-Gewinde, mit kurzem Gewinde, aus Stahl; Nennzugfestigkeit 900 MPa, für Temperaturen bis 235 °C
- DIN 65289 Luft- und Raumfahrt; Senkschrauben mit geripptem Flügelkreuzschlitz und MJ-Gewinde, mit kurzem Gewinde, aus Titanlegierung; Nennzugfestigkeit 1100 MPa, Temperaturen bis 315 °C
- DIN 65298 Luft- und Raumfahrt; Kreuzgelenke, nadelgelagert, mit Langzeitschmierung für Drehwellen; Wellengelenke; Anschlußmaße, Belastung, Massen
- DIN 65299 Luft- und Raumfahrt; Kreuzgelenke, nadelgelagert, mit Langzeitschmierung für Drehwellen; Doppelwellengelenke; Anschlußmaße, Belastung, Massen
- DIN 65300 Luft- und Raumfahrt; Kreuzgelenke, nadelgelagert, mit Langzeitschmierung für Drehwellen; Technische Lieferbedingungen
- DIN 65304 Luft- und Raumfahrt; Dichtringe – Technische Lieferbedingungen
- DIN 65306 Luft- und Raumfahrt; Einsätze für Verbundwerkstoffe mit Durchgangsloch aus korrosionsbeständigem Stahl
- DIN 65307 Luft- und Raumfahrt; Einsätze für Verbundwerkstoffe mit MJ-Gewinde, geschlossen, kleine Ausführung, schraubensichernd aus korrosionsbeständigem Stahl; Text Deutsch und Englisch
- DIN 65308 Luft- und Raumfahrt; Einsätze für Verbundwerkstoffe mit MJ-Gewinde, offen, schraubensichernd, aus korrosionsbeständigem Stahl; Text Deutsch und Englisch
- DIN 65309 Luft- und Raumfahrt; Einsätze für Verbundwerkstoffe mit MJ-Gewinde, geschlossen, schraubensichernd, aus korrosionsbeständigem Stahl; Text Deutsch und Englisch
- DIN 65313 Luft- und Raumfahrt; Flachkopfschrauben mit geripptem Flügelkreuzschlitz und MJ-Gewinde; Gewinde annähernd bis Kopf, aus korrosionsbeständigem Stahl; Nennzugfestigkeit 1100 MPa, für Temperaturen bis 425 °C
- DIN 65314 Luft- und Raumfahrt; Senk-Paßschrauben mit geripptem Flügelkreuzschlitz mit MJ-Gewinde, mit kurzem Gewinde, aus Stahl – Nennzugfestigkeit 1100 MPa, für Temperaturen bis 235 °C
- DIN 65316 Luft- und Raumfahrt; Senk-Paßschrauben mit geripptem Flügelkreuzschlitz und MJ-Gewinde, mit kurzem Gewinde, aus korrosionsbeständigem Stahl; Nennzugfestigkeit 1100 MPa, für Temperaturen bis 425 °C
- DIN 65317 Luft- und Raumfahrt; Senkschrauben mit geripptem Flügelkreuzschlitz und MJ-Gewinde, mit kurzem Gewinde, aus Stahl; Nennzugfestigkeit 1100 MPa, für Temperaturen bis 235 °C
- DIN 65318 Luft- und Raumfahrt; Flachkopfschrauben mit geripptem Flügelkreuzschlitz und MJ-Gewinde, mit kurzem Gewinde, aus Stahl; Nennzugfestigkeit 1100 MPa, für Temperaturen bis 235 °C
- DIN 65319 Luft- und Raumfahrt; Flachkopf-Paßschrauben mit geripptem Flügelkreuzschlitz und MJ-Gewinde, mit kurzem Gewinde, aus korrosionsbeständigem Stahl; Nennzugfestigkeit 1100 MPa, für Temperaturen bis 425 °C
- DIN 65320 Luft- und Raumfahrt; Flachkopf-Paßschrauben mit geripptem Flügelkreuzschlitz und MJ-Gewinde, mit kurzem Gewinde, aus Stahl; Nennzugfestigkeit 1100 MPa, für Temperaturen bis 235 °C
- DIN 65321 Luft- und Raumfahrt; Tafeln, Scheiben und Formteile aus Acrylglas; Technische Lieferbedingungen
- DIN 65324 Luft- und Raumfahrt; Flachkopf-Paßschrauben mit geripptem Flügelkreuzschlitz und MJ-Gewinde, mit kurzem Gewinde, aus Titanlegierung; Nennzugfestigkeit 1100 MPa, für Temperaturen bis 315 °C
- DIN 65330 Luft- und Raumfahrt; Sechskantschrauben mit MJ-Gewinde, mit kurzem Gewinde aus Stahl; Nennzugfestigkeit 1100 MPa, für Temperaturen bis 235 °C
- DIN 65338 Luft- und Raumfahrt; Sechskant-Paßschrauben mit MJ-Gewinde, mit kurzem abgesetztem Gewinde, aus Titanlegierung; Nennzugfestigkeit 1100 MPa, für Temperaturen bis 315 °C
- DIN 65339 Luft- und Raumfahrt; Sechskant-Paßschrauben mit MJ-Gewinde, mit kurzem Gewinde, aus korrosionsbeständigem Stahl – Nennzugfestigkeit 1100 MPa, für Temperaturen bis 425 °C
- DIN 65342 Luft- und Raumfahrt; Annietmuttern mit MJ-Gewinde, mit zylindrischer Aussenkung, selbstsichernd, beiderseitiger verkürzter Flansch, aus korrosionsbeständigem Stahl, Klasse: 1100 MPa/315 °C/425 °C
- DIN 65343 Luft- und Raumfahrt - Annietmuttern mit MJ-Gewinde, mit zylindrischer Aussenkung, selbstsichernd, beiderseitiger verkürzter Flansch, aus Stahl; Klasse: 1100 MPa/235 °C
- DIN 65344 Luft- und Raumfahrt - Annietmuttern mit MJ-Gewinde, mit zylindrischer Aussenkung, selbstsichernd, beiderseitiger Flansch, aus korrosionsbeständigem Stahl, Klasse: 1100 MPa/315 °C/425 °C
- DIN 65345 Luft- und Raumfahrt - Annietmuttern mit MJ-Gewinde, mit zylindrischer Aussenkung, selbstsichernd, beiderseitiger Flansch, aus Stahl - Klasse: 1100 MPa/235 °C
- DIN 65346 Luft- und Raumfahrt - Annietmuttern mit MJ-Gewinde, mit zylindrischer Aussenkung, selbstsichernd, einseitiger Flansch, aus korrosionsbeständigem Stahl, Klasse: 1100 MPa/315 °C/425 °C
  - Berichtigung 1
- DIN 65347 Luft- und Raumfahrt - Annietmuttern mit MJ-Gewinde, mit zylindrischer Aussenkung, selbstsichernd, einseitiger Flansch, aus Stahl; Klasse: 1100 MPa/235 °C
- DIN 65348 Luft- und Raumfahrt; Nahtlose Innendruckrohre aus Titanlegierungen; Technische Lieferbedingungen
- DIN 65349 Luft- und Raumfahrt - Prüfung von Sicherungsmomenten bei Muttern und ähnlichen Gewindeteilen mit metrischem Gewinde - Prüfverfahren
- DIN 65350 Luft- und Raumfahrt; Nietungen
  - Teil 1 Bauteilzugänglichkeit mit Nietwerkzeugen für Vollniete
  - Teil 2 Bauteilzugänglichkeit mit Nietwerkzeugen für Blindniete
  - Teil 3 Bauteilzugänglichkeit mit Nietwerkzeugen für Schraubniete
  - Teil 4 Bauteilzugänglichkeit mit Nietwerkzeugen für Paßniete
- DIN 65355 Luft- und Raumfahrt; Schließringe, metrische Reihe, aus Aluminium-Knetlegierung
- DIN 65356 Luft- und Raumfahrt; Aromatisches Polyamid (Aramid); Hochfeste Aramidfilamentgarne
  - Teil 1 Maße, Massen
  - Teil 2 Technische Lieferbedingungen
- DIN 65358 Luft- und Raumfahrt - Prüfung von Sicherungsmomenten bei Muttern und ähnlichen Gewindeteilen - Mit metrischem ISO-Gewinde, Prüfschraube
- DIN 65359 Luft- und Raumfahrt; Geschirmte Leitungen mit Kupferleiter, mit isoliertem Schirm, ein- bis vieradrig, 600 V, 105 °C; Technische Lieferbedingungen; Nicht für Neukonstruktionen
- DIN 65360 Luft- und Raumfahrt; Rollenketten; Technische Lieferbedingungen
- DIN 65363 Luft- und Raumfahrt; Sicherungsscheiben für Bediengestänge
- DIN 65364 Luft- und Raumfahrt; Gabelköpfe für einstellbare Bedienstangen; Nicht für Neukonstruktionen
- DIN 65365 Luft- und Raumfahrt; Doppelgabelköpfe für einstellbare Bedienstangen; Nicht für Neukonstruktionen
- DIN 65367 Luft- und Raumfahrt; Abstandshalter für Rohrleitungen
- DIN 65368 Luft- und Raumfahrt; Schnüre; Maße, Massen
- DIN 65369 Luft- und Raumfahrt; Steckfassungen, 5- und 11-polig, 25 A
- DIN 65370 Luft- und Raumfahrt; Steckfassungen, 8- und 14-polig, 5 A
- DIN 65373 Luft- und Raumfahrt; Halbzeug und Formteile aus Polyamid (PA); Technische Lieferbedingungen
- DIN 65374 Luft- und Raumfahrt; Halbzeug und Formteile aus Polytetrafluorethylen (PTFE); Technische Lieferbedingungen
- DIN 65375 Luft- und Raumfahrt; Faserverstärkte Kunststoffe; Prüfung von unidirektionalen Laminaten; Druckversuch quer zur Faserrichtung
- DIN 65378 Luft- und Raumfahrt; Faserverstärkte Kunststoffe; Prüfung von unidirektionalen Laminaten; Zugversuch quer zur Faserrichtung
- DIN 65379 Luft- und Raumfahrt; Senkniete 100° aus Nickellegierungen
- DIN 65382 Luft- und Raumfahrt; Verstärkungsfasern für Kunststoffe; Zugversuch an imprägnierten Garnprüfkörpern
- DIN 65383 Luft- und Raumfahrt - Filamentgewebe-Prepregs aus Textilglas und EP-Reaktionsharz für strukturelle Anwendung - Technische Lieferbedingungen
- DIN 65385 Luft- und Raumfahrt; Fluidtechnik; Hydraulik; Filterelemente; Nachweise zur Prüfung
- DIN 65389 Luft- und Raumfahrt - Kaltgewalzte Bleche aus Stahl - Maße, Massen
- DIN 65390 Luft- und Raumfahrt; Warmgewalzte Bleche und Platten aus Stahl; Maße, Massen
- DIN 65391 Luft- und Raumfahrt - Einpressmuttern mit MJ-Gewinde, selbstsichernd, aus korrosionsbeständigem Stahl; Klasse: 1100 MPa/315 °C/425 °C
- DIN 65392 Luft- und Raumfahrt - Einpressmuttern mit MJ-Gewinde, selbstsichernd, beweglich, aus Stahl; Klasse: 1100 MPa/235 °C
- DIN 65393 Luft- und Raumfahrt - Gewindeeinsätze mit MJ-Gewinde, mit Ringsicherung, schraubensichernd, aus Stahl; Klasse: 900 MPa/1100 MPa/1250 MPa/1550 MPa/235 °C
- DIN 65394 Luft- und Raumfahrt - Gewindeeinsätze mit MJ-Gewinde, mit Ringsicherung, schraubensichernd, aus korrosionsbeständigem Stahl; Klasse: 900 MPa/1100 MPa/1250 MPa/1550 MPa/315 °C/425 °C
- DIN 65395 Luft- und Raumfahrt; Stiftschrauben mit MJ-Gewinde, mit Ringsicherung aus Stahl; Nennzugfestigkeit 900 MPa, für Temperaturen bis 235 °C
- DIN 65396 Luft- und Raumfahrt; Stiftschrauben mit MJ-Gewinde; mit Ringsicherung aus korrosionsbeständigem Stahl; Nennzugfestigkeit 1250 MPa, für Temperaturen bis 425 °C
- DIN 65397 Luft- und Raumfahrt - Gewindeeinsätze mit MJ-Gewinde, gesichert, schraubensichernd, aus korrosionsbeständigem Stahl; Klasse: 1100 MPa/315 °C/425 °C
- DIN 65398 Luft- und Raumfahrt - Gewindeeinsätze mit MJ-Gewinde, gesichert, schraubensichernd, aus korrosionsbeständigem Stahl; Klasse: 900 MPa/1100 MPa/315 °C
- DIN 65399 Luft- und Raumfahrt; Senkniete 100°, aus Aluminium-Knetlegierungen
- DIN 65422
  - Teil 1 Luft- und Raumfahrt; Lichtblitz-Warnleuchten
  - Teil 2 Luft- und Raumfahrt; Lichtblitz-Warnleuchten; Technische Lieferbedingungen
- DIN 65423 Luft- und Raumfahrt - Scheinwerfer mit ∅ 100 mm Lichtaustritt; Nicht für Neukonstruktionen
- DIN 65424 Luft- und Raumfahrt - Scheinwerfer mit ∅ 134 mm Lichtaustritt; Nicht für Neukonstruktionen
- DIN 65426 Luft- und Raumfahrt; Aromatisches Polyamid (Aramid)
  - Teil 1 Filamentgewebe-Prepreg aus Hochmodulfilamentgarn; Maße, Massen
  - Teil 2 Filamentgewebe-Prepreg aus Hochmodulfilamentgarn und EP-Harz; Technische Lieferbedingungen
- DIN 65427 Luft- und Raumfahrt; Aromatisches Polyamid (Aramid); Gewebe aus Hochmodulfilamentgarn
  - Teil 1 Maße, Massen
  - Teil 2 Technische Lieferbedingungen
- DIN 65428 Luft- und Raumfahrt - Hülsen - Wanddicke 0,25 mm für Verbindungselemente mit überstehendem Kopf; Text Deutsch und Englisch
- DIN 65429 Luft- und Raumfahrt - Hülsen, Wanddicke 0,5 mm, für Verbindungselemente mit überstehendem Kopf; Text Deutsch und Englisch
- DIN 65430 Luft- und Raumfahrt - Hülsen, Wanddicke 0,25 mm, für Verbindungselemente mit Senkkopf; Text Deutsch und Englisch
- DIN 65431 Luft- und Raumfahrt - Hülsen - Wanddicke 0,5 mm, für Verbindungselemente mit Senkkopf; Text Deutsch und Englisch
- DIN 65433 Luft- und Raumfahrt - Hülsen - Wanddicke 0,25 mm für Verbindungselemente mit reduziertem Senkkopf
- DIN 65434 Luft- und Raumfahrt - Hülsen - Wanddicke 0,5 mm für Verbindungselemente mit reduziertem Senkkopf; Text Deutsch und Englisch
- DIN 65435 Luft- und Raumfahrt; Hülsen für Verbindungselemente; Technische Lieferbedingungen
- DIN 65436 Luft- und Raumfahrt; Standard-(STQ) und Disc-(DQ)Qualität von Titan und Titanlegierungen; Anforderungen und Prüfung
- DIN 65438 Luft- und Raumfahrt; Zwölfkant-Paßschrauben mit MJ-Gewinde, mit kurzem Gewinde, aus Titanlegierung; Nennzugfestigkeit 1100 MPa für Temperaturen bis 315 °C
- DIN 65439 Luft- und Raumfahrt; Zwölfkant-Paßschrauben mit MJ-Gewinde, mit mittlerer Gewindelänge aus Stahl, Nennzugfestigkeit 1250 MPa für Temperaturen bis 235 °C
- DIN 65440 Luft- und Raumfahrt; Zwölfkant-Paßschrauben mit MJ-Gewinde, mit mittlerer Gewindelänge aus korrosionsbeständiger Nickellegierung; Nennzugfestigkeit 1250 MPa für Temperaturen bis 315 °C
- DIN 65441 Luft- und Raumfahrt; Zwölfkant-Paßschrauben mit MJ-Gewinde, mit mittlerer Gewindelänge aus Stahl, Nennzugfestigkeit 1550 MPa für Temperaturen bis 235 °C
- DIN 65442 Luft- und Raumfahrt - Zwölfkant-Paßschrauben mit MJ-Gewinde, mit mittlerer Gewindelänge, aus korrosionsbeständiger Nickellegierung - Nennzugfestigkeit 1 550 MPa für Temperaturen bis 315 °C; Nicht für Neukonstruktionen
- DIN 65443 Luft- und Raumfahrt; Zwölfkant-Paßschrauben mit MJ-Gewinde, mit mittlerer Gewindelänge aus Stahl, Nennzugfestigkeit 1800 MPa Temperaturen bis 235 °C
- DIN 65444 Luft- und Raumfahrt; Senkniete 100°, aus Nickellegierung, metrische Reihe
- DIN 65445 Luft- und Raumfahrt; Senkniete 100°, reduzierter Kopf, metrische Reihe, aus Nickellegierungen
- DIN 65446 Luft- und Raumfahrt; Universalniete, aus Nickellegierungen, metrische Reihe
- DIN 65447 Luft- und Raumfahrt - Zwölfkant-Passschrauben mit MJ-Gewinde, mit mittlerer Gewindelänge, aus korrosionsbeständiger Nickellegierung - Nennzugfestigkeit 1 550 MPa für Temperaturen bis 315 °C
- DIN 65448 Luft- und Raumfahrt; Strukturelle Klebstoffe; Keiltest
- DIN 65451 Luft- und Raumfahrt - Gewindeeinsätze mit MJ-Gewinde, gesichert, schraubensichernd, aus Stahl; Klasse: 900 MPa/1100 MPa/235 °C
- DIN 65452 Luft- und Raumfahrt; Scheinwerfer mit ∅ 100, 134 und 200 mm Lichtaustritt; Technische Lieferbedingungen
- DIN 65453 Luft- und Raumfahrt; Unidirektionalgelege-Prepreg aus Kohlenstoffasern und Bismaleinimid oder Polyimid-Harzen; Technische Lieferbedingungen
- DIN 65454 Luft- und Raumfahrt; Gelenkbänder, stranggepreßt aus Aluminium und aus korrosionsbeständigem Stahl; Gelenkbandhälften und Gelenkbänder in Herstellängen leichte Reihe
- DIN 65456 Luft- und Raumfahrt; Scheiben für Bediengestänge, mit Bohrung für Massenanschluß
- DIN 65457 Luft- und Raumfahrt; Kauschen aus Stahlblech; Maße, Massen
- DIN 65460 Luft- und Raumfahrt; Beizen von Aluminium und Aluminiumlegierungen, sauer, auch zum Widerstandsschweißen; Kenn-Nummer 0100
- DIN 65461 Luft- und Raumfahrt - Stiftschrauben mit MJ-Gewinde, mit unverlierbarem Sicherungsring, aus Stahl, Nennzugfestigkeit 1 100 MPa, für Temperaturen bis 235 °C
- DIN 65462 Luft- und Raumfahrt - Stiftschrauben mit MJ-Gewinde, mit unverlierbarem Sicherungsring, aus korrosionsbeständigem Stahl, Nennzugfestigkeit 1 100 MPa, für Temperaturen bis 315 °C
- DIN 65463 Luft- und Raumfahrt - Stiftschrauben mit MJ-Gewinde, mit unverlierbarem Sicherungsring aus Titanlegierung, Nennzugfestigkeit 1 100 MPa, für Temperaturen bis 315 °C
- DIN 65464 Luft- und Raumfahrt - Stiftschrauben mit MJ-Gewinde, mit Ringsicherung, aus Titanlegierung - Nennzugfestigkeit 1100 MPa für Temperaturen bis 315 °C; Text Deutsch und Englisch
- DIN 65465 Luft- und Raumfahrt; Scheiben für Nietverbindungen, metrische Reihe
- DIN 65466 Luft- und Raumfahrt - Faserverstärkte Kunststoffe - Prüfung von unidirektionalen Laminaten; Bestimmung der Schubfestigkeit und des Schubmoduls im Zugversuch
- DIN 65467 Luft- und Raumfahrt - Prüfung von Reaktionsharzsystemen mit und ohne Verstärkung - DSC-Verfahren
- DIN 65468 Luft- und Raumfahrt; Strahlen abtragend, reinigend; Kenn-Nummer 0215
- DIN 65469 Luft- und Raumfahrt; Faserverstärkte Kunststoffe; Zugversuch an einlagigen Zugflachprobekörpern
- DIN 65470 Luft- und Raumfahrt; Schweißzusätze für das Schweißen metallischer Werkstoffe; Technische Lieferbedingungen
- DIN 65471 Luft- und Raumfahrt; Schweißzusätze für Titan und Titanlegierungen; Schweißstäbe und Schweißdrähte; Maße, Massen
- DIN 65473 Luft- und Raumfahrt; Elektrolytisches Entfetten und Reinigen; Kenn-Nummern 0030 bis 0033
- DIN 65474 Luft- und Raumfahrt; Faserverstärkte Kunststoffe; Verfahren zur Durchführung von Thermal-Spike-Versuchen
- DIN 65477 Luft- und Raumfahrt - Einpressmuttern mit MJ-Gewinde, geschlossen, selbstsichernd, aus korrosionsbeständigem Stahl; Klasse: 1100 MPa/315 °C/425 °C
- DIN 65480 Luft- und Raumfahrt - Sechskantmutter mit Bund und MJ-Gewinde, selbstsichernd, aus korrosionsbeständigem Stahl - Klasse: 1100 MPa/315 °C; Text Deutsch und Englisch
- DIN 65485 Luft- und Raumfahrt; Verschlüsse für strukturelle Anwendung; Drehverschlüsse, mechanische Eigenschaften; Drehverschluß, komplett
- DIN 65486 Luft- und Raumfahrt; Verschlüsse für strukturelle Anwendung; Drehverschlüsse, mechanische Eigenschaften; Drehverschluß, komplett, druckdicht
- DIN 65487 Luft- und Raumfahrt; Verschlüsse für strukturelle Anwendung; Drehverschlüsse; Drehverschlußzapfen mit Senkkopf
- DIN 65488 Luft- und Raumfahrt; Verschlüsse für strukturelle Anwendung; Drehverschlüsse; Einbaumaße
- DIN 65489 Luft- und Raumfahrt; Verschlüsse für strukturelle und nichtstrukturelle Anwendung; Drehverschlüsse; Senkscheiben
- DIN 65492 Luft- und Raumfahrt; Verschlüsse für strukturelle Anwendung; Drehverschluß; Drehverschlußgehäuse
- DIN 65493 Luft- und Raumfahrt; Verschlüsse für strukturelle Anwendung; Drehverschlüsse; Drehverschlußgehäuse, druckdicht
- DIN 65494 Luft- und Raumfahrt; Nietrechnungswerte bei statischer Beanspruchung für Universalnietverbindungen,
  - Teil 101 einschnittig; Nietwerkstoff 3.1124, metrische Reihe
  - Teil 102 einschnittig; Nietwerkstoff 3.1324, metrische Reihe
  - Teil 103 einschnittig; Nietwerkstoff 3.3354, metrische Reihe
  - Teil 105 einschnittig; Nietwerkstoff 2.4360, metrische Reihe
  - Teil 301 zweischnittig; Nietwerkstoff 3.1124, metrische Reihe
  - Teil 302 zweischnittig; Nietwerkstoff 3.1324, metrische Reihe
  - Teil 303 zweischnittig; Nietwerkstoff 3.3354, metrische Reihe
  - Teil 305 zweischnittig; Nietwerkstoff 2.4360, metrische Reihe
- DIN 65495 Luft- und Raumfahrt; Nietrechnungswerte bei statischer Beanspruchung, für Senknietverbindungen,
  - Teil 101 einschnittig; Nietwerkstoff 3.1124, metrische Reihe
  - Teil 102 einschnittig; Nietwerkstoff 3.1324, metrische Reihe
  - Teil 105 einschnittig; Nietwerkstoff 2.4360, metrische Reihe
  - Teil 201 einschnittig, gewarzt; Nietwerkstoff 3.1124, metrische Reihe
  - Teil 202 einschnittig, gewarzt; Nietwerkstoff 3.1324, metrische Reihe
  - Teil 205 einschnittig, gewarzt; Nietwerkstoff 2.4360, metrische Reihe
  - Teil 301 zweischnittig; Nietwerkstoff 3.1124, metrische Reihe
  - Teil 302 zweischnittig; Nietwerkstoff 3.1324, metrische Reihe
  - Teil 401 zweischnittig, gewarzt; Nietwerkstoff 3.1124, metrische Reihe
  - Teil 402 zweischnittig, gewarzt; Nietwerkstoff 3.1324, metrische Reihe
- DIN 65498 Luft- und Raumfahrt; Halbzeug und Formteile aus Polyetherimid (PEI); Technische Lieferbedingungen
- DIN 65500 Luft- und Raumfahrt; Flache Sechskantmuttern mit MJ-Gewinde aus Aluminium-Legierung
- DIN 65501 Luft- und Raumfahrt - Beilegebleche für Annietmuttern mit MJ-Gewinde
- DIN 65502 Luft- und Raumfahrt; Flachkopfschrauben mit geripptem Flügelkreuzschlitz und MJ-Gewinde, mit kurzem Gewinde, aus korrosionsbeständigem Stahl; Nennzugfestigkeit 700 MPa, für Temperaturen bis 425 °C
- DIN 65503 Luft- und Raumfahrt - Annietmuttern mit MJ-Gewinde, selbstsichernd, druckdicht, beiderseitiger Flansch, aus Stahl; Klasse: 900 MPa, kraftstoffbeständig von −55 °C bis 120 °C
- DIN 65504 Luft- und Raumfahrt - Annietmuttern mit MJ-Gewinde, selbstsichernd, druckdicht, beiderseitiger Flansch, aus korrosionsbeständigem Stahl, kraftstoffbeständig von −55 °C bis 120 °C
- DIN 65505 Luft- und Raumfahrt - Annietmuttern mit MJ-Gewinde, selbstsichernd, druckdicht, beiderseitiger Flansch, aus Stahl; Klasse: 900 MPa, luftbeständig von −55 °C bis 230 °C
- DIN 65506 Luft- und Raumfahrt - Annietmuttern mit MJ-Gewinde, selbstsichernd, druckdicht, beiderseitiger Flansch, aus korrosionsbeständigem Stahl, luftbeständig von −55 °C bis 230 °C
- DIN 65507 Luft- und Raumfahrt - Sechskantmuttern mit MJ-Gewinde, mit Bördelscheibe und Aussenkung, selbstsichernd, aus Stahl, Klasse: 1 100 MPa/235 °C; Text Deutsch und Englisch
- DIN 65508 Luft- und Raumfahrt - Sechskantmuttern mit MJ-Gewinde, mit Bördelscheibe und Aussenkung, selbstsichernd, aus korrosionsbeständigem Stahl - Klasse: 1 100 MPa/315 °C/425 °C; Text Deutsch und Englisch
- DIN 65509 Luft- und Raumfahrt; Sechskantmuttern mit MJ-Gewinde aus Stahl, Klasse: 1100 MPa/235 °C
- DIN 65510 Luft- und Raumfahrt; Flache Sechskantmuttern mit MJ-Gewinde, aus Stahl, Klasse: 1100 MPa/235 °C
- DIN 65515 Luft- und Raumfahrt; Zylinderschrauben mit Innenvielzahn und MJ-Gewinde, mit kurzem Gewinde, aus Titanlegierung, Nennzugfestigkeit 1100 MPa, für Temperaturen bis 315 °C
- DIN 65516 Luft- und Raumfahrt; Zylinderschrauben mit Innenvielzahn und MJ-Gewinde, mit kurzem Gewinde, aus Stahl, Nennzugfestigkeit 900 MPa, für Temperaturen bis 235 °C
- DIN 65517 Luft- und Raumfahrt - Zylinder-Passschrauben mit Innenvielzahn und MJ-Gewinde, kurzes Gewinde, aus Titanlegierung, Nennzugfestigkeit 1100 MPa, für Temperaturen bis 315 °C
- DIN 65518 Luft- und Raumfahrt; Flachkopfschrauben mit geripptem Flügelkreuzschlitz und MJ-Gewinde, mit kurzem Gewinde, aus Titanlegierung, Nennzugfestigkeit 1100 MPa, für Temperaturen bis 315 °C
- DIN 65519 Luft- und Raumfahrt; Flachkopfschrauben mit geripptem Flügelkreuzschlitz und MJ-Gewinde, mit kurzem Gewinde, aus Stahl, Nennzugfestigkeit 900 MPa, für Temperaturen bis 235 °C
- DIN 65520 Luft- und Raumfahrt; Flachkopf-Paßschrauben mit geripptem Flügelkreuzschlitz und MJ-Gewinde, mit kurzem Gewinde, aus Stahl, Nennzugfestigkeit 900 MPa, für Temperaturen bis 235 °C
- DIN 65521 Luft- und Raumfahrt; Flügelkreuzschlitze, gerippt
  - Teil 1 Maße
  - Teil 2 Tiefenlehren
  - Teil 3 Schraubendreherspitzen
- DIN 65522 Luft- und Raumfahrt; Sechskantschrauben mit MJ-Gewinde, Gewinde annähernd bis Kopf, aus korrosionsbeständigem Stahl, Nennzugfestigkeit 700 MPa, für Temperaturen bis 425 °C
- DIN 65523 Luft- und Raumfahrt; Sechskantschrauben mit MJ-Gewinde, mit kurzem Gewinde, aus korrosionsbeständigem Stahl, Nennzugfestigkeit 700 MPa, für Temperaturen bis 425 °C
- DIN 65524 Luft- und Raumfahrt; Sechskantschrauben mit MJ-Gewinde, mit kurzem Gewinde, aus Stahl, Nennzugfestigkeit 900 MPa, für Temperaturen bis 235 °C
- DIN 65525 Luft- und Raumfahrt; Sechskant-Paßschrauben mit MJ-Gewinde, mit kurzem Gewinde, aus Stahl, Nennzugfestigkeit 1100 MPa, für Temperaturen bis 235 °C
- DIN 65526 Luft- und Raumfahrt - Sechskant-Passschrauben mit kurzem MJ-Gewinde, aus Titanlegierung, Nennzugfestigkeit 1100 MPa, für Temperaturen bis 315 °C; Text Deutsch und Englisch
- DIN 65527 Luft- und Raumfahrt; Sechskant-Paßschraube mit MJ-Gewinde, mit kurzem abgesetztem Gewinde, aus Stahl, Nennzugfestigkeit 1100 MPa, für Temperaturen bis 235 °C
- DIN 65528 Luft- und Raumfahrt - Zwölfkantmuttern mit Bund und MJ-Gewinde mit zylindrischer Aussenkung, selbstsichernd, aus Stahl, Klasse: 1550 MPa/1800 MPa/235 °C
- DIN 65529 Luft- und Raumfahrt - Zwölfkantmuttern mit Bund und MJ-Gewinde mit zylindrischer Aussenkung, selbstsichernd, aus Stahl, Klasse: 1250 MPa/235 °C
- DIN 65530 Luft- und Raumfahrt - Zwölfkantmuttern mit Bund und MJ-Gewinde, mit zylindrischer Aussenkung, selbstsichernd, aus korrosionsbeständigem Stahl, Klasse: 1550 MPa/315 °C/425 °C
- DIN 65531 Luft- und Raumfahrt - Zwölfkantmuttern mit Bund und MJ-Gewinde mit zylindrischer Aussenkung, selbstsichernd, aus korrosionsbeständigem Stahl, Klasse: 1250 MPa/315 °C/425 °C
- DIN 65532 Luft- und Raumfahrt; Gewindeausläufe, Gewindefreistiche und Gewindeenden für MJ-Gewinde nach DIN ISO 5855
- DIN 65533 Luft- und Raumfahrt - Schrauben und Muttern - Zuordnung von Werkstoffen und Oberflächenbehandlungen, empfohlene Auswahl; Text Deutsch und Englisch
- DIN 65534 Luft- und Raumfahrt; Sechskantmuttern mit MJ-Gewinde, aus korrosionsbeständigem Stahl; Klasse: 1100 MPa/650 °C
- DIN 65535 Luft- und Raumfahrt - Anniet-Mutternleisten mit selbstsichernden Muttern mit MJ-Gewinde; Mutternteilung vorgegeben oder wahlweise aus korrosionsbeständigem Stahl - Klasse: 1100 MPa/315 °C
- DIN 65536 Luft- und Raumfahrt - Drahtgewindeeinsätze, schraubensichernd, aus Kupferlegierung
  - Teil 1 Klasse: 1 100 MPa/425 °C; Nicht für Neukonstruktionen
  - Teil 2 Montage und Werkzeuge; Nicht für Neukonstruktionen
- DIN 65537 Luft- und Raumfahrt; Zylinderschrauben mit Innenvielzahn und MJ-Gewinde, mit kurzem Gewinde, aus Nickellegierung; Nennzugfestigkeit 1250 MPa, für Temperaturen bis 315 °C/425 °C
- DIN 65538 Luft- und Raumfahrt; Zylinder-Paßschrauben mit Innenvielzahn und MJ-Gewinde, mit kurzem Gewinde, aus Nickellegierung; Nennzugfestigkeit 1250 MPa, für Temperaturen bis 315 °C/425 °C
- DIN 65539 Luft- und Raumfahrt - Zylinderschrauben mit Innenvielzahn und MJ-Gewinde, mit verjüngtem Schaft, aus Nickellegierung, Nennzugfestigkeit 1 250 MPa, für Temperaturen bis 315 °C/425 °C
- DIN 65540 Luft- und Raumfahrt - Zylinderschrauben mit Innenvielzahn und MJ-Gewinde, mit verjüngtem Schaft, aus Titanlegierung - Nennzugfestigkeit 1 100 MPa, für Temperaturen bis 315 °C
- DIN 65541 Luft- und Raumfahrt; Flachkopfschrauben mit geripptem Flügelkreuzschlitz und MJ-Gewinde; Gewinde annähernd bis Kopf, aus Nickellegierung; Nennzugfestigkeit 1250 MPa, für Temperaturen bis 315 °C/425 °C
- DIN 65542 Luft- und Raumfahrt; Senk-Paßschrauben mit geripptem Flügelkreuzschlitz und MJ-Gewinde, mit kurzem Gewinde, aus Nickellegierung; Nennzugfestigkeit 1250 MPa, für Temperaturen bis 315 °C/425 °C
- DIN 65545 Luft- und Raumfahrt - Sechskantmuttern mit MJ-Gewinde, selbstsichernd, aus korrosionsbeständigem Stahl, Klasse: 1 100 MPa/120 °C; Text Deutsch und Englisch
- DIN 65546 Luft- und Raumfahrt - Zwölfkantmuttern mit Bund und MJ-Gewinde mit zylindrischer Aussenkung, selbstsichernd, aus korrosionsbeständigem Stahl, Klasse: 1100 MPa/315 °C/425 °C
- DIN 65547 Luft- und Raumfahrt; Paßniete mit Universalkopf, metrische Reihe, aus Titanlegierung
- DIN 65548 Luft- und Raumfahrt; Paßniete mit Senkkopf 100°, metrische Reihe, aus Titanlegierung
- DIN 65549 Luft- und Raumfahrt; Paßniete mit Senkkopf 130°, metrische Reihe, aus Titanlegierung
- DIN 65551 Luft- und Raumfahrt; Blindniete mit reduziertem Senkknopf 100°, metrische Reihe, aus korrosionsbeständigem Stahl, mit Nietdorn
- DIN 65552 Luft- und Raumfahrt; Blindniete mit Senkkopf 100° aus korrosionsbeständigem Stahl, mit Nietdorn, metrische Reihe
- DIN 65553 Luft- und Raumfahrt - Beilegebleche ohne Bohrung für Annietmuttern mit MJ-Gewinde; Nicht für Neukonstruktionen
- DIN 65554 Luft- und Raumfahrt; Flachkopfschrauben mit geripptem Flügelkreuzschlitz und MJ-Gewinde, mit kurzem Gewinde, aus korrosionsbeständigem Stahl; Nennzugfestigkeit 1100 MPa, für Temperaturen bis 425 °C
- DIN 65555 Luft- und Raumfahrt; Sechskantschrauben mit MJ-Gewinde, mit kurzem Gewinde, aus korrosionsbeständigem Stahl; Nennzugfestigkeit 1100 MPa, für Temperaturen bis 425 °C
- DIN 65557 Luft- und Raumfahrt; Flachkopfschrauben mit geripptem Flügelkreuzschlitz und MJ-Gewinde; Gewinde annähernd bis Kopf, aus Titanlegierung; Nennzugfestigkeit 1100 MPa, für Temperaturen bis 315 °C
- DIN 65558 Luft- und Raumfahrt; Senkkopfschrauben mit geripptem Flügelkreuzschlitz und MJ-Gewinde; Gewinde annähernd bis Kopf, aus Titanlegierung; Nennzugfestigkeit 1100 MPa, für Temperaturen bis 315 °C
- DIN 65564 Luft- und Raumfahrt; Verstärkungsfasern; Qualitative Bestimmung der Bestandteile der Präparation von Garnen, Geweben und Kurzschnitt aus Kohlenstoffilamenten mittels HPLC
- DIN 65565 Luft- und Raumfahrt; Verstärkungsfasern; Qualitative Kontrolle des Präparationstyps von Garnen, Geweben und Kurzschnitt aus Kohlenstoffilamenten mittels IR-Spektroskopie
- DIN 65566 Luft- und Raumfahrt; Verstärkungsfasern; Bestimmung des Präparationsmasseanteils an Garnen, Geweben und Kurzschnitt aus Kohlenstoffilamenten
- DIN 65567 Luft- und Raumfahrt; Verstärkungsfasern; Bestimmung des Präparationsmasseanteils an Garnen, Geweben und Kurzschnitt aus Aramidfilamenten
- DIN 65568 Luft- und Raumfahrt; Verstärkungsfasern; Bestimmungen der thermooxidativen Beständigkeit von Garnen, Geweben und Kurzschnitt aus Kohlenstoffilamenten
- DIN 65569 Luft- und Raumfahrt; Verstärkungsfasern; Bestimmung der Dichte von Filamentgarnen
  - Teil 1 Schwebeverfahren
  - Teil 2 Auftriebsverfahren
- DIN 65570 Luft- und Raumfahrt; Wärmebehandlungsanlagen; Allgemeine Anforderungen
- DIN 65571 Luft- und Raumfahrt; Verstärkungsfasern
  - Teil 1 Bestimmung von Filamentdurchmesser und Querschnittsfläche von Filamentgarnen; Berechnungsverfahren
  - Teil 2 Bestimmung des Filamentdurchmessers von Filamentgarnen; Längsprojektionsverfahren
  - Teil 3 Bestimmung von Filamentdurchmesser, -querschnittsform und -querschnittsfläche von Filamentgarnen; Querschliffvermessung
  - Teil 4 Bestimmung des Filamentdurchmessers von Filamentgarnen; Laserinterferometrie
- DIN 65572 Luft- und Raumfahrt; Unidirektionalgelege-Prepreg aus Kohlenstoffasern und nichtreaktivem Thermoplast; Technische Lieferbedingungen
- DIN 65574 Luft- und Raumfahrt; Bauteilschilder; Konstruktionsrichtlinien
- DIN 65576 Luft- und Raumfahrt; Kugelsperrbolzen aus korrosionsbeständigem Stahl, einfach gesichert, mit feststellbarer Auslösebetätigung mittels Klapphebel
- DIN 65578 Luft- und Raumfahrt; Kugelsperrbolzen aus korrosionsbeständigem Stahl, einfach gesichert, mit Zug- oder Druckauslösung
- DIN 65581 Luft- und Raumfahrt; Paßniete aus Titanlegierung und Schließringe aus Reintitan, metrische Reihe; Technische Lieferbedingungen
- DIN 65582 Luft- und Raumfahrt; Wärmebehandlung von Gußstücken aus Aluminium- und Magnesiumlegierungen
- DIN 65583 Luft- und Raumfahrt - Faserverstärkte Kunststoffe - Bestimmung des Glasübergangs von Faserverbundwerkstoffen unter dynamischer Belastung
- DIN 65587 Luft- und Raumfahrt; Gurtbänder; Technische Lieferbedingungen
- DIN 65590 Luft- und Raumfahrt; Flechtleinen; Technische Lieferbedingungen
- DIN 65591 Luft- und Raumfahrt - Breitgewebe, unbeschichtet - Technische Lieferbedingungen
- DIN 65594 Luft- und Raumfahrt; Schließköpfe für Vollniete, Flachkopf, Inch Reihe
- DIN 65595 Luft- und Raumfahrt; Schließköpfe für Vollniete; Flachkopf, metrische Reihe
- DIN 65597 Luft- und Raumfahrt; Faserverstärkte Kunststoffe; Bestimmung der Temperaturdifferenz bei exothermer Reaktion
- DIN 65598 Luft- und Raumfahrt; Faserverstärkte Kunststoffe; Bestimmung der Rißhäufigkeit in Laminaten
- DIN 65603 Luft- und Raumfahrt; Farbkennzeichnung von Bohrungen bis 9,9 mm auf Bohrschablonen
- DIN 65604 Luft- und Raumfahrt; Sonderprüfmittel; Farbkennzeichnung
- DIN 65628 Luft- und Raumfahrt - Gewebe-Prepregs aus Aramidfasern und nichtreaktivem Thermoplast - Technische Lieferbedingungen; Text in Deutsch und Englisch
- DIN 65629 Luft- und Raumfahrt; Gewebe-Prepreg aus Kohlenstoffasern und nichtreaktivem Thermoplast; Technische Lieferbedingungen
- DIN 65668 Luft- und Raumfahrt - Verdünnen von Ölen zum Zwecke der Partikelzählung
- DIN 65669 Luft- und Raumfahrt - Verfahren zur Bestimmung der Verschmutzung gebrauchter Flüssigkeits-Filterelemente
  - Teil 1 Gravimetrische Bestimmung der Feststoffverschmutzung durch Entnahme von Materialproben
- DIN 65671 Luft- und Raumfahrt - Gewebe-Prepregs aus Glasfasern und nichtreaktivem Thermoplast - Technische Lieferbedingungen; Text in Deutsch und Englisch
- DIN 65672 Luft- und Raumfahrt - Endlosfaserverstärkte Laminate mit nichtreaktivem Thermoplast - Herstellen von Prüfplatten; Text in Deutsch und Englisch
- DIN 65673 Luft- und Raumfahrt - Faserverstärkte Kunststoffe - Garn-, Gewebe- und Prepregfehler; Definitionen
- DIN 65736 Luft- und Raumfahrt; Schraubenrechnungswerte bei statischer Beanspruchung für Senkschrauben, einschnittig,
  - Teil 1 Schraubenwerkstoffe 1.1174.7 und 1.4544.9
  - Teil 3 Schraubenwerkstoff 1.7220.5
  - Teil 5 Schraubenwerkstoffe 1.4944.4 und 1.7734.5
  - Teil 7 Schraubenwerkstoff 1.6604.6
- DIN 65946 Luft- und Raumfahrt - Bestimmung der Reibungszahlen von Schrauben und Muttern unter festgelegten Bedingungen; Text Deutsch und Englisch
- DIN 66000 Informationsverarbeitung; Mathematische Zeichen und Symbole der Schaltalgebra
- DIN 66001 Informationsverarbeitung; Sinnbilder und ihre Anwendung
  - Beiblatt 1 Anordnung der Sinnbilder auf einer Zeichenschablone
- DIN 66002 Handschriftliche Darstellung der Ziffer 0 und des Großbuchstaben O
- DIN 66003 Informationsverarbeitung, 7-Bit-Code
- DIN 66004 Informationsverarbeitung; Codierung auf Datenträgern
  - Teil 1 Darstellung des 7-Bit-Code auf Lochstreifen 25
- DIN 66005 Platzsparende Darstellung von rein numerischen Daten auf mit 9 Spuren beschriebenem Magnetband 12
- DIN 66006 Darstellung von ALGOL/ALCOR-Programmen auf Lochstreifen und Lochkarten
- DIN 66007 Schrift CMC 7 für die maschinelle magnetische Zeichenerkennung, Dezember 1999 ersetzt durch DIN ISO 1004
- DIN 66008 Schrift A für die maschinelle optische Zeichenerkennung
- DIN 66009 Schrift B für die maschinelle optische Zeichenerkennung
- DIN 66020 Schnittstellen in Fernsprechnetzen
- DIN 66021 Datenübertragung
- DIN 66025
  - Teil 1 Programmaufbau für numerisch gesteuerte Arbeitsmaschinen; Allgemeines
  - Teil 2 Industrielle Automation; Programmaufbau für numerisch gesteuerte Arbeitsmaschinen; Wegbedingungen und Zusatzfunktionen
- DIN 66027 Fortran
- DIN 66030 Informationstechnik – Darstellung von Einheitennamen in Systemen mit beschränktem Schriftzeichenvorrat
- DIN 66034 Kilopond - Newton, Newton - Kilopond; Umrechnungstabellen
- DIN 66035 Kalorie - Joule, Joule - Kalorie; Umrechnungstabellen
- DIN 66036 Pferdestärke - Kilowatt, Kilowatt - Pferdestärke; Umrechnungstabellen
- DIN 66037 Kilopond je Quadratzentimeter - Bar, Bar - Kilopond je Quadratzentimeter; Umrechnungstabellen
- DIN 66038 Torr - Millibar, Millibar - Torr; Umrechnungstabelle
- DIN 66039 Kilokalorie - Wattstunde, Wattstunde - Kilokalorie; Umrechnungstabellen
- DIN 66071 Rechen aus Stahl
- DIN 66072 Porzellangeschirr für den gewerblichen Bereich; Maße
- DIN 66074 Schuhgrößen
  - Teil 1 Grundlagen eines Größensystems (Mondopoint-System)
  - Teil 2 Längenstufung
  - Teil 3 Weitenstufung für Damen- und Herrenschuhwerk
- DIN 66075 Einrichtungen für die Gastronomie
  - Teil 5 Spülbecken, Maße
  - Teil 7 Ausschnitte für Einsätze
  - Teil 8 Geschirrkorb, Maße
- DIN 66080 Klassifizierung des Brennverhaltens textiler Erzeugnisse; Grundsätze
- DIN 66083 Kennwerte für das Brennverhalten textiler Erzeugnisse – Textile Flächengebilde für Arbeitskleidung
- DIN 66084 Klassifizierung des Brennverhaltens von Polsterverbunden
- DIN 66090 Textile Fußbodenbeläge
  - Teil 1 Anforderungen an den Aufbau, Brandverhalten
- DIN 66111 Partikelgrößenanalyse; Sedimentationsanalyse; Grundlagen
  - Beiblatt 1 Auswertegleichungen zur Mengenmessung im Fliehkraftfeld
- DIN 66115 Partikelgrößenanalyse; Sedimentationsanalyse im Schwerefeld; Pipette-Verfahren
- DIN 66116 Korn-(Teilchen-)größenanalyse; Sedimentationsanalyse im Schwerefeld
  - Teil 1 Sedimentationswaage
- DIN 66118 Partikelgrößenanalyse - Sichtanalyse - Grundlagen
- DIN 66119 Partikelgrößenanalyse - Sichtanalyse mit Schwerkraft-Gegenstromsichter
- DIN 66120 Partikelgrößenanalyse - Sichtanalyse mit Fliehkraftsichter
- DIN 66126 Bestimmung der spezifischen Oberfläche disperser Feststoffe mittels Gasdurchströmung - Blaineverfahren
- DIN 66132 Bestimmung der spezifischen Oberfläche von Feststoffen durch Stickstoffadsorption; Einpunkt-Differenzverfahren nach Haul und Dümbgen
- DIN 66133 Bestimmung der Porenvolumenverteilung und der spezifischen Oberfläche von Feststoffen durch Quecksilberintrusion
- DIN 66134 Bestimmung der Porengrößenverteilung und der spezifischen Oberfläche mesoporöser Feststoffe durch Stickstoffsorption – Verfahren nach Barrett, Joyner und Halenda (BJH)
- DIN 66135 Partikelmesstechnik – Mikroporenanalyse mittels Gasadsorption
  - Teil 1 Grundlagen und Messverfahren
  - Teil 2 Bestimmung des Mikroporenvolumens und der spezifischen Oberfläche durch Isothermenvergleich
  - Teil 3 Bestimmung des Mikroporenvolumens nach Dubinin und Radushkevich
  - Teil 4 Bestimmung der Porenverteilung nach Horvath-Kawazoe und Saito-Foley
- DIN 66136 Bestimmung des Dispersionsgrades von Metallen durch Chemisorption
  - Teil 1 Grundlagen
  - Teil 2 Volumetrisches Verfahren
  - Teil 3 Strömungsverfahren
  - Teil 4 Statisch-gravimetrisches Verfahren
- DIN 66137 Bestimmung der Dichte fester Stoffe
  - Teil 1 Grundlagen
  - Teil 2 Gaspyknometrie
  - Teil 3 Gasauftriebsverfahren
- DIN 66138 Isotherme Messung der Sorption von Dämpfen an Feststoffen
- DIN 66139 Porengrößenanalyse – Darstellung von Porengrößenverteilungen
- DIN 66142 Darstellung und Kennzeichnung von Trennungen disperser Güter
  - Teil 3 Auswahl und Ermittlung von Kennwerten bei betrieblichen Trennungen
- DIN 66143 Darstellung von Korn-(Teilchen-)größenverteilungen – Potenznetz
- DIN 66144 Darstellung von Korn-(Teilchen-)größenverteilungen – Logarithmisches Normalverteilungsnetz
- DIN 66145 Darstellung von Korn-(Teilchen-)größenverteilungen – RRSB-Netz
- DIN 66160 Messen disperser Systeme, Begriffe
- DIN 66161 Partikelgrößenanalyse, Formelzeichen, Einheiten
- DIN 66165 Partikelgrößenanalyse, Siebanalyse
  - Teil 1 Grundlagen
  - Teil 2 Durchführung
- DIN 66201 Prozeßrechensysteme
  - Teil 1 Begriffe; Juli 1998 ersetzt durch DIN V 19233
- DIN 66215 Programmierung numerisch gesteuerter Arbeitsmaschinen; CLDATA
  - Teil 1 Allgemeiner Aufbau und Satztypen
  - Teil 2 Nebenteile des Satztyps 2000
- DIN 66217 Koordinatenachsen und Bewegungsrichtungen für numerisch gesteuerte Arbeitsmaschinen
- DIN 66229 Informationstechnik - Kennsätze und Dateianordnung auf Magnetbandkassetten für den Datenaustausch
- DIN 66230 Informationsverarbeitung; Programmdokumentation, Juni 2004 ohne Ersatz zurückgezogen
- DIN 66231 Informationsverarbeitung; Programmentwicklungsdokumentation, Juni 2004 ohne Ersatz zurückgezogen
- DIN 66232 Informationsverarbeitung; Datendokumentation, Juni 2004 ohne Ersatz zurückgezogen
- DIN 66234 Bildschirmarbeitsplätze
  - Teil 1 Geometrische Gestaltung der Schriftzeichen, Februar 1998 ersetzt durch DIN EN 29241-3
  - Teil 2 Wahrnehmbarkeit von Zeichen auf Bildschirmen, Februar 1998 ersetzt durch DIN EN 29241-3
  - Teil 3 Gruppierung und Formatierung von Daten, Februar 1998 ohne Ersatz zurückgezogen
  - Teil 3 Beiblatt 1 Gruppierung und Formatierung von Daten; Hinweise und Beispiele, Februar 1998 ohne Ersatz zurückgezogen
  - Teil 5 Codierung von Information, Februar 1998 ersetzt durch DIN EN 29241-3
  - Teil 5 Beiblatt 1 Codierung von Information, Verwendung von Grafik, Februar 1998 ohne Ersatz zurückgezogen
  - Teil 5 Beiblatt 2 Codierung von Information, Farbkombinationen, Februar 1998 ohne Ersatz zurückgezogen
  - Teil 6 Gestaltung des Arbeitsplatzes, April 2002 ersetzt durch DIN EN 29241-3
  - Teil 6 Beiblatt 1 Gestaltung des Arbeitsplatzes, Beispiele, April 2002 ohne Ersatz zurückgezogen
  - Teil 7 Ergonomische Gestaltung des Arbeitsraums – Beleuchtung und Anordnung, April 2002 ersetzt durch DIN EN 29241-3
  - Teil 8 Grundsätze ergonomischer Dialoggestaltung, Juli 1996 ersetzt durch DIN EN ISO 9241-10
  - Teil 9 Meßverfahren, Februar 1998 ersetzt durch DIN EN 29241-3
  - Teil 10 Mindestangaben für Bildschirmgeräte, August 2001 ohne Ersatz zurückgezogen
- DIN 66241 Informationsverarbeitung; Entscheidungstabelle, Beschreibungsmittel
- DIN 66246 Programmierung numerisch gesteuerter Arbeitsmaschinen; Prozessor-Eingabesprache
  - Teil 1 Grundlagen und mögliche Geometriedefinitions- und Ausführungsanweisungen
- DIN 66253 Informationstechnik – Programmiersprache PEARL
  - Teil 2 PEARL 90
  - Teil 3 Mehrrechner-PEARL
- DIN 66255 PL/I
- DIN 66256 PASCAL
- DIN 66257 Begriffe für NC-Maschinen
- DIN 66258 Schnittstellen für die Datenübertragung
- DIN 66261 Informationsverarbeitung; Sinnbilder für Struktogramme nach Nassi-Shneiderman
- DIN 66264 Industrielle Automation und Integration - Mehrprozessor-Steuersystem für Arbeitsmaschinen (MPST)
  - Teil 1 Parallelbus
  - Teil 2 Regeln für den Informationsaustausch
- DIN 66265 Schnittstellen eines Kerns für transaktionsorientierte Anwendungssysteme (KDCS-TAS-Kern); die Abkürzung KDCS steht dabei für „Kompatible Datenkommunikations-Schnittstelle“
- DIN 66267 Industrielle Automation; Datenaustausch mit numerischen Steuerungen
  - Teil 1 Schnittstelle und Übermittlungsprotokoll
- DIN 66270 Informationstechnik - Bewerten von Softwaredokumenten - Qualitätsmerkmale
- DIN 66271 Software-Fehler und ihre Beurteilung durch Lieferanten und Kunden
- DIN 66272 Bewerten von Softwareprodukten – Qualitätsmerkmale und Leitfaden zu ihrer Verwendung
- DIN 66273 Informationsverarbeitung; Messung und Bewertung der Leistung von DV-Systemen
  - Teil 1 Meß- und Bewertungsverfahren
  - Teil 1 Beiblatt 1 Meß- und Bewertungsverfahren; Einführung in das Verfahren
  - Teil 2 Normlast Typ A
  - Teil 3 Normlast Typ B
  - Teil 4 Normlast Typ C
- DIN 66274 Informationstechnik - Internet-Zugänge
  - Teil 2 Klassifikation
- DIN 66277 Informationstechnik - Automatische Identifikation und Datenerfassungsverfahren - ElektronischesTypenschild
- DIN 66285 Anforderungen an Standardsoftware (u. a. Funktionalität, Effizienz, Änderbarkeit)
- DIN 66291 Chipkarten mit Digitaler Signatur-Anwendung/Funktion nach SigG/SigV
  - Teil 1 Anwendungsschnittstelle
  - Teil 2 Personalisierungsdienste
  - Teil 3 Personalisierungskommandos
  - Teil 4 Grundlegende Sicherheitsdienste
- DIN 66303 Informationstechnik, 8-Bit-Code
- DIN 66304 Rechner unterstütztes Konstruieren
- DIN 66341 Informationstechnik; Graphische Datenverarbeitung; Referenzmodell; Identisch mit ISO/IEC 11072:1992
- DIN 66348 Schnittstelle und Steuerungsverfahren für die serielle Messdatenübermittlung
  - Teil 1 Start-Stop-Übertragung, Punkt-zu-Punkt-Verbindung
  - Teil 2 Start-Stopp-Übertragung, Messbus
  - Teil 3 Anwendungsdienste, Telegramme und Protokolle
- DIN 66349 Schnittstelle für die parallele Meßdatenübermittlung; BCD-Schnittstelle
- DIN 66354 Kücheneinrichtungen; Formen, Planungsgrundsätze
- DIN 66359 Informationen im öffentlichen Personenverkehr - Fahrplanbücher - Inhalt, Gliederung und Gestaltung
- DIN 66398 Leitlinie zur Entwicklung eines Löschkonzepts mit Ableitung von Löschfristen für personenbezogene Daten
- DIN 66399 Büro- und Datentechnik – Vernichten von Datenträgern
  - Teil 1 Grundlagen und Begriffe
  - Teil 2 Anforderungen an Maschinen zur Vernichtung von Datenträgern
- DIN 66401 UIM - Unverwechselbare Identifikationsmarke - Anwendernorm für kleinste Produktmarkierungen mit Hilfe von Matrix-Symbologien
- DIN 67500 Beleuchtung von Schleusenanlagen; Anforderungen, Berechnung und Messung
- DIN 67510 Langnachleuchtende Pigmente und Produkte
  - Teil 1 Messung und Kennzeichnung beim Hersteller
  - Teil 2 Messung von langnachleuchtenden Produkten am Ort der Anwendung
  - Teil 3 Bodennahes langnachleuchtendes Sicherheitsleitsystem
  - Teil 4 Produkte für langnachleuchtendes Sicherheitsleitsystem; Markierungen und Kennzeichnungen
- DIN 67517 Lichttechnik - Anforderungen an die Qualifikation des Lichttechnikers - Innenbeleuchtung
- DIN 67518 Lichttechnik - Anforderungen an die Qualifikation des Lichttechnikers - Außenbeleuchtung
- DIN 67519 Aktinität im optischen Bereich; Begriff, Messung, Anwendung
- DIN 67520 Retroreflektierende Materialien zur Verkehrssicherung und lichttechnische Anforderungen an Reflexstoffe
- DIN 67523 Beleuchtung von Fußgängerüberwegen (Zeichen 293 StVO) mit Zusatzbeleuchtung
  - Teil 1 Allgemeine Gütemerkmale und Richtwerte
  - Teil 2 Berechnung und Messung
- DIN 67524 Beleuchtung von Straßentunneln und Unterführungen
  - Teil 1 Allgemeine Gütemerkmale und Richtwerte
  - Teil 2 Berechnung und Messung
- DIN 67526 Sportstättenbeleuchtung
  - Teil 3 Richtlinien für die Beleuchtung mit Tageslicht
- DIN 67527 Anforderungen an ortsfeste Signalleuchten im Straßenverkehr
  - Teil 1 Ortsfeste Signallichter im Straßenverkehr
- DIN 67530 Reflektometer als Hilfsmittel zur Glanzbeurteilung an ebenen Anstrich- und Kunststoff-Oberflächen
- DIN 67544 Zylindrische Maste für Lichtsignalanlagen; Maße
- DIN 68100 Toleranzsystem für Holzbe- und -verarbeitung – Begriffe, Toleranzreihen, Schwind- und Quellmaße
- DIN 68101 Grundabmaße und Toleranzfelder für Holzbe- und -verarbeitung
- DIN 68119 Holzschindeln
- DIN 68120 Holzprofile; Grundformen
- DIN 68121 Holzprofile für Fenster und Fenstertüren
  - Teil 1 Maße, Qualitätsanforderungen
  - Teil 2 Allgemeine Grundsätze
- DIN 68125
  - Teil 1 Fußleisten aus europäischen (außer nordischen) Hölzern
  - Teil 2 Fußleisten aus nordischem Nadelholz
- DIN 68126 Profilbretter mit Schattennut
  - Teil 1 Maße
- DIN 68127 Akustikbretter
- DIN 68128 Balkonbretter
- DIN 68140 Keilzinkenverbindungen von Holz
  - Teil 1 Keilzinkenverbindungen von Nadelholz für tragende Bauteile, ersatzlos zurückgezogen
- DIN 68141 Holzklebstoffe – Bestimmung der offenen Antrockenzeit und Beurteilung der Benetzung und Streichbarkeit
- DIN 68150 Holzdübel
  - Teil 1 Maße, Technische Lieferbedingungen
- DIN 68163 Befestigungselemente für die Herstellung von Paletten aus Holz; Nägel
- DIN 68201 Schnittverlust bei Holz; Begriffe und Berechnungsverfahren
- DIN 68255 Schnittholzpaketierung
- DIN 68330 Furniere; Begriffe
- DIN 68340 Stiele aus Holz für Schlagwerkzeuge; Technische Lieferbedingungen
- DIN 68345 Schraubverbindung für Stiele und Besen; Gewindekappe und Gewindeeinsatz
- DIN 68346 Besen, Bürsten, Pinsel; Bezeichnung von Besteckungsmaterialien
- DIN 68361 Obstbaumleitern aus Holz – Maße, Anforderungen und Prüfung
- DIN 68362 Holz für Leitern und Tritte – Gütebedingungen
- DIN 68363 Obstbaumleitern aus Aluminium – Maße, Anforderungen und Prüfung
- DIN 68364 Kennwerte von Holzarten – Rohdichte, Elastizitätsmodul und Festigkeiten
- DIN 68365 Schnittholz für Zimmererarbeiten – Sortierung nach dem Aussehen – Nadelholz
- DIN 68368 Laubschnittholz für Treppenbau – Gütebedingungen
- DIN 68501 Möbelbeschläge - Prüfverfahren zur Bestimmung der Festigkeit und Steifigkeit von Korpuseckverbindern
- DIN 68601 Holz-Klebverbindungen - Begriffe
- DIN 68702 Holzpflaster
- DIN 68705 Sperrholz
  - Teil 2 Stab- und Stäbchensperrholz für allgemeine Zwecke
- DIN 68706 Innentüren aus Holz und Holzwerkstoffen
  - Teil 1 Türblätter; Begriffe, Maße, Anforderungen
  - Teil 2 Türzargen; Begriffe, Maße, Einbau
- DIN 68707 Formsperrholz und Formschichtholz für Möbel - Anforderungen an Maße und Gütemerkmale
- DIN 68740 Paneele
  - Teil 1 Begriffe, Bezeichnungen
  - Teil 2 Furnier-Decklagen auf Holzwerkstoffen
- DIN 68762 Spanplatten für Sonderzwecke im Bauwesen; Begriffe, Anforderungen, Prüfung
- DIN 68764 Spanplatten; Strangpreßplatten für das Bauwesen
  - Teil 1 Begriffe, Eigenschaften, Prüfung, Überwachung, Juli 2007 ohne Ersatz zurückgezogen
  - Teil 2 Beplankte Strangpreßplatten für die Tafelbauart, Juli 2007 ohne Ersatz zurückgezogen
- DIN 68791 Großflächen-Schalungsplatten aus Stab- oder Stäbchensperrholz für Beton und Stahlbeton
- DIN 68792 Großflächen-Schalungsplatten aus Furniersperrholz für Beton und Stahlbeton
- DIN 68800 Holzschutz
  - Teil 1 Allgemeines
  - Teil 2 Vorbeugende bauliche Maßnahmen im Hochbau
  - Teil 3 Vorbeugender Schutz von Holz mit Holzschutzmitteln
  - Teil 4 Bekämpfungs- und Sanierungsmaßnahmen gegen Holz zerstörende Pilze und Insekten
  - Teil 5 Vorbeugender chemischer Schutz von Holzwerkstoffen, ersetzt durch DIN 68800-3
- DIN 68811 Imprägnierung von Eisenbahnschwellen aus Holz mit Kreosot (Steinkohlenteeröl)
  - Berichtigung 1
- DIN 68856 Möbelschlösser und -beschläge - Begriffe
  - Teil 1 Verbindungsbeschläge, Bodenträger und Kleiderbügelträger
  - Teil 4 Verschlüsse, Halter, Steller
  - Teil 5 Sockelverstellschrauben, Füße, Gestelle
  - Teil 6 Schrankaufhänger
  - Teil 7 Griffe, Knöpfe, Schlüsselschilder, Schlüsselbuchsen
  - Teil 9 Möbelrollen und Gleiter
- DIN 68858 Möbelschlösser und -beschläge, Auszugführungen, Schubkästen und Auszüge, Anforderungen und Prüfung
- DIN 68861 Möbeloberflächen
  - Teil 1: Verhalten bei chemischer Beanspruchung
  - Teil 2: Verhalten bei Abriebbeanspruchung
  - Teil 4: Verhalten bei Kratzbeanspruchung
  - Teil 6: Verhalten bei Zigarettenglut
  - Teil 7: Verhalten bei trockener Hitze
  - Teil 8: Verhalten bei feuchter Hitze
- DIN 68871 Möbel-Bezeichnungen und deren Anwendung
- DIN 68874 Möbel-Einlegeböden und -Bodenträger
  - Teil 1 Anforderungen und Prüfung im Möbel
  - Teil 2 Anforderungen und Prüfungen der Bodenträger
- DIN 68876 Hausarbeitsdrehstuhl, höhenverstellbar; Sicherheitstechnische Anforderungen, Prüfung
- DIN 68877 Industrie-Arbeitsstuhl
  - Teil 1 Maße, Bestimmung der Maße
  - Teil 2 Sicherheitsanforderungen und Prüfverfahren
- DIN 68878 Stühle für den Wohnbereich – Gebrauchseigenschaften – Anforderungen und Prüfverfahren
- DIN 68880 Möbel
  - Teil 1 Begriffe
- DIN 68881 Begriffe für Küchenmöbel
  - Teil 1 Küchenschränke
- DIN 68885 Tische für den Wohnbereich - Gebrauchseigenschaften - Anforderungen
- DIN 68888 Möbel für den Wohnbereich - Polstermöbel - Bestimmung der Dauerhaltbarkeit der Sitzpolsterung am Möbel
- DIN 68890 Kleiderschränke im Wohnbereich - Anforderungen an die Gebrauchstauglichkeit - Prüfung
- DIN 68902 Kücheneinrichtungen - Heißwasserbereiter; Begriffe
- DIN 68903 Kücheneinrichtungen; Haushaltherde, Begriffe
- DIN 68904 Kücheneinrichtungen; Sanitärarmaturen, Begriffe
- DIN 68905 Kücheneinrichtungen; Lüftungsgeräte, Begriffe
- DIN 68906 Kücheneinrichtungen; Spülen, Ausgüsse, Begriffe
- DIN 68930 Küchenmöbel – Gebrauchstauglichkeit – Anforderungen und Prüfung
- DIN 68935 Koordinationsmaße für Badmöbel, Geräte und Sanitärobjekte
- DIN 69001 Werkzeugmaschinen; Mehrspindelköpfe
  - Teil 1 Allgemeines, Übersicht, Grundlagen
  - Teil 2 Gehäusemaße
  - Teil 11 Baugruppen, Antriebe Form A bis K
  - Teil 12 Baugruppen Zwischenwellen Form A bis P
  - Teil 13 Baugruppen Bohrspindeln Form A bis D
  - Teil 14 Baugruppen Spindelabdichtungen Form A bis D
  - Teil 15 Baugruppen Gewindebohrspindeln Form A
  - Teil 16 Baugruppen Spindelantriebe Form A bis F
  - Teil 17 Baugruppen Schmierpumpen Form A
  - Teil 18 Baugruppen, Bohrspindeln Form E bis K
  - Teil 19 Baugruppen, Spindelschäfte Form A bis D
  - Teil 20 Baugruppen, Spindelköpfe Form A
  - Teil 21 Baugruppen, Spindelabdichtungen Form E bis P
  - Teil 30 Antriebswellen Form A bis F
  - Teil 31 Antriebsritzel Form A
  - Teil 32 Zwischenwellen Form A bis G
  - Teil 33 Bohrspindeln Form A und B
  - Teil 34 Gewindebohrspindeln Form A
  - Teil 35 Deckel Form A und B
  - Teil 36 Zwischenflansche Form A und B
  - Teil 37 Werkzeugmaschinen; Mehrspindelköpfe; Lagerflansche Form A und B
  - Teil 38 Halteringe Form A bis D
  - Teil 39 Schutzringe Form A
  - Teil 40 Laufringe Form A bis D
  - Teil 41 Leithülsen Form A
  - Teil 42 Antriebshülsen Form A
  - Teil 43 Ritzelhülsen Form A und B
  - Teil 44 Spannscheiben Form A bis D
  - Teil 45 Klemmstücke Form A
  - Teil 46 Paßfedern Form A
  - Teil 47 Distanzringe Form A bis E
  - Teil 48 Paßringe Form A
  - Teil 49 Stufenringe Form A und B
  - Teil 50 Distanzhülsen Form A
  - Teil 51 Lagerbuchsen Form A
  - Teil 52 Zahnräder Form A
  - Teil 53 Spindelschäfte Form A und B
  - Teil 54 Bohrspindeln Form C bis H
  - Teil 55 Halteringe Form E bis H
  - Teil 56 Spindelköpfe Form A
- DIN 69002 Werkzeugmaschinen – Kurzspindeln
  - Teil 1 Allgemeines, Beschreibung, Grundlagen
  - Teil 2 Maße und Teilelisten, Bezeichnung
  - Teil 3 Einzelteile
- DIN 69010 Transferzentren – Schnittstelle Maschinengestell – Mehrspindelköpfe und andere Baueinheiten, Baugrößen und Maße
- DIN 69051 Werkzeugmaschinen; Kugelgewindetriebe
  - Teil 2 Nenndurchmesser und Nennsteigungen
  - Teil 5 Anschlussmaße für Kugelgewindemuttern
- DIN 69056 Werkzeugmaschinen; Führungsleisten
  - Teil 1 Maße für rechteckigen Querschnitt, Form A; technische Lieferbedingungen
- DIN 69063 Werkzeugmaschinen – Aufnahmen für Kegel-Hohlschäfte
  - Teil 1 Für Form A und Form C nach DIN 69893, Anschlussmaße
  - Teil 2 Für Form B und Form D nach DIN 69893; Anschlussmaße
  - Teil 5 Für Form E nach DIN 69893-5; Anschlussmaße
  - Teil 6 Für Form F nach DIN 69893; Anschlussmaße
- DIN 69090 MMS-Bearbeitungstechnologie
  - Teil 1 Begriffe und Definitionen
  - Teil 2 Maschine
  - Teil 3 Werkzeuge und Werkzeugsysteme
  - Teil 4 Gewindeschneidfutter und Gewindebohrer/-furcher
- DIN 69170 Schleifstifte
- DIN 69513 Werkzeugmaschinen; Baueinheiten, Mitten-Einheiten für Rundschalttisch-Einheiten, Baugrößen
- DIN 69514 Werkzeugmaschinen; Baueinheiten, Rundschalttisch-Einheiten
  - Teil 1 Form A und B, Baugrößen
  - Teil 2 Form C; Baugrößen
- DIN 69521 Werkzeugmaschinen; Baueinheiten, Mitten-Einheiten für Transfermaschinen, Baugrößen
- DIN 69522 Werkzeugmaschinen; Baueinheiten; Seiten-Einheiten für Ständer-Einheiten; Baugrößen
- DIN 69523 Werkzeugmaschinen; Baueinheiten; Seiten-Einheiten für Schlitten-Einheiten; Baugrößen
- DIN 69524 Werkzeugmaschinen; Baueinheiten, Konsol-Einheiten, Baugrößen
- DIN 69525 Werkzeugmaschinen; Baueinheiten; Ständer-Einheiten; Baugrößen
- DIN 69526 Werkzeugmaschinen; Baueinheiten; Schlittenständer-Einheiten; Baugrößen
- DIN 69572 Werkzeugmaschinen; Baueinheiten; Schlitten-Einheiten; Baugrößen
- DIN 69611 Werkzeugmaschinen; Baueinheiten; Träger-Einheiten für Mehrspindelköpfe nach DIN 69001; Anschlußmaße
- DIN 69638 Werkzeugmaschinen; Nutenprofile und Nutenteilungen; Maße
- DIN 69639 Werkzeugmaschinen; Nocken zur Betätigung von Reihen-Positionsschaltern; Maße
- DIN 69641 Werkzeugmaschinen; Baueinheiten; Bohrspindel-Einheiten; Baugrößen
- DIN 69642 Werkzeugmaschinen; Baueinheiten; Drehspindel-Einheiten, Baugrößen
- DIN 69643 Werkzeugmaschinen; Baueinheiten; Frässpindel-Einheiten; Baugrößen
- DIN 69718
  - Teil 1 Werkzeugmaschinen; Außen-Rundschleifmaschinen, Begriffe und Benennungen
- DIN 69844 ANS-Schaftfräser mit Zylinderschaft
  - Teil 1 Maße
  - Teil 2 Technische Lieferbedingungen
- DIN 69864 Aufnahmeflansche für zweiseitig konische Schleifscheiben für Handschleifmaschinen; Maße
- DIN 69871 Steilkegelschäfte für automatischen Werkzeugwechsel
  - Teil 1 Form A, Form AD, Form B und Ausführung mit Datenträger
- DIN 69872 Anzugsbolzen für Zangenspannung
- DIN 69873 Datenträger für Werkzeuge und Spannzeuge; Maße für Datenträger und deren Einbauraum
- DIN 69880 Werkzeughalter mit Zylinderschaft
  - Teil 1 Übersicht Werkzeughalter
    - Beiblatt 1 Formen und Zubehör

  - Teil 10 Form AK; Axial kuppelbarer Antrieb
  - Teil 11 Abstützung für Winkeleinstellung
- DIN 69881 Werkzeughalter mit Prisma
  - Teil 1 Prisma, Prismaaufnahme; Technische Lieferbedingungen
  - Teil 2 Form A mit Vierkant-Queraufnahme
  - Teil 3 Form B mit Vierkant-Längsaufnahme
  - Teil 4 Form C mit Vierkant-Mehrfachaufnahme
  - Teil 5 Form D mit Zylinderaufnahme
- DIN 69882 Werkzeughalter mit Kegel-Hohlschaft nach DIN 69893-1
  - Teil 1 Bezeichnungsschema, Technische Lieferbedingungen
  - Teil 2 Form A, Aufsteckfräserdorn für Fräser mit Längs- oder Quernut – Maße
  - Teil 3 Form B, Aufsteckfräserdorn mit vergrößertem Anlagedurchmesser für Fräser mit Quernut – Maße
  - Teil 4 Form C, Aufnahme für Zylinderschäfte mit seitlicher Mitnahmefläche – Maße
  - Teil 5 Form D, Aufnahme für Zylinderschäfte mit geneigter Spannfläche – Maße
  - Teil 6 Form E, Spannfutter für Spannzangen mit Einstellwinkel 8° – Maße
  - Teil 7 Form F, Dehnspannfutter – Maße
  - Teil 8 Form G, Schrumpffutter – Maße
- DIN 69888 Auswuchtanforderungen an rotierende Werkzeugsysteme
- DIN 69890 Modulare Werkzeuge; Kraglänge der Aufnahmemodule
  - Teil 1 Aufnahmemodule für Spindelköpfe mit Steilkegel 7 : 24 nach DIN 2079
- DIN 69893 Kegel-Hohlschäfte mit Plananlage
  - Teil 1 Kegel-Hohlschäfte Form A und Form C; Maße und Ausführung
  - Teil 2 Kegel-Hohlschäfte Form B; Maße und Ausführung
  - Teil 5 Kegel-Hohlschäfte Form E; Maße und Ausführung
  - Teil 6 Kegel-Hohlschäfte Form F; Maße und Ausführung
  - Teil 7 Kegel-Hohlschäfte Form T für stehende Werkzeuge; Maße und Ausführung
- DIN 69894 Verwechselsicherung für Kegel-Hohlschäfte – Form C, nach DIN 69893-1 und Aufnahmen für Kegel-Hohlschäfte – Form C, nach DIN 69063-1: Maße
- DIN 69895 Zentrale Kühlschmierstoffzufuhr für den HSK – Kühlschmierstoffrohr mit Gewindebuchse für Kegel-Hohlschäfte, Form A nach DIN 69893-1 und Form E nach DIN 69893-5 – Maße
- DIN 69900 Projektmanagement – Netzplantechnik; Beschreibungen und Begriffe
- DIN 69901 Projektmanagement - Projektmanagementsysteme
  - Teil 1 Grundlagen
  - Teil 2 Prozesse, Prozessmodell
  - Teil 3 Methoden
  - Teil 4 Daten, Datenmodell
  - Teil 5 Begriffe
- DIN 69905 Projektwirtschaft – Projektabwicklung – Begriffe, ersetzt durch DIN 69901-1, DIN 69901-5
- DIN 69909 Multiprojektmanagement – Management von Projektportfolios, Programmen und Projekten
  - Teil 1 Grundlagen
  - Teil 2 Prozesse, Prozessmodell
  - Teil 3 Methoden
  - Teil 4 Rollen

## DIN 70000–99999
- DIN 70000 Straßenfahrzeuge; Fahrzeugdynamik und Fahrverhalten; Begriffe
- DIN 70003 Schwingbeanspruchung; Messung von Kenngrößen an Kraftfahrzeugbauteilen
- DIN 70005 Kraftfahrzeuge
  - Teil 1 Graphische Symbole für Kontrollgeräte und Fahrtschreiber
- DIN 70006 Sicherheits- und Hinweiszeichen für Fahrzeuge
  - Teil 1 Sicherheits- und Hinweiszeichen für Nutzkraftwagen
- DIN 70010 Systematik der Straßenfahrzeuge; Begriffe für Kraftfahrzeuge, Fahrzeugkombinationen und Anhängefahrzeuge
- DIN 70011 Aufbauten für Personenkraftwagen; Benennungen und Begriffe
- DIN 70014 Fahrzeuge für den Transport von Wechselbehältern
  - Teil 1 Anschlußmaße
- DIN 70019 Verschlußeinrichtungen für Wechselbehälter und Binnencontainer; Mindestanforderungen
- DIN 70020 Straßenfahrzeuge; Kraftfahrzeugbau
  - Teil 1: Straßenfahrzeuge, Kraftfahrzeugbau; Begriffe von Abmessungen
  - Teil 2: Gewichte, im Januar 2006 ersatzlos zurückgezogen
  - Teil 3: Prüfbedingungen, Höchstgeschwindigkeit, Beschleunigung und Elastizität, Masse, Begriffe, Verschiedenes
  - Teil 5: Reifen und Räder, Begriffe und Meßbedingungen
  - Teil 6: Leistungen, im April 1997 ersetzt durch DIN ISO 1585
  - Teil 7: Motormasse von Verbrennungsmotoren in Personenkraftwagen, die ausschließlich von Verbrennungsmotoren angetrieben werden
- DIN 70024 Begriffe für Einzelteile von Kraftfahrzeugen und deren Anhängefahrzeugen
  - Teil 1 Betätigungseinrichtungen, Anzeige- und Kontrollgeräte
  - Teil 3 Bremsausrüstung
    - Beiblatt 1 Übersetzungen
- DIN 70027 Straßenfahrzeuge; Fahrwerksvermessung; Anzugebende Fahrwerksdaten, Meßbedingungen
- DIN 70028 Personenkraftwagen – Messung des Bremsweges bei ABS-Bremsungen geradeaus
- DIN 70030 Kraftfahrzeuge; Ermittlung des Kraftstoffverbrauchs
  - Teil 1 Personenkraftwagen, Erstausgabe Juli 1978, weitere März 1990, zurückgezogen im Mai 1998
  - Teil 2 Lastkraftwagen und Kraftomnibusse
- DIN 70070 Dieselmotoren – NOx-Reduktionsmittel AUS 32 – Qualitätsanforderungen
- DIN 70073 Straßenfahrzeuge – Standsicherheit von Fahrzeugen mit kippbaren Aufbauten – Luftgefederte Sattelanhänger mit Hinterkipper-Muldenaufbau
- DIN 70810 Mutterhalter für Vierkantmuttern,
  - Teil 1 offen
  - Teil 2 geschlossen
- DIN 70852 Nutmuttern; Maße
- DIN 70907 Kolbenringe für den Maschinenbau; Prüfung der Qualitätsmerkmale; Begriffe, Meßverfahren; Ergänzungen zu DIN ISO 6621 Teil 2
- DIN 70908 Kolbenringe für den Maschinenbau; Gütebedingungen; Sichtmerkmale, Kennzeichnung; Ergänzungen zu DIN ISO 6621 Teil 5
- DIN 70952 Sicherungsbleche für Nutmuttern nach DIN 70852
- DIN 71401 
  - Teil 1 Ablaßhähne für Verbrennungsmotoren (Nicht für Neukonstruktionen)
  - Teil 2 Ablaßventile für Verbrennungsmotoren
- DIN 71405 Zischventile, Zischhähne; Anschlußmaße; Kraftfahrzeugbau
- DIN 71412 Kegelschmiernippel (früher Kegelwulstschmierköpfe)
- DIN 71420 Zentralschmierung; Übersicht
- DIN 71428 Lötlose Rohrverschraubungen mit Doppelkegelring; Einschraubstutzen mit zylindrischem Einschraubgewinde für Überwurfschrauben
- DIN 71429 Lötlose Rohrverschraubungen mit Doppelkegelring; Schottstutzen; Gerade- und Winkelschottstutzen für Überwurfschrauben
- DIN 71430 Lötlose Rohrverschraubungen mit Doppelkegelring; Schwenkverschraubungen für Überwurfschrauben
- DIN 71433 Lötlose Rohrverschraubungen mit Doppelkegelring; T-Stücke und Winkelstücke für Überwurfschrauben
- DIN 71436 Lötlose Rohrverschraubungen mit Doppelkegelring; Hohlschrauben und Ringanschlußstücke für Überwurfschrauben
- DIN 71450 Filter für Kraftfahrzeuge und Verbrennungsmotoren
  - Teil 1 Begriffe für Filter und Komponenten
- DIN 71457 Öl-Wechselfilter
- DIN 71459 Filterelemente für Luftfilter in Nutzkraftwagen; Maße
- DIN 71460 Straßenfahrzeuge - Luftfilter für Kraftfahrzeuginnenräume
  - Teil 1 Prüfverfahren für Partikelfiltration
- DIN 71501 Ovale Flansche für Kraftfahrzeuge
- DIN 71511 Dichtungen für ovale Flansche
- DIN 71555 Kraftfahrzeuge - Rohrschellen für Abgasanlagen
- DIN 71752 Gabelgelenke; Gabelköpfe
- DIN 71802 Winkelgelenke mit oder ohne Sicherungsbügel
- DIN 71803 Winkelgelenke; Kugelzapfen mit Gewindezapfen, mit Nietzapfen
- DIN 71805 Winkelgelenke; Kugelpfannen, Sicherungsbügel
- DIN 71984 Seilzüge
  - Teil 1 Rundlitzenseil 7 × 7
  - Teil 2 Rundlitze 1 × 19
  - Teil 3 Seilhüllen
  - Teil 4 Hülsen
- DIN 71985 Nippel für Seilzüge
  - Teil 1 Aufnahmenippel
  - Teil 2 Lötnippel
  - Teil 3 Klemmnippel
  - Teil 4 Preßnippel
- DIN 71986 Seilzüge; Übersicht, Anwendungsbeispiele
- DIN 71989 Stellschrauben für Seilzüge
- DIN 71990 Seilzüge; Innenrohre für Seilhüllen
- DIN 71991 Endstücke mit Gewinde für Seilzüge
- DIN 71992 Ösen für Seilzüge
- DIN 72311 Blei-Akkumulatoren
  - Teil 1 Starterbatterien für Krafträder, Nennkapazitäten, Hauptmaße
- DIN 72331 Batterieklemmen für Starterbatterien
  - Teil 1 Schraubklemmen für Leiterquerschnitte bis 70 mm²
  - Teil 2 Schraubklemmen für Leiterquerschnitte von 50 bis 120 mm²
- DIN 72332 Batterieklemmen für Starterbatterien
  - Teil 1 Lötklemmen
  - Teil 2 Leichte Lötklemmen
- DIN 72333 Batterieklemmen für Starterbatterien
  - Teil 1 Bandklemmen
  - Teil 2 Klemmen mit Masseband
  - Teil 3 Masseband, Masseverbinder
  - Teil 4 Leichte Bandklemmen
- DIN 72535 Hochspannungsanschluß für Zündspulen und Zündverteiler
- DIN 72536 Schraubanschluß, wassergeschützt für den Anschluß geschirmter Hochspannungs-Zündleitungen
- DIN 72537 Straßenfahrzeuge; Entstörfilter; Anbau- und Anschlußmaße
- DIN 72550 Ungeschirmte komplette Hochspannungszündleitungen; Allgemeine Anforderungen und Prüfungen
- DIN 72551 Straßenfahrzeuge - Niederspannungsleitungen
  - Teil 7 Farben und Farbkennzeichnung von Adern für Niederspannungsleitungen
- DIN 72552 Klemmenbezeichnung in Kraftfahrzeugen
  - Teil 1 Zweck, Grundsätze, Anforderungen
  - Teil 2 Bedeutungen
  - Teil 3 Anwendungsbeispiele in Anschlußplänen
  - Teil 4 Übersicht
  - Teil 5 System- und Funktionsbezeichnungen, (zurückgezogener Entwurf)
- DIN 72609 Aufbau-Scheinwerfer; mit Kugelfuß und Aufsteckfuß
- DIN 72616 Rückstrahler
- DIN 72553 Starthilfekabel für Straßenfahrzeuge mit Verbrennungsmotor; Maße, Anforderungen, Prüfung
- DIN 72557 Straßenfahrzeuge; Teilgeschirmte Zündkerzen-Stecker; Steck- und Abzugskräfte; Anforderungen und Prüfung
- DIN 72570 Straßenfahrzeuge; Elektrische Verbindung zwischen Zugfahrzeugen und gezogenen Fahrzeugen: 12 V Version, Abmessungen, Kontaktanordnung. Status: zurückgezogen
- DIN 72571 Befestigungsschellen - Einseitige Befestigung
- DIN 72572 Befestigungsschellen - Mittenbefestigung für 2 Leitungen
- DIN 72573 Befestigungsschellen - Zweiseitige Befestigung
- DIN 72581 Straßenfahrzeuge; Sicherungen für Kleinspannungsanlagen
  - Teil 1 Sicherungseinsätze
  - Teil 2 Sicherungsstreifen
- DIN 72582 Straßenfahrzeuge; Sicherungen für Kleinspannungsanlagen; Sicherungsdosen
- DIN 72586 Kraftfahrzeuge; Leitungsverbinder für Anlagennennspannungen bis 24 V
- DIN 72588 Straßenfahrzeuge - Crimphülsen zur Verarbeitung von Niederspannungsleitungen mit dünnwandiger Isolierung mit Hand-Crimpwerkzeugen
- DIN 72594 Straßenfahrzeuge - 50-Ohm-Hochfrequenz-Schnittstelle (50-Ω-HFSSt)
  - Teil 2 Prüfungen
- DIN 72601
  - Teil 7 Kraftfahrzeug-Glühlampen, mit zwei Leuchtkörpern, für Signalleuchten
- DIN 72616 Runde Rückstrahler
- DIN 72701 Hörner
- DIN 72651 Straßenfahrzeuge - Mikro-Relais - Maße, Anschlußbelegung
- DIN 72701 Akustische Signalgeber; Aufschlag-Hörner für Kleinspannungen
- DIN 72703 Elektromagnetische Fanfaren für Kleinspannungen
- DIN 72758 Abblendschalter
  - Teil 1 Elektrischer Abblendschalter; ohne und mit Horndruckknopf für Motorfahrräder und Krafträder (ungültig)
  - Teil 2 Mechanischer Abblendschalter; ohne und mit Horndruckknopf für Motorfahrräder und Krafträder (ungültig)
  - Teil 3 Fuß-Abblendschalter zum Auf- und Unterschrauben (ungültig)
- DIN 72759 Bremslichtschalter
  - Teil 1 Bremslicht-Drehschalter. (ungültig)
  - Teil 2 Bremslichtschalter, mechanisch, bis 24 V Nennspannung
  - Teil 3 Hydraulischer Bremslichtschalter. zurückgezogen September 1990 (ungültig)
  - Teil 5 Bremslichtschalter, pneumatisch
  - Teil 6 Bremslichtschalter, hydraulisch mit metrischem ISO-Gewinde M12×1
- DIN 72761 Schalter für allgemeine Anwendung
  - Teil 1 Zugschalter bis 24 V Nennspannung
  - Teil 2 Kippschalter bis 24 V Nennspannung
- DIN 72763 Kombinierte Startschalter
  - Teil 1 Glühstartschalter mit Drehgriff, bis 24 V Nennspannung
- DIN 72764
  - Teil 1 Druckknopfschalter, einpolig, bis 24 V Nennspannung
- DIN 72781 Wischeranlagen für Straßenfahrzeuge
  - Teil 1 Benennungen
  - Teil 2 Wischermotoren; Begriffe, Anforderungen, Prüfungen
- DIN 72782 Scheibenwischeranlagen für Kraftfahrzeuge
  - Teil 1 Wischermotoren, Rundläufer mit Stirnradgetriebe
  - Teil 3 Wischermotoren, Rundläufer mit Schneckenradgetriebe
- DIN 72783 Scheibenwischer-Anlagen für Straßenfahrzeuge - Rändelkegelbefestigungen
- DIN 72784 Scheibenwischeranlagen für Kraftfahrzeuge; Lagerbuchsen für Wischerlager
- DIN 72785 Scheibenwischeranlagen für Kraftfahrzeuge; Kugelgelenke
- DIN 72786 Scheibenwischeranlagen für Kraftfahrzeuge - Wischhebel
  - Teil 1 Wischblätter Form A für Hakenbefestigung
  - Teil 2 Wischblätter Form C für Schraubbefestigung
  - Teil 3 Wischstangenbänder
- DIN 73001 Bedienung von Kraftfahrzeugen mit Verbrennungsmotor
- DIN 73005 Bedienungshebel und Radeinbau bei Krafträdern
- DIN 73011 Kraftfahrzeuge; Ganganordnungen bei Wechselgetrieben für Pkw
- DIN 73021 Bezeichnung der Drehrichtung, der Zylinder und der Zündleitungen von Kraftfahrzeugmotoren
- DIN 73126 Kolbenbolzen für Hubkolbenmaschinen; Maße, Ausführungen, Anforderungen, Prüfungen
- DIN 73130 Sprengringe aus Runddraht für Kolbenbolzen
- DIN 73353 Naßluftfilter mit zylindrischem Anschluß
- DIN 73357 Kraftstoffilter für Dieselmotoren - Filterköpfe für Wechselfilter - Einbau- und Anschlußmaße für Flach- und Winkelflanschbefestigung
- DIN 73358 Kraftstoffilter für Dieselmotoren
  - Teil 1 Form A, Anschlüsse am Gehäuse
  - Teil 2 Filtereinsätze
  - Teil 3 Form B; Anschlüsse am Deckel
- DIN 73360 Kraftstoff-Umschaltfilter für Dieselmotoren, Form A, Anschlüsse am Gehäuse
- DIN 73365 Einspritzpumpen für Dieselmotoren
  - Teil 3 Druckrohranschlüsse
- DIN 73368 Überströmventile und Hohlschraube für Kraftstoff-Einspritzanlagen
- DIN 73372 Einspritzdüsen, Größe T und U
- DIN 73377 Anschlußteile für Rohre aus Polyamid; Dornprofile
- DIN 73378 Rohre aus Polyamid für Kraftfahrzeuge
- DIN 73379 Straßenfahrzeuge - Kraftstoffschläuche
- DIN 73388 Kraftstoffschlauchleitungen - Funktionsanforderungen
- DIN 73400 Kraftfahrzeuge; Bajonett-Verschlüsse; Maße
- DIN 73411 Kühlmittelleitungen in Kraftfahrzeugen – Schläuche und Schlauchbogen
  - Teil 1 Maße, Werkstoffe, Kennzeichnung
  - Teil 2 Anforderungen, Prüfung
- DIN 73451 Kupplungsbeläge - Grenzabmaße
- DIN 73483 Muffen für Fußschalt- und Anlasserhebel
- DIN 74000 Hydraulische Bremsanlagen; Zweikreis-Bremsanlagen; Kurzzeichen für die Bremskreisaufteilung
- DIN 74001 Straßenfahrzeuge; Verbindung von automatischen Blockierverhinderern (ABV) in Zügen; Anforderungen
- DIN 74031 Seitenwagenanschluß; Lage der Anschlußpunkte am Kraftrad
- DIN 74032 Seitenwagenanschluß; Lage der Anschlußpunkte am Seitenwagen
- DIN 74033 Seitenwagenanschluß an Krafträdern; Anschlußmaße der Anschlußteile
- DIN 74040 Mechanische Verbindungen für Kraftfahrzeuge und Anhängerfahrzeuge; Zuggabeln, Anschlußmaße
- DIN 74050 Mechanische Verbindungen für Kraftfahrzeuge und deren Anhänger; Maße für die Austauschbarkeit im grenzüberschreitenden Verkehr
- DIN 74051 Mechanische Verbindungen für Kraftfahrzeuge und Anhänger; Selbsttätige Bolzenkupplungen 40
  - Teil 1 Maße und Rechenwerte
- DIN 74052 Mechanische Verbindungen für Kraftfahrzeuge und Anhänger; Selbsttätige Bolzenkupplungen 50
  - Teil 1 Maße und Rechenwerte
- DIN 74053 Mechanische Verbindungen für Kraftfahrzeuge und Anhänger - Zugöse 50
  - Teil 1 Mit Buchse
- DIN 74054 Mechanische Verbindungen für Kraftfahrzeuge und Anhänger; Zugöse 40
  - Teil 1 mit Buchse
  - Teil 2 ohne Buchse, Abmessungen
- DIN 74056 Abschleppkupplungen; Anschlußmaße, Vorsteckbolzen und Sicherung
- DIN 74058 Kupplungskugel; Maße, Freiräume
- DIN 74060 Druckluftbremsanlagen; Druckluftzylinder
  - Teil 1 Membranzylinder; Kenndaten
  - Teil 2 Membranzylinder; Kenndaten für Spreizkeilbremse
  - Teil 3 Membranzylinder; Kenndaten für Scheibenbremsen
  - Teil 10 Membranzylinder; Meßverfahren der Kraftabgabe über den Hub
- DIN 74064 Straßenfahrzeuge; Anhängefahrzeuge; Lage des Kuppelpunktes
- DIN 74068 Nationalitätsschild (D-Schild) für Kraftfahrzeuge
- DIN 74069 Retroreflektierende Kennzeichenschilder, Stempelplaketten und Plakettenträger für Kraftfahrzeuge und deren Anhängefahrzeuge
- DIN 74074 Satteldecken
  - Teil 1 Satteldecken für Motorfahrräder
  - Teil 2 Satteldecken von Fahrer- und Beifahrersätteln für Krafträder
- DIN 74075 Hydraulikkupplungen an Lastkraftwagen und Sattelzugmaschinen
  - Teil 1 Anordnung der Hydraulikkupplungen
- DIN 74080 Mechanische Verbindungen für Sattelkraftfahrzeuge; Zugsattelzapfen 50; Funktions- und Einbaumaße, Anforderungen
- DIN 74081 Mechanische Verbindungen für Sattelkraftfahrzeuge; Sattelkupplung 50; Maße, Anforderungen
- DIN 74083 Mechanische Verbindungen für Sattelkraftfahrzeuge; Zugsattelzapfen 90; Funktions- und Einbaumaße, Anforderungen
- DIN 74084 Mechanische Verbindungen für Sattelkraftfahrzeuge; Sattelkupplung 90; Maße, Anforderungen
- DIN 74085 Mechanische Verbindungen für Sattelkraftfahrzeuge; Gefederter Lenkkeil; Maße, Anforderungen
- DIN 74086 Straßenfahrzeuge - Statische Stützlast für den Anhängerbetrieb
- DIN 74087 Straßenfahrzeuge - Stabilisierungseinrichtungen für Zentralachsanhänger - Wirksamkeitsanforderungen
- DIN 74101 
  - Teil 2 Lenkräder für Nutzkraftfahrzeuge mit Aussparung für Horndruckknopf
- DIN 74200 Hydraulische Bremsanlagen; Zylinder; Maße, Einbau
- DIN 74225 Hydraulische Bremsanlagen; Bremsschlauchleitungen, Bremsschlauch-Armaturen und Bremsschlauchleitungs-Halter
- DIN 74233 Hydraulische Bremsanlagen; Bremsrohrarmaturen
  - Teil 1 Überwurfschrauben für Bremsrohre
  - Teil 2 Überwurfmuttern für Bremsrohre
- DIN 74234 Hydraulische Bremsanlagen; Bremsrohre, Bördel
- DIN 74235 Hydraulische Bremsanlagen; Gewindelöcher
- DIN 74253 Bremsausrüstung für Kraftfahrzeuge und Anhängefahrzeuge; Graphische Symbole für Bremsschaltpläne
- DIN 74255 Anhängefahrzeuge - Graphische Symbole für Bedienelemente
- DIN 74267 Druckluftbremsanlagen; Schilder für automatisch-lastabhängige Bremskraftregeleinrichtung (ALB)
- DIN 74279 Druckluftbremsanlagen - Überströmventile
- DIN 74280 Druckluftbremsanlagen - Rückschlagventil
- DIN 74281 Druckluftbremsanlagen - Druckbehälter
  - Teil 1 Maße für geschweißte Einkammer-Druckbehälter aus Stahl und Aluminium
- DIN 74286 Druckluftbremsanlagen; Dichtringe für Kupplungsköpfe für Zweileitungs-Druckluftbremsanlagen
- DIN 74304 Lötlose Rohrverschraubungen; Schlauchstutzen
- DIN 74305 Lötlose Rohrverschraubungen
  - Teil 1 Hohlschraube
- DIN 74310 Druckluftbremsanlagen; Schläuche
  - Teil 1 Maße, Werkstoff, Kennzeichnung
  - Teil 2 Anforderungen, Prüfungen
- DIN 74313 Lötlose Rohrverschraubungen
  - Teil 1 Gerade Stutzen, Form A und B
  - Teil 2 Gerade Stutzen, Form C und D
- DIN 74315 Lötlose Rohrverschraubungen – Winkelstutzen
- DIN 74317 Lötlose Rohrverschraubungen – T-Stutzen
- DIN 74319 Lötlose Rohrverschraubungen – Kreuzstutzen
- DIN 74322 Achsen für Anhänger; Haupt- und Anschlussmaße
- DIN 74323 Druckluftbremsanlagen; Rohrwendeln
- DIN 74324 Druckluftbremsanlagen – Rohre und Rohrleitungen aus Polyamid
  - Teil 1 Anforderungen und Prüfungen
- DIN 74325 Druckluftbremsanlagen; Schlauchanschlüsse; Formen, Maße
- DIN 74326 Druckluftbremsanlagen; Prüfanschluß; Anschlußmaße
- DIN 74341 Druckluftbremsanlagen; Wechselventil mit Rückströmung
- DIN 74344 Druckluftbremsanlagen - Leerkupplung
- DIN 74347 Druckluftbremsanlagen - Leitungsfilter
- DIN 74361 Scheibenräder für Kraftwagen und Anhängefahrzeuge
  - Teil 1 Anschlussmaße für Bolzen- und Mischzentrierung
  - Teil 2 Befestigungselemente für Bolzenzentrierung
  - Teil 3 Anschlussmaße und Befestigungselemente für Mittenzentrierung
- DIN 74362 Bremstrommeln für Scheibenräder
  - Teil 1 von Lastanhängern und Busanhängern mit Einpreßtiefe und 8-Bolzen-Befestigung; maximale Außenkontur
  - Teil 2 von Lastanhängern und Busanhängern mit Einpreßtiefe und 10-Bolzen-Befestigung; maximale Außenkontur
  - Teil 3 von Lastanhängern und Busanhängern ohne Einpreßtiefe und mit 8- oder 10-Bolzen-Befestigung; maximale Außenkontur
  - Teil 4 von Nutzkraftwagen mit Einpreßtiefe und 8-Bolzen-Befestigung; maximale Außenkontur
  - Teil 5 von Nutzkraftwagen mit Einpreßtiefe und 10-Bolzen-Befestigung; maximale Außenkontur
  - Teil 6 von Nutzkraftwagen ohne Einpreßtiefe und mit 8- oder 10-Bolzen-Befestigung; maximale Außenkontur
  - Teil 7 von Nutzkraftwagen ohne Einpreßtiefe und mit 8- oder 10-Bolzen-Befestigung; maximale Außenkontur
  - Teil 8 mit Felgendurchmesserbezeichnung 15 mit Einpreßtiefe und mit 6- oder 10-Bolzen-Befestigung; maximale Außenkontur
  - Teil 10 mit Steilschulterfelgen von Nutzkraftwagen und deren Anhängefahrzeugen, mit Einpreßtiefe und 10-Bolzen-Befestigung; maximale Außenkontur
- DIN 74363 Bremstrommeln für Anhänger von Personenkraftwagen
  - Teil 1 mit Radanschluß BZ 5 × 112; maximale Außenkontur
  - Teil 2 mit Radanschluß BZ 5 × 120; maximale Außenkontur
- DIN 75001 Anwendungsklassen für Meßeinrichtungen in Kraftfahrzeugen
- DIN 75012 Straßentankwagen - Peilvorrichtung - Anschlussmaße
- DIN 75013 Straßentankwagen - Erdungslasche - Anschlussmaße
- DIN 75076 Rettungssysteme - Intensivtransportwagen (ITW) - Begriffe, Anforderungen, Prüfung
- DIN 75078 Kraftfahrzeuge zur Beförderung mobilitätsbehinderter Personen
  - Teil 1 Begriffe, Anforderungen, Prüfung
    - Berichtigung 1

  - Teil 2 Rückhaltesysteme; Begriffe, Anforderungen, Prüfung
- DIN 74704 Schlangen-Ventilkörper
- DIN 75079 Notarzt-Einsatzfahrzeuge (NEF) – Begriffe, Anforderungen, Prüfung
- DIN 75081 Bestattungskraftwagen (BKW)
- DIN 75200 Bestimmung des Brennverhaltens von Werkstoffen der Kraftfahrzeuginnenausstattung
- DIN 75201 Bestimmung des Foggingverhaltens von Werkstoffen der Kraftfahrzeug-Innenausstattung
- DIN 75203 Vollautomatische Zentralschmieranlage für Nutzfahrzeuge
- DIN 75204 Straßenfahrzeuge; Verkehrsunfallrekonstruktion und Verletzungsmechanik
  - Beiblatt 1 Stichwortverzeichnis
  - Teil 1 Begriffe der Unfallrekonstruktion
  - Teil 2 Begriffe zu Spurenarten und Spurenmerkmalen
  - Teil 3 Merkmale für Datenerhebung
- DIN 75220 Alterung von Kfz-Bauteilen in Sonnensimulationsanlagen
- DIN 75302 Dachlastträger für Personenkraftwagen; Sicherheitstechnische Anforderungen, Prüfungen
- DIN 75400 Verschlußeinrichtungen von Sicherheitsgurten in Kraftwagen
- DIN 75405 Feuerlöscherhalterungen für Personenkraftwagen; Anforderungen, Prüfungen
- DIN 75406 Halterungen für Erste-Hilfe-Material in Personenkraftwagen; Anforderungen, Prüfungen
- DIN 75407 Warndreieckhalterungen in Personenkraftwagen; Anforderungen, Prüfungen
- DIN 75410 Ladungssicherung auf Straßenfahrzeugen
  - Teil 1 Zurrpunkte an Nutzfahrzeugen zur Güterbeförderung mit einer zulässigen Gesamtmasse bis 3,5 t; Mindestanforderungen
- DIN 75501 Instrumententafel-Meßgeräte für Kraftfahrzeuge; Einbaudurchmesser
- DIN 75521 
  - Teil 1 Tachometer zum Einbau in Scheinwerfer für Krafträder
  - Teil 2 Tachometer zum Einbau in Instrumententafeln für Kraftfahrzeuge
- DIN 75551 Überdruckmeßgeräte für Kraftfahrzeuge
- DIN 75553 Druckaufnehmer
- DIN 75554 Druckanzeiger
- DIN 75575 Fernthermometer für Kraftfahrzeuge
- DIN 76033 Abschleppseile für Personenkraftwagen; Anforderungen, Prüfung, Überwachung
  - Berichtigung 1
- DIN 76051
  - Teil 1 Unterlegkeile für Kraftfahrzeuge und Anhängefahrzeuge
  - Teil 2 Unterlegkeile für landwirtschaftliche Fahrzeuge; Funktionsmaße
- DIN 76722 Straßenfahrzeuge - Elektrische Leitungen - Regel für den Aufbau der Kurzbezeichnungen
- DIN 77001 Tourismus-Dienstleistungen - Kurzzeichen in Reisekatalogen
- DIN 77100 Patentbewertung - Grundsätze der monetären Patentbewertung
- DIN 77200 Sicherungsdienstleistungen – Anforderungen
- DIN 77230 Basis-Finanzanalyse für Privathaushalte
- DIN 77400 Reinigungsdienstleistungen - Schulgebäude - Anforderungen an die Reinigung
- DIN 77600 Kosmetik-Dienstleistungen in Parfümerien
- DIN 77700 Lohnsteuerhilfe-Dienstleistungen
- DIN 77800 Qualitätsanforderungen an Anbieter der Wohnform Betreutes Wohnen für ältere Menschen
- DIN 78001 Felgen; Prüfringe zum Justieren von Felgenumfangslehren
- DIN 78022 Steilschulterfelgen für Nutzkraftwagen und deren Anhängefahrzeuge
  - Teil 1 Tiefbettfelgen
- DIN 78026 Ventile für schlauchlose Fahrzeugreifen; Gerades Ventil mit Metallfuß, für Wasserfüllung
- DIN 78027 Ventile für schlauchlose Fahrzeugreifen; Ventile für Steilschulterfelgen, gerade und abgewinkelt
- DIN 78028 Ventile für Fahrzeugschläuche; 60°-Winkelventil mit Gummifuß für Fahrradschläuche
- DIN 78030 Ventile für Fahrzeugbereifungen
  - Teil 1 Anforderungen und Prüfung der Gummiteile
- DIN 78051 Schnellauf-Prüfung von Personenkraftwagenreifen
- DIN 78081 Rohmaterialien der Kautschukindustrie; Furnaceruße
  - Teil 1 Kennzeichnende Eigenschaften
  - Teil 2 Anforderungen
- DIN 78082 Rohmaterialien der Kautschukindustrie; Styrol-Butadien-Kautschuke
  - Teil 1 Kennzeichnende Eigenschaften
- DIN 79001 Kletterwände für den Einsatz im Wasserbereich von öffentlich genutzten Schwimmbadanlagen - Sicherheitstechnische und betriebliche Anforderungen an den Einsatzort
- DIN 79002 Erkennungs- und Alarmierungssysteme für Unterwassernotfälle in Schwimmbädern - Sicherheitstechnische Anforderungen und Prüfverfahren
- DIN 79003 Einräder - Sicherheitstechnische Anforderungen und Prüfverfahren
- DIN 79004 Leichtathletik - Vertikale Sprungdisziplinen
  - Teil 1 Anforderungen und Prüfverfahren für Stabhochsprung
  - Teil 2 Anforderungen und Prüfverfahren für Hochsprung
- DIN 79005 Leichtathletik - Horizontale Sprungdisziplinen - Anforderungen und Prüfverfahren für Weit- und Dreisprung
- DIN 79008 Stationäre Fahrradparksysteme
  - Teil 1 Anforderungen
  - Teil 2 Prüfverfahren
- DIN 79012 Gewinde für Fahrräder und Mopeds – Theoretische Werte, Gewindegrenzmaße
- DIN 79016 Wander-, Trekking-, Walking- und Tourenskistöcke - Anforderungen und Prüfverfahren
- DIN 79105 BMX-Fahrräder; Begriffe, Sicherheitstechnische Anforderungen, Prüfungen
- DIN 79161 Spielplatzprüfung - Qualifizierung von Spielplatzprüfern
  - Teil 1 Ausbildung und Schulung
  - Teil 2 Prüfung und Qualifizierungsnachweis
- DIN 79400 Slacklinesysteme - Allgemeine und sicherheitstechnische Anforderungen und Prüfverfahren
- DIN 80000 Fahrzeuge der Binnenschifffahrt - Sicherheitsrolle und Sicherheitsplan für Fahrgastschiffe
  - Beiblatt 1 Beispiele
- DIN 80002 Schiffe und Meerestechnik - Generalpläne für Schiffe
  - Teil 1 Anforderungen, Ausführung
    - Beiblatt 1 Beispiel Massengutschiff
    - Beiblatt 2 Beispiel Containerschiff
    - Beiblatt 3 Beispiel Mehrzweckfrachtschiff
    - Beiblatt 4 Beispiel Ro/Ro-Schiff
    - Beiblatt 5 Beispiel Fahrgastschiff (Fährschiffe sinngemäß)
    - Beiblatt 6 Schiffe der Bundeswehr, Beispiel Fregatte
    - Beiblatt 7 Beispiel Unterwasserfahrzeug
    - Beiblatt 8 Beispiel Binnenschiff

  - Teil 2 Graphische Symbole (ISO 1964:1987, modifiziert)
- DIN 80004 Schiffbauliche Begriffe und Abkürzungen in Deutsch und Englisch
- DIN 80006 Schiffe und Meerestechnik - Schlepper-Druckpunkte - Bildzeichen und Anordnung
- DIN 80010 Bildschirm-Darstellungen Schiffstechnik
  - Teil 1 Farbauswahl, Farbzuordnung, Gestaltungsgrundsätze
  - Teil 2 Graphische Symbole
  - Teil 3 Betriebszustände, Alarme, Quittierungen
    - Beiblatt 1 Beispiele für Bildschirmdarstellungen
- DIN 80103 Fahrzeuge der Binnenschifffahrt - Mindestanforderungen an Wohnungen
- DIN 80200 Stahlbauteile für den Schiffbau - Kurzzeichen für Oberflächenvorbereitungen, Fertigungsbeschichtungen und Grundbeschichtungen
- DIN 80402 Sicherungsketten
  - Teil 1 Ketten zur Kleinteilesicherung
  - Teil 2 Ketten zum Absperren
- DIN 80403 Steckbolzen
  - Teil 1 Zusammenstellung
  - Teil 2 Einzelteile
- DIN 80701 Knebelmuttern
- DIN 80704 Korbmuttern; Metrisches Gewinde
- DIN 80705 Flache Muttern mit kleinen Schlüsselweiten; Regelgewinde, Feingewinde
- DIN 81208 Manövrieren von Schiffen
  - Teil 1: Allgemeine Begriffe, Größen und Versuchsbedingungen
  - Teil 2: Auslaufversuch
  - Teil 3: Ausschwingversuch
  - Teil 4: Beschleunigungsversuch
  - Teil 5: Drehkreisversuch
  - Teil 6: Drehversuch aus dem Stillstand
  - Teil 7: Rückwärtsfahrversuch
  - Teil 8: Schlängelversuch (Z-Versuch)
  - Teil 9: Sinusversuch
  - Teil 10: Spiralversuch nach Bech
  - Teil 11: Spiralversuch nach Dieudonné
  - Teil 12: Stoppversuch
  - Teil 13: Traversierversuch
  - Teil 14: Wedelversuch; Text Deutsch und Englisch
  - Teil 15: Mäanderversuch
  - Teil 16: Überschwingversuch in der vertikalen Ebene
  - Teil 17: Versuch zur Bestimmung der auftrieb- und momentfreien Fahrt
  - Teil 18: Versuch zur Bestimmung der kritischen Geschwindigkeit
  - Teil 23: Drehversuch mit Strahlern
  - Teil 24: Kursänderungsversuch
  - Teil 25: Ausweichversuch
  - Teil 26: Person-über-Bord-Versuch
- DIN 81209 Geometrie und Stabilität von Schiffen - Formelzeichen, Benennungen, Definitionen
  - Teil 1 Allgemeines, Überwasser-Einrumpfschiffe
  - Teil 2 U-Boote
  - Teil 3 Überwasser-Mehrrumpfschiffe
  - Teil 6 Segelschiffe
- DIN 81249 Korrosion von Metallen in Seewasser und Seeatmosphäre
  - Teil 1 Begriffe, Grundlagen; Text Deutsch und Englisch
  - Teil 2 Freie Korrosion in Seewasser; Text Deutsch und Englisch
  - Teil 3 Kontaktkorrosion in Seewasser; Text Deutsch und Englisch
  - Teil 4 Korrosion in Seeatmosphäre; Text Deutsch und Englisch
- DIN 81300 Türschlösser für den Schiffbau
  - Teil 1  Technische Übersicht
  - Teil 2 Technische Lieferbedingungen
  - Teil 3 Einbaumaße und Einbau
- DIN 81301 Einsteckschlösser mit Falle für Klapptüren auf Schiffen
- DIN 81302 Einsteckschlösser ohne Falle für Klapptüren auf Schiffen
- DIN 81303 Einsteckschlösser für Abort- und Badklapptüren auf Schiffen
- DIN 81304 Einsteckschlösser für Schiebetüren auf Schiffen
- DIN 81305 Einsteckschlösser für Pendeltüren auf Schiffen
- DIN 81306 Einsteckschlösser ohne Riegel für Klapptüren auf Schiffen
- DIN 81307 Kastenschlösser mit Falle für Klapptüren auf Schiffen
- DIN 81308 Kastenschlösser ohne Falle für Klapptüren auf Schiffen
- DIN 81309 Kastenschlösser mit Falle für Abort- und Badklapptüren auf Schiffen
- DIN 81310 Kastenschösser mit Hakenfalle für Schiebetüren auf Schiffen
- DIN 81311 Kastenschlösser mit Falle für schwere Schiffstüren
- DIN 81312 Kastenschlösser ohne Falle für schwere Schiffstüren
- DIN 81313 Chubb-Schlüssel zu Türschlössern auf Schiffen
- DIN 81314 Schließbleche, Schließwinkel zu Türschlössern auf Schiffen
- DIN 81315 Schließkästen zu Türschlössern auf Schiffen
- DIN 81316 Türschilde für Drücker und Schlüssel zu Türschlössern auf Schiffen
- DIN 81317 Griffdrücker für Drehflügeltüren zu Türschlössern auf Schiffen
- DIN 81318 Griffdrücker für Schiebetüren zu Türschlössern auf Schiffen
- DIN 81319 Sperrhaken für Klapptüren mit Einsteckschloss
- DIN 81320 Vorreiber für Klappen in Gängen
- DIN 81321 Scharnier-Verschlüsse (Überfallen)
- DIN 81401 Hänge und Scharniere - Zum Anschrauben für Schiffskammertüren
- DIN 81402 Hänge und Scharniere - Zum Anschrauben für Möbeltüren
- DIN 81403 Lappenscharniere
- DIN 81404 Hakenklemen für Haken
- DIN 81405 Türhaken und zugehörige Öse
- DIN 81406 Fallhaken für Drehflügeltüren
- DIN 81407 Kleiderhaken, Vorhanghaken und Handtuchhaken
- DIN 81408 Einschraubhaken
- DIN 81409 Türklemmen
- DIN 81410 Bolzenriegel - Grobe Ausführung aus Stahl
- DIN 81411 Bolzenriegel - Leichte, feine Ausführung
- DIN 81412 Flachriegel - Leicht (Möbelriegel)
- DIN 81415 Vorreiber für Einrichtungen
- DIN 81416 Einreiber, leicht, für Einrichtungen
- DIN 81419 Halter für Vorhangstangen
- DIN 81421 Bügelgriffe für Ausrüstung
  - Teil 1 Zum Anschrauben
  - Teil 2 Zum Anschweißen
- DIN 81612 Runde Schiffsfenster - Sehr leichte Bauart (Oberlichtfenster) - Zum Anschrauben, nicht zum Öffnen
- DIN 81660 Schiffbau und Meerestechnik - Klarsichtfenster (ISO 3904:1990 modifiziert)
- DIN 81698 Augenschrauben mit kleinem Auge, Gewinde M20
- DIN 81701 Fahrzeuge der Binnenschifffahrt - Geländerstützen und Halter für umlegbare und losnehmbare Geländer
- DIN 81702 Feste Geländer an Deck für Seeschiffe
- DIN 81703 Geländerpforten in festen Geländern an Deck von Seeschiffen
- DIN 81704 Handläufe an Aufbauten und Deckshäusern auf Seeschiffen
- DIN 81705 Losnehmbare Geländer für Seeschiffe
- DIN 81706 Feste Geländer an Deck von seegehenden Fahrgastschiffen
- DIN 81709 Abschlusspfropfen für Rohrenden von Geländern
- DIN 81833 Komponenten der Ankereinrichtung - Übersicht; Text Deutsch und Englisch
- DIN 81834 Komponenten der Ankereinrichtung - Begriffe
- DIN 81835 Ankerketten - Berechnungsgrundlagen
- DIN 81835 Ankerstegketten - Berechnungsgrundlagen
  - Teil 100 Erläuterungen zu den Nennmaßen von Einzelteilen von Ankerstegketten
- DIN 81841 Ankerstegketten - Gütegrad K4 - Anforderungen und Prüfungen; Text Deutsch und Englisch
- DIN 81842 Ankerstegketten, Gütegrad K4 - Zuordnung der Nenndicken zur Ausrüstungsleitzahl; Text Deutsch und Englisch
- DIN 81846 Ankerstegketten, Gütegrad K4 - Zusammenstellung, Prüf- und Bruchkräfte
  - Teil 1 Form A mit Vorläufer; Text Deutsch und Englisch
  - Teil 2 Form B ohne Vorläufer; Text Deutsch und Englisch
- DIN 81847 Ankerstegketten, Gütegrad K4 - Kettenlängen; Text Deutsch und Englisch
- DIN 81848 Ankerstegketten, Gütegrad K4 - Normalglieder; Text Deutsch und Englisch
- DIN 81849 Ankerstegketten, Gütegrad K4 - Übergangsglieder; Text Deutsch und Englisch
- DIN 81850 Ankerstegketten, Gütegrad K4 - Endglieder; Text Deutsch und Englisch
- DIN 81851 Ankerstegketten, Gütegrad K4 - Kenter-Verbindungs-Schäkel; Text Deutsch und Englisch
- DIN 81852 Ankerstegketten, Gütegrad K4 - Bolzen-Anker-Schäkel; Text in Deutsch und Englisch
- DIN 81853 Ankerstegketten, Gütegrad K4 - Wirbelschäkel; Text Deutsch und Englisch
- DIN 81854 Ankerstegketten, Gütegrad K4 - Dreigliederenden; Text Deutsch und Englisch
- DIN 81855 Ankerstegketten, Gütegrad K4 - Vorläufer; Text Deutsch und Englisch
- DIN 81856 Ankerstegketten, Gütegrad K4 - Slipstopper; Text Deutsch und Englisch
- DIN 81857 Ankerstegketten, Gütegrad K4 - Große Endglieder; Text Deutsch und Englisch
- DIN 81858 Ankerstegketten, Gütegrad K4 - Vorläufer-Kettenschlösser; Text Deutsch und Englisch
- DIN 81859 Ankerstegketten, Gütegrad K4 - Zurrglieder; Text Deutsch und Englisch
- DIN 81860 Endbefestigungen für Ankerketten auf Schiffen
  - Teil 1 Zusammenstellung
  - Teil 2 Einzelteile
- DIN 81901 Standard-Leitwalzen
- DIN 81902 Walzenklüsen
- DIN 81906 Verholrollen
- DIN 81907 Verholrollen mit Sockel
- DIN 81915 Mehrzweck-Klüsen
- DIN 82003 Schiffbau - Einzelteile zum Heben, Schleppen und Zurren
  - Teil 1 Übersicht
  - Teil 2 Technische Lieferbedingungen
- DIN 82004 Spannschlösser mit Langaugen, Gabeln und Rundaugen
  - Teil 1 Unlegierter Qualitätsstahl
  - Teil 2 Nichtrostender Stahl
- DIN 82006 Langaugen mit Gewindeschaft
  - Teil 1 Für Wirbel und Spannschlösser, unlegierter Qualitätsstahl
  - Teil 2 Für Spannschlösser, nichtrostender Stahl
- DIN 82008 Gabeln mit Gewindeschaft
  - Teil 1 Für Wirbel und Spannschlösser, unlegierter Qualitätsstahl
  - Teil 2 Für Spannschlösser, nichtrostender Stahl
- DIN 82010 Rundaugen mit Gewindeschaft
  - Teil 1 Für Wirbel und Spannschlösser, unlegierter Qualitätsstahl
  - Teil 2 Für Spannschlösser, nichtrostender Stahl
- DIN 82013 Ladegeschirr - Zubehör- und Beschlagteile zum Heben - Rundmuttern
- DIN 82016 Ladegeschirr - Zubehör- und Beschlagteile zum Heben und Zurren - Ladeschäkel
- DIN 82017 Ladegeschirr - Zubehör- und Beschlagteile zum Heben - Ladehaken
- DIN 82018 Ladegeschirr - Zubehör- und Beschlagteile zum Heben - Ladehaken-Wirbel
- DIN 82019 Ladegeschirr - Zubehör- und Beschlagteile zum Heben - Doppelhaken mit Gewinde, mit Gabel, mit Rundauge
- DIN 82024 Augplatten mit Rundloch
- DIN 82048 Kreuzkloben für Hangerkloben
- DIN 82056 Rundstahlketten - Hangerketten
- DIN 82101 Einzelteile zum Heben, Schleppen, Zurren – Schäkel, gerade – Unlegierter Qualitätsstahl
  - Berichtigung 1
- DIN 82102 Einzelteile zum Heben, Schleppen, Zurren - Schäkel, gerade - Nicht rostende Stähle
- DIN 82103 Einzelteile zum Heben, Schleppen, Zurren - Schäkel, geschweift - Nicht rostende Stähle
- DIN 82320 Klima- und Lüftungsanlagen auf Schiffen - Technische Lieferbedingungen
- DIN 82325 Schiffe und Meerestechnik - Auslegung von Klima- und Lüftungsanlagen für Unterkunftsräume auf Schiffen
- DIN 82330 Lüftungsanlagen auf Schiffen - Runde Flansche DN 100 bis DN 1800
- DIN 82331 Lüftungsanlagen auf Schiffen - Flachdichtungen für runde Flansche nach DIN 82330
- DIN 82340 Lüftungsanlagen auf Schiffen - Schwanenhalslüfter
- DIN 82341 Lüftungsanlagen auf Schiffen - Haubenlüfterköpfe
- DIN 82342 Lüftungsanlagen auf Schiffen - Düsenlüfterköpfe
- DIN 82602 Doppelpoller mit Grundplatte
- DIN 82603 Doppel-Kreuzpoller mit Grundplatte
- DIN 82604 Kreuzpoller
- DIN 82607 Doppelpoller
- DIN 83100 Schwere Schiffstüren
  - Teil 1 Wetterdicht (ISO-Typ)
  - Teil 2 Nicht wetterdicht
  - Teil 3 Türen aus Stahl
- DIN 83104 Vorreiberverschlüsse für schwere Schiffstüren und Lukendeckel
- DIN 83105 Hänge für schwere Schiffstüren
- DIN 83106 Profildichtungen für schwere Schiffstüren und Luken
- DIN 83200 Steigleitern auf Schiffen - Einbau
- DIN 83202 Steigleitern auf Schiffen
  - Teil 1 Leichte Bauart
  - Teil 2 Mittelschwere Bauart
  - Teil 3 Schwere Bauart
  - Teil 4 Halter
  - Teil 5 Steigleitern mit Sprossen aus Lochblechen
- DIN 83204 Treppen und Geländer in Maschinen- und Kesselräumen von Seeschiffen - Grundsätzliche Anforderungen
- DIN 83205 Treppen und Geländer in Maschinen- und Kesselräumen von Seeschiffen - Geländer
- DIN 83206 Treppen und Geländer in Maschinen- und Kesselräumen von Seeschiffen - Treppen
- DIN 83208 Treppen und Geländer in Maschinen- und Kesselräumen von Seeschiffen - Schutzbleche
- DIN 83209 Handläufe und Fußläufe an Masten, Pfosten und Wänden auf Schiffen
- DIN 83212 Schwimmbäder auf Seeschiffen - Beckensteigleiter
  - Teil 1 Sicherheitstechnische Anforderungen und Einbau
  - Teil 2 Einzelteile und Prüfung
- DIN 83213 Auftritte am Schanzkleid
- DIN 83214 Treppen und Treppengeländer für den Außen- und Innenbereich von Seeschiffen - Grundsätzliche Anforderungen
- DIN 83215 Treppen und Treppengeländer für den Außen- und Innenbereich von Seeschiffen - Treppen
- DIN 83216 Treppen und Treppengeländer für den Außen- und Innenbereich von Seeschiffen - Geländer
- DIN 83217 Treppen und Geländer in Ladetanks von Schiffen - Grundsätzliche Anforderungen
- DIN 83218 Treppen aus Stahl in Ladetanks von Schiffen
- DIN 83219 Steigöffnungen in Kettenkästen
- DIN 83220 Böden für Maschinen- und Kesselräume in Schiffen
  - Teil 1 Flurböden
  - Teil 2 Zwischenböden
- DIN 83221 Laufgänge für Maschinen- und Kesselräume in Schiffen
- DIN 83222 Klappe mit Scharnier für Flurböden, Zwischenböden und Laufgänge
- DIN 83223 Tafeln aus Tränenblech, Blechprofilroste oder Gitterroste für Flurböden und Laufgänge
- DIN 83224 Ruhepodeste an Leitern auf Schiffen
- DIN 83225 Haltebügel an Leitern auf Schiffen
- DIN 83226 Anbaustufen auf Schiffen
- DIN 83227 Treppen auf Seeschiffen - Trittstufen
- DIN 83307 Schiffe und Meerestechnik - Rund- und spiralgeflochtene Chemiefaser-Seile
- DIN 83319 Faserseile - Spleiße - Begriffe, sicherheitstechnische Anforderungen, Prüfung
- DIN 83329 Schiffe und Meerestechnik - Polypropylen-Faserseile aus Garnen nach dem Bastfaserspinnverfahren
- DIN 83402 Mannlochverschlüsse der Nenngröße 600 × 400 für Drücke bis 1,1 bar oder 3 bar
  - Teil 1 Zusammenstellung, Einbau
  - Teil 2 Rahmen, Deckel
- DIN 83403 Mannlochverschlüsse für Bunker und Tanks auf Schiffen - Dichtungen
- DIN 83404 Kleine Schiffsluken
  - Teil 1 Zusammenstellung der wetterdichten Schiffsluken, sicherheitstechnische Festlegungen
  - Teil 2 Wetterdichte Süllrahmen
  - Teil 3 Wetterdichte Deckel
  - Teil 11 Zusammenstellung der nicht wetterdichten Schiffsluken, sicherheitstechnische Festlegungen
  - Teil 12 Nicht wetterdichte Süllrahmen
  - Teil 13 Nicht wetterdichte Deckel
- DIN 83405 Feststellvorrichtungen für Lukendeckel von kleinen Schiffsluken
- DIN 83406 Scharniere für Schiffsausrüstung
  - Teil 1 Kurze Bauart
  - Teil 2 Lange Bauart
- DIN 83407 Verschlüsse und Druckgabeln für Schiffsausrüstung
- DIN 83408 Klappen, wetterdicht
  - Teil 1 Zusammenstellung
  - Teil 2 Zargen
  - Teil 3 Deckel
- DIN 83409 Lüfterklappen, wetterdicht
- DIN 83410 Lüfterklappen-Einsätze
- DIN 83411 Mannlochverschlüsse aus Aluminium der Nenngröße 600 × 400
  - Teil 1 Zusammenstellung, Einbau
  - Teil 2 Rahmen, Deckel
- DIN 83412 Elliptische Mannloch-Verschlüsse (ISO-Typ E) für Drücke bis 3 bar
  - Teil 1 Zusammenstellung, Einbau
  - Teil 2 Rahmen, Deckel
- DIN 83414 Kleine Schiffsluken für Notausstieg, wetterdicht
  - Teil 1 Zusammenstellung, sicherheitstechnische Anforderungen
  - Teil 2 Süllrahmen
  - Teil 3 Deckel
- DIN 83415 Schiffe und Meerestechnik - Zentralverriegelungen - Notausstiegsluken
- DIN 83417 Seilluke; Nenngröße 300
- DIN 83418 Leitrolle aufsteckbar, für Seilluke
- DIN 83419 Profildichtringe aus Elastomeren für Verschlussdeckel
- DIN 83422 Lenztöpfe mit Siebdeckel und Saugkörbe
- DIN 83423 Siebdeckel für Lenzbrunnen
- DIN 83471 Schiffe und Meerestechnik - Magnetkompasse und Zubehör - Hauptmaße und Grenzabmaße
- DIN 83512 Fahrzeuge der Binnenschifffahrt - Außenbordleitern
- DIN 84154 Spillköpfe (Bauart nach ISO 6482:1980)
- DIN 84155 Schiffbau - Kettenstopper
- DIN 84525 Ankerwinden und Ankerspille - Kettenscheiben für Ankerketten - Konstruktionsmaße
- DIN 85003 Technische Lieferbedingungen für Armaturen im Schiffbau
  - Teil 1 Allgemeines
  - Teil 2 Zusammenstellung möglicher Anforderungen und Prüfungen
  - Teil 3 Absperrklappen
  - Teil 4 Absperrventile
  - Teil 5 Absperrbare Rückschlagventile
  - Teil 6 Handbetätigte Absperrschieber
  - Teil 7 Membranventile
  - Teil 8 Kugelhähne
- DIN 85004 Rohrleitungen aus Kupfer-Nickel-Legierungen
  - Teil 2 Grundlagen für Konstruktion und Fertigung, Prüfung
    - Berichtigung 1

  - Teil 4 Technische Lieferbedingungen für Rohre
  - Teil 9 Grundlagen für die Durchstrahlungsprüfung; Text Deutsch und Englisch
- DIN 85005 Schiffe und Meerestechnik - Graphische Symbole für Technische Dokumentation
  - Beiblatt 1 Stichwortverzeichnis
  - Teil 1 Allgemeines
  - Teil 2 Rohr- und Schlauchleitungen, Rohr- und Schlauchverbindungen, Durchführungen
  - Teil 3 Absperr-, Steuer- und Regelorgane
  - Teil 4 Peil-, Luft- und Füllrohre; Text Deutsch und Englisch
  - Teil 5 Wasserdampferzeuger, Wärmeaustauscher, Behälter
  - Teil 6 Frischwassererzeuger
  - Teil 7 Behälter unter Druck
  - Teil 8 Komponenten der Leistungsübertragungs- und Ruderanlage
  - Teil 9 Saug- und Druckstutzen
  - Teil 10 Messwertgeber und Betriebsanzeigen; Text Deutsch und Englisch
  - Teil 11 Turbinen
  - Teil 12 Verdichter
  - Teil 14 Pumpen, Filter, Abscheider, Trockner
  - Teil 15 Abläufe, Entleerungen
  - Teil 16 Lüftungstechnische Anlagen
  - Teil 17 Türen, Luken, Öffnungen, Fenster, Treppen, Aufzüge
  - Teil 18 Sanitäre Einrichtungen; Text Deutsch und Englisch
  - Teil 23 Dämmungen
  - Teil 24 Bauelemente zu Schwingungs- und Schallschutzmaßnahmen
  - Teil 27 Mechanische Fernbedienungen
  - Teil 30 Elektrische Energieerzeugung, Energieverteilung
  - Teil 32 Ruf- und Alarmanlagen
  - Teil 33 Wirtschaftseinrichtungen
  - Teil 34 Anzeige- und Bedienelemente von Schiffsantriebsanlagen
  - Teil 35 Navigationsanlagen
  - Teil 36 Funk-, Fernschreib- und Übermittlungsanlagen
- DIN 85031 Schiffe und Meerestechnik - Stahlkompensatoren
- DIN 85051 Pressfitting-Systeme für Rohrleitungen im Schiffbau - Allgemeine Anforderungen und Prüfverfahren
  - Teil 1 Betriebsdrücke bis 16 bar
- DIN 85339 Verschlußschrauben mit Bund und Außensechskant - Mit Befestigungsknopf und Entlüftungsbohrung
- DIN 85387 Schiffe und Meerestechnik - Lose Flansche und Vorschweißbunde der sehr leichten Reihe
  - Teil 1 Lose Flansche DN 32 bis DN 50, PN bis 25, DN 65 bis DN 125, PN bis 10
  - Teil 2 Vorschweißbunde aus CuNi10Fe1,6Mn, DN 32 bis DN 50, PN bis 25, DN 65 bis DN 125, PN bis 10
- DIN 85389 Schiffe und Meerestechnik - Flansche an Gußstücken der sehr leichten Reihe - DN 32 bis DN 50, PN bis 25, DN 65 bis DN 125, PN bis 10 - Konstruktionsgrundlagen
- DIN 85623 Kälte- und lüftungstechnische Anlagen auf Schiffen - Begriffe; Text Deutsch und Englisch
- DIN 85740 Manövrieranlagen von Schiffen - Begriffe
- DIN 86001 Schiffs-Rohrleitungen - Druckstufen, Druckprüfungen
- DIN 86003 Schiffe und Meerestechnik - Konstruktion, Fertigung und Prüfung von Rohrleitungsanlagen für flüssige Medien
  - Teil 1 Konstruktion
  - Berichtigung 1
  - Berichtigung 2
  - Beiblatt 1 Druckverlustberechnung
- DIN 86004 Schiffe und Meerestechnik - Korrosionsvermindernde Bauweise, Maßnahmen und Inbetriebnahme von Rohrleitungen
  - Teil 1 CuNiFe-Rohrleitungssysteme
- DIN 86008 Stahlrohre für Schiffsrohrleitungen
  - Teil 1 Auswahl und Übersicht nahtloser und geschweißter Rohre, Januar 1998 ersatzlos zurückgezogen
  - Teil 2 Auswahl und Übersicht nahtloser und geschweißter Präzisionsstahlrohre, Januar 1998 ersatzlos zurückgezogen
- DIN 86009 Abgasleitungen auf Schiffen - Stahlrohre
- DIN 86015 Schiffs-Rohrleitungen aus weichmacherfreiem Polyvinylchlorid (PVC-U) mit Klebverbindungen; Anwendung, Verarbeitung, Verlegung
- DIN 86016 Rohrschellen aus Stahl für Schiffs-Rohrleitungen aus weichmacherfreiem Polyvinylchlorid (PVC-U)
- DIN 86018 Geschweißte Rohre aus CuNi10Fe1,6Mn für Rohrleitungen - Maße
- DIN 86019 Nahtlose Rohre aus CuNi10Fe1,6Mn für Rohrleitungen - Maße für Standard- und Präzisionsrohre
- DIN 86021 Gussflansche aus Kupferlegierungen - Konstruktionsgrundlagen für Nenndruck 10, 16, 25
- DIN 86025 Rohrschellen für den Schiffbau - Halterungsschellen mit Konsole
  - Teil 1 Form A ohne Einlage, Form B mit Einlage
  - Teil 2 Form C ohne Einlage, Form D mit Einlage
  - Teil 3 Einlagen
- DIN 86026 Rohrschellen für den Schiffbau
  - Teil 1 Rohrschellen für Rohre DN 8 bis DN 1400
  - Teil 2 Einlagen für Rohrschellen
- DIN 86028 Vorschweißbunde aus CuNi10Fe1,6Mn - Technische Lieferbedingungen
- DIN 86037 Lose Flansche und Vorschweißbunde für Rohre aus Kupfer-Nickel-Legierungen
  - Teil 1 Zusammenstellung
  - Teil 2 Vorschweißbunde
  - Teil 3 Lose Flansche
- DIN 86038 Schiffe und Meerestechnik - Lose Flansche und Bördel der sehr leichten Reihe
  - Teil 1 Bördel DN 32 bis DN 125
  - Teil 2 Lose Flansche DN 32 bis DN 50, bis PN 25, DN 65 bis DN 125, bis PN 10
  - Teil 3 Vorschweißbördel DN 32 bis DN 125
- DIN 86039 Schiffe und Meerestechnik - Flachdichtungen für Flanschverbingungen der sehr leichten Reihe DN 32 bis DN 50, bis PN 25, DN 65 bis DN 125, bis PN 10
- DIN 86040 Schiffe und Meerestechnik - Schweißflansche der sehr leichten Reihe
- DIN 86041 Schweißflansche
  - Teil 1 Behälter und Seekästen, Nenndruck 10 und 16
  - Teil 2 Außenbordanschlüsse, Nenndruck 10, 16, 40
- DIN 86042 Blindlochscheiben (Brillensteckscheibe) - Anschlussmaße nach Nenndruck PN 10 und PN 16
- DIN 86044 Abgasleitungen auf Schiffen - Flansche
  - Teil 1 Schwere Ausführung
  - Teil 2 Leichte Ausführung
- DIN 86056 Rohrdurchführungshülsen mit Überwurfmutter und Dichtring für Rohre aus Stahl oder Kupfer und Kupfer-Knetlegierungen
- DIN 86057 Anschweißflansche für Durchführungsstutzen
- DIN 86059 Durchführungsstutzen mit Flanschen, für Stahlrohre, Nenndruck 10
- DIN 86061 Anschlussstutzen mit Rohrflansch, für Stahlrohre, Nenndruck 10
- DIN 86064 Anschlussstutzen mit Rohrflansch und Anschweißflansch, für Stahlrohre, Nenndruck 10
- DIN 86066 Stahlguss-Einschweißkrümmer für Rückschlagklappen – DN 50 bis DN 150, Flanschanschluss nach PN 10
- DIN 86072 Abgasleitungen auf Schiffen - Flachdichtungen
  - Teil 1 Für Flanschverbindungen schwerer Ausführung
  - Teil 2 Für Flanschverbindungen leichte Ausführung
- DIN 86076 Flachdichtungsplatten für den Schiffbau - Anforderungen und Prüfungen
- DIN 86080 Schiffe und Meerestechnik - Systemkoordinierungspläne im Schiffbau; Text Deutsch und Englisch
- DIN 86082 Schiffe und Meerestechnik - Isometrische Darstellung von Rohren in der Schiffstechnik; Text Deutsch und Englisch
- DIN 86086 Formstücke zum Einschweißen in Rohrleitungen aus Kupfer-Nickel-Legierungen - Technische Lieferbedingungen
- DIN 86087 Formstücke zum Einschweißen in Rohrleitungen aus Kupfer-Nickel-Legierungen - Sattelstutzen
- DIN 86088 Formstücke zum Einschweißen in Rohrleitungen aus Kupfer-Nickel-Legierungen - T-Stutzen
- DIN 86089 Formstücke zum Einschweißen in Rohrleitungen aus Kupfer-Nickel-Legierungen - Konische Übergangsstücke
- DIN 86090 Formstücke zum Einschweißen in Rohrleitungen aus Kupfer-Nickel-Legierungen - Rohrbogen
- DIN 86103 Abzweigstutzen für Einschraubzapfen mit metrischem Feingewinde und Whitworth-Rohrgewinde
- DIN 86110 Schiffsbetrieb-Tankleitungen - Füll- und Druckausgleicheinrichtungen für Tanks auf Schiffen - Peilrohrleitungen
- DIN 86111 Einschweiß-Decksverschlüsse für Füll- und Peilrohrleitungen
- DIN 86120 Peilrohrhähne
- DIN 86121 Schraubkappen; Rohrgewinde G1 bis G6
- DIN 86125 Rohrleitungen für den Schiffbau - Rohre und Rohrleitungsbauteile - Übersicht
- DIN 86126 Rohrverschraubungen für den Schiffbau - 24°-Verschraubungen mit metrischem Gewinde - Formen und Maße
- DIN 86127 Rohrverschraubungen für den Schiffbau - 24°-Verschraubungen mit metrischem Gewinde - Technische Lieferbedingungen
- DIN 86128 Rohrkupplungen
  - Teil 1 Technische Lieferbedingungen für Rohrkupplungen zur Verbindung von Rohren und Formteilen aus Metall
  - Teil 2 Maße für Rohrkupplungen zur Verbindung von Rohren und Formteilen aus Metall
- DIN 86129 Verschlußschrauben und Flachdichtringe für Einschweiß-Decksverschlüsse für Füll- und Peilrohrleitungen
- DIN 86150 Schweißmuffen für Rohrleitungen
- DIN 86151 Schiffsbetrieb-Tankleitungen - Benennungen, Definitionen, Kurzzeichen, Formelzeichen
- DIN 86200 Feuerlösch- und Deckwaschanlagen; Kupplungen, Armaturen, Schläuche, Zubehör; Übersicht für den Schiffbau
- DIN 86201 Verbindungsstutzen für Internationalen Feuerlösch-Landanschluss - Nenndruck 16
- DIN 86202 C-Druckkupplung PN 16 aus Kupfer-Zink-Legierung für die Verwendung auf Schiffen
- DIN 86203 B-Druckkupplung PN 16 aus Kupfer-Zink-Legierung für die Verwendung auf Schiffen
- DIN 86204 C-Festkupplung PN 16 aus Kupfer-Zink-Legierung für die Verwendung auf Schiffen
- DIN 86205 B-Festkupplung PN 16 aus Kupfer-Zink-Legierung für die Verwendung auf Schiffen
- DIN 86206 C-Blindkupplung PN 16, aus Kupfer-Zink-Legierung für die Verwendung auf Schiffen
- DIN 86207 B-Blindkupplung PN 16, aus Kupfer-Zink-Legierung für die Verwendung auf Schiffen
- DIN 86209 Versorgung von Schiffen mit LNG als Kraftstoff - Technische Lieferbedingungen und Prüfkriterien für Versorgungskupplungen
  - Teil 1 Trockenkupplungen
- DIN 86210 Versorgung mit Betriebsstoffen und Entsorgung von flüssigem Abfall von Seeschiffen
  - Teil 1 Anschlussarmaturen für Schlauchleitungen, Prüfung und Wartung bis PN 10; Text Deutsch und Englisch
  - Teil 2 Nottrennkupplungen bis PN 10; Text Deutsch und Englisch
  - Teil 3 Geometrie der Bunkerstation; Text Deutsch und Englisch
- DIN 86211 Schlauchanschluss-Ventile PN 16 mit C- oder B-Kupplungen und mit Flanschanschluss
- DIN 86251 Absperrventile für den Schiffbau, aus Gusseisen, mit Flanschen, DN 15 bis DN 500
- DIN 86252 Rückschlagventile für den Schiffbau, absperrbar, aus Gusseisen, mit Flanschen, DN 15 bis DN 500
- DIN 86254 Schiffe und Meerestechnik - Absperrventile der sehr leichten Reihe - DN 32 bis DN 125, PN 10
- DIN 86257 Schiffe und Meerestechnik - Absperrbare Rückschlagventile der sehr leichten Reihe - DN 32 bis DN 125, PN 10
- DIN 86258 Schiffe und Meerestechnik - Nicht absperrbare Rückschlagventile der sehr leichten Reihe - DN 32 bis DN 125, PN 10
- DIN 86259 Schiffe und Meerestechnik - Flanschschieber der sehr leichten Reihe DN 32 bis DN 125, PN 10
- DIN 86260 Absperrventile für den Schiffbau, aus Rotguß, mit Flanschen, DN 15 bis DN 500
- DIN 86261 Rückschlagventile für den Schiffbau, absperrbar, aus Rotguss, mit Flanschen, DN 15 bis DN 500
- DIN 86263 Durchgangsventile für den Schiffbau - Schrägsitzausführung, weichdichtend, mit Muffenanschluss - DN 15 bis DN 50, PN 16
- DIN 86264 Durchgangsventile für den Schiffbau - Schrägsitzausführung, weichdichtend, kurze Bauart, mit Flanschanschluss - DN 15 bis DN 200
- DIN 86265 Durchgangsventile für den Schiffbau - Schrägsitzausführung, weichdichtend, normale Bauart, mit Flanschanschluss - DN 15 bis DN 200
- DIN 86266 Schiffe und Meerestechnik - Absperrklappen für Flansche der sehr leichten Reihe zum Einklemmen und Anflanschen - DN 50 bis DN 125, PN 10
- DIN 86270 Ballastwasser-Management - Anforderungen und Prüfungen
  - Teil 1 Überwachungssystem für Ballastwasser-Behandlungsanlagen
  - Teil 2 Betriebsmittel zur Überwachung
  - Teil 3 Effizienzkontrolle
- DIN 86282 Schiffs-Entwässerungsanlagen - Flansche für internationalen Abwasserabgabeanschluß
- DIN 86284 Anschlußformen für die Abgabe und Übernahme von Trinkwasser, Feuerlöschwasser, Abwasser, Öl und ölhaltigen Gemischen - Übersicht
- DIN 86285 Flansche für internationalen Anschluss zur Abgabe von Ölrückständen
- DIN 86286 Sanitäre Einrichtungen auf Schiffen - Anordnung von Sanitärobjekten und -armaturen
- DIN 86287 Rohrleitungen auf Schiffen und Seebauwerken - Rohre und Formstücke aus Stahl mit Steckmuffe - Verlegung und Verarbeitung
- DIN 86290 Anlagen und Verfahren für chemischen und mikrobiologischen Trinkwasserschutz auf Wasserfahrzeugen und Seebauwerken unter Berücksichtigung von Korrosion und Wasserqualität
- DIN 86292 Schiffe und Meerestechnik - Abwasserbehandlungsanlagen - Verfahren zur Beprobung
- DIN 86341 Schiffe und Meerestechnik - Lose Flansche und Vorschweißbunde der sehr leichten Reihe - Vorschweißbunde aus Stahl und Edelstahl DN 32 bis DN 50, bis PN 25, DN 65 bis DN 125, bis PN 10
- DIN 86501 Kopfstückventile aus Rotguss mit 24°-Anschluss für Bohrungsform W nach DIN 3861
- DIN 86528 Sicherungsbleche für Kopfstückarmaturen
- DIN 86552 Kopfstückventile aus Stahl mit 24°-Anschluss für Bohrungsform W nach DIN 3861
- DIN 86720 Keil-Flachschieber aus Rotguss mit Kopfstück und Flanschen DN 20 bis DN 100, PN 16
- DIN 86735 Öl-Wasser-Separatoren – Tanksystem für Bilgenwasser auf Seeschiffen
- DIN 87101 Rückschlagklappen, selbstschließend, vertikale Bauart, DN 50 bis DN 150, PN 1 – Flanschanschluss nach PN 10
- DIN 87151 Grauguss-Grobfilter - DN 40 bis DN 200, Nenndruck 2,5 - Zusammenstellung und Anschlussmaße
- DIN 87152 Grauguss-Grobfilter
  - Teil 1 Gehäuse, Durchgangform
  - Teil 2 Gehäuse, Eckform
- DIN 87153 Grauguß-Grobfilter; Deckel
- DIN 87154 Grauguß-Grobfilter; Siebkörbe
- DIN 87155 Grauguß-Grobfilter; Dichtringe
- DIN 87160 Saugkörbe aus Metall, DN 20 bis DN 200
  - Teil 1 Zusammenstellung
  - Teil 2 Einzelteile
- DIN 87223 Wasserabläufe mit Geruchsverschluss, nicht absperrbar
- DIN 87224 Wasserabläufe mit Geruchsverschluss, absperrbar
- DIN 87225 Wasserabläufe für freie Decks
- DIN 87226 Wasserabläufe - Seitliche Abläufe für freie Decks
- DIN 87303 Vierkante mit verjüngten und parallelen Seitenflächen für Armaturen im Schiffbau
- DIN 87308 Bedienteile für Armaturen im Schiffbau – Handkurbeln mit Vierkantloch mit verjüngten Seitenflächen
- DIN 87310 Mehrzweckschlüssel mit Innenvierkant und Flachkant
- DIN 87311 Handradschlüssel
- DIN 87312 Flachkant-Einsteckschlüssel für Decksverschlüsse von Füll- und Peilrohrleitungen
- DIN 87314 Vierkant-Einsteckschlüssel für Ablassverschraubungen
- DIN 87340 Gestängerohr-Fernbedienungen; Nenngrößen, Bauteile-Übersicht
- DIN 87341 Gestängerohr-Fernbedienungen; Einbau
- DIN 87343 Gestängerohr-Fernbedienungen; Einschweißgelenke
- DIN 87344 Gestängerohr-Fernbedienungen; Aufsteckgelenke
- DIN 87346 Gestängerohr-Fernbedienungen; Lager
- DIN 87349 Gestängerohr-Fernbedienungen; Kegelradtriebe
- DIN 87350 Gestängerohr-Fernbedienungen; Schwenkbare Winkeltriebe
- DIN 87351 Gestängerohr-Fernbedienungen; Spindelverlängerungen, Aufsteck-Rohranschlüsse, Vierkant-Einschweißzapfen
- DIN 87352 Gestängerohr-Fernbedienungen; Schutzhauben für schwenkbare Winkeltriebe
- DIN 87371 Gestängerohr-Fernbedienungen; Gestängerohr-Halter
- DIN 87373 Gestängerohr-Fernbedienungen; Durchführungen, wasserdicht
- DIN 87374 Gestängerohr-Fernbedienungen; Einschweiß-Bedienstellen an Deck, mit Wellen-Vierkantzapfen
- DIN 87375 Gestängerohr-Fernbedienungen; Einschweiß-Bedienstellen an Deck, mit schwenkbarem Winkeltrieb
- DIN 87378 Gestängerohr-Fernbedienungen; Sinnbilder für schematische Darstellungen
- DIN 87379 Gestängerohr-Fernbedienungen; Technische Lieferbedingungen, Konstruktions-Einzelheiten
- DIN 87380 Gestängerohr-Fernbedienungen; Aufsteckgelenke, auskuppelbar
- DIN 87381 Gestängerohr-Fernbedienungen; Spindelverlängerungen mit geradem Vierkant, Aufsteck-Rohranschlüsse, Vierkant-Einschweißzapfen
- DIN 87382 Gestängerohr-Fernbedienungen; Durchführungen mit Winkeltrieb, wasserdicht
- DIN 87383 Gestängerohr-Fernbedienungen; Zwischenbedienstellen
- DIN 87384 Gestängerohr-Fernbedienungen; Bedienstellen an der Wand, klappbar
- DIN 87721 Ablaßverschraubungen
  - Teil 1 Zusammenstellung, Einbau
  - Teil 2 Ablaßschrauben, Einschweißplatten
- DIN 87901 Luftventile für Pumpen
- DIN 89158 Elektrische Kabel für Schiffe und Offshore-Einheiten - Starkstromkabel mit Schirm (Armierung) - MGCG, MGCH, halogenfrei
- DIN 89159 Elektrische Kabel für Schiffe und Offshore-Einheiten - Fernmeldekabel mit Schirm - FMGCG, FMGCH, halogenfrei
- DIN 89160 Elektrische Kabel für Schiffe und Offshore-Einheiten - Starkstromkabel ohne Schirm - MGG, MGH, halogenfrei
- DIN 89250 Abzweigdosen - AC/DC 16 A, 500 V, Schutzgrad IP56
- DIN 89262 Zweipolige Steckdosen mit Schutzkontakt - DC 10 A, AC 16 A, AC/DC 250 V, Schutzgrad IP56
- DIN 89263 Zweipolige Steckdosen mit Schutzkontakt - Schaltbar - AC/DC 10 A, AC/DC 250 V, Schutzgrad IP56
- DIN 89266 Zweipolige Kupplungen mit Schutzkontakt - DC 10 A, AC 16 A, AC/DC 250 V, Schutzgrad IP56
- DIN 89267 Zweipolige Stecker mit Schutzkontakt - DC 10 A, AC 16 A, AC/DC 250 V, Schutzgrad IP56
- DIN 89270 Installationsschalter - AC/DC 10 A, AC/DC 250 V, Schutzgrad IP56
- DIN 89280 Einführungen für elektrische Kabel und Leitungen
  - Teil 1 Zusammenstellung
  - Teil 2 Einzelteile
- DIN 89283 Einführungen für elektrische Kabel - Tüllenschraubbuchsen
- DIN 89284 Verschluss-Schrauben für Montagelöcher und Einführungen nach DIN 89280; Text Deutsch und Englisch
- DIN 89285 Einführungen für elektrische Kabel und Leitungen - Kabelverschraubung mit Schutzgrad IP66 und IP68 zur Anwendung auf Wasserfahrzeugen; Text Deutsch und Englisch
- DIN 89300 Abzweigeinsätze mit Mantelklemmen - 16 A, 500 V, für Leiter bis 2,5 mm²
- DIN 89320 Zweipolige Kontakteinsätze mit Schutzkontakt für wasserdichte Steckvorrichtungen - DC 10 A, AC 16 A, 250 V
- DIN 89322 Schaltereinsatz - AC/DC 10 A, AC/DC 250 V, Schutzgrad IP00
- DIN 89345 Erdungseinsätze für Einführungen für elektrische Kabel und Leitungen
- DIN 89347 Scheiben für Einführungen für elektrische Kabel und Leitungen; Text Deutsch und Englisch
- DIN 89349 Dichtringe für Einführungen für elektrische Kabel und Leitungen; Text Deutsch und Englisch
- DIN 89950 Positionslaternen für Seeschiffe und Binnenschiffe; Übersicht, Hauptmaße, Bauteile
- DIN 91252 Elektrische Straßenfahrzeuge - Batteriesysteme - Anforderungen an die Gestaltung von Lithium-Ionen-Batteriezellen; Text Deutsch und Englisch
- DIN 91379 Zeichen und definierte Zeichensequenzen in Unicode für die elektronische Verarbeitung von Namen und den Datenaustausch in Europa, mit CD-ROM
- DIN 92111 Richtlinien für Tropenprüfungen
- DIN 95360 Elastomer-Federelemente – Technische Spezifikation
- DIN 95361 Elastomer-Federelemente – Schienen
- DIN 95362 Elastomer-Federelemente, hohlprismatisch
- DIN 95363 Elastomer-Federelemente, zylindrisch; Formen A bis F
- DIN 95364 Elastomer-Federelemente – Anschlagpuffer, Formen A bis G
- DIN 95365 Elastomer-Federelemente – Hut-Lager – Formen A bis K
- DIN 95366 Elastomer-Federelemente – Topf-Lager mit und ohne Abreißsicherung, Formen A bis G
- DIN 95367 Elastomer-Federelemente – Dach-Lager Formen A und B
- DIN 95368 Elastomer-Federelemente – Konus-Lager Formen A bis C
- DIN 95369 Elastomer-Federelemente – Kappen-Lager Form A
- DIN 95406 Elastomer-Federelemente - Flansch-Lager - Formen A bis P
- DIN 95407 Luftfederelemente - Membranform
- DIN 95408 Federelemente - Stauchbügel-Federelemente - Form J
- DIN 96010 Medizinische Instrumente - Sequesterzange nach van Buren
- DIN 96015 Medizinische Instrumente - Gipsscheren nach Stille
- DIN 96031 Medizinische Instrumente - Nierenklemmen nach Guyon
- DIN 96033 Medizinische Instrumente - Nierenklemme nach Wertheim-Cullen
- DIN 96035 Medizinische Instrumente - Bronchusklemme nach Semb
- DIN 96036 Medizinische Instrumente - Bronchusklemme nach Price-Thomas
- DIN 96042 Medizinische Instrumente - Verpackung - Technische Spezifikation
- DIN 96053 Medizinische Instrumente - Wundhaken nach Ollier
- DIN 96056 Medizinische Instrumente - Knochenraspatorium
- DIN 96057 Medizinische Instrumente - Raspatorium nach Sedillot
- DIN 96058 Medizinische Instrumente - Elevatorium und Knochenhebel nach Lange-Hohmann
- DIN 96060 Medizinische Instrumente - Elevatorium nach Langenbeck
- DIN 96073 Medizinische Instrumente - Zungenspatel, doppelendig
- DIN 96074 Medizinische Instrumente - Elevatorium nach Freer
- DIN 96075 Medizinische Instrumente - Wundsperrer nach Finsen
- DIN 96076 Medizinische Instrumente - Wundspreizer nach Wullstein
- DIN 96082 Medizinische Instrumente - Wundspreizer nach Beckmann-Adson
- DIN 96100 Medizinische Instrumente - Raspatorium nach Farabeuf-Collin
- DIN 96105 Medizinische Instrumente - Aufgebogene Chirurgie-Schere nach Tönnis
- DIN 96110 Medizinische Instrumente – Technische Spezifikation für Belegmuster
- DIN 96114 Medizinische Instrumente - Präparierschere nach Mayo ohne Hartmetall-Einlagen
- DIN 96121 Medizinische Instrumente - Nadelhalter nach Crile-Wood mit Hartmetall-Einlagen
- DIN 96123 Medizinische Instrumente - Nadelhalter nach Finochietto mit Hartmetall-Einlagen
- DIN 96128 Medizinische Instrumente - Nadelhalter nach Wangensteen mit Hartmetall-Einlagen
- DIN 96140 Medizinische Instrumente - Flachmeißel nach Stille
- DIN 96142 Medizinische Instrumente - Ligaturnadel nach Kronecker
- DIN 96144 Medizinische Instrumente - Raspatorium nach Williger
- DIN 96145 Medizinische Instrumente - Chirurgie-Pinzette nach Gillies
- DIN 96146 Medizinische Instrumente - Wundhaken nach Brunner
- DIN 96149 Medizinische Instrumente - Resektionslöffel nach Daubenspeck
- DIN 96151 Medizinische Instrumente - Resektionslöffel nach Hemingway
- DIN 96156 Medizinische Instrumente - Wundhaken nach Kocher, mit gewölbtem Blatt
- DIN 96160 Medizinische Instrumente - Drahtumführungsnadel
- DIN 96164 Medizinische Instrumente - Reibahle nach Perthes
- DIN 96166 Medizinische Instrumente – Hakengriff für Drahtsäge nach Gigli
- DIN 96298 Medizinische Instrumente - Begriffe, Messmethoden und Prüfungen
  - Teil 1 Begriffe
  - Teil 2 Messmethoden zur Ermittlung der Grundmaße von chirurgischen Standardinstrumenten